# Freiburg im Breisgau

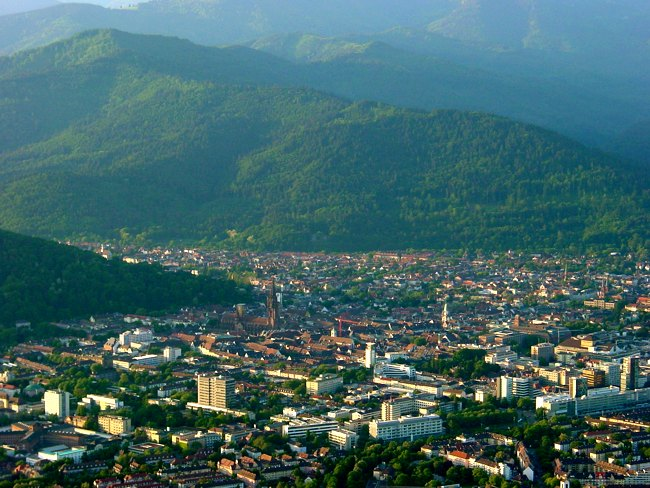
Luftbild von Freiburg von Nordwesten nach Südosten

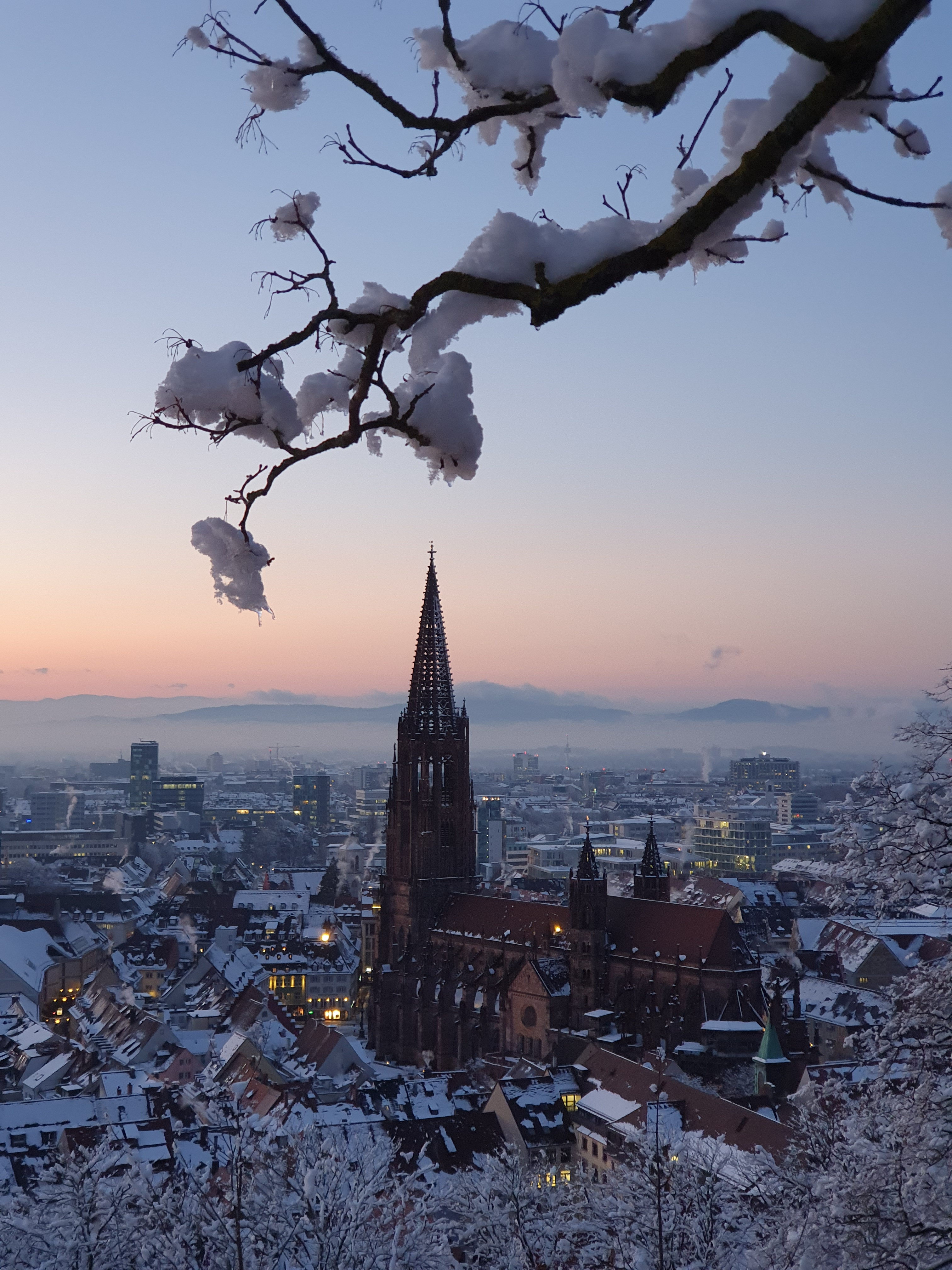
Freiburg mit Münster vom Schlossberg gesehen

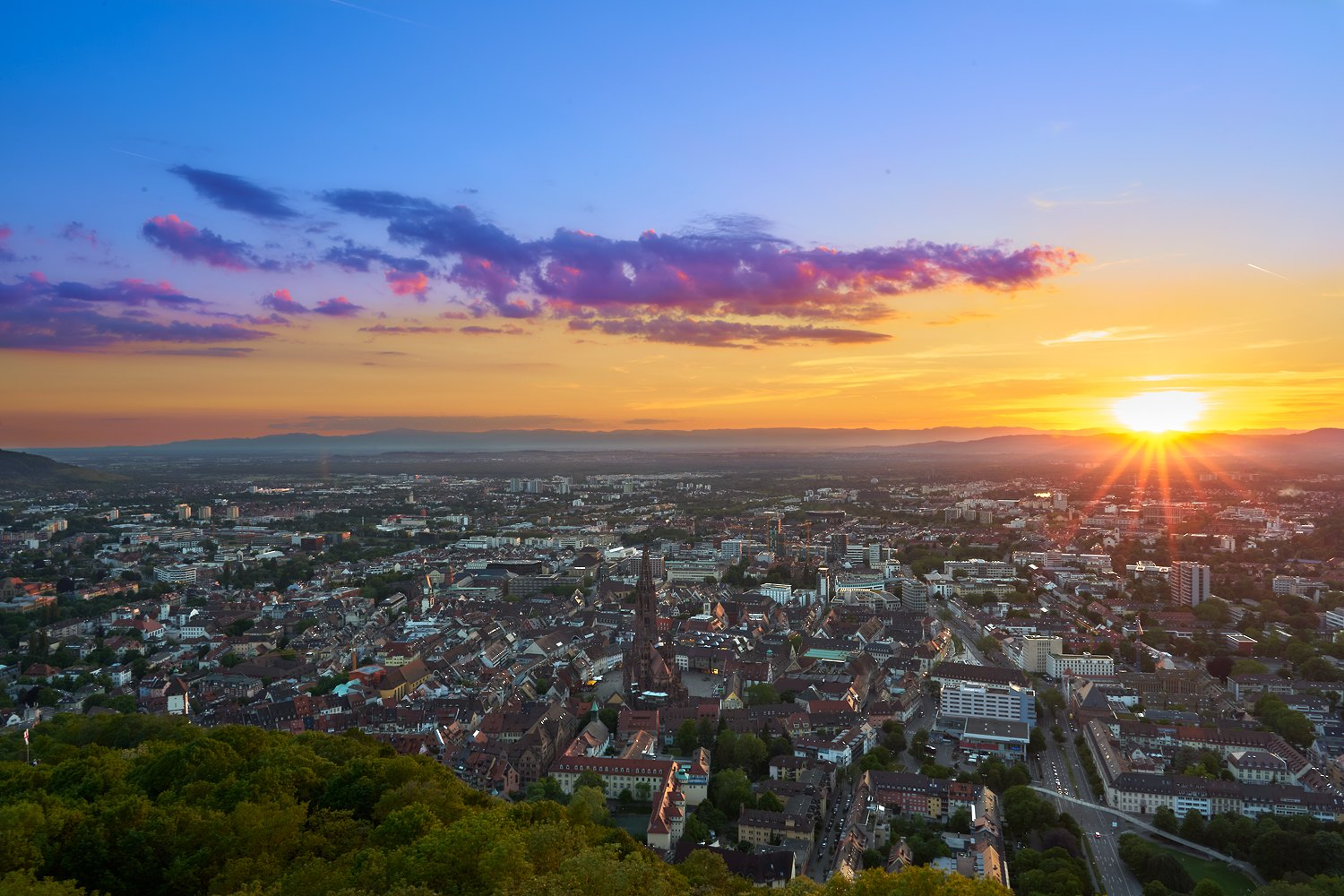
Blick vom Schlossbergturm nach Freiburg, bei Sonnenuntergang

Freiburg im Breisgau (alemannisch Friburg im Brisgauⓘ [ˈfʁiːb̥əɡ̊]; abgekürzt Freiburg i. Br., Freiburg i. B. oder Freiburg i. Breisgau; inoffiziell Schwarzwaldhauptstadt) ist eine Stadt in Baden-Württemberg. Von 1945 bis zur Gründung des Landes Baden-Württemberg am 25. April 1952 war Freiburg im Breisgau die Landeshauptstadt des Landes Baden. Die südlichste Großstadt Deutschlands ist Sitz des Regierungspräsidiums Freiburg sowie des Verbands Region Südlicher Oberrhein und des Landkreises Breisgau-Hochschwarzwald. Sie wird von diesem Landkreis fast völlig umschlossen, dem sie selbst nicht angehört; als kreisfreie Stadt bildet Freiburg einen Stadtkreis.
Mit Stand vom 31. Dezember 2024 hatte die am Fluss Dreisam gelegene Stadt 237.460 Einwohner. Sie nimmt damit auf der Liste der größten Städte in Baden-Württemberg nach Stuttgart, Mannheim und Karlsruhe die vierte Stelle ein. Laut OECD lag die Bevölkerung der Region (metropolitan area) Freiburg (mit den Landkreisen Breisgau-Hochschwarzwald und Emmendingen) im Jahr 2021 bei 662.669 Einwohnern. Die Stadt liegt in der trinationalen Metropolregion Oberrhein mit circa sechs Millionen Einwohnern. Aufgrund ihrer Umweltaktivitäten schmückt und vermarktet sich die Stadt seit 2008 mit dem Titel „Green City“ (grüne Stadt).
Die einen Quadratkilometer große Altstadt mit ihren Wahrzeichen – besonders dem Münster und den Bächle – ist Ziel von jährlich über drei Millionen Besuchern. Mit der 1457 gegründeten Albert-Ludwigs-Universität zählt Freiburg zu den klassischen deutschen Universitätsstädten.

## Geografie

### Lage

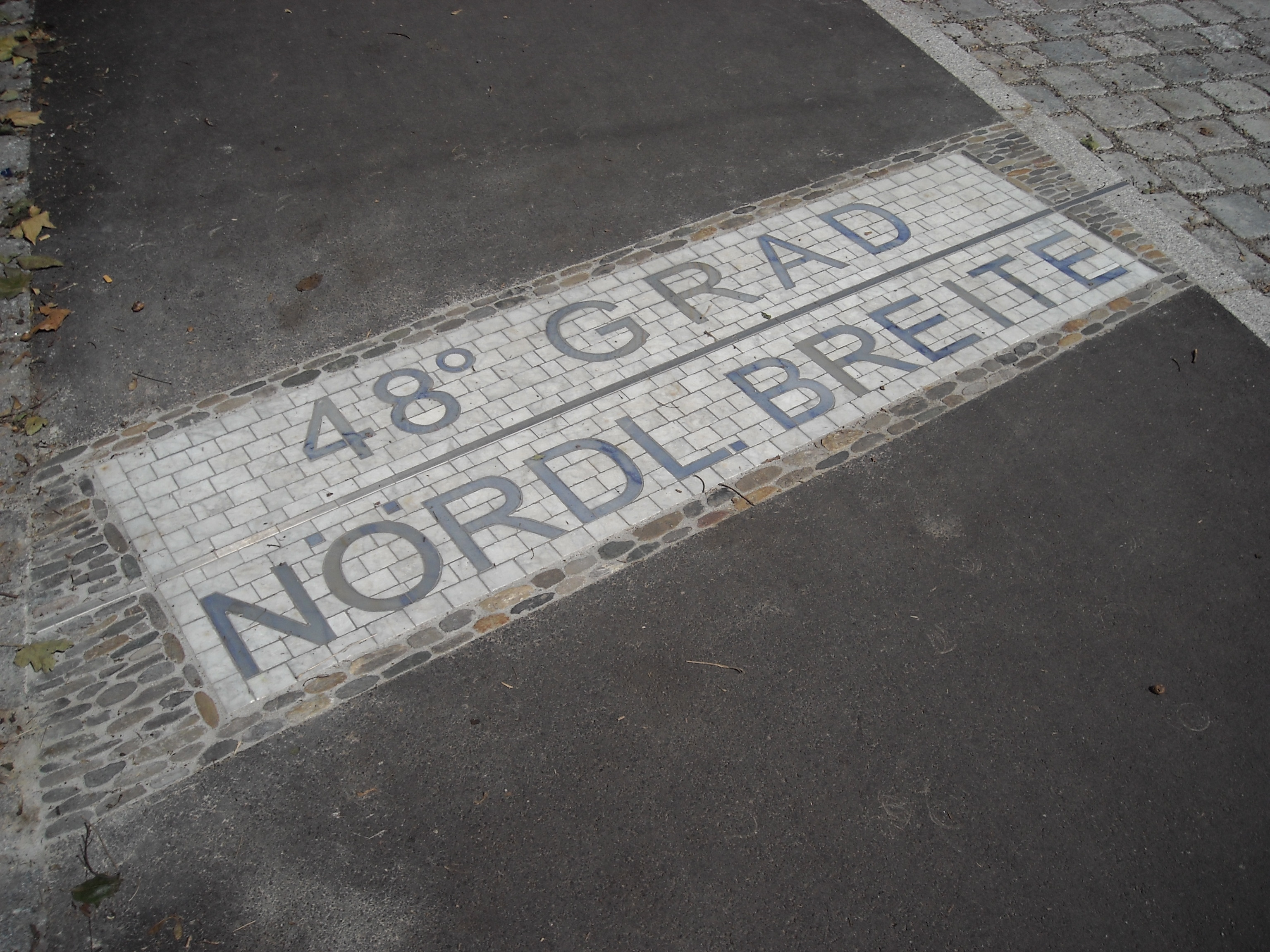
Der 48. Breitengrad als Mosaikpflaster

Freiburg liegt im Südwesten Baden-Württembergs am südöstlichen Rand des Oberrheingrabens sowie großteils in der Freiburger Bucht und am westlichen Fuße des Schwarzwaldes.
Die nächstgelegenen Großstädte sind: Mülhausen (französisch Mulhouse) im Elsass, etwa 46 Kilometer Luftlinie südwestlich, Basel, etwa 51 Kilometer südlich, Straßburg, etwa 66 Kilometer nördlich, Zürich, etwa 85 Kilometer südöstlich, Karlsruhe, etwa 120 Kilometer nördlich sowie Stuttgart, etwa 133 Kilometer nordöstlich von Freiburg. Durch Freiburg fließt die Dreisam.
Die Ausdehnung der Stadt in nordsüdlicher Richtung beträgt 18,6 Kilometer, in ostwestlicher Richtung 20 Kilometer. Von der Gemarkungsgrenze sind es bis zur Grenze nach Frankreich 3 Kilometer und bis zur Grenze der Schweiz 42 Kilometer. Freiburg weist einen Höhenunterschied von über 1000 Metern auf, von Waltershofen 196 m ü. NN bis zum Schauinsland 1284 m ü. NN.
Der Straßenname „Auf der Zinnen“ erinnert an die ehemalige Stadtmauer. Etwa 200 Meter nördlich davon verläuft der 48. nördliche Breitengrad. Die Stelle ist auf beiden Seiten der Nord-Süd-Durchgangsstraße, die hier Habsburgerstraße heißt, durch eine Schrift in Pflastersteinen verschiedener Farben hervorgehoben, so dass die geografische Breite erkennbar ist.

### Nachbargemeinden
Folgende Städte und Gemeinden grenzen an die Stadt Freiburg; sie werden im Uhrzeigersinn, beginnend im Norden, genannt und liegen alle im Landkreis Breisgau-Hochschwarzwald, außer Vörstetten, das zum Landkreis Emmendingen gehört: Vörstetten, Gundelfingen, Glottertal, Stegen, Kirchzarten, Oberried, Münstertal/Schwarzwald, Bollschweil, Horben, Au, Merzhausen, Ebringen, Schallstadt, Bad Krozingen, Breisach am Rhein, Merdingen, Gottenheim, Umkirch und March.

### Geologie

Topographische Karte Freiburgs

Freiburg liegt an der Grenze zwischen Schwarzwald und Oberrheingraben. Diese langgestreckte Verwerfung verläuft mitten durch das Stadtgebiet. Die östlichen Stadtteile liegen in einem Verbindungstal zum Zartener Becken zwischen den Bergen Roßkopf im Norden und Brombergkopf im Süden. Die südlichen Stadtteile Kappel und Günterstal liegen schon im Schwarzwald. Der Schlossberg, ein Ausläufer der Vorbergzone, ragt wie eine Nase direkt ins Innenstadtgebiet. Das Gestein unterhalb des Greiffeneggschlössles sowie im westlichen Bereich des Augustinerweges wurde zum Bau der hochmittelalterlichen Stadtmauer abgebaut.
Mit dem südöstlich gelegenen 1284 Meter hohen Schauinsland gehört einer der höchsten Berge des Schwarzwaldes zum Freiburger Stadtgebiet. Mit mehr als 1000 Metern ist Freiburg unter den deutschen Großstädten jene mit dem größten Höhenunterschied innerhalb des Stadtgebiets. Die westlichen Stadtteile liegen weitgehend auf einem Schwemmkegel, der während der letzten Eiszeit entstand. Im Süden liegt der Schönberg, der zur Vorbergzone zählt, einem Teil des alten Gebirges, und der beim Einbrechen des Oberrheingrabens nur teilweise abgerutscht ist.

### Naturschutz
Im Stadtgebiet von Freiburg bestehen folgende acht Naturschutzgebiete. Damit stehen 813,91 Hektar des Stadtgebiets unter Naturschutz, das sind 5,32 Prozent.
1. Arlesheimer See: 22,8 ha; Gemarkung Tiengen
2. Freiburger Rieselfeld: 257,0 ha; Gemarkungen Mundenhof, Rieselfeld, Opfingen und Waltershofen
3. Gaisenmoos: 25,5 ha; Gemarkung Tiengen
4. Honigbuck: 7,5 ha; Gemarkung Sankt Georgen
5. Humbrühl-Rohrmatten: 25,8 ha (davon 21 ha im Stadtgebiet Freiburg); Gemarkung Waltershofen
6. Mühlmatten: 39 ha (davon 19,6 ha im Stadtgebiet Freiburg); Gemarkung Hochdorf
7. Schangen-Dierloch: 131,3 ha; Gemarkung Hochdorf
8. Schauinsland: 1053,0 ha (davon 239,7 ha im Stadtgebiet Freiburg); Gemarkungen Günterstal und Kappel

Neben den Naturschutzgebieten existieren Landschaftsschutzgebiete, siehe auch Liste der Landschaftsschutzgebiete in Freiburg im Breisgau. Der kommunale, behördliche Naturschutz konnte in den vergangenen Jahrzehnten teilweise nicht alle Ziele der kommunalen Schutzgebietsverordnungen erfüllen. Seit 1997 hat Freiburg eine Baumschutzsatzung. Dennoch kommt es immer wieder zu Streitfällen bei Fällungen von Bäumen.

### Klima
Freiburg liegt in einer Zone mit warm- und feucht-gemäßigtem Klima, wobei es große Unterschiede gibt: In der Ebene ist es wärmer und trockener, in den Bergzonen eher kühler und feuchter. Mit einer mittleren Durchschnittstemperatur von 11,4 °C ist Freiburg eine der wärmsten Großstädte Deutschlands.
So wurde während der Hitzewelle 2003 am 13. August offiziell 40,2 Grad gemessen. Dies war lange die zweithöchste jemals in Deutschland registrierte Temperatur. Die durchschnittliche Jahresmitteltemperatur hat sich seit der Bezugsperiode 1961–1990 von 9,7 °C auf 11,4 °C erhöht (Bezugsperiode 1981–2010) und in der Bezugsperiode 1990–2018 auf 11,8 °C.
|                        | Jan  | Feb | Mär  | Apr  | Mai  | Jun  | Jul  | Aug  | Sep  | Okt  | Nov  | Dez |   |      |
| Mittl. Temperatur (°C) | 3,0  | 4,9 | 7,3  | 10,8 | 14,7 | 19,3 | 20,9 | 20,3 | 15,8 | 10,9 | 6,6  | 4,4 | ⌀ | 11,6 |
| Mittl. Tagesmax. (°C)  | 6,3  | 9,4 | 12,5 | 16,9 | 20,3 | 25,0 | 26,7 | 26,6 | 22,1 | 16,2 | 10,6 | 8,0 | ⌀ | 16,8 |
| Mittl. Tagesmin. (°C)  | −0,8 | 0,6 | 1,7  | 3,8  | 8,2  | 12,8 | 13,8 | 13,3 | 9,4  | 5,7  | 2,3  | 0,3 | ⌀ | 6    |
|                        |      |     |      |      |      |      |      |      |      |      |      |     |   |      |
| Niederschlag (mm)      | 69   | 46  | 48   | 64   | 102  | 79   | 51   | 85   | 45   | 66   | 64   | 58  | Σ | 777  |
|                        |      |     |      |      |      |      |      |      |      |      |      |     |   |      |
| Sonnenstunden (h/d)    | 1,5  | 3,4 | 4,9  | 6,2  | 6,6  | 8,2  | 8,9  | 7,8  | 6,4  | 3,7  | 2,1  | 2,4 | ⌀ | 5,2  |
|                        |      |     |      |      |      |      |      |      |      |      |      |     |   |      |
| Regentage (d)          | 17   | 13  | 13   | 12   | 14   | 13   | 12   | 12   | 10   | 14   | 13   | 18  | Σ | 161  |

| −0,8 |

| 0,6 |

| 1,7 |

| 3,8 |

| 8,2 |

| 12,8 |

| 13,8 |

| 13,3 |

| 9,4 |

| 5,7 |

| 2,3 |

| 0,3 |

| −0,8 |

| 0,6 |

| 1,7 |

| 3,8 |

| 8,2 |

| 12,8 |

| 13,8 |

| 13,3 |

| 9,4 |

| 5,7 |

| 2,3 |

| 0,3 |

Die mittlere jährliche Niederschlagsmenge ist mit 837 mm kaum höher als der langjährige deutsche Durchschnitt von gut 800 mm. Der meiste Niederschlag fällt in den Sommermonaten Mai bis August mit einem Spitzenwert von 107 mm im Juni. Im Februar fällt der geringste Niederschlag mit 50,6 mm.
Freiburg ist Standort des Zentrums für Medizin-Meteorologische Forschung des Deutschen Wetterdienstes. 2018 eröffnete dieser an seinem Standort in der Stefan-Meier-Str. 4 die fünfte von insgesamt zehn in Deutschland geplanten Stadtklimastationen, um Messwerte der dicht bebauten Städte zu bekommen, in denen mehr als 70 Prozent der Bevölkerung lebt und arbeitet. Im Vergleich zu der Messstation am Flugplatz Freiburg können hier die Temperaturen bis zu 10 °C höher sein.
Eine Spezialität des sommerlichen Stadtklimas ist der nach dem östlich gelegenen Höllental genannte „Höllentäler“. Einige Zeit nach Eintritt der Dunkelheit durchlüftet der Bergwind von den Höhen des Schwarzwalds mit großer Regelmäßigkeit Teile der Stadt. Nach Auffassung von Wetterexperten wie Jörg Kachelmann oder Hans von Rudloff ist dieser Wind nicht kühl, wie häufig vermutet und oft gefühlt wird, sondern eher föhnartig warm. Der Fallwind soll deshalb der Stadt die meisten Tropennächte in Deutschland mit Temperaturen durchgehend über 20 °C bescheren.

### Stadtgliederung

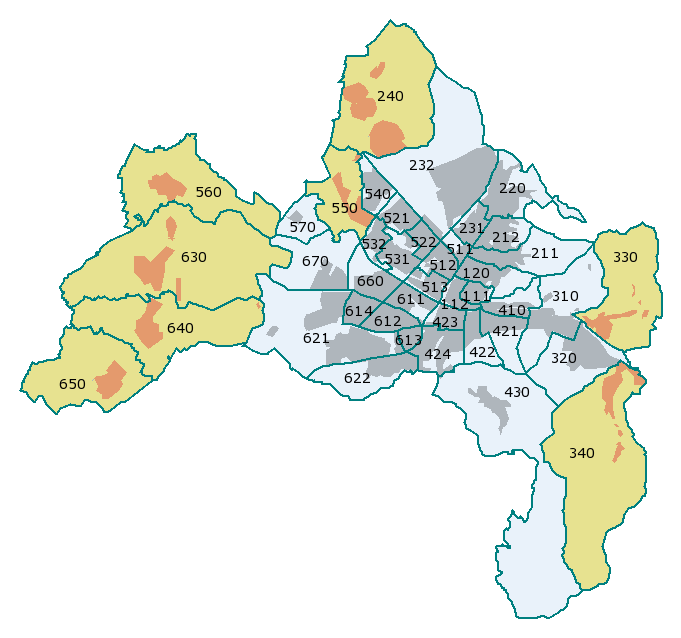
Die Freiburger Stadtbezirke mit ihren amtlichen Nummern (noch ohne Vauban); Stadtteile mit Ortschaftsverfassung in beige

Freiburg hat 28 Stadtteile, die vorwiegend zu statistischen Zwecken in 42 Stadtbezirke gegliedert sind. In den bei der Kreisreform des ehemaligen Landkreises Freiburg eingegliederten Stadtteilen Ebnet, Hochdorf, Kappel, Lehen, Munzingen, Opfingen, Tiengen und Waltershofen wurde die Ortschaftsverfassung eingeführt. Damit erhielten diese Orte einen von der Bürgerschaft der Ortschaft gleichzeitig mit dem Gemeinderat zu wählenden Ortschaftsrat mit einem Ortsvorsteher an der Spitze sowie eine örtliche Verwaltung. Die Ortschaftsräte sind zu allen wichtigen die Ortschaft betreffenden Angelegenheiten zu hören. Die endgültige Entscheidung über eine Maßnahme obliegt jedoch dem Gemeinderat der Stadt Freiburg im Breisgau.
Die Stadtteile im Einzelnen (mit Ordnungsnummer):
Mitte
- 11 Altstadt
- 12 Neuburg

Nord
- 21 Herdern
- 22 Zähringen
- 23 Brühl
- 24 Hochdorf

Ost
- 31 Waldsee
- 32 Littenweiler
- 33 Ebnet
- 34 Kappel

Süd
- 41 Oberau
- 42 Wiehre
- 43 Günterstal

West
- 51 Stühlinger
- 52 Mooswald
- 53 Betzenhausen
- 54 Landwasser
- 55 Lehen
- 56 Waltershofen
- 57 Mundenhof

Südwest
- 61 Haslach
- 62 St. Georgen
- 63 Opfingen
- 64 Tiengen
- 65 Munzingen
- 66 Weingarten
- 67 Rieselfeld
- 68 Vauban

## Geschichte

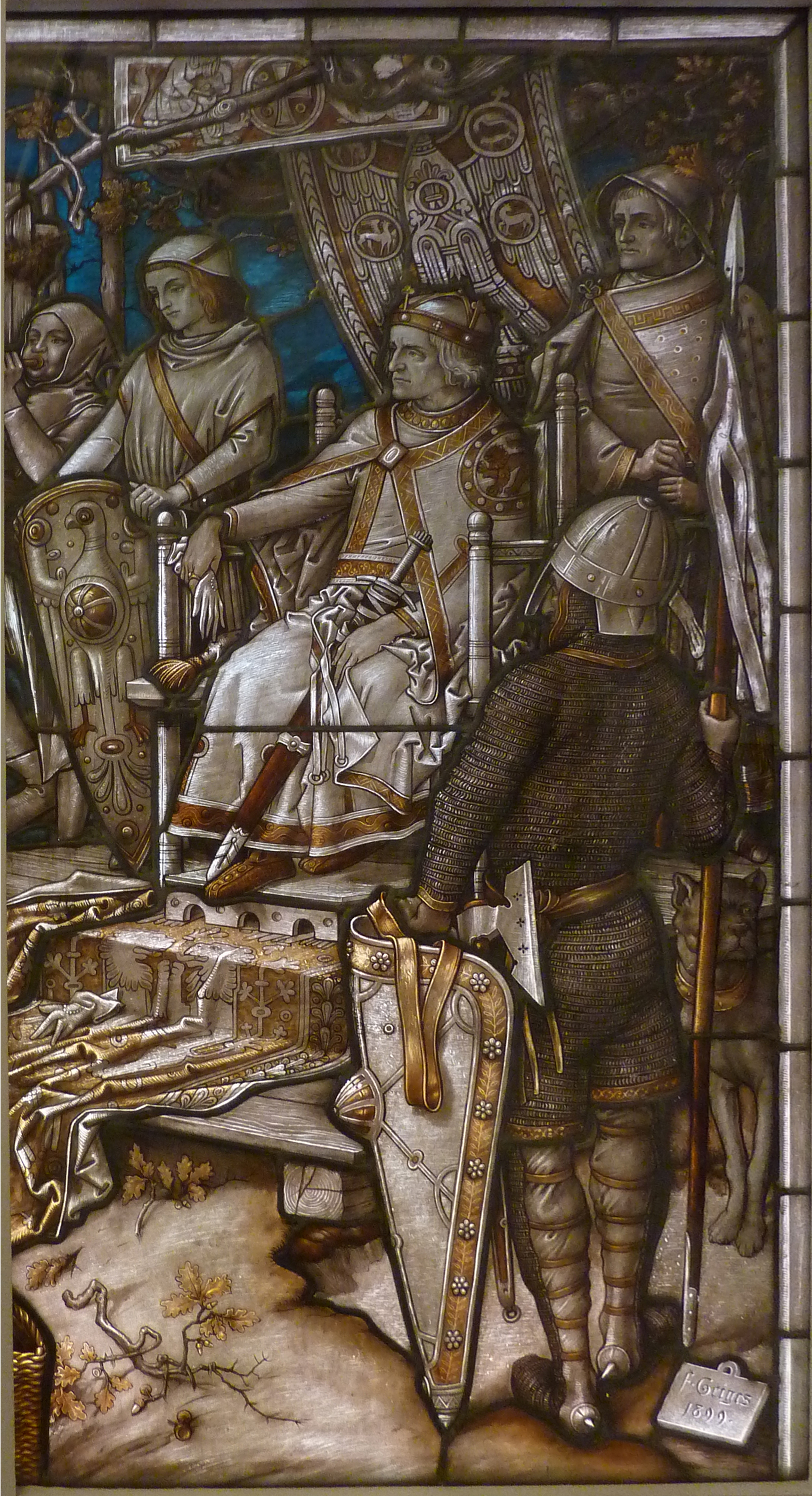
Konrad von Zähringen verleiht der Siedlung am Fuße des Schlossbergs das Stadtrecht (Glasmalerei von Fritz Geiges, 1899).

Eine erste Erwähnung von Siedlungen im Bereich des heutigen Freiburg, der Wiehre, Zähringen und Herdern, findet sich in einem Dokument aus dem Jahr 1008. Um 1091 baute der Zähringer-Herzog Bertold II. das Castrum de Friburch (Ruine Leopoldsburg) auf dem Schlossberg. Der Siedlung der Dienstleute und Handwerker am Fuße des Berges verlieh Bertolds Sohn Konrad im Jahre 1120 das Markt- und Stadtrecht. An Stelle der inzwischen zu kleinen Kirche veranlasste Bertold V. um 1200 den großzügigen Bau des heutigen Münsters, der v. a. durch die Einkünfte der Silberminen im Schwarzwald finanziert wurde, die wesentlich zum Wohlstand der Freiburger Bürger beitrugen.
Nach dem Aussterben der Zähringer übernahmen 1218 die Grafen von Urach die Herrschaft und nannten sich fortan die Grafen von Freiburg. Nach häufigeren Streitereien mit den Grafen um die Finanzen kaufte sich die Freiburger Bürgerschaft 1368 mit 15.000 Mark Silber von der Herrschaft des ungeliebten Egino III. los und unterstellte sich dem Schutz des Hauses Habsburg.

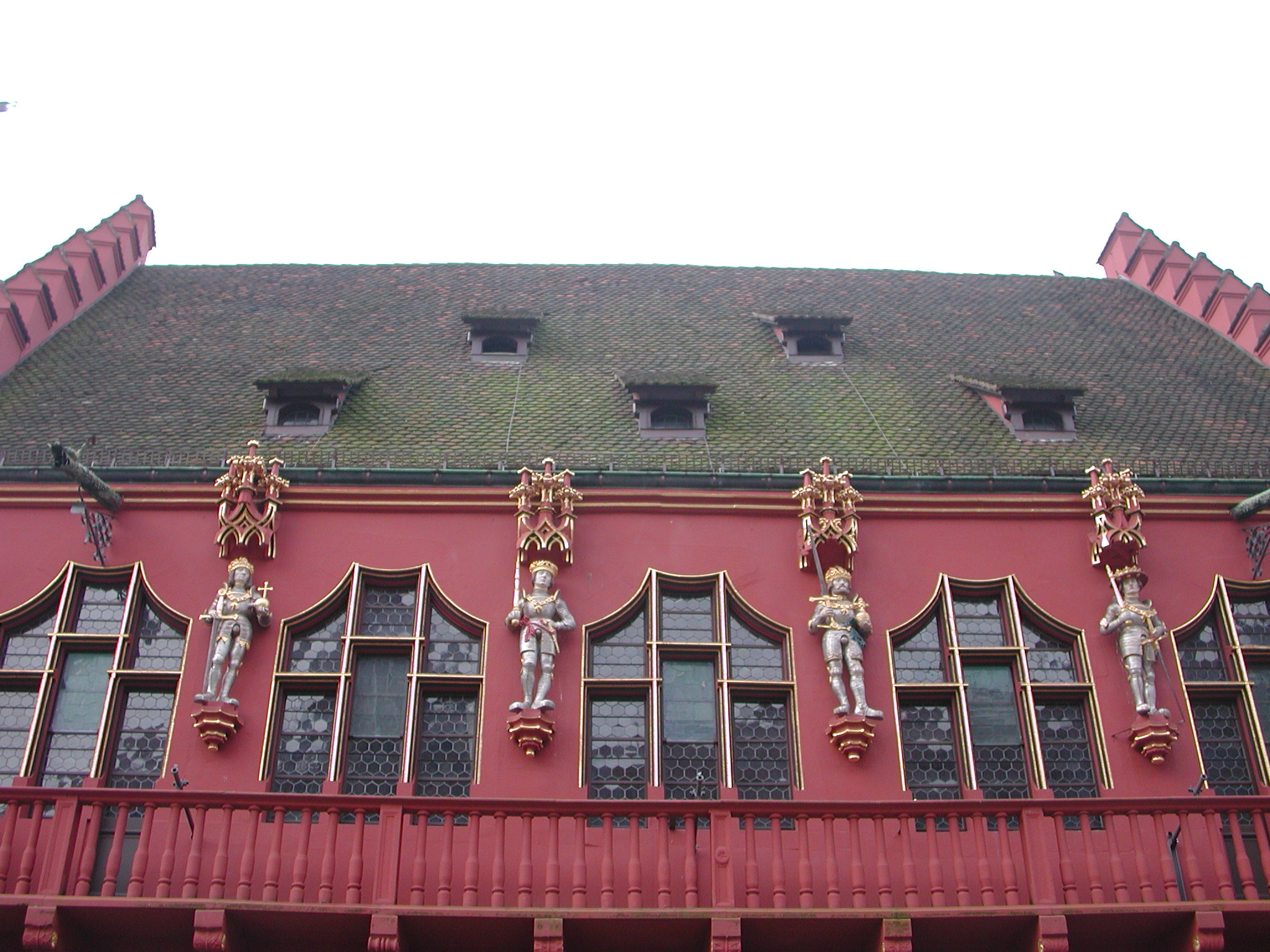
Vier Habsburger Herrscher am Historischen Kaufhaus

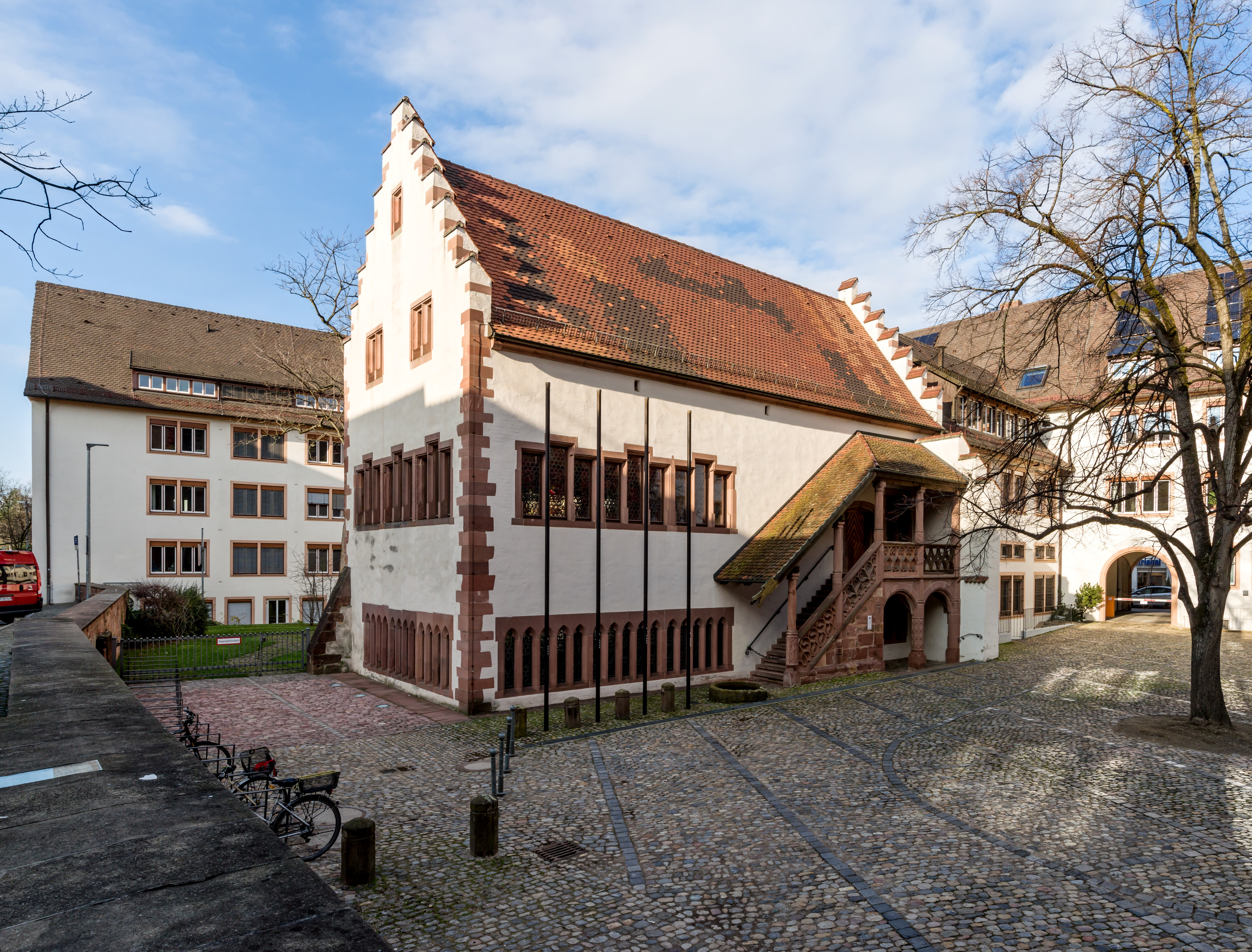
Im ältesten Rathaus Freiburgs, der Gerichtslaube, fand 1498 der Reichstag statt.

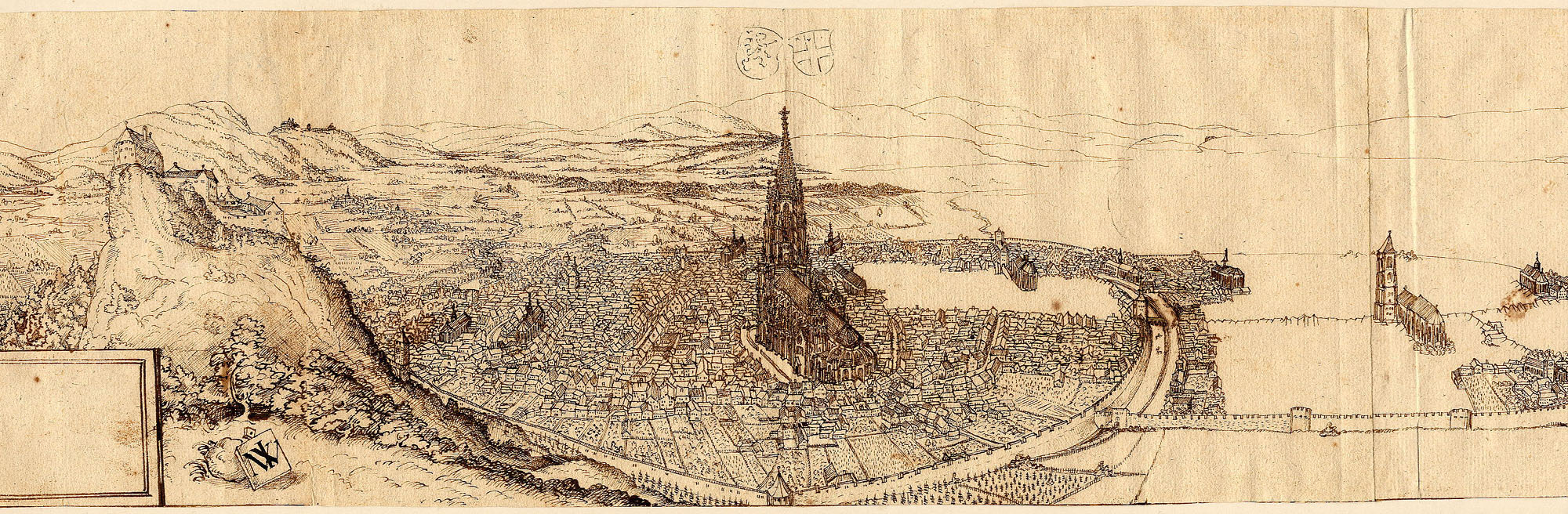
Meister N. J. W.: Freiburg im Breisgau, um 1580

Freiburg musste den neuen Herrschern Kriegsleute stellen und Finanzhilfe leisten. In der Schlacht bei Sempach siegten die Schweizer Eidgenossen 1386 gegen den österreichischen Herzog Leopold III. und löschten dabei einen Großteil des Freiburger Adels aus. Die Zünfte beherrschten danach den Stadtrat. Freiburg war bis 1427 Reichsstadt. Als Herr der österreichischen Vorlande stiftete Erzherzog Albrecht 1457 die Freiburger Universität.

### Gegenreformation und Dreißigjähriger Krieg
Im Jahre 1498 hielt Maximilian I. Reichstag in Freiburg. Unter dem Zeichen des Bundschuhs erhoben sich in der gleichen Zeit die Bauern am Oberrhein, doch der Aufstand bei Freiburg unter Joß Fritz im Jahr 1513 wurde verraten. 1525 nahmen im Deutschen Bauernkrieg Bauern unter Führung von Hans Müller Freiburg ein und zwangen den Stadtrat, einer evangelisch-christlichen Vereinigung beizutreten. Als 1529 in Basel die Bilderstürmer den Protestantismus durchsetzten, flohen der „Fürst der Wissenschaft“ Erasmus von Rotterdam und das Basler Domkapitel ins katholische Freiburg. Mit der Vollendung des Hochchors, der 1513 durch den Konstanzer Weihbischof geweiht wurde, war 1536 das Münster fertiggestellt.
Kurz nach Beginn des Dreißigjährigen Krieges 1620 übernahmen die Jesuiten die Universität Freiburg. Im Jahre 1632 besetzten die Schweden unter General Horn die Stadt, die in den folgenden Jahren mehrmals den Besitzer wechselte. Eine kaiserlich-bayrische Armee unter den Generälen Franz von Mercy und Jan van Werth nahm 1644 Freiburg ein. Anschließend kam es zur Schlacht bei Freiburg zwischen den Bayern und französisch-weimarischen Truppen.

### Konflikte mit Frankreich und Herrschaft Napoleons
In der zweiten Hälfte des 17. Jahrhunderts kam es unter Ludwig XIV. immer wieder zu Übergriffen auf rechtsrheinisches Gebiet. Nach dem Holländischen Krieg musste Kaiser Leopold I. 1679 im Frieden von Nimwegen die Stadt Freiburg samt Lehen sowie Betzenhausen und Kirchzarten der Krone Frankreichs überlassen. Nachdem Ludwig XIV. Sébastien Le Prestre de Vauban angewiesen hatte, die Stadt zu einer modernen Festung auszubauen, besuchte der König 1681 Freiburg, um den Fortschritt der Arbeiten persönlich zu begutachten. Er übernachtete im Basler Hof. Im Frieden von Rijswijk 1697 durfte Ludwig XIV. die im Elsass besetzten Gebiete einschließlich der freien Reichsstadt Straßburg behalten, musste aber Freiburg an die Habsburger zurückgeben. Gegen Ende des Spanischen Erbfolgekriegs besetzte Marschall Claude-Louis-Hector de Villars 1713 Freiburg erneut. Im zweiten österreichischen Erbfolgekrieg schlugen die Franzosen unter Marschall François de Franquetot die Österreicher am 5. Juli 1744 bei Weißenburg, belagerten Freiburg und konnten die Stadt schließlich einnehmen. Als die französischen Truppen Freiburg räumen mussten, zerstörten sie die Festungsanlagen gründlich. Lediglich das Breisacher Tor blieb als Teil der vaubanschen Bauten erhalten.

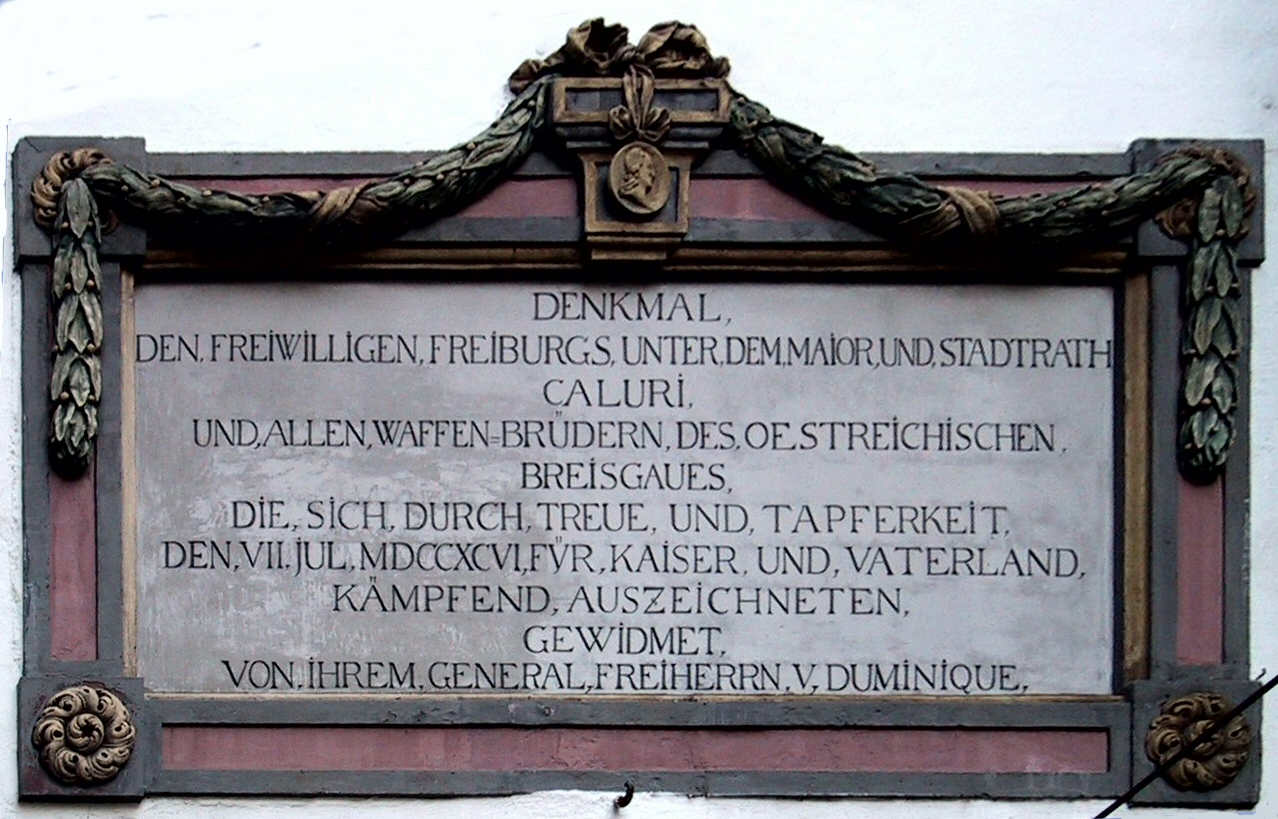
Tafel am Martinstor zum Andenken an die Verteidiger Freiburgs gegen die französische Revolutionsarmee im Jahr 1796

Französische Revolutionstruppen nahmen Freiburg 1796 ein. Nach drei Monaten befreite Erzherzog Karl die Stadt. Als der Herzog von Modena Herkules III. im Frieden von Campo Formio 1797 seine italienischen Besitzungen verlor, erhielt er vier Jahre später 1801 im Frieden von Lunéville als Kompensation den Breisgau. Herkules III. war mit diesem Tausch nicht einverstanden, da er seine Verluste nicht für ausreichend kompensiert erachtete. Deshalb suchte er den Breisgau nach 1801 nicht auf. Die Regierungsgeschäfte führte der Freiherr Hermann von Greiffenegg, der den Breisgau formal erst am 2. März 1803 für das Haus Este in Besitz nahm. Nach Herkules’ Tod im Oktober 1803 fiel der Breisgau an seine ins Haus Habsburg eingeheiratete Tochter Maria Beatrice. Doch dieses modenisch-habsburgische Zwischenspiel dauerte nur kurz, denn durch Verfügung Napoleons fielen der Breisgau und die Ortenau 1805 an Baden, das seit 1803 Kurfürstentum war. Die Schlussakte des Wiener Kongresses bestätigte 1815 den Verbleib Freiburgs beim Großherzogtum Baden.

### Ende der napoleonischen Herrschaft bis Erster Weltkrieg

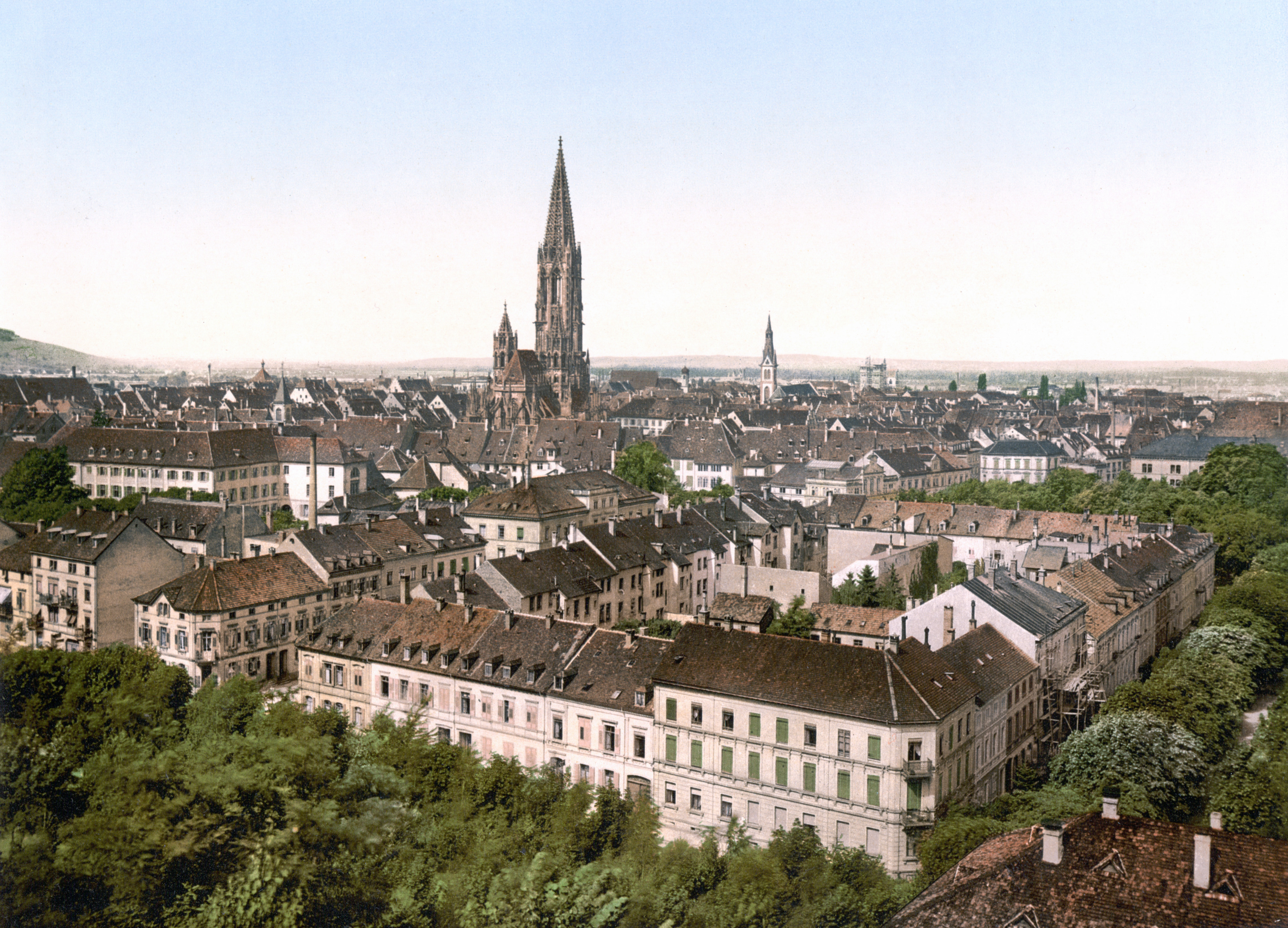
Freiburg um 1900

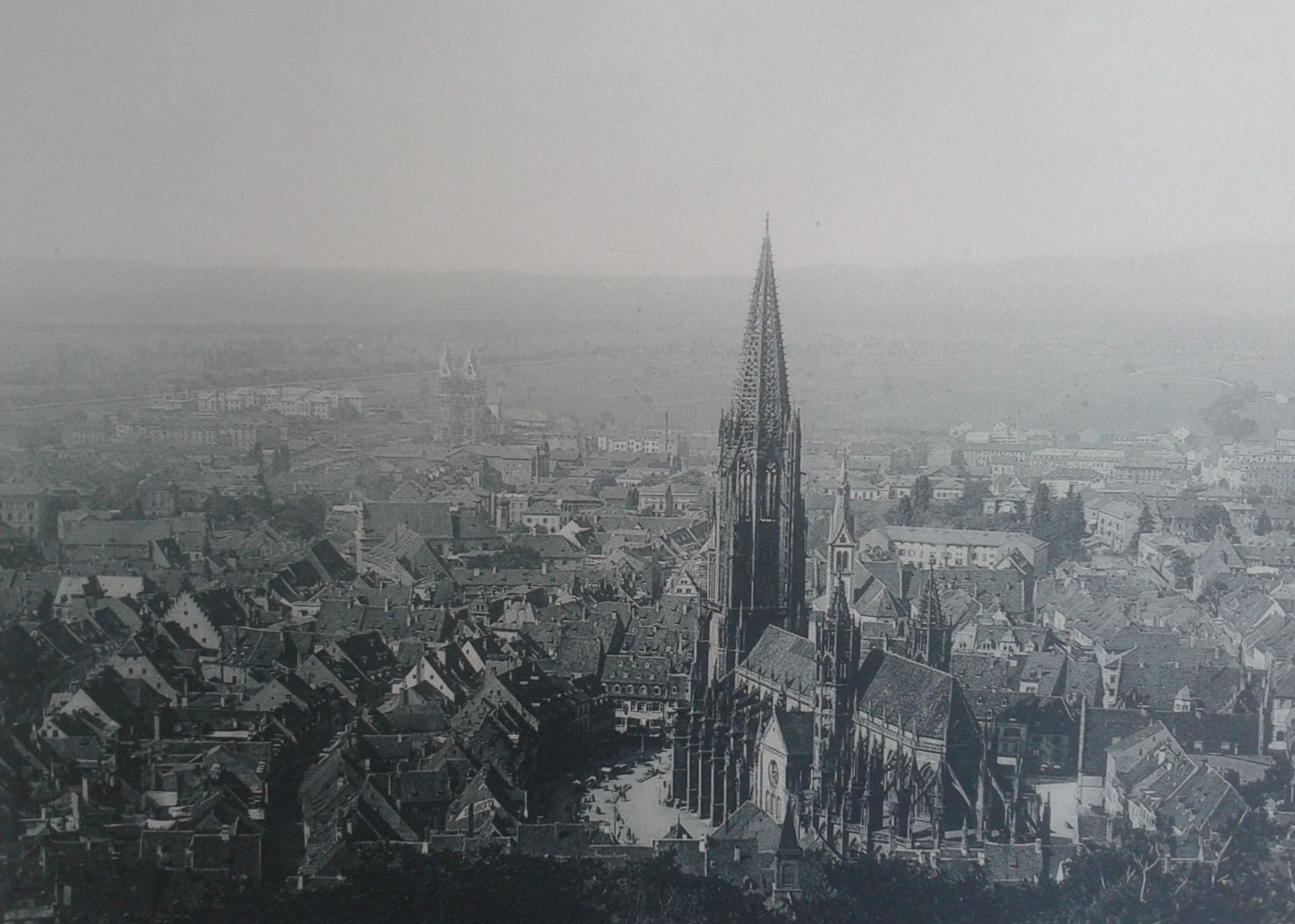
Freiburg, vor 1903. Fotografie: Max Henry Ferrars

Freiburg i. Breisgau um 1912

1821 löste Freiburg Konstanz als Bischofssitz ab. Im Jahr 1827 wurde Freiburg Sitz des neu gegründeten Erzbistums Freiburg. 1845 wurde die Bahnstrecke in Richtung Offenburg eröffnet. Die Revolution von 1848 entlud sich im Südwesten Deutschlands besonders heftig, obgleich Baden 1818 während der Restauration eine recht liberale Verfassung erhalten hatte. In Freiburg kam es zu blutigen Barrikadenkämpfen, an denen neben badischen Regierungstruppen hessische Verbände beteiligt waren.
Mit der Reichsgründung von 1871 nahm die Stadt am allgemeinen Wirtschaftsaufschwung in Deutschland teil. Unter Oberbürgermeister Otto Winterer erhielt Freiburg mit der Bebauung neuer Stadtteile im Stile des Historismus sein Gesicht. Schon ab 1901 fuhr eine elektrische Straßenbahn.
Im Ersten Weltkrieg bombardierten französische Flugzeuge am 14. Dezember 1914 die offene Stadt Freiburg. Das Ereignis schockierte die Einwohner. Als ein Luftangriff im April 1915 einen Erwachsenen und sieben Kinder tötete, hatte dies eine Fluchtwelle aus der Stadt zur Folge.
Die Rückkehr des Elsass zu Frankreich nach dem verlorenen Krieg traf Freiburg wirtschaftlich besonders hart.

### Freiburg unter den Nationalsozialisten

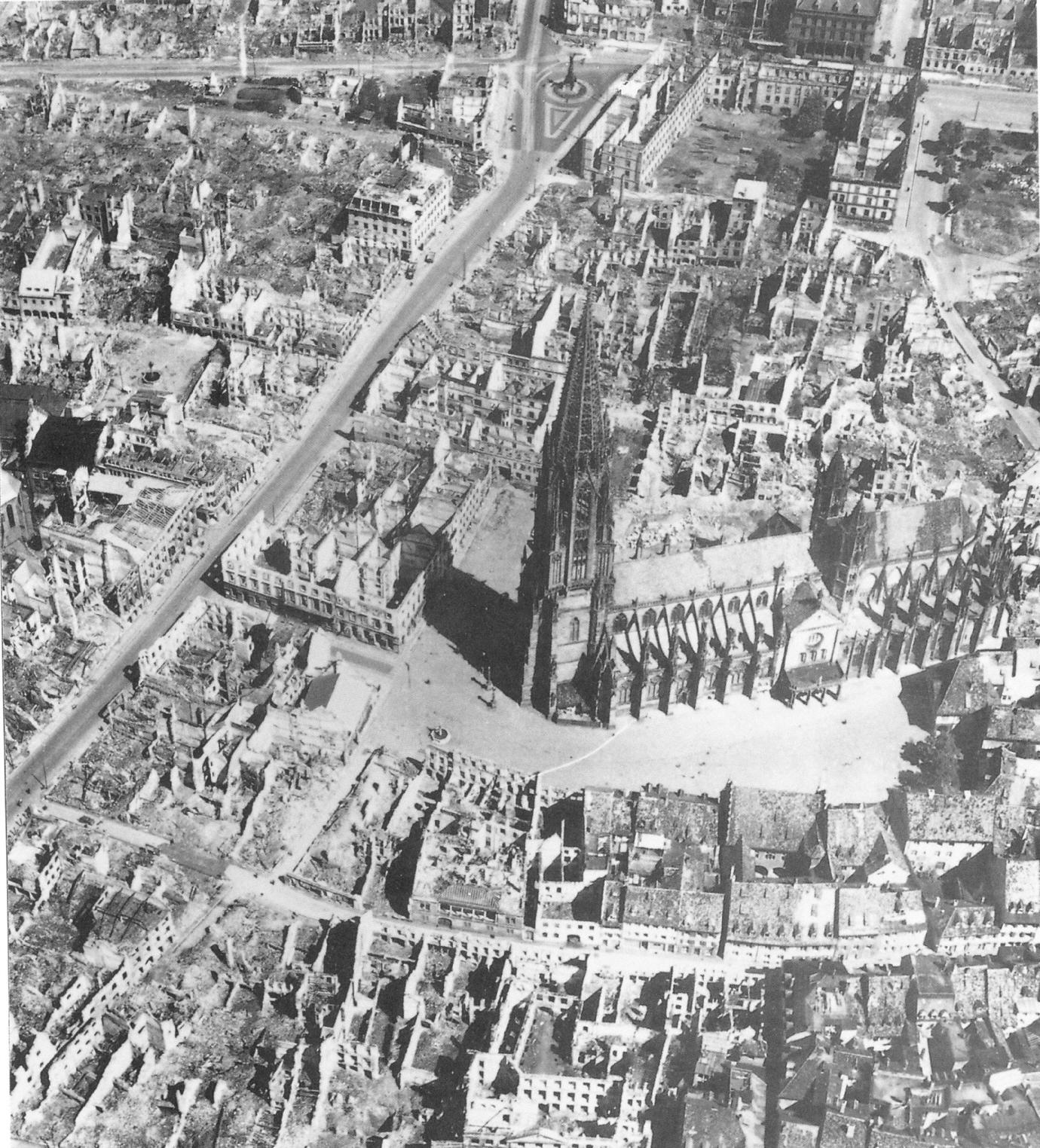
Luftbild der zerbombten Innenstadt mit dem trotz eines Feuersturmes weitgehend unversehrt gebliebenen Münster, nach dem Luftangriff im November 1944

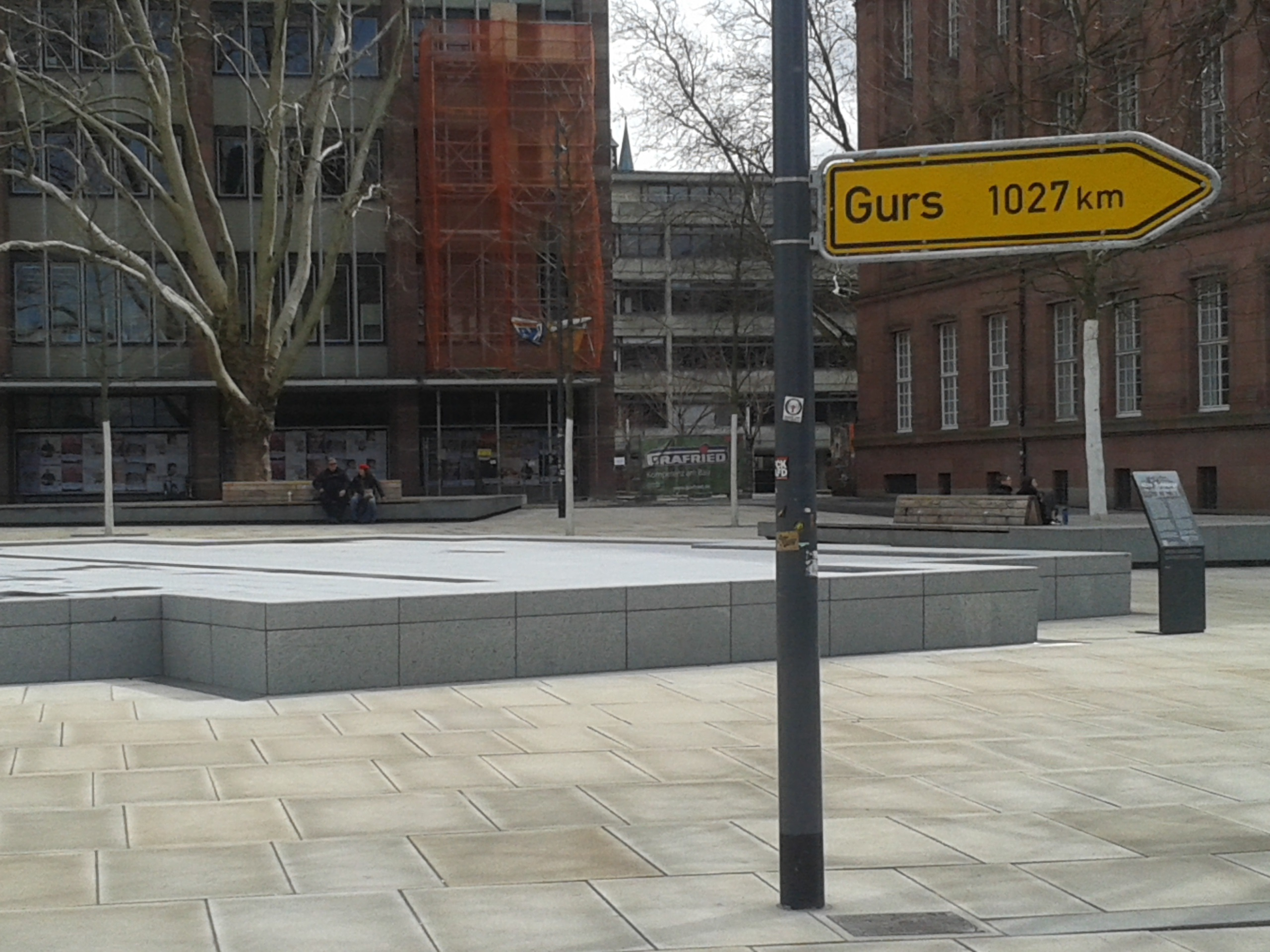
Mahnmal zur Erinnerung an die Deportation der Freiburger Juden

Zwei Reichskanzler in den Anfangsjahren der Weimarer Republik kamen aus Freiburg: Constantin Fehrenbach und Joseph Wirth.
Auch in Freiburg übernahmen 1933 die Nationalsozialisten die Macht. Unter dem Rektorat Martin Heideggers wurde die Universität gleichgeschaltet. 1938 wurde in der Reichspogromnacht auch die Freiburger Synagoge in Brand gesteckt. 1940 wurden im Rahmen der sogenannten Wagner-Bürckel-Aktion die in Freiburg noch verbliebenen Juden mit einem Sammeltransport ins südfranzösische Internierungslager Gurs deportiert.
Die Luftwaffe führte irrtümlich den Bombenangriff auf Freiburg am 10. Mai 1940 durch, bei dem 57 Menschen ums Leben kamen. Unter dem Decknamen Operation Tigerfish bombardierte die britische Royal Air Force am Abend des 27. November 1944 die Stadt, wobei etwa 2800 Einwohner getötet wurden. Nach dem Angriff erhob sich nur noch das relativ unbeschädigte Freiburger Münster aus den Trümmern der im nördlichen Teil gänzlich zerstörten Altstadt, doch hatten die starken Detonationswellen das Kirchenschiff abgedeckt. Mit neuen Ziegeln, die aus Basel gespendet wurden, konnte das Münster bis Januar 1946 wieder fast vollständig gedeckt werden.
Am 2. Mai 1941 übernahm die Stadt Freiburg i.Br. auf Wunsch Kapitänleutnant Helmut Möhlmanns die Patenschaft für U 571, das das Wappen der Stadt am Turm führte. Besatzungsmitglieder des Boots waren zweimal in Freiburg zu Besuch und schrieben der Stadt zahlreiche Briefe, die bis heute im Stadtarchiv verwahrt sind. Im November 1941 übernahm Freiburg zudem die Patenschaft für U 598 (KL Holtmann), zu dem der Kontakt kriegsbedingt weniger persönlich blieb. Die Stadt stattete die Boote mit Bordbibliotheken aus und ließ ihnen Weihnachtsgeschenke zukommen.
Nachdem General Charles de Gaulle auf der Konferenz von Jalta im Februar 1945 eine eigene Besatzungszone zugesprochen erhielt und die französische 1. Armee Ende März 1945 bei Speyer über den Rhein gesetzt hatte, stand die 9. Koloniale Infanteriedivision Mitte April vor Freiburg. Der SS-General Georg Keppler (XVIII. SS-Armeekorps) hielt eine Verteidigung der Stadt für sinnlos und zog „entgegen dem wiederholten ausdrücklichen ‚Führerbefehl‘ […] die dafür bestimmten Verteidigungskräfte (2 Bataillone)“ heraus.
Die „Stadt ergibt sich fast kampflos“ bestätigte der französische Armeegeneral Lattre de Tassigny zum 21. April 1945.

### Entwicklung seit 1945
Im Oktober hielt General de Gaulle in der Stadt eine Siegesparade ab. Infolge der Aufteilung Deutschlands in verschiedene Besatzungszonen wurde Freiburg 1946 die Landeshauptstadt des neugegründeten Bundeslandes Baden. Ministerpräsident war der gebürtige Freiburger Leo Wohleb, der im Colombischlössle residierte, während der Landtag im Historischen Kaufhaus tagte. Nach einer Volksabstimmung ging 1951 Südbaden – trotz des erbitterten Widerstands breiter Kreise der Bevölkerung – im Bundesland Baden-Württemberg auf.
Die Studentenunruhen der späten 1960er Jahre fanden auch in Freiburg ihren Niederschlag. Das gewachsene politische Bewusstsein führte in den 1970er Jahren zur Beteiligung vieler Freiburger am erfolgreichen Widerstand der Kaiserstühler Bauern gegen das geplante Kernkraftwerk Wyhl. Im Gefolge dieser Ereignisse entwickelte sich in der Stadt eine starke autonome Szene und ein breites ökologisch orientiertes Spektrum. Freiburg wurde zu einer Hochburg der neu gegründeten Grünen und wird daher als Ökohauptstadt Deutschlands bezeichnet. Auch wissenschaftlich und wirtschaftlich entwickelte sich in Freiburg ein Klima, das der Stadt eine führende Rolle als Umweltstadt verschafft hat. So trat sie bei der Expo 2010 in Shanghai als „Green City“ auf.
Freiburg wurde durch seine verkehrsgünstige Lage und die Hochschulen und Forschungseinrichtungen zunehmend eine beliebte Stadt für Kongresse, Messen und Tagungen, insbesondere durch das Konzerthaus Freiburg und die Messe Freiburg. Der internationale Städtetourismus spielt inzwischen eine starke Rolle.
1986 war die Stadt Gastgeber der siebten Landesgartenschau Baden-Württemberg, was für die Entwicklung der westlichen Stadtteile von großer Bedeutung war und zudem die Einrichtung der Ökostation zur Folge hatte. Ein starker Bevölkerungszuwachs forderte den Ausbau alter und die Errichtung neuer Wohngebiete. Auf einem von der französischen Garnison 1992 verlassenen Gelände der ehemaligen Vauban-/Schlageter-Kaserne entstand der international bekannte Stadtteil Vauban. 1993 erfolgte der Spatenstich zum neuen Stadtteil Rieselfeld.
Im Jahr 1996 überschritt die Stadt die Bevölkerungszahl von 200.000 Einwohnern, darunter etwa 30.000 Studenten der Universität und der vier weiteren Hochschulen.

Der Flückigersee – ein Teil des ehemaligen Landesgartenschaugeländes

Seit 2015 ist die Errichtung eines neuen Stadtteils im Gespräch, um der Wohnungsnot zu begegnen. Dabei fiel im Gemeinderat die Entscheidung für das bisher landwirtschaftlich genutzte Gelände Dietenbach, zwischen Rieselfeld und dem Zubringer Mitte. 2018 sammelte ein Aktionsbündnis von über 15 Initiativen über 12.500 Unterschriften und führte damit einen Bürgerentscheid zum geplanten Stadtteil Dietenbach herbei. Am 24. Februar 2019 votierte beim Bürgerentscheid eine Mehrheit für die Bebauung des Dietenbach-Geländes. Der erste Spatenstich für den Stadtteil fand unter Beteiligung von Bundeskanzler Olaf Scholz am 27. Februar 2024 statt.
Als Sitz des Erzbistums und kirchlicher Einrichtungen wie des Deutschen Caritasverbandes ist Freiburg ein Zentrum der katholischen Kirche. 1978 fand hier der 85. Deutsche Katholikentag statt, an dem unter anderem Mutter Teresa teilnahm. Am 24. und 25. September 2011 besuchte Papst Benedikt XVI. im Rahmen seines Deutschlandbesuches Freiburg auf Einladung von Robert Zollitsch, des damaligen Freiburger Erzbischofs und Vorsitzenden der Deutschen Bischofskonferenz. Der Pontifex feierte auf dem Flugplatz Freiburg eine Jugendvigil und am 25. September 2011 mit über 100.000 Gläubigen eine Eucharistie-Feier. Außerdem traf er Missbrauchsopfer, führte Gespräche mit Helmut Kohl, Verfassungsrichtern sowie dem Präsidium des Zentralkomitees der deutschen Katholiken und hielt eine ekklesiologisch ausgerichtete Rede vor 1500 geladenen Gästen im Konzerthaus Freiburg.
Die 900-Jahr-Feier der Stadt im Jahr 2020 wurde im März durch die COVID-19-Pandemie und die damit einhergehenden Schutzmaßnahmen unterbrochen und daher bis Juli 2021 verlängert; am 22. Februar 2020 konnte nur die „Freiburger Nacht der Narren“ stattfinden. Wenige Wochen im Sommer und Herbst 2020 wurden die Feierlichkeiten mit kleinen und mittleren Veranstaltungen fortgesetzt.

### Freiburg im Verhältnis der europäischen Beziehungen
Durch seine Lage in der Trinationalen Metropolregion Oberrhein und in der Nähe von Straßburg bekommt Freiburg eine zunehmende Bedeutung für das Zusammenwachsen Europas. Die Stadt ist Sitz von Konsulaten und Honorarkonsulaten verschiedener europäischer Staaten. Das Regierungspräsidium Freiburg, die Stadtverwaltung, die Universität Freiburg und viele andere Einrichtungen arbeiten eng mit den Partnerorganisationen in den benachbarten Ländern Frankreich und der Schweiz zusammen. Als Stadt, die gegen Ende des 17. Jahrhunderts (1677–1697) zum Königreich Frankreich gehörte und nach dem Zweiten Weltkrieg Standort einer großen Garnison der französischen Besatzungsmacht war, hat Freiburg geeignete historische Voraussetzungen, um als politisches Bindeglied zum Nachbarland wirken zu können. Freiburg arbeitet besonders eng mit den französischen Städten Mülhausen und Colmar zusammen. Französische Arbeitskräfte und Kundschaft spielen in der Wirtschaftsregion Freiburg eine bedeutende Rolle. Wichtige Beiträge zu den kulturellen und politischen Beziehungen beider Staaten leisten das „Centre culturel français“ (CCF) Conrad Schroeder (als Nachfolger des 2002 geschlossenen Institut français) und das Frankreich-Zentrum der hiesigen Universität. 2001 und 2010 fanden in Freiburg deutsch-französische Gipfeltreffen der Staats- und Regierungschefs statt. Auch mit der schweizerischen Nachbarstadt Basel bestehen seit jeher enge Beziehungen (siehe Erasmus von Rotterdam und Basler Hof), die bis heute gepflegt werden.

## Stadtentwicklung

### Eingemeindungen und Erweiterungen
Vor der ersten Eingemeindung umfasste das Stadtgebiet 3005 Hektar. Folgende ehemals selbständige Gemeinden beziehungsweise Gemarkungen wurden in die Stadt Freiburg eingegliedert:
| Jahr | Orte         | Zuwachs in ha |
| ---- | ------------ | ------------- |
| 1457 | Herdern      | unbekannt     |
| 1826 | Wiehre       | 723           |
| 1890 | Günterstal   | 520           |
| 1890 | Haslach      | 912           |
| 1906 | Zähringen    | 1169          |
| 1908 | Betzenhausen | 865           |
| 1914 | Littenweiler | 1561          |
| 1938 | St. Georgen  | 761           |

| Datum      | Orte         | Zuwachs in ha |
| ---------- | ------------ | ------------- |
| 01.09.1971 | Lehen        | 358           |
| 01.12.1971 | Opfingen     | 1461          |
| 01.07.1972 | Waltershofen | 758           |
| 01.01.1973 | Tiengen      | 838           |
| 01.07.1973 | Munzingen    | 677           |
| 01.09.1973 | Hochdorf     | 1010          |
| 01.07.1974 | Ebnet        | 687           |
| 01.07.1974 | Kappel       | 1381          |
| 01.01.1978 | Mundenhof    | 323           |

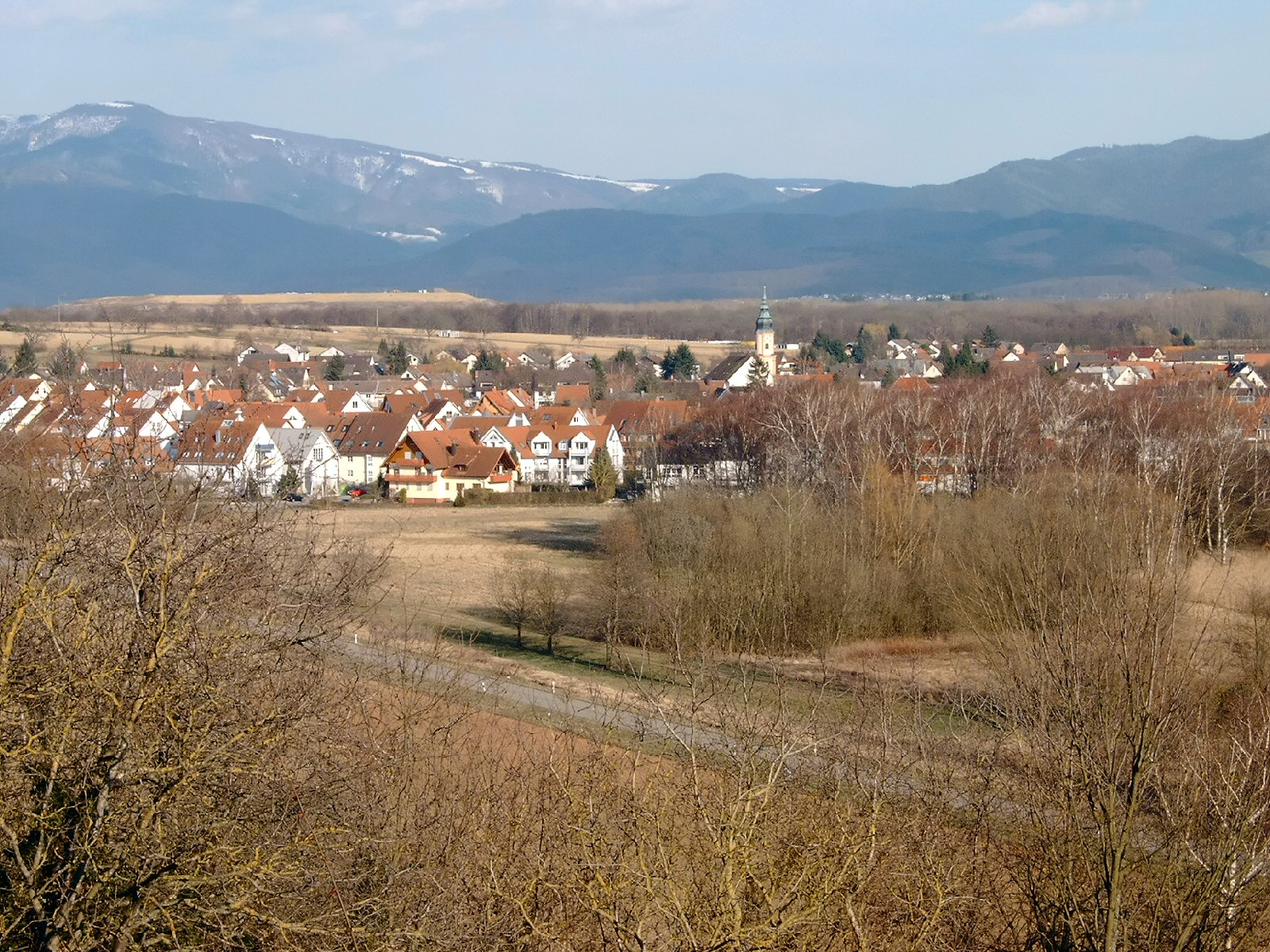
Hochdorf: 1973 eingemeindet

Freiburg wuchs nicht nur durch Eingemeindungen, sondern auch durch neue Stadtteile. In den 1960er Jahren waren dies die Stadtteile Weingarten und Landwasser, in den 1990er Jahren die Stadtteile Rieselfeld und Vauban.

### Einwohnerentwicklung

Einwohnerentwicklung von Freiburg im Breisgau von 1385 bis 2017

Im Spätmittelalter und der frühen Neuzeit lebten in Freiburg zwischen 5.000 und 10.000 Menschen. Freiburg war die größte Stadt zwischen Basel und Straßburg. Erst mit dem Beginn der Industrialisierung im 19. Jahrhundert beschleunigte sich das Bevölkerungswachstum. Hatte die Stadt 1800 9.050 Einwohner, so waren es 1900 bereits 62.000. 1934 überschritt die Einwohnerzahl erstmals die Grenze von 100.000, womit Freiburg zur Großstadt wurde.
Im Zweiten Weltkrieg war die Stadt das Ziel alliierter Luftangriffe. Die Bevölkerungszahl sank von 110.110 im Jahr 1939 um 18,9 Prozent auf 89.275 im Dezember 1945. Schon 1947 überschritt die Einwohnerzahl durch die Flüchtlinge und Vertriebenen aus den deutschen Ostgebieten wieder die Grenze von 100.000. Bis 1996 verdoppelte sich diese Zahl, auch bedingt durch zahlreiche Eingemeindungen umliegender Ortschaften, auf 200.000, eine Grenze, die seitdem nicht mehr unterschritten wurde.
Mit einem Bevölkerungswachstum von 32 Prozent im Zeitraum von 1980 bis 2012 wächst die Stadt als eine der schnellsten im Land. 2009 war der Stadtkreis mit einem Zuwachs von 1954 Einwohnern der Kreis mit dem größten Zuwachs in Baden-Württemberg, 2011 lag er auf Platz zwei hinter Stuttgart.

Bevölkerungspyramide von Freiburg, Stand 2020

Mit einem Durchschnittsalter seiner Bewohner von 41 Jahren lag der Stadtkreis Freiburg im Jahr 2011 an der Spitze der Kreise Baden-Württembergs. Der Ausländeranteil zum 1. Januar 2013 betrug 13,7 Prozent.
Neben der amtlichen Wohnbevölkerungszahl des Statistischen Landesamtes gibt es mit der Einwohnerfortschreibung des städtischen Einwohnermeldeamtes eine weitere amtliche Bevölkerungszahl, die mit 210.277 Einwohnern zum 1. Januar 2012 deutlich unter der von der Landesbehörde fortgeschriebenen Zahl von 229.144 Einwohnern liegt. Je beim Statistischen Landesamt gemeldeten Einwohner erhält die Stadt derzeit 750 Euro pro Jahr als Mittelzuweisung des Landes. Eine Übernahme der Zahlen des städtischen Einwohnermelderegisters durch das Statistische Landesamt würde daher einen Einnahmeverlust von etwa 15 Millionen Euro pro Jahr bedeuten, was nicht im Interesse der Stadt liegt. Die durch den Zensus 2011 ermittelten Einwohnerzahlen für Bund, Länder und Kommunen wurden am 31. Mai 2013 veröffentlicht und liegen mit 210.600 Einwohnern unterhalb der bisher geführten Bevölkerungszahlen des Statistischen Landesamtes.

### Ausländische Wohnbevölkerung
Die Anzahl ausländischer Personen in Freiburg lag am 31. Dezember 2024 bei insgesamt 43.966 Personen (2020: 38.309).
| Staatsangehörigkeit Herkunft | Einwohner nach Staatsangehörigkeit |
| ---------------------------- | ---------------------------------- |
| Ukraine                      | 3.337                              |
| Italien                      | 3.161                              |
| Rumänien                     | 2.649                              |
| Türkei                       | 2.296                              |
| Frankreich                   | 1.654                              |
| Syrien                       | 1.579                              |
| Indien                       | 1.150                              |
| Irak                         | 933                                |
| Afghanistan                  | 907                                |
| Volksrepublik China          | 877                                |
| Vereinigte Staaten           | 650                                |
| Nigeria                      | 454                                |
| Marokko                      | 433                                |

### Bobbele

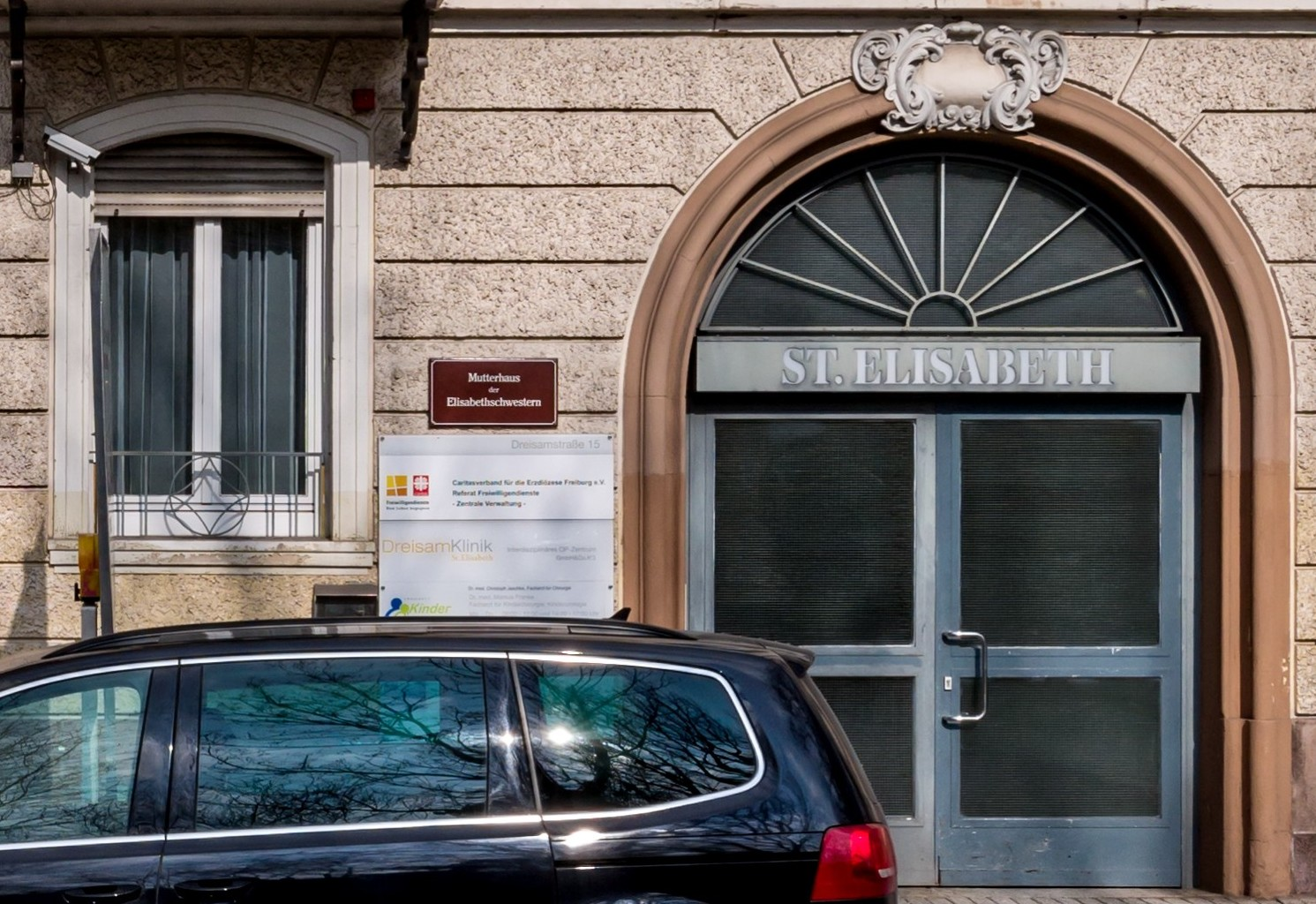
Eingang zum früheren Elisabethkrankenhaus, dem Geburtsort vieler Freiburger Bobbele

Ein Spitzname für die in Freiburg geborenen Einwohner ist Bobbele. Allgemein sagt man, nur wer im St. Elisabeth-Krankenhaus an der Dreisamstraße geboren wurde, sei ein echtes Bobbele. Das Krankenhaus wurde 1928 von Mathilde Otto als Wöchnerinnenheim eingerichtet, wo Frauen aus einfachen Verhältnissen sich von der Niederkunft erholen konnten. Geburten gab es dort erst später. 2002 wurde die Geburtsabteilung geschlossen und 2012 die Klinik. Das St. Josefskrankenhaus übernahm den Namen St. Elisabeth für seine Geburtsstation. Wie Stadthistoriker Peter Kalchthaler sagt, gab es den Begriff Bobbele schon früher: „Der evangelische Pfarrer Johann Philipp Glock, der von 1897 bis 1916 in Wolfenweiler tätig war, hat sich wie viele seiner Kollegen mit Geschichte und Volkskunde beschäftigt und wissenschaftlich publiziert. 1909 hat er den Breisgauer Volksspiegel herausgegeben, in dem er seine Erfahrungen schildert. Er hat die Landbevölkerung erzählen lassen; er hat sie nach ihren Sprichwörtern gefragt. Wie sagt Ihr, wenn ein Kind auf die Welt kommt? Wie sagt Ihr, wenn Ihr das Vieh im Herbst hinaustreibt? Was habt Ihr für Wetterregeln? In dieser systematischen Auflistung kommt mehrfach der Begriff Bobbele vor.“ Die Landbevölkerung südlich von Freiburg nannte so die Freiburger. Eine Theorie, wie der Begriff zustande kam, erklärt Kalchthaler mit dem Universitätsprofessor Franz Joseph Bob. Der schuf in der Zeit Maria Theresias die erste Freiburger „Normalschule“. Da gab es einen Spruch, sicher schon weit vor 1928: „Kinderschüler Bobbele trinken noch ein Schoppele“. So meinen manche, dass die Schüler Bobs eben die Bobbele waren. Doch im Alemannischen sagt man generell für ein kleines Kind oft Bobbele.
Im Mittelhochdeutschen gibt es den Vornamen Popo, der in der Verkleinerungsform zu Poppele wurde. Man verwendet ihn auch für Babys. So könnte es sein, dass im Elisabeth-Krankenhaus bei den Geburten gesagt wurde: „Da haben wir wieder ein süßes Bobbele.“ Doch schon an der Fastnacht 1929 gab es die Bobbeles-Burg aus Pappmaché für ein Fasnachtsspiel, das die Carnevalsgesellschaft veranstaltet. Daher hält Kalchthaler es für unwahrscheinlich, dass der Begriff im Elisabethkrankenhaus erfunden wurde. Bis heute gibt der Förderverein St. Elisabethschwestern eine Bobbele-Urkunde heraus.
Judith Velminski und Sabine Kuhn entwarfen 2017 eine Figur, die sie „Bobbele“ nannten. Im Zuge dessen haben sie beim Deutschen Patent- und Markenamt (DPMA) in München den Begriff „Bobbele“ in 8 von 34 möglichen Kategorien für zehn Jahre schützen lassen, was zur Verärgerung eines T-Shirt-Herstellers und eines Entertainers führte. Im DPMA-Register finden sich weitere Einträge zu Bobbele zum Beispiel von der Bäckerei Pfeifle und der Büromaschinenfirma Dettlinger.

## Religion

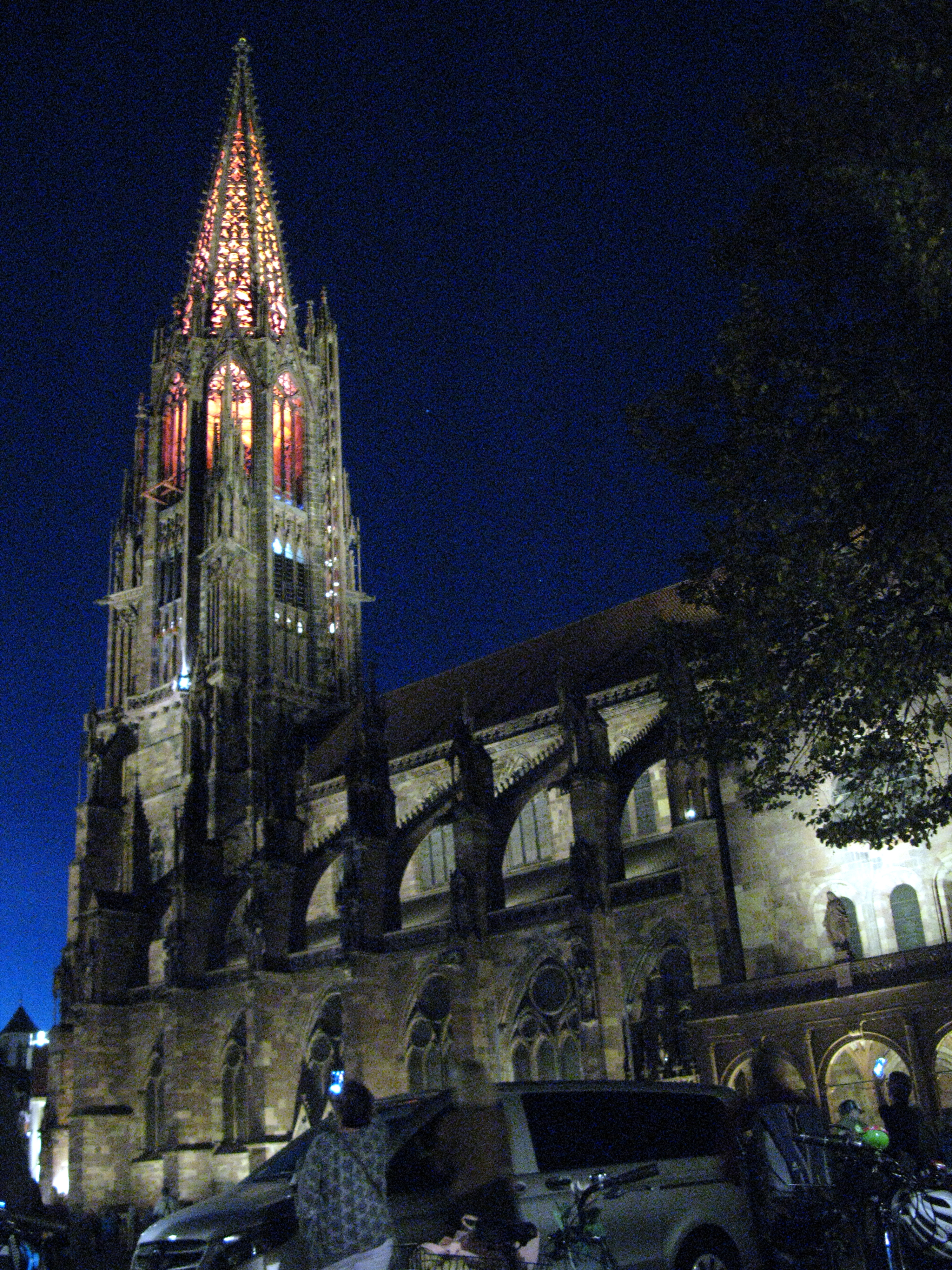
Das Münster: Freiburgs Wahrzeichen

### Christentum
Die Heiliggeistspitalstiftung Freiburg wurde 1255 erstmals erwähnt.
Die Stadt gehörte bis 1805 zu Österreich und blieb somit katholisch, während umliegende Dörfer wie Haslach, Opfingen und Tiengen und ganze Landstriche, die dem Markgrafen von Baden unterstanden, im Zuge der Reformation evangelisch wurden. Die Stadt gehörte kirchlich bis 1821 zum Bistum Konstanz. Im gleichen Jahr wurde Freiburg Sitz eines römisch-katholischen Erzbischofs, der jedoch wegen Differenzen zwischen der badischen Regierung und dem Heiligen Stuhl erst 1827 sein Amt antreten konnte. Die Grenzen des Erzbistums Freiburg decken sich mit den Grenzen des ehemaligen Landes Baden und des früheren preußischen Fürstentums Hohenzollern. Bischofskirche ist das Freiburger Münster. Zur Kirchenprovinz Freiburg gehören die beiden Suffraganbistümer Mainz und Rottenburg-Stuttgart sowie bis 1929 auch die Bistümer Limburg und Fulda. Der Erzbischof von Freiburg trägt den Titel eines Metropoliten (Oberrheinische Kirchenprovinz). Der Deutsche Caritasverband hat seinen Sitz in Freiburg.
Als Freiburger Stadtpatrone werden der Heilige Georg (die Freiburger Fahne zeigt das Georgskreuz), Bischof Lambert von Lüttich und der Katakombenheilige Alexander verehrt. Im Freiburger Münster, auf dem Münsterplatz sowie in den Museen und Archiven der Stadt finden sich zahlreiche Darstellungen dieser Heiligen, unter anderem von Hans Baldung Grien, Hans Holbein dem Jüngeren und Gregorius Sickinger.

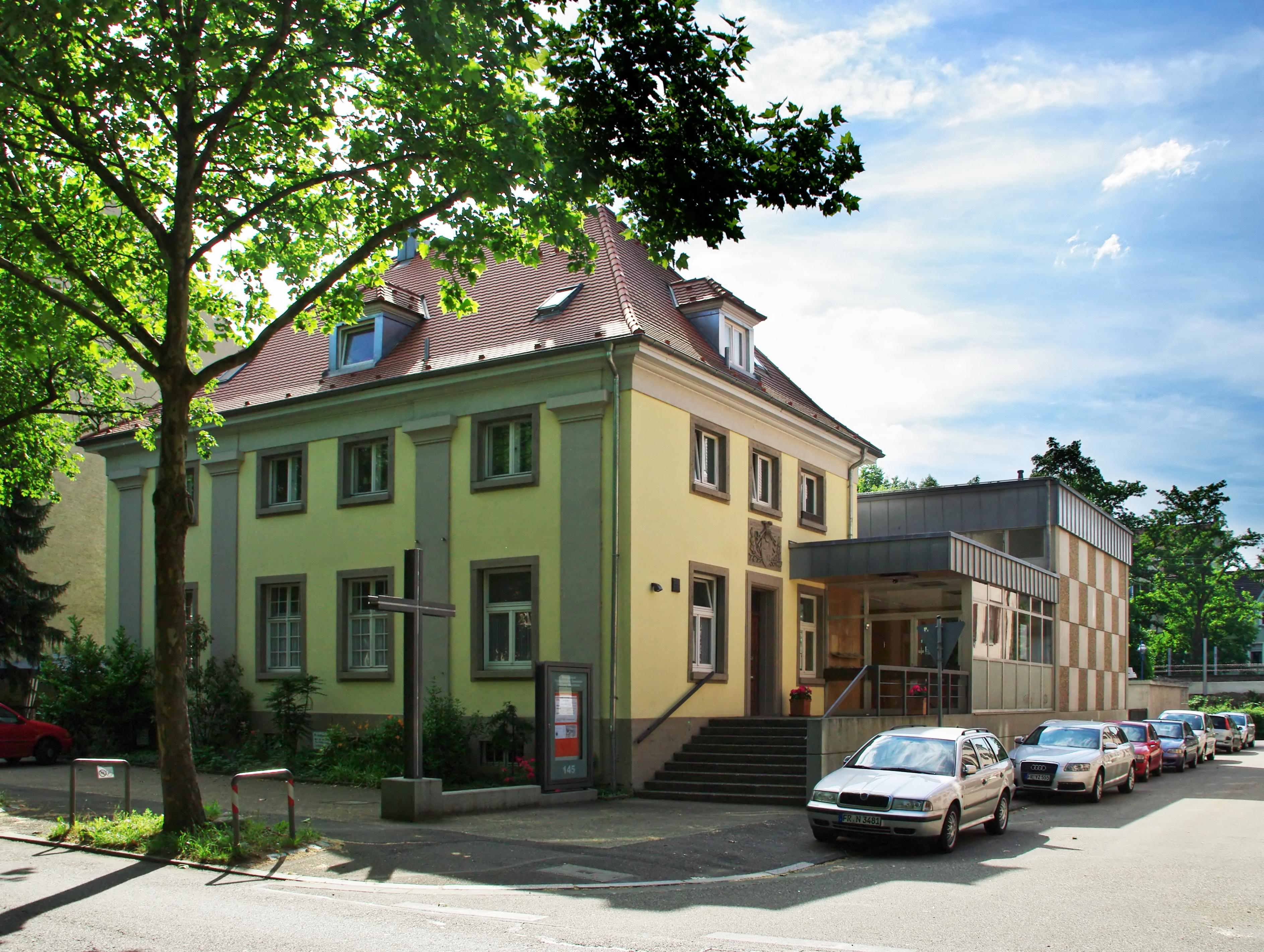
Gemeindezentrum der Baptisten im Stadtteil Neuburg

Mit dem Anfall des Breisgaus 1805 an das von evangelischen Fürsten regierte Großherzogtum Baden zogen vermehrt Protestanten in die Stadt. Bei den damaligen Verhandlungen zwischen der badischen Regierung und dem Freiburger Stadtrat bot dieser, um die Karlsruher für die Erhaltung der Universität positiv zu stimmen, die Errichtung einer evangelischen Kirche an. Die Freiburger Protestanten gehören heute, sofern sie nicht Glieder einer Freikirche sind, zum im Januar 2007 neu gebildeten Stadtdekanat Freiburg innerhalb des Kirchenkreises Südbaden der Evangelischen Landeskirche in Baden. In Freiburg befindet sich der Sitz der Evangelisch-Lutherischen Kirche in Baden, einer lutherischen Freikirche. Zudem gibt es ein breites Spektrum weiterer protestantischer Freikirchen: Die Calvary Chapel in der City, die Chrischonagemeinde, die Christengemeinde in Lehen, die christliche Missionsgemeinde, die Evangelisch-Freikirchliche Gemeinde (Baptisten), die Freie evangelische Gemeinde, die Heilsarmee, die Liebenzeller Gemeinde, die Mennonitische Gemeinde und die Methodistische Gemeinde.
Seit dem späten 19. Jahrhundert besteht in Freiburg eine alt-katholische Gemeinde, deren Kirche die ehemalige Klosterkirche der Ursulinen im Schwarzen Kloster am Rande der Altstadt ist. Den griechisch-, serbisch-, russisch- und rumänisch-orthodoxen Gemeinden wurde die katholische Kirche Maria Schutz für ihre Gottesdienste zur Verfügung gestellt.
Außerdem gibt es in Freiburg eine Anglikanische Gemeinde und die Neuapostolische Kirche, eine Gemeinde der Kirche Jesu Christi der Heiligen der Letzten Tage, die anthroposophisch geprägte Christengemeinschaft, die Jesus Freaks sowie die Zeugen Jehovas.

### Judentum

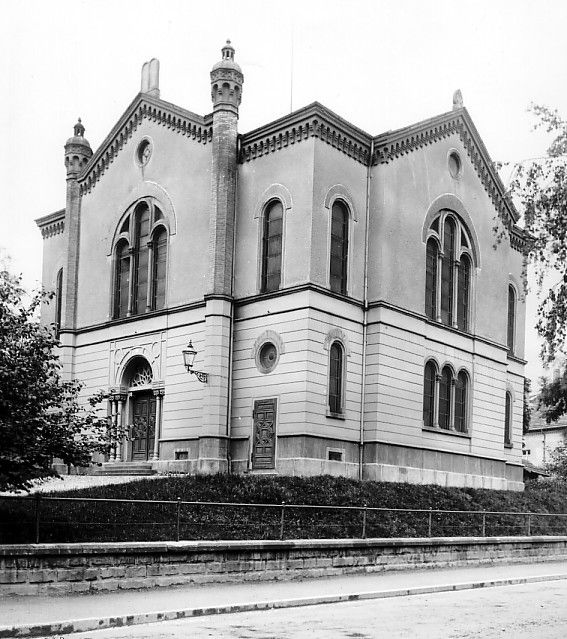
Die 1870 erbaute und 1938 zerstörte Synagoge

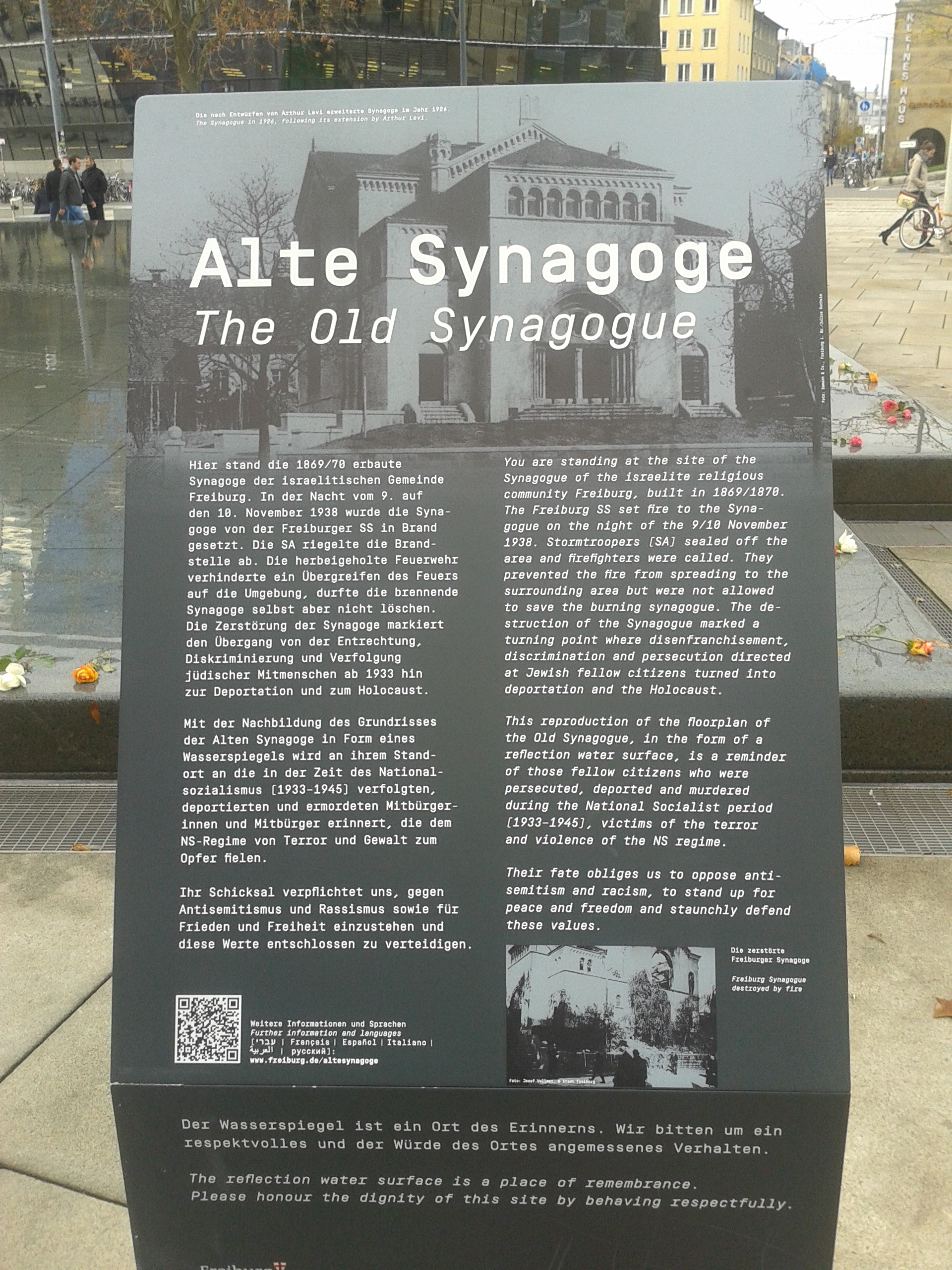
Infostele am Gedenkbrunnen auf dem Platz der Alten Synagoge

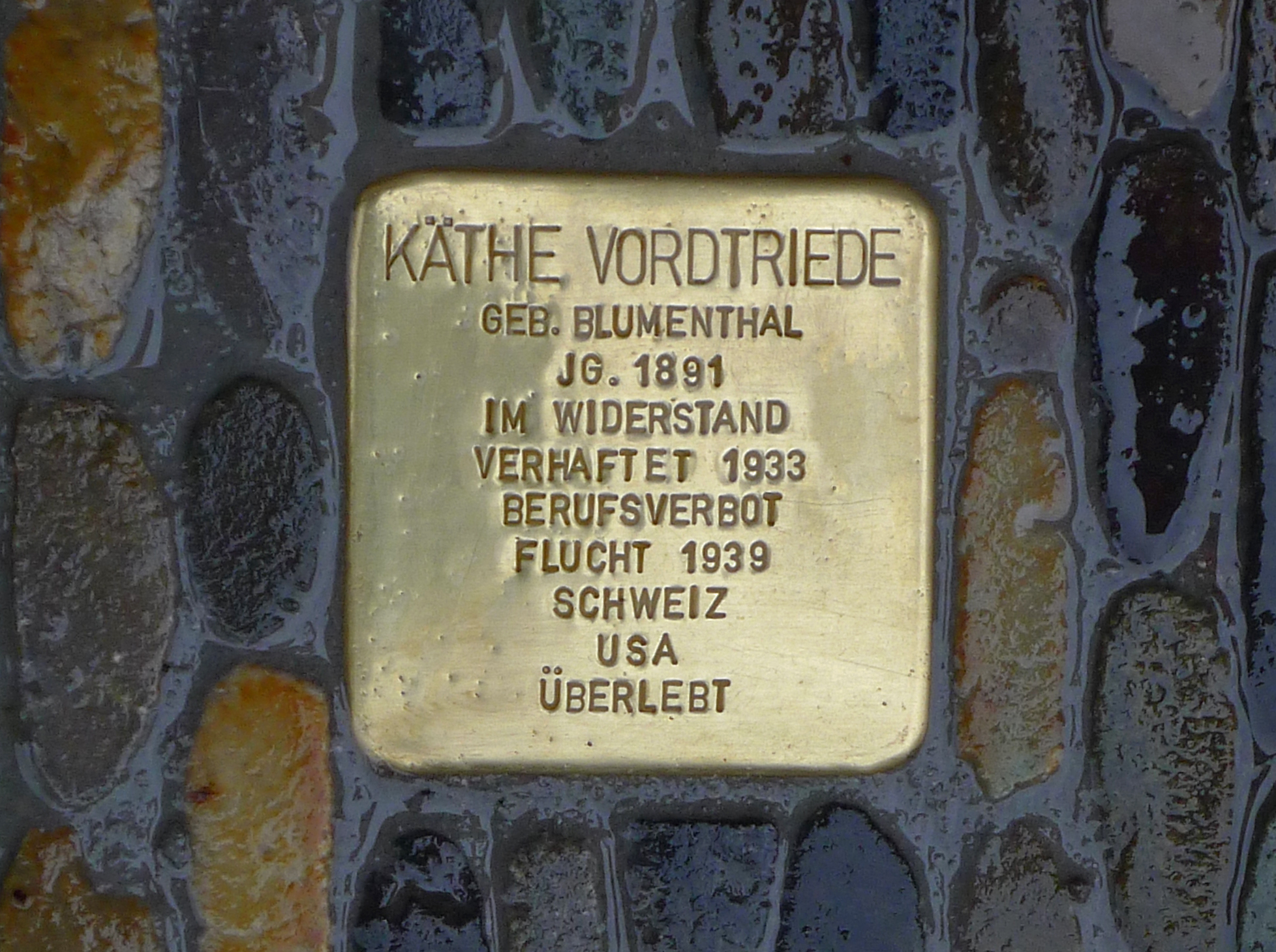
2013 – Stolperstein Käthe Vordtriede vor dem Basler Hof

Nachdem sich schon vor 1230 Juden in der Stadt aufgehalten hatten, soll sich seit 1230 in der Gegend der Webergasse eine Gemeinde gebildet haben. Im Jahre 1310 hatten die Grafen von Freiburg vom Kaiser das lukrative Judenregal erworben, d. h. die Abgaben der in Freiburg lebenden Juden gingen direkt an Konrad und seinen mitregierenden Sohn Friedrich. Diese stellten am 12. Oktober 1338 den ansässigen Juden einen umfassenden Sicherungs- und Freiheitsbrief aus. Doch bereits am 1. Januar 1349 war dieser nichts mehr wert. Obgleich die Pest in Freiburg noch nicht ausgebrochen war, wurden Juden verdächtigt, diese verbreitet zu haben, und wurden festgenommen. Alle Freiburger Juden mit Ausnahme der Schwangeren wurden am 31. Januar 1349 verbrannt. Die Kinder der Ermordeten wurden zur Taufe gezwungen. Nach diesem Pogrom ließen sich Juden nur zögerlich wieder in Freiburg nieder. Da beschloss im Jahre 1401 der Stadtrat ein Dekret, daz dekein Jude ze Friburg niemmerme sin sol, welches König Sigismund mit der Ewigen Vertreibung 1424 offiziell bestätigte. Erst 1809 wurde den Juden wieder ein ständiger Aufenthalt in der Stadt erlaubt, die dann 1836 eine jüdische Gemeinde gründeten.
In der Pogromnacht 1938 setzten die Nationalsozialisten die 1870 errichtete Synagoge in Brand, verwüsteten und plünderten zahlreiche Geschäfte und Wohnungen jüdischer Freiburger, ohne dass Polizei oder Feuerwehr eingriffen. Sie verschleppten die männlichen wohlhabenden jüdischen Bewohner zur Schutzhaft in Konzentrationslager (Buchenwald und Dachau), um sie zur Emigration zu nötigen und ihr Vermögen zu arisieren. Am 22. Oktober 1940 deportierten die Nazis die im Lande verbliebenen badischen zusammen mit den pfälzischen Juden in das Lager Camp de Gurs in Südfrankreich. Einer der Sammelplätze in Freiburg war der Annaplatz in der Wiehre. Im Pflaster der Stadt erinnern „Stolpersteine“ an die Opfer der Judenverfolgung während der Naziherrschaft. Der Journalistin Käthe Vordtriede der Volkswacht wurden sogar zwei Stolpersteine gewidmet, der erste vor dem Vordtriede-Haus Freiburg im Jahr 2006 und der zweite vor dem Regierungspräsidium Freiburg oder Basler Hof im Frühjahr 2013. Dort befand sich bis 1941 der Sitz der Gestapo oder Geheimen Staatspolizei. Unliebsame Personen wurden dort grausam verhört, inhaftiert und schlimmstenfalls deportiert. Als Lösung blieb nur noch Flucht oder Emigration. Die Familie Vordtriede hatte Glück und konnte rechtzeitig entkommen.
Nach 1945 konstituierte sich eine neue jüdische Einheitsgemeinde, die Israelitische Gemeinde Freiburg, die mittlerweile durch die Zuwanderung von Juden aus der ehemaligen Sowjetunion auf rund 530 Mitglieder angewachsen ist. Benjamin Soussan, von 1991 bis 2010 Rabbiner der Gemeinde, führte den orthodoxen Ritus ein. Von 1985 bis 1987 errichtete die Gemeinde zwischen Münsterplatz und Stadtgarten eine neue Synagoge. Seit 1998 ist durch die kleine Egalitäre Jüdische Chawurah Gescher eine weitere Gemeinde hinzugekommen, die sich zunächst der Union progressiver Juden anschloss. Seit 2023 ist sie Mitglied beim neuen Verband JLEV (Jüdischer Liberal-Egalitärer Verband), den die Gemeinde mitbegründete.
Für die verstorbenen Einwohner jüdischen Glaubens gibt es eigene Begräbnisstätten: den jüdischen Friedhof in der Elsässer Straße und ein neues Gräberfeld auf dem Friedhof St. Georgen.

### Andere
Mehrere islamische Organisationen unterschiedlicher Herkunft und religiöser Ausrichtung unterhalten in Freiburg insgesamt vier Gebetsstätten und Moscheen. Anhänger des Buddhismus finden im Tibet-Kailash-Haus, das 2007 vom Dalai Lama besucht wurde, oder im buddhistischen Zentrum der Karma-Kagyü-Schule Anlaufstellen.
Schließlich gibt es eine kleine Bahá'í-Gemeinde bestehend aus circa 20 Mitgliedern.

### Konfessionsstatistik
Beim Zensus 2011 gaben 24,2 % der Einwohner an, evangelisch zu sein, 38,1 % römisch-katholisch und 37,7 % waren konfessionslos, gehörten einer anderen Glaubensgemeinschaft an oder machten keine Angabe. Der Anteil der Protestanten und Katholiken an der Gesamtbevölkerung ist seitdem beträchtlich gesunken. Ende 2023 waren 27,1 % der Einwohner katholisch, 18,0 % evangelisch und 54,9 % waren konfessionslos oder Mitglied anderen Glaubensgemeinschaften. Ende 2024 waren 26,1 % (60.984) der Einwohner katholisch, 17,5 % (40.891) evangelisch und 56,4 % waren konfessionslos oder Mitglied anderer Glaubensgemeinschaften.
Insgesamt sind im Jahr 2024 2616 Personen aus ihrer Religionsgemeinschaft ausgetreten, im Jahr 2023 waren es 3222 und im bisherigen Rekordjahr 2022 gab es 3805 Austritten.
Nach einer Berechnung aus den Zensuszahlen für die Personen mit Migrationshintergrund lag der Bevölkerungsanteil der Muslime in Freiburg 2011 bei 4,8 % (rund 10.100 Personen).

## Politik

### Übersicht
Im früher katholisch-konservativen Freiburg wurde 1962 mit Eugen Keidel zum ersten Mal ein Sozialdemokrat zum Oberbürgermeister gewählt. Ihm folgte 1982 sein Parteikollege Rolf Böhme im Amt, der im Jahr 2002 ausschied. Mittlerweile gilt die Stadt als eine Hochburg der Grünen. Dies äußert sich nicht nur in der Wahl des ersten grünen Oberbürgermeisters einer deutschen Großstadt, Dieter Salomon, sondern auch in durchgehend überdurchschnittlich hohen Wahlergebnissen. Bei den Bundestagswahlen 2002 und 2005 wurde der Wahlkreis Freiburg mit 25,0 beziehungsweise 22,8 Prozent der Zweitstimmen bundesweit bester Wahlkreis dieser Partei. Nachdem die Grünen bei der Europawahl 2004 im Stadtkreis 36,8 Prozent erzielten, setzte sich bei der Landtagswahl im März 2006 allerdings die CDU mit 30,3 Prozent wieder als stärkste politische Kraft durch. Bei der Landtagswahl von 2011 konnte das Ergebnis der Grünen aber mit 34,5 (Freiburg I) bzw. 39,9 Prozent (Freiburg II) dem landesweiten Trend entsprechend nochmals gesteigert werden.

### Gemeinderat
Der Gemeinderat besteht aus 48 gewählten Mitgliedern. Den Vorsitz mit Stimmrecht hat als zusätzliches Mitglied der Oberbürgermeister.
Bei der Kommunalwahl am 9. Juni 2024, die parallel zur Europawahl 2024 stattfand, konnten 17 der 20 angetretenen Listen Sitze im Gemeinderat erringen. Die Wahl führte zu folgendem Ergebnis (in Klammern: Unterschied zu 2019):
- ESfA: 7
- FR4U: 4
- KI: 2
- SPD/JF: 7
- Grüne: 13
- FW: 3
- FDP/BFF: 3
- CDU: 6
- FL: 1
- AfD: 2

- ESfA = Eine Stadt für Alle: LiSSt., GAF, UFF
- FR4U = Volt-UF-PARTEI
- KI = KULT-LTI
- FL = Freiburg Lebenswert

| Gemeinderatswahl 2024                  | Gemeinderatswahl 2024 | Gemeinderatswahl 2024 | Gemeinderatswahl 2024 | Gemeinderatswahl 2024 |
| Partei/Wählergruppe                    | Stimmenanteil         | +/− %p                | Sitze                 | +/−                   |
| -------------------------------------- | --------------------- | --------------------- | --------------------- | --------------------- |
| Bündnis 90/Die Grünen                  | 23,8 %                | (− 2,7)               | 12                    | (− 1)                 |
| SPD                                    | 12,5 %                | (− 0,2)               | 6                     | (± 0)                 |
| CDU                                    | 12,0 %                | (+ 0,2)               | 6                     | (± 0)                 |
| Linke Liste/Solidarische Stadt (LiSSt) | 7,7 %                 | (+ 0,8)               | 4                     | (+ 1)                 |
| Freie Wähler (FW)                      | 7,0 %                 | (+ 1,5)               | 3                     | (± 0)                 |
| AfD                                    | 4,5 %                 | (+ 0,9)               | 2                     | (± 0)                 |
| FDP                                    | 4,4 %                 | (+ 0,6)               | 2                     | (± 0)                 |
| Volt                                   | 3,8 %                 | (+ 3,8)               | 2                     | (+2)                  |
| Grüne Alternative Freiburg (GAF)       | 3,6 %                 | (− 2,9)               | 2                     | (− 1)                 |
| Junges Freiburg (JF)                   | 3,3 %                 | (− 0,5)               | 2                     | (± 0)                 |
| Urbanes Freiburg (UF)                  | 2,9 %                 | (− 0,1)               | 1                     | (± 0)                 |
| Kulturliste Freiburg (KULT)            | 2,6 %                 | (+ 0,4)               | 1                     | (± 0)                 |
| Unabhängige Frauen Freiburg (UFF)      | 2,5 %                 | (+ 0,6)               | 1                     | (± 0)                 |
| Freiburg Lebenswert (FL)               | 2,4 %                 | (− 2,1)               | 1                     | (− 1)                 |
| Die PARTEI                             | 2,4 %                 | (− 0,3)               | 1                     | (± 0)                 |
| Bürger für Freiburg (BFF)              | 1,2 %                 | (− 0,7)               | 1                     | (± 0)                 |
| Liste Teilhabe und Inklusion (LTI)     | 1,8 %                 | (+ 0,4)               | 1                     | (± 0)                 |
| Sonstige                               | 1,7 %                 | (+ 0,5)               | –                     | –                     |
| Wahlbeteiligung: 66,9 % (+ 4,1)        |                       |                       |                       |                       |

### Oberbürgermeister
An der Spitze der Stadtverwaltung stand vor 1806 der Schultheiß als Vorsitzender des Gerichts. Mit dem Übergang des Breisgaus an Baden wurde das Freiburger Stadtrecht von 1520 außer Kraft gesetzt und die badische Gemeindeverfassung mit einem direkt gewählten Bürgermeister an der Spitze der Verwaltung eingeführt. Johann Josef Adrians – noch von den Zünften als Stadtoberhaupt gewählt – wurde 1806 in seinem Amt bestätigt und mit dem Titel Oberbürgermeister geehrt, doch schränkte die badische Gemeindeordnung die kommunale Selbstverwaltung Freiburgs erheblich ein. Das Sagen hatte ein von der Regierung eingesetzter Stadtdirektor. Ab 1832 trugen die Freiburg Stadtoberhäupter den Titel Bürgermeister und nannten sich erst ab 1875 wieder Oberbürgermeister.
Der Freiburger Oberbürgermeister ist gleichzeitig stimmberechtigter Vorsitzender des Gemeinderates.
Die Oberbürgermeister seit 1806:

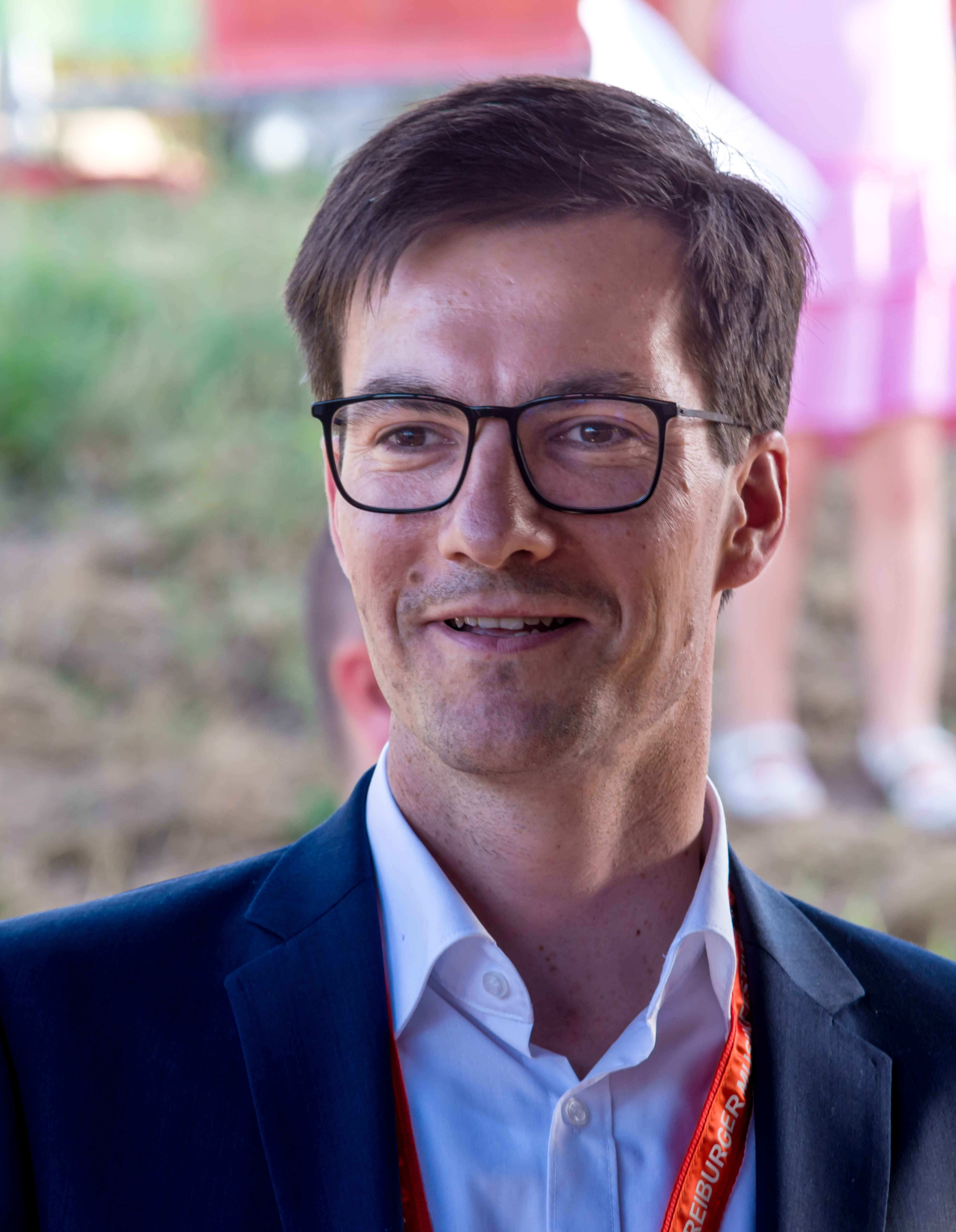
Oberbürgermeister Martin Horn

| - 1806–1824: Johann Josef Adrians - 1824–1827: Fidel André - 1828–1832: Raimund Bannwarth - 1833–1839: Joseph von Rotteck - 1839–1848: Friedrich Wagner - 1848–1849: Joseph von Rotteck - 1849: Alexander Buisson - 1850–1852: Johann Baptist Rieder - 1852–1859: Friedrich Wagner - 1859–1871: Eduard Fauler (NLP) - 1871–1888: Carl Schuster (NLP) | - 1888–1913: Otto Winterer (NLP) - 1913–1922: Emil Thoma - 1922–1933: Karl Bender (Zentrum) - 1933–1945: Franz Kerber (NSDAP) - 1945: Max Keller - 1945–1956: Wolfgang Hoffmann (CDU) - 1956–1962: Josef Brandel (CDU) - 1962–1982: Eugen Keidel (SPD) - 1982–2002: Rolf Böhme (SPD) - 2002–2018: Dieter Salomon (Bündnis 90/Die Grünen) - seit 1. Juli 2018: Martin Horn (parteilos) |

Bei der Oberbürgermeisterwahl 2018 wurde im zweiten Wahlgang am 6. Mai bei einer Wahlbeteiligung von 51,7 Prozent der von der SPD unterstützte parteilose Martin Horn mit 44,2 Prozent gewählt. Schon im ersten Wahlgang hatte er mit 34,7 Prozent die meisten Stimmen bekommen. Seine drei Mitbewerber kamen im zweiten Wahlgang auf folgende Ergebnisse: Amtsinhaber Dieter Salomon (Grüne) erhielt 30,7 Prozent, Monika Stein (Bündnis aus Unabhängigen Frauen, der GAF, der Linken Liste, der Linken und Junges Freiburg) erhielt 24,1 Prozent der abgegebenen Stimmen und Anton Behringer (parteilos) 0,9 Prozent. Horn übte sein Amt bis 5. März 2019 als Amtsverweser aus, da Friedhild Miller Klage gegen die Wahl eingereicht hatte.

### Bürgermeister
| Dezernat | Name                                      | Zuständigkeit | Partei | Partei                           |
| -------- | ----------------------------------------- | --- | ------ | -------------------------------- |
| III      | Erster Bürgermeister Ulrich von Kirchbach | Kultur, Bibliothek, Soziales, Wohnsicherung und Unterkünfte, Integration |        | SPD                              |
| II       | Bürgermeisterin Christine Buchheit        | Umwelt mit Forst und Abfallwirtschaft, Jugend, Schule und Bildung |        | Grüne                            |
| IV       | Bürgermeister Stefan Breiter              | Finanz- und Wirtschaftswesen, Liegenschaften- und Wohnungswesen, zentrale IT, öffentliche Ordnung, Bürgerservice, Feuerwehr, Sport, Standesamtswesen, Friedhöfe, Stadtentwässerung, Vermessung mit Geschäftsstelle Gutachterausschuss |        | CDU                              |
| V        | Bürgermeister Martin Haag                 | Stadtentwicklung und Bauen, Tiefbau mit Verkehrsplanung, Stadtgrün, Gebäudemanagement |        | parteilos (Vorschlag der Grünen) |

### Abgeordnete aus Freiburg
Das Direktmandat im Deutschen Bundestag für den Wahlkreis Freiburg hat seit 2021 Chantal Kopf (Bündnis 90/Die Grünen) inne. Die ihr unterlegene Claudia Raffelhüschen (FDP) ist über die Landesliste in den Bundestag eingezogen. Im 15. Landtag von Baden-Württemberg ist Freiburg mit drei Abgeordneten vertreten: Für den Wahlkreis Freiburg-Ost Daniela Evers (Bündnis 90/Die Grünen, Direktmandat) sowie für den Wahlkreis Freiburg-West Nadyne Saint-Cast (Bündnis 90/Die Grünen, Direktmandat) und Gabi Rolland (SPD).
Neben Chantal Kopf ist mit der Bundestagswahl 2025 Vinzenz Glaser (Die Linke) über die Landesliste in den Bundestag eingezogen. Glaser holte 10,01 % der Erststimmen und 16,9 % der Zweitstimmen im Freiburger Stadtgebiet.

### Wappen, Siegel, Münzmarken, Flagge

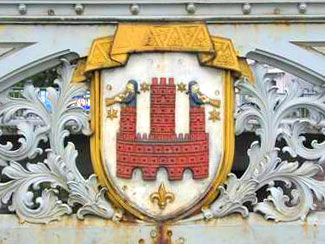
Freiburger Siegel

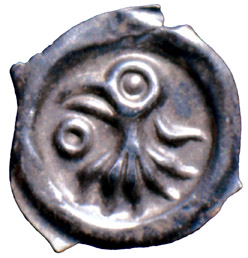
Freiburger Rappen

Freiburger Flagge

Das Wappen der Stadt Freiburg zeigt ein rotes durchgehendes Kreuz auf weißem Grund. Es ist das Attribut des heiligen Georg, des ältesten Stadtpatrons. Das Stadtsiegel zeigt eine stilisierte Burg in rot auf weißem Grund mit zwei Turmbläsern auf den äußeren Türmen. Dieses Siegel ist in Farbe nur vereinzelt im Stadtgebiet vertreten; auf den Kanaldeckeln der Innenstadt dagegen ist diese Darstellung, gegossen in Eisen, häufiger zu sehen. Die stilisierte Burg diente als Vorbild für das 1896 im Sternwald erbaute Freiburger Wasserschlössle.
Häufig sieht man noch ein Wappen mit einem schwarzen Adler- oder Rabenkopf auf goldenem Grund. Dieses Wappen ist nach 1327 aus der Freiburger Münzmarke entstanden. Anfangs zeigten die in Freiburg geprägten Münzen den ausgebreiteten Adler, also das Wappenbild der Grafen von Freiburg. Nachdem die Freiburger 1327 den Grafen das Münzrecht abgekauft hatten, prägte die Stadt zur Unterscheidung Münzen, die nur noch den Kopf eines Adlers zeigten. Dieser wurde bald als Kopf eines Raben (alemannisch „Rappen“) angesehen, weshalb die kleine Münze auch als „Rappenpfennig“ bezeichnet wurde.
Der silberne Dicken von 1503 der Stadt Freiburg im Breisgau zeigt auf der Vorderseite einen Rabenkopf mit Halsfedern, der das gesamte Feld innerhalb eines Perlkreises ausfüllt. Der Rabenkopf ist dem Freiburger Rappenpfennig, dem mittelalterlichen Brakteat, nachempfunden.
Im Jahre 1399 bildeten Freiburg und andere oberrheinische Städte wie z. B. Basel zur Handelserleichterung untereinander den Rappenmünzbund. So wurde der Rappenpfennig Namensgeber für den Schweizer Rappen. Oft wird an historischen Gebäuden oder auf Gemälden das Stadtwappen zusammen mit dem Wappen von Österreich gezeigt, ein Hinweis auf die lange Zugehörigkeit der Stadt zu Vorderösterreich.
Die Flagge der Stadt Freiburg zeigt wie im Wappen das Georgskreuz, ein rotes durchgehendes Kreuz auf weißem Grund. Sie ist identisch mit der Flagge Englands, dessen Schutzpatron wie in Freiburg der heilige Georg ist. Sie wird vor allem als Hochkantflagge gehisst, ist aber auch waagerecht zu sehen. Diese Flagge wird seit etwa 1368 benutzt, als Freiburg zu den Habsburgern kam.

### Bürgerbeteiligung und Engagementförderung

#### Bürgerentscheide
In Freiburg fanden bisher sechs Bürgerentscheide statt:
1. Bau des heutigen Konzerthauses (1988)
2. Erhalt des Flugplatzes (1995)
3. Linienführung der Stadtbahn Haslach (1999)
4. Verkauf städtischer Wohnungen (2006)
5. Bau eines neuen Stadions für den SC Freiburg im Wolfswinkel (2015)
6. Bau des neuen Stadtteils Dietenbach (2019)

Die Abstimmungen hatten eine Beteiligung zwischen 22 Prozent (1999) und 50 Prozent (1988). Eine Verbesserung der Erfolgschancen von Bürgerentscheiden ist auf die Verringerung des Quorums von 30 auf 25 Prozent durch Beschluss des Landtages 2005 zurückzuführen; 2015 wurde es durch ein Landesgesetz auf 20 Prozent gesenkt.
Im ersten erfolgreichen Entscheid, den die Bürgerinitiative Wohnen ist Menschenrecht (WiM) initiiert hatte, entschied im November 2006 die große Mehrheit, dass die Stadt Eigentümerin der städtischen Wohnungen bleiben solle.

#### Bürgerbeteiligung
Seit den 1970er Jahren werden in Freiburg zunehmend Formen kooperativ-demokratischer Bürgerbeteiligung durchgeführt. Sie werden auch erweiterte Bürgerbeteiligung genannt (d. h. über die gesetzlich vorgeschriebenen Formen hinausgehende Bürgerbeteiligung).
Zwei Begründungen für die Zunahme der Beteiligung an den politischen Entscheidungen werden in Freiburg genannt: zum einen sei dies eine Antwort auf das zunehmende Selbstbewusstsein und Forderung der Bürger nach Mitbestimmung am Gemeinwesen. Zum anderen wird Bürgerbeteiligung als eine Form der Anerkennung und Wertschätzung bürgerschaftlichen Engagements betrachtet. Beobachtungen zeigen, dass eine Kommune, die mehr Mitentscheidungsmöglichkeiten eröffnet, tendenziell auch mehr engagierte Bürger hat.
Folgende Formen der erweiterten Bürgerbeteiligung sind in Freiburg zu beobachten (gegliedert nach zunehmender Reichweite):
- Beteiligung an der Entscheidung über einzelne Projekte wie z. B. einen Kinderspielplatz
- Beteiligung an Bebauungsplänen oder Stadtteilentwicklungsplänen (z. B. in Form von Stadtteilversammlungen)
- Beteiligung an stadtweiten Plänen wie Verkehrsentwicklungsplan, Kulturentwicklungsplan, Flächennutzungsplan, Haushaltsplan. Eine umfangreiche mehrjährige Beteiligung gab es für den Flächennutzungsplan 2020.[79] Eine Bürgerbeteiligung am Haushaltsplan gab es 2008 erstmals mit dem Beteiligungshaushalt, der auf den Doppelhaushalt 2009/2010 bezogen war.[80] Seitdem wird er alle zwei Jahre für den Doppelhaushalt durchgeführt.[81]
- Beteiligung an der strategischen Steuerung der ganzen Kommune: Seit einem Gemeinderatsbeschluss von 1996 gibt es den Freiburger lokalen Agenda-21-Prozess, in dem Bürgerschaft, Verwaltung und Kommunalpolitik gemeinsam Ziele und Maßnahmen für eine nachhaltige Entwicklung Freiburgs vereinbaren. Seit 2006 gibt es einen Freiburger Nachhaltigkeitsrat, in dem unter dem Vorsitz des Oberbürgermeisters Vertreter aus Kommunalpolitik, Stadtverwaltung und Zivilgesellschaft zu diesem Zweck zusammenarbeiten.

#### Engagementförderung
Mit der Bürgerbeteiligung hat sich in Freiburg seit Anfang der 1990er Jahre eine von der Stadt, Wohlfahrtsverbänden und Vereinen getragene hochspezialisierte Infrastruktur gebildet, die das ehrenamtliche, freiwillige Engagement fördert:
- Eine Stabsstelle „Bürgerengagement“ im Dezernat III der Stadtverwaltung fördert das Engagement durch Organisation von Projekten, durch öffentliche Anerkennung, Öffentlichkeitsarbeit und Vernetzung. Sie organisiert auch einzelne Verfahren der Bürgerbeteiligung.
- Der „Treffpunkt Freiburg“ bietet Vereinen und Gruppen Räume und Technik für Sitzungen, Büroarbeit und Veranstaltungen. Er fördert Ehrenamtliche mit Fortbildungen rund um ihren Bedarf, durch Öffentlichkeitsarbeit, durch zielgruppenspezifische Unterstützung und durch strategische Arbeit, die Kommunalpolitik, Verwaltung, Verbände etc. zusammenbringen will, um die Engagementförderung zu verbessern.
- Die „Freiburger Freiwilligen-Agentur“ berät und vermittelt Menschen, die an einem Engagement interessiert sind, und organisiert Fortbildungen. Darüber hinaus berät sie Organisationen, die erfolgreich mit Ehrenamtlichen arbeiten möchten, und fördert das Engagement durch eigene Projekte, finanzielle Unterstützung, öffentliche Anerkennung, Öffentlichkeitsarbeit, Vernetzung, zielgruppenspezifische Arbeit u. a.
- „Das Freiburger Selbsthilfebüro“ unterstützt Selbsthilfegruppen bei der Gründung und der laufenden Arbeit; durch Beratung, Vermittlung und Fortbildungen.
- Das städtische Agenda-21-Büro unterstützt die Gremien des Agenda-Prozesses und ehrenamtliche Projektgruppen rund um den Agenda-Prozess.
- Der Verein FARBE e. V. (Freie Arbeitsgemeinschaft Bürgerschaftliches Engagement) betreibt v. a. strategische Arbeit und beteiligt sich am Betrieb des „Treffpunkt Freiburg“.

#### Bürgervereine in der Kernstadt Freiburg
- BürgerInnenverein Rieselfeld e. V.
- Bürgerverein Betzenhausen-Bischofslinde e. V.
- Bürgerverein Brühl-Beurbarung e. V.
- Bürgerverein Freiburg-Landwasser e. V.
- Bürgerverein Freiburg-St. Georgen e. V.
- Bürgerverein Herdern e. V.
- Bürgerverein Littenweiler e. V.
- Bürgerverein Mittel- und Unterwiehre e. V.
- Bürgerverein Mooswald e. V.
- Bürgerverein Oberwiehre-Waldsee e. V.
- Bürgerverein Stühlinger e. V.
- Bürgerverein Weingarten e. V.
- Bürgerverein Zähringen e. V.
- Lokalverein Freiburg-Haslach e. V.
- Lokalverein Innenstadt e. V.
- Ortsverein Günterstal e. V.
- Stadtteilverein Vauban e. V.

### Städtepartnerschaften

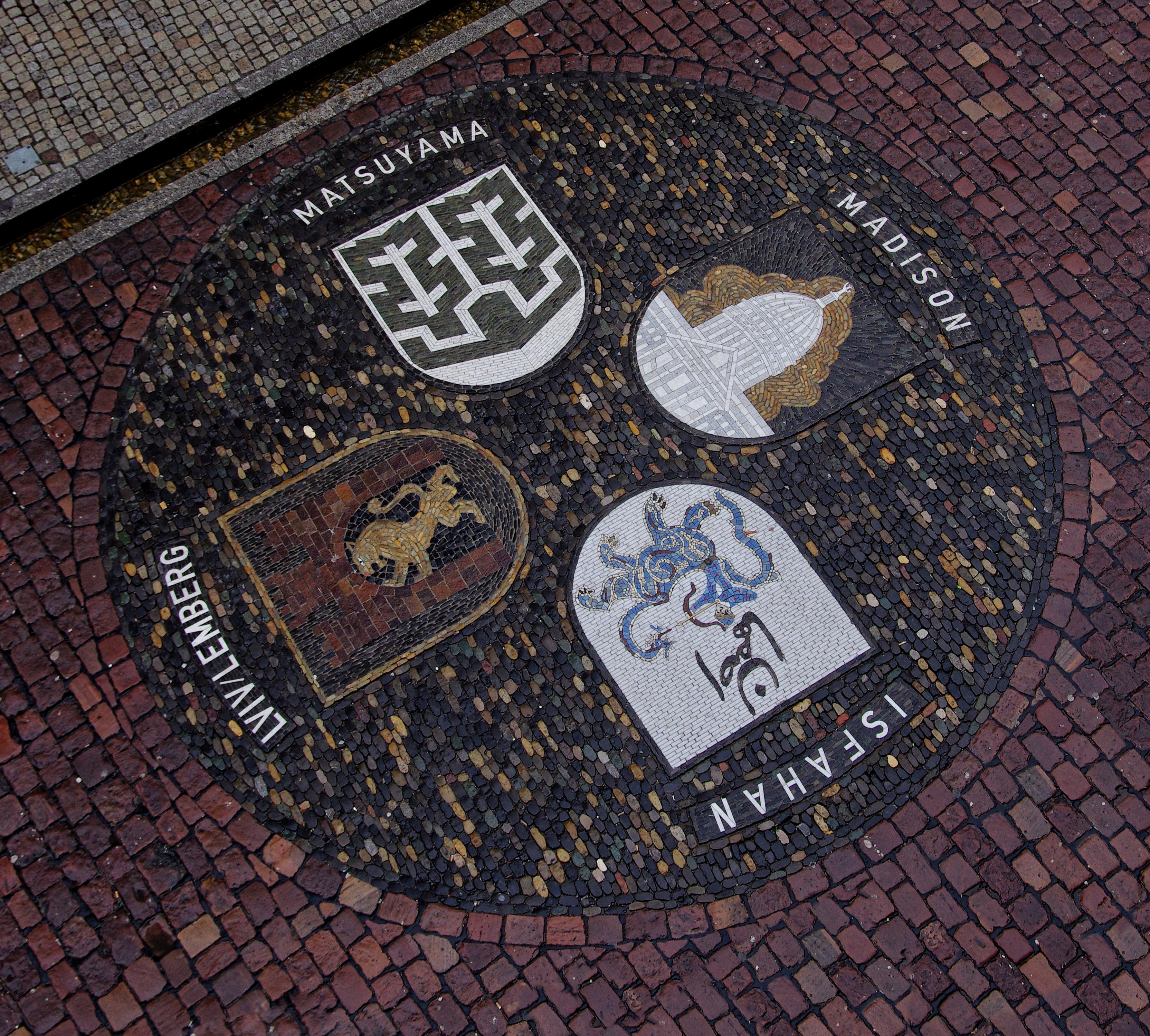
Wappen der Partnerstädte Matsuyama, Madison, Isfahan und Lemberg (Lwiw) vor dem Alten Rathaus

Nach dem Zweiten Weltkrieg waren Städtepartnerschaften in Europa ein Weg, um die Verständigung unter Menschen verschiedener Nationen im direkten Kontakt zu ermöglichen und damit den Frieden zu stabilisieren. In diesem Geist wurde 1959 die Partnerschaft mit Besançon geschlossen, der mit Innsbruck, Padua und Guildford weitere folgten. Die kontinentalen Städte dieser Phase sind von etwa gleicher Größe und Struktur, sind touristisch attraktive Universitätsstädte und alte Habsburgerstädte mit reicher Vergangenheit. Das gilt ebenfalls für die später hinzugekommene Stadt Granada und das erheblich größere Lemberg.
Als moderne Verkehrsmittel und die verbesserte Telekommunikation die Welt kleiner werden ließen, kamen mit Madison in den USA und Matsuyama in Japan Städte in Übersee hinzu. Der Einfluss, den diese Partnerschaften auf die kulturelle Entwicklung Freiburgs haben, zeigt sich unter anderem in der Einsendung von 700 Beiträgen zu einem Haiku-Wettbewerb in Matsuyama, von denen 25 ausgezeichnet wurden.
Die Partnerschaft mit der Stadt Isfahan in Iran ist die erste und bisher einzige Partnerschaft einer deutschen mit einer iranischen Stadt. Auf Grund der Leugnung des Holocausts durch den ehemaligen iranischen Präsidenten Mahmud Ahmadineschad und des Atomstreits kämpft die Partnerschaft mit Schwierigkeiten.
Die Partnerstädte Freiburgs im Überblick:

Zähringerstädte in Deutschland und der Schweiz

| - Besançon in Frankreich seit 1959 - Innsbruck in Österreich seit 1963 - Padua in Italien seit 1967 - Guildford im Vereinigten Königreich seit 1979 - Madison in den USA seit 1987 - Matsuyama in Japan seit 1988 | - Lwiw (Lemberg) in der Ukraine seit 1989 - Granada in Spanien seit 1991 - Isfahan in Iran seit 2000 - Wiwilí in Nicaragua seit 1988 (Städtefreundschaft), Partnerstadt seit 2015 - Tel Aviv in Israel seit 2015 (Freundschafts- und Kooperationsvertrag) - Suwon in Südkorea seit 2015 |

Bis auf Wiwilí, nach der eine Brücke benannt ist, sind nach allen Partnerstädten Straßen benannt, überwiegend Umgehungsstraßen im Westen der Stadt. Traditionell freundschaftliche Beziehungen, die nicht schriftlich fixiert sind, gibt es zu den elf anderen von den Herzögen von Zähringen neu gegründeten oder geförderten Städten in der Schweiz und in Süddeutschland: zu Bern, Thun, Burgdorf, Freiburg im Üechtland, Murten, Rheinfelden, Neuenburg, Villingen, Bräunlingen und Weilheim an der Teck sowie zum Klosterort St. Peter auf dem Schwarzwald, der Grablege der meisten Zähringer.

## Kultur und Freizeit

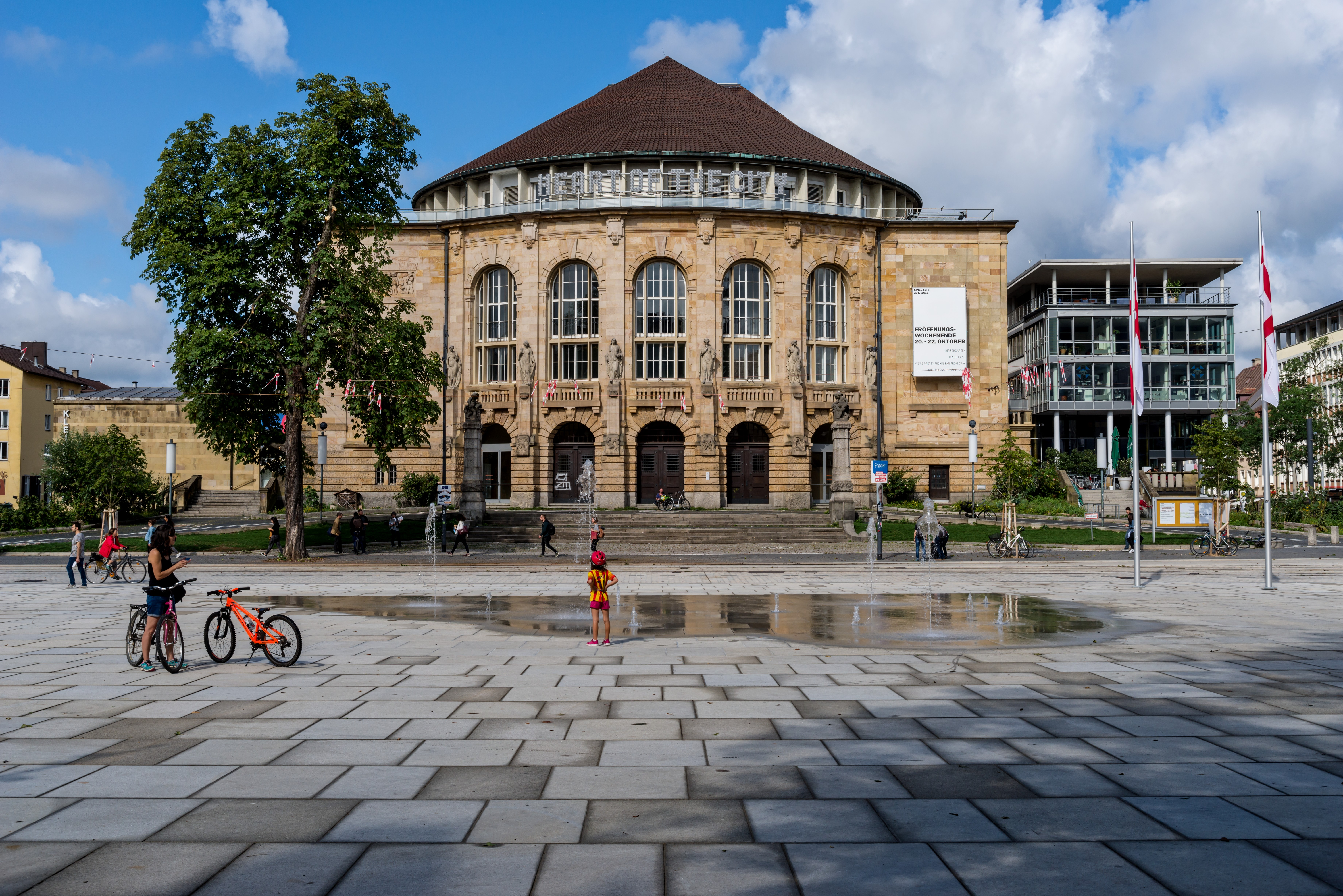
Stadttheater (2017)

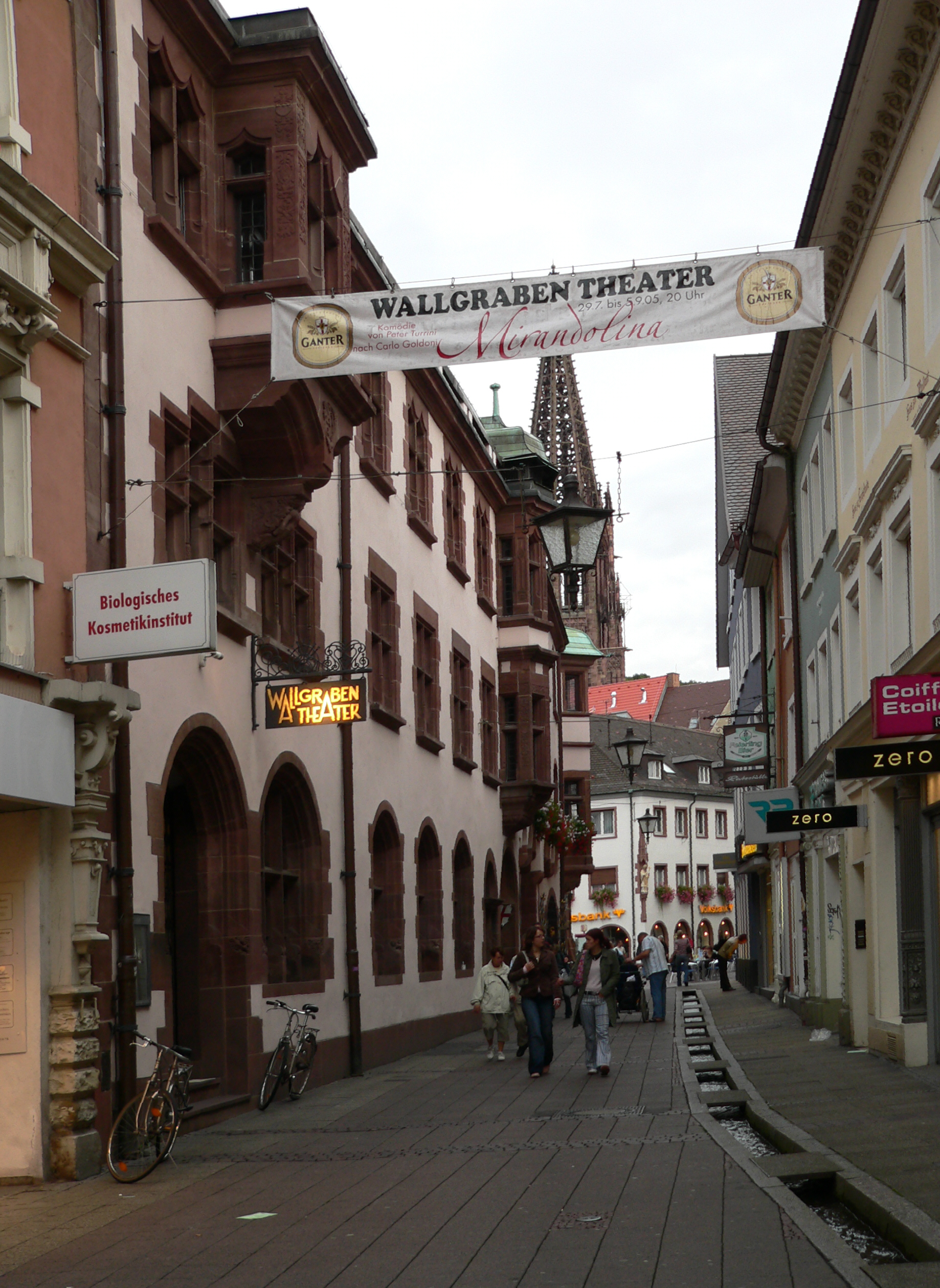
Wallgrabentheater in der Rathausgasse

### Theater
Das Theater Freiburg ist ein Drei-Sparten-Theater mit Schauspiel, Musiktheater und Ballett. Es werden drei Bühnen bespielt: Das Große Haus, das Schauspielhaus und die Kammerbühne. Für besondere Anlässe stehen noch der „Werkraum“ und das Winterer-Foyer zur Verfügung. Die Tanztruppe pvc (physical virus collective) tritt als Kooperationsprojekt an den Theatern in Freiburg und Heidelberg gleichermaßen auf. Das Philharmonische Orchester spielt im Konzerthaus. Intendant ist seit der Spielzeit 2017/2018 Peter Carp, ab der Spielzeit 2025/2026 soll Felix Rothenhäusler die Intendantschaft übernehmen.
Wie die meisten von Städten betriebenen Theater ist das Freiburger Haus aufgrund der kommunalen Finanznot großen Sparzwängen unterworfen. Trotzdem konnte die Fachzeitschrift „Die deutsche Bühne“ nach einer Umfrage unter Theaterkritikern dem Freiburger Stadttheater den ersten Rang für die „ungewöhnlich überzeugende Theaterarbeit abseits großer Theaterzentren“ zusprechen (Herbst 2007).
Weiter gibt es eine Vielzahl kleinerer Theater:
- Das Wallgraben-Theater, einstmals ein studentisches Kellertheater, ist vor allem bekannt für seine Loriot-Aufführungen mit Heinz Meier†. Heute spielt es im Keller des Neuen Rathauses, in dessen Innenhof im Sommer auch Freilichtaufführungen gezeigt werden.
- Das Theater im Marienbad ist das Freiburger Kinder- und Jugendtheater und spielt in der ehemaligen kleinen Schwimmhalle eines aufgegebenen Bades.
- Die Alemannische Bühne Freiburg führt Stücke in alemannischer Mundart auf.
- Das „Vorderhaus Freiburg – Kultur in der Fabrik“ ist hauptsächlich eine Kabarettbühne.
- Das „Theater R.A.B. Random Acts of Beauty“ mit Schwerpunkt auf Masken und genreübergreifendem Theater.
- KIEW – Kammerspiele im E-Werk Freiburg
- Cargo-Theater Freiburg
- Das Theater der Immoralisten
- Das Theater Hans Dürr ist ein Laientheater und bekannt durch die Shakespeare Company und Inszenierungen im Schwarzen Kloster.
- Harrys Depot ist das kleinste Theater der Stadt
- SpielRaum Freiburg: Bühne des Freiburger Instituts für Theaterpädagogik und der Studiobühne Freiburg

In Freiburg gibt es eine lebendige Improvisationstheater-Szene mit ungefähr 10 professionellen und Laiengruppen, die an unterschiedlichen Orten auftreten.
Freiburg verfügt über mehrere Anbieter, die szenische (theaterähnliche) Stadtführungen mit oft professionellen Schauspielern im Programm haben (Historix-Tours, Freiburg Kultour, Timewalking). Auch werden abends Ghost-Walks durchgeführt.

### Festivals
Mitte Juni wird mit den alldienstäglichen Orgelkonzerten im Münster (bis Ende September), bei denen Interpreten Programme vom Frühbarock bis zur Moderne präsentieren, die Festivalsaison in Freiburg eröffnet. Im Lauf des Jahres finden in Freiburg viele Kulturfestivals statt, zum Beispiel im Februar das Reportage-Festival MUNDOlogia, ein Open-Air-Theatersport-Festival, das Internationale Tanzfestival, im Sommer seit 1983 das Internationale Zelt-Musik-Festival (ZMF), der Münstersommer mit Konzerten, Theater, Lesungen und Ausstellungen sowie viele weitere Veranstaltungen.
Seit 2005 wird im Garten von Schloss Ebnet im gleichnamigen Stadtteil beim Ebneter Kultursommer von Ende Mai bis Juli eine bunte Veranstaltungsreihe präsentiert.
Alle zwei Jahre im Mai findet mit dem Freiburger film forum ein renommiertes Festival des ethnografischen Films statt. Seit 2002 findet in Freiburg-Hochdorf am Tunisee alljährlich im Juli das Musikfestival Sea of Love statt. Sea of Love war 2011 mit circa 25.000 Besuchern nach dem Southside-Festival in Neuhausen ob Eck das meistbesuchte Musikfestival in Baden-Württemberg.
Der renommierte Freiburger Perkussionist Murat Coşkun veranstaltet seit 2006 jährlich im E-Werk das weltweit bedeutendste Rahmentrommel-Festival Tamburi Mundi für Perkussion-Begeisterte, mit öffentlichen Konzerten, Workshops und Sessions.
Zum Saisonausklang findet im September das von E-Werk und Jazzhaus gemeinsam veranstaltete Freiburger Jazzfestival statt, bei dem internationale Stars der Jazzszene zu hören sind.

### Musik

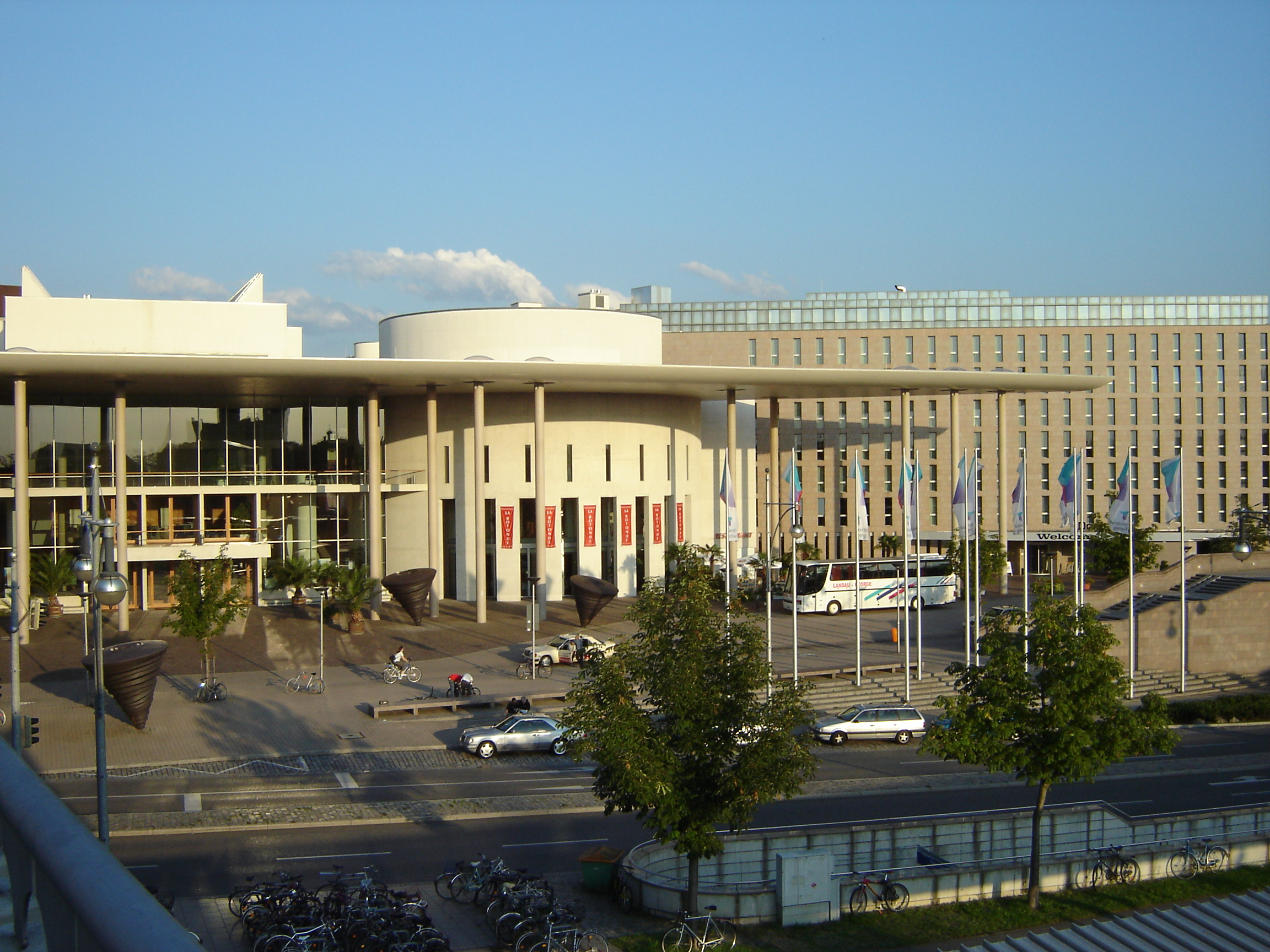
Konzerthaus

Mit zahlreichen Orchestern und Chören, darunter einigen mit internationalem Ruf, weist Freiburg ein reges Musikleben auf. Vor allem ist Freiburg als Chorstadt bekannt (Freiburger Domsingknaben, Jazzchor). Wichtige Impulsgeber sind – in unterschiedlichen Stilrichtungen – die seit 1946 bestehende Musikhochschule Freiburg mit Studenten und Meisterschülern aus aller Welt sowie die Jazz- und Rockschule Freiburg. Darüber hinaus gibt es das Experimentalstudio der Heinrich-Strobel-Stiftung im Funkhaus des Südwestrundfunks, das seit seiner Gründung 1969 einer der wichtigen Impulsgeber für Neue Musik ist.

#### Orchester
- Das Philharmonische Orchester Freiburg, seit 2008 unter der Leitung des Generalmusikdirektors Fabrice Bollon, ist das Hausorchester des Theaters.
- Freiburger Barockorchester (FBO) unter der künstlerischen Leitung von Gottfried von der Goltz und Cecilia Bernardini
- Das Balthasar-Neumann-Ensemble wird von Thomas Hengelbrock geleitet.
- Per Tutti Orchester (Universität Freiburg)[88]
- Akademisches Orchester Freiburg e. V., gegründet 1963
- Junge Kammerphilharmonie Freiburg e. V.
- KHG-Orchester e. V.[89]
- Das Consortium Classicum wurde 1966 von dem Klarinettisten Dieter Klöcker gegründet und widmet sich vor allem der Musik des ausgehenden 18. und des 19. Jahrhunderts.
- Holst-Sinfonietta (Kammerensemble) und Jugendorchester der Holst-Sinfonietta (JOHS), Freiburg, Leitung: Klaus Simon
- Das ensemble aventure ist ein Kammerensemble, das sich hauptsächlich der Musik des 20. Jahrhunderts und zeitgenössischer Musik widmet.
- Das ensemble recherche ist einer der renommiertesten Klangkörper für die Interpretation neuer Musik.
- Die Baden-Württembergische Ensemble-Akademie Freiburg e. V. bietet Berufsmusikern und fortgeschrittenen Studenten für Instrumentalmusik und Gesang ergänzende Aus- und Fortbildungsmöglichkeiten. Getragen wird sie vom Freiburger Barockorchester und dem ensemble recherche.
- ORSO Chor- und Orchestergesellschaft, ein Zusammenschluss verschiedener Chöre und Orchester
- Freiburger Orchestergesellschaft, 1960 als Laienorchester gegründet.[90]
- camerata academica freiburg e. V., gegründet 1997[91]
- Raschèr Saxophone Quartet

#### Chöre
- Alle Register – Der Gendermix-Chor
- Anton-Webern-Chor Freiburg
- Balthasar-Neumann-Chor und -Ensemble, Leitung: Thomas Hengelbrock
- Bächlechor, Leitung: Claudia Mundi
- Das Buschorchester, Leitung: Christian Deichert
- Camerata Vocale Freiburg, gegründet 1977; Leitung: Winfried Toll
- Chorakademie Freiburg[92], musikalische Leitung: Boris Böhmann
- Chorisso Chorvereinigung Hochdorf
- Christuskantorei
- Contrappunto bestiale – Der Biochor
- Deutsch-Französischer Chor
- Evangelische Studentenkantorei Freiburg
- Freiburger Bachchor
- Freiburger Domchor und Freiburger Domkapelle (Kammerchor)
- Freiburger Domsingknaben
- Freiburg Gospel Choir, Leitung: Carsten Schulz
- Freiburger Kammerchor, Leitung: Lukas Grimm
- Freiburger Kantatenchor, Leitung: Wolfgang Failer
- Freiburger Oratorienchor
- Freiburger Vokalensemble, Leitung: Wolfgang Schäfer
- Heinrich-Schütz-Kantorei Freiburg, Leitung: Bernd Scharfenberger
- Jazzchor Freiburg
- John Sheppard Ensemble, Leitung: Bernhard Schmidt
- Junge Kantorei Freiburg, Leitung: Christoph Andreas Schäfer[93]
- Madrigalchor der KHG
- Mädchenkantorei am Freiburger Münster
- ORSO Chor- und Orchestergesellschaft, Leitung: Wolfgang Roese
- Chor der Pädagogischen Hochschule Freiburg, Leitung: Stefan Weible[94]
- Romanischer Chor der Universität
- Russischer Chor der Universität (seit 1930)
- SUSI-Chor, Leitung: Ansgar Rettner
- Tune Up!, Chor der Jazz & Rock Schulen Freiburg, Leitung Rolf Schwoerer-Böhning[95]
- Unichor Freiburg, Leitung: Lisa Hummel[96]
- Voice Event – Auswahlchor der Freiburger Schulen

#### Folk-, Jazz- und Rockszene
Zentrale Treffpunkte der Folk-, Jazz- und Rockszene sind das Restaurant Waldsee, die Wodan-Halle im Ganter Hausbiergarten und das Jazzhaus, das von der internationalen Elite regelmäßig beschallt wird. Der Waldi-Heidepriem-Preis wird regelmäßig von der Stadt Freiburg verliehen. Er ist nach dem Modern-Jazz-Pianisten Waldi Heidepriem benannt, der bis zu seinem Tod 1998 in Freiburg tätig war und am Aufbau des Jazzhauses Freiburg beteiligt war. Weitere bekannte Jazzkünstler aus Freiburg sind Thomas Heidepriem, Dieter Ilg, sowie das Cécile Verny Quartet und die Freiburg Soul-Formation Tok Tok Tok. Neben dem Jazzhaus sind vor allem das E-Werk, mit seinen größeren Konzerten in den Bereichen Rock, Pop und Weltmusik („creole in concert“), das Ruefetto sowie das Waldsee mit seiner Veranstaltungsreihe „Jazz ohne Stress“ beliebte Treffpunkte der Freiburger Jazz-Szene. Arrangiert von dem örtlichen Konzertveranstalter KOKO & DTK Entertainment sind im Konzerthaus und in der SICK-Arena, der multifunktionalen Eventhalle der Messe Freiburg, regelmäßig bekannte Rock- und Pop-Größen anzutreffen. Wer gern Country, Rockabilly oder 60s Modbeat hört, ist im Great Räng Teng Teng richtig. Wer lieber Alternative oder Punk hört, geht ins traditionsreiche Café Atlantik beim Schwabentor.
Darüber hinaus gibt es eine Vielzahl von Musikvereinen, Blaskapellen, Laienchören und Bands verschiedener Stilrichtungen, die eher lokale Bedeutung haben.

### Film und Kino
Bezogen auf die Einwohnerzahl gab es nach Angaben aus dem Jahr 2008 in Freiburg die meisten Kinogänger in Deutschland. Durchschnittlich besuchte jeder Freiburger fast sechs Mal im Jahr ein Kino, um einen Film anzusehen. Der bundesdeutsche Durchschnitt lag bei 1,66.
Im CinemaxX eines bundesweit vertretenen Kinobetreibers als Multiplex-Kino werden überwiegend Hollywood-Mainstream-Filme gezeigt. Daneben hat ein ortsansässiger Betreiber mit den Friedrichsbau/Apollo-Kinos (vier Säle), dem Kandelhof (ein Saal) und der Harmonie (sechs Säle) drei Spielstätten, die als Programmkino bespielt werden. Diese, dem Netzwerk der Europa Cinemas angeschlossenen Kinos sind durchgängig für ihr anspruchsvolles Programm ausgezeichnet worden, 2007 als erste in Deutschland mit dem „Europa Cinemas Award“ für die beste Programmgestaltung. Sie bekamen fünf Auszeichnungen der Kinoprogramm- und Verleiherpreise der Bundesrepublik für 2017. Im Sommer gibt es ein Freilichtkino dieses Veranstalters im Hof des Schwarzen Klosters. Bis 2015 fand in Friedrichsbau und Harmonie jährlich im Sommer das Freiburger Filmfest statt, das überwiegend Freiburger Erstaufführungen von Arthousefilmen präsentiert.
Das nicht-kommerzielle Kommunale Kino Freiburg ist ebenfalls mehrfach für seine Programmarbeit ausgezeichnet worden. Alle zwei Jahre veranstaltet das Kommunale Kino das Freiburger film forum mit Schwerpunkt auf dem ethnographischen Film. Es gilt als eines der wichtigsten Filmfestivals auf diesem Gebiet in Deutschland.
Als einer der ältesten studentischen Filmclubs Deutschlands zeigt der 1957 gegründete Akademische Filmclub Freiburg an der Universität Freiburg e. V. ein eigenes Programm. Dieses wird während des Semesters bis zu fünfmal pro Woche mit einem 35-mm-Projektor sowie mit einem Digitalprojektor in einem großen Hörsaal des Kollegiengebäudes II der Universität vorgeführt. Ab dem Wintersemester 2019/20, während der Sanierung des KG II finden die Aufführungen im großen Hörsaal der Biologie in Herdern statt.
Seit 1985 findet die Schwule Filmwoche Freiburg statt, eines der ältesten Schwulen-Festivals im deutschsprachigen Raum. Bis 2000 war die Schwule Filmwoche im Kommunalen Kino zu Gast, seit 2001 sind alle Vorführungen im Kandelhof.
In Freiburg ist die Kool Filmdistribution ansässig, ein 1997 gegründeter unabhängiger Verleih für internationale Arthouse- und Independent-Filme. Jährlich kommen über diesen Weg etwa sieben Filme mit bis zu 50 Kopien in die Kinos, u. a. Der Schmetterling mit Michel Serrault, Die große Verführung oder Zurück nach Dalarna!.
Auch als Drehort wurde Freiburg, sowohl national auch international, entdeckt. Meist entstehen hier romantische Fernsehkomödien wie Der Vollgasmann oder Manche mögen’s glücklich. Daneben gab es das Drama Zeit der Zimmerbrände mit Uwe Ochsenknecht sowie den Tatort: Fünf Minuten Himmel mit Heike Makatsch. Die erste Folge des neuen Tatort Schwarzwald wurde 2016 gedreht, in dem Freiburg aber nur als Sitz der Polizeidirektion eine Rolle spielt. Ebenfalls gedreht wurde hier auch die erste Folge der türkischen Dramaserie Bana Sevmeyi Anlat (int. Titel: Wings of Love) im Juli 2016. Der italienische Horrorfilm Suspiria aus dem Jahr 1977 spielt ebenfalls in Freiburg (im Haus zum Walfisch), wurde aber größtenteils auswärts gedreht. Im Herbst 2020 wurde in Freiburg, unter anderem an der Universitätsbibliothek schon die zweite Staffel der Fernsehserie Biohackers gedreht. Das ZDF begann im Oktober 2021 mit der neuen Krimiserie Breisgau im Abendprogramm.
Anlässlich des 900-jährigen Stadtjubiläums stellte der SWR 2020 zahlreiche historische Reportagen über Freiburg mit dem Etikett SWR Retro in die ARD Mediathek.

### Museen
Freiburg beherbergt mehrere städtische Museen, die sich größtenteils aus den früheren „Städtischen Sammlungen“ entwickelt haben. Das größte Museum der Stadt ist das Augustinermuseum (Museum für Kunst- und Kulturgeschichte am Oberrhein) am Augustinerplatz, eines der bedeutendsten Museen in Südbaden. Eine Abteilung des Augustinermuseums ist das seit 1994 im Wentzingerhaus am Münsterplatz untergebrachte Museum für Stadtgeschichte, das sich vornehmlich mit der Entwicklung Freiburgs und dem Bau des Freiburger Münsters beschäftigt. Ebenfalls am Augustinerplatz liegt das Naturmuseum Freiburg, in dem ein Überblick zur Geologie und Mineralogie sowie zur heimischen Tier- und Pflanzenwelt gegeben wird. Nicht nur bei Kindern äußerst beliebt ist die Schau „Vom Ei zum Küken“, die jährlich in den Wochen vor Ostern präsentiert wird. Ein weiteres städtisches Museum ist das als Abteilung des Augustinermuseums 1985 eröffnete Museum für Neue Kunst in der Marienstraße, in dem moderne und zeitgenössische Kunst, angefangen vom Expressionismus Anfang des 20. Jahrhunderts bis hin zu den aktuellen Entwicklungen der letzten Jahre, ausgestellt werden. Das Archäologische Museum Colombischlössle (ehem. Museum für Ur- und Frühgeschichte) befindet sich seit 1983 im Colombipark am Rotteckring. Die Dauerausstellung präsentiert Funde von der Altsteinzeit bis ins Mittelalter, darunter Kunstwerke der eiszeitlichen Jäger und Sammler Südbadens, die älteste Glasschale nördlich der Alpen sowie Zeugnisse des mittelalterlichen Freiburgs. Familiennachmittage, interaktive Führungen und Mitmach-Stationen veranschaulichen die Besonderheiten jeder Epoche. So werden beispielsweise mehrmals im Jahr Aktionen für Kinder angeboten, bei denen sie selbst ausprobieren können, wie in der Steinzeit Feuer gemacht wurde. Im Mai 2012 wurde im Gewerbegebiet Hochdorf das Zentrale Kunstdepot der Stadt eingeweiht.

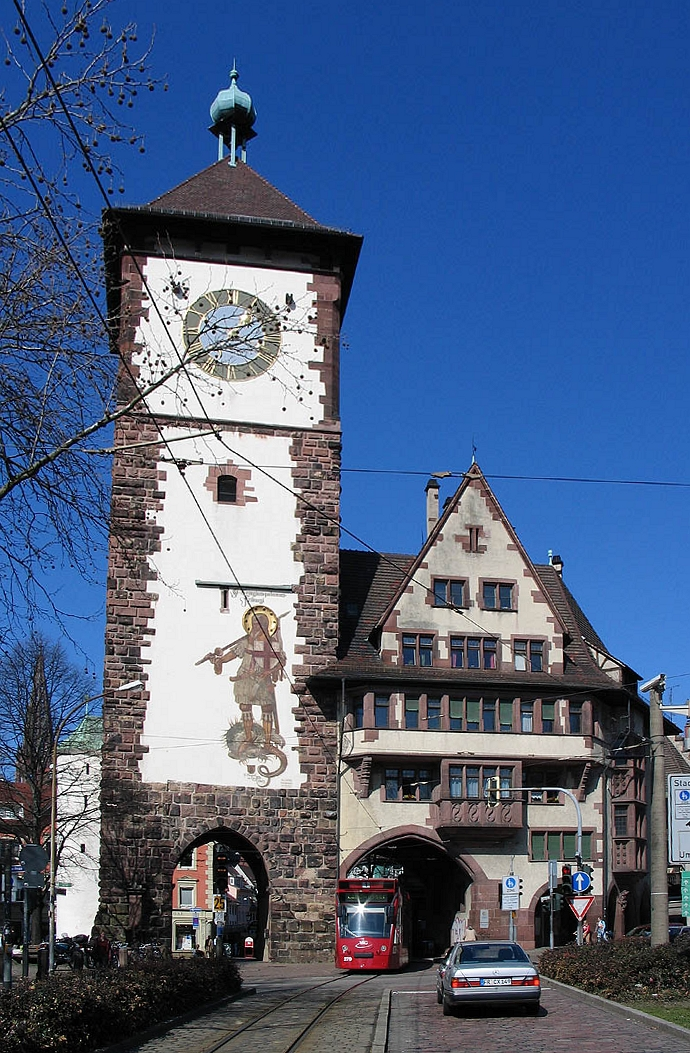
Schwabentor

Das neugeschaffene „Uniseum“ im Gebäude der „Alten Universität“ zeigt Exponate aus der Geschichte der Universität und stellt die Entwicklung der Hochschule bis heute dar. Die Akademie der Polizei Baden-Württemberg beherbergt ein Kriminalmuseum, in dem unter anderem der Einbruch in die Burg Hohenzollern aus dem Jahr 1952 beschrieben ist (Führung nach Voranmeldung).
In der Turmstraße gibt es das Freiburger Fasnetmuseum, in dem Masken und Kostüme (alemannisch „Häs“) und die Geschichte der „Freiburger Fasnet“ ausgestellt werden. – Im Schwabentor befindet sich die Zinnfigurenklause, in der historische Dioramen (z. B. zu Martin Luther oder den Bauernkriegen) aus Zinnfiguren ausgestellt sind. Das private Kleine Stuck-Museum befindet sich im Stadtteil Brühl und ist das einzige seiner Art in ganz Deutschland.
Im „Freiburger Hausberg“, dem Schauinsland, befindet sich das Besucherbergwerk Schauinsland. Es handelt sich dabei um ein stadtgeschichtlich wichtiges Bergwerk, in dem Silber-, Blei- und Zinkerze abgebaut wurden. Es liegt am „Erzkasten“ oberhalb von Hofsgrund. Heute wird es von einer privaten Forschergruppe betrieben. In den Wintermonaten bleibt es geschlossen.
Seit Anfang 2020 stellen die städtischen Museen Abbildungen von mittlerweile 4676 Objekten in einer Onlinesammlung zur Verfügung. Mehr als ein Drittel der Abbildungen können unter der Creative Commons Lizenz Namensnennung 4.0 International kostenlos genutzt werden oder sind sogar gemeinfrei.
Im März 2025 wurde im früheren Verkehrsamt das Dokumentationszentrum Nationalsozialismus Freiburg eröffnet. Dort soll auch die Freiburger Außenstelle der Landeszentrale für politische Bildung einziehen.

### Kunst
Neben den oben erwähnten städtischen Museen, die Kunst zeigen und zahlreichen Galerien gibt es seit Oktober 2004 die städtische Galerie für zeitgenössische Kunst das Kunsthaus L6 in der Lameystraße 6 in einem früheren Fernmeldegebäude im Stadtteil Zähringen. Dort gibt es Ateliers für bildende Künstler, Proberäume für Bands, ein Wohnatelier für Gastkünstler, eine Künstlerwerkstatt und eine Halle für Ausstellungen aktueller Kunst aus der Region Freiburg.
Der Kunstverein Freiburg, gegründet 1827 und damit einer der ältesten Kunstvereine in Deutschland, präsentiert aktuelle Kunst in seiner Ausstellungshalle, der ehemaligen Schwimmhalle des aufgegebenen Marienbades in der Altstadt.
Des Weiteren gibt es noch einige privat betriebene Ausstellungsräume: In der Paul Ege Art Collection PEAC, einer Elektrofirma im Industriegebiet Nord, wird seit 2004 internationale zeitgenössische Kunst ausgestellt. Dort ist in einer Dauerausstellung auch die „Sammlung Rosskopf“ zeitgenössischer bildender Kunst zu sehen.
Die „Stiftung für konkrete Kunst Roland Phleps“ zeigt in ihrer Skulpturenhalle im Stadtteil Zähringen insbesondere Stahlskulpturen des Namensgebers und in wechselnden Ausstellungen Arbeiten verwandter Künstler.
2014 beschloss der Gemeinderat die Einrichtung einer Kunstkommission. Sie soll die Stadtverwaltung und die politischen Gremien bei der Stadtgestaltung fachlich beraten. Der Gemeinderat beruft die fünf ehrenamtlich arbeitenden Sachverständigen aus den Bereichen Bildende Kunst, Kunstvermittlung und Architektur für fünf Jahre.
siehe auch: Liste von Kunstwerken im öffentlichen Raum in Freiburg im Breisgau

### Biennale
Die Biennale für Freiburg ist seit der Gründung 2019 eine Plattform für zeitgenössische Kunst in Freiburg mit wechselnden Ausstellungsorten und wird durch den Verein Perspektiven für Kunst in Freiburg e.V. ausgetragen. Ins Leben gerufen wurde sie in Reaktion auf die Schließung der Freiburger Außenstelle der Staatlichen Akademie der bildenden Künste Karlsruhe.

### Kulturpreis
Der Reinhold-Schneider-Preis ist der Kulturpreis der Stadt Freiburg im Breisgau, der 1960 erstmals vergeben wurde. In der Regel wird er alle zwei Jahre turnusgemäß wechselnd für eine der vom Gemeinderat festgelegten Sparten verliehen. Ursprünglich waren dies „Literatur“, „Musik“ und „Bildende Kunst“. 2018 kamen „Darstellende Kunst“ sowie „Fotografie, Film und Neue Medien“ als weitere Sparten hinzu.

### Dialekt
Durch die westlichen Stadtteile von Freiburg verläuft die Mundartgrenze zwischen nieder- und hochalemannisch, so weist die Stadt beide Arten des Dialekts auf. In Freiburgs Norden wird Niederalemannisch gesprochen, das im Landkreis Emmendingen und der Ortenau gebräuchlich ist. Der Süden hingegen tendiert zum Hochalemannischen, das im Landkreis Lörrach und südlichen Breisgau heimisch ist (St. Georgen, Haslach, Weingarten, Stühlinger, Opfingen und Tiengen gehören zum hochalemannischen, die übrigen Stadtteile zum niederalemannischen Dialektraum). Freiburgs alemannischer Name lautet – wie zur Zeit der Stadtgründung – Friburg. Der ursprüngliche Freiburger Dialekt ist jedoch bei den Einheimischen weitgehend einer mehr oder weniger niederalemannisch gefärbten hochdeutschen Umgangssprache gewichen, die wie das Schwäbische diphthongiert und viele Charakteristika des Alemannischen verloren hat.

### Sport

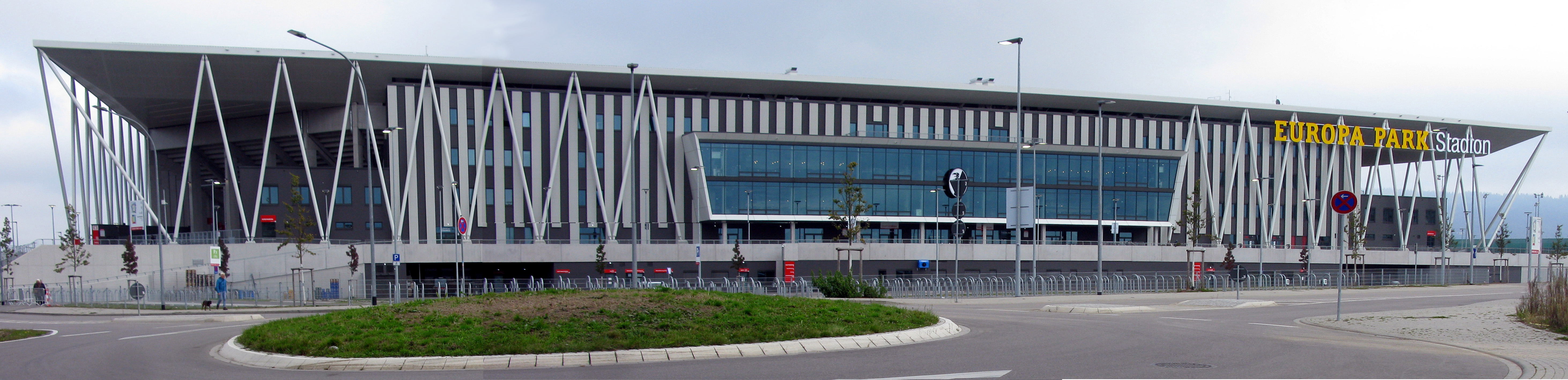
Europa-Park-Stadion Außenansicht im Jahr 2021

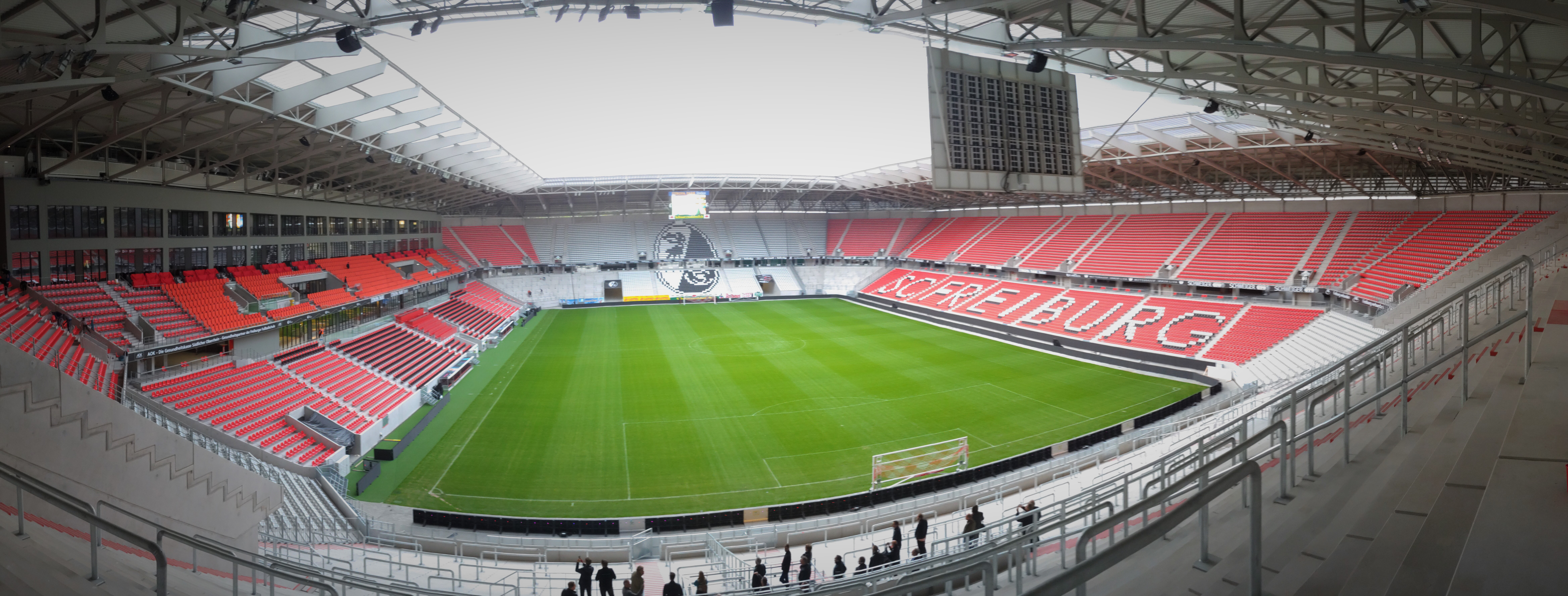
Einblick in das Stadion des SC Freiburg

#### Mannschaftssport
Die Stadt ist Heimat des Fußball-Clubs SC Freiburg, der seit 1978 durchgehend in der ersten oder zweiten Bundesliga vertreten ist. 2016 stieg der Verein zum fünften Mal in seiner Geschichte in die höchste Spielklasse auf. Der Verein wurde deutschlandweit durch besonders konstante Personalpolitik bekannt. Präsident war von 1972 bis zu seinem Tod im Jahr 2009 Achim Stocker. Langjähriger Trainer war Volker Finke (1991–2007), auf dessen Initiative die Fußballschule des Clubs zurückgeht. 2004 feierte der SC Freiburg sein 100-jähriges Bestehen. Trainer war von Dezember 2011 bis Juni 2024 Christian Streich. Die Frauenmannschaft spielt in der Frauen-Bundesliga.
Seit der Saison 2021/2022 spielt der SC Freiburg im Europa-Park-Stadion. Es hat eine Kapazität von 34.700 Plätzen und wurde von 2018 bis 2021 neben dem Flugplatz gebaut. Vor der Fertigstellung wurden die Kosten auf 76 Millionen Euro geschätzt. Aufgrund der COVID-19-Pandemie verzögerte sich der Bau um über ein Jahr und wurde am 7. Oktober 2021 mit einem Testspiel gegen den FC St. Pauli eröffnet. Davor befand sich die Spielstätte des SC Freiburg im Dreisamstadion.
Neben dem SC Freiburg gibt es den Freiburger Fußball-Club, welcher 1907 Deutscher Meister wurde.
Im Eishockey spielt der EHC Freiburg (die „Wölfe“) aktuell in der DEL2 (2021). In der Saison 2003/2004 spielte der EHC in der DEL, der höchsten Spielklasse im deutschen Eishockey. Seine Heimat ist die Echte Helden Arena im Stadtteil Mooswald.
Die Volleyball-Herrenmannschaft der FT 1844 Freiburg spielt seit 2001 in der zweiten Bundesliga. 2023 erfolgte der Aufstieg in die erste Bundesliga.
Im Handball spielt die Damenmannschaft der HSG Freiburg in der 3. Liga.
Durch die Eisvögel USC Freiburg ist Freiburg in der 1. Damen-Basketball-Bundesliga repräsentiert. In der Saison 2005/2006 belegten die Eisvögel nach dem Ende der Endrunde den zweiten Platz der Rückrunde, in der Saison 2006/2007 den vierten Platz. 2021/2022 wurde die Damenmannschaft Deutscher Meister, während die zweite Damenmannschaft in die Zweite Bundesliga aufstieg.
Der TV Freiburg Herdern spielt seit der Saison 2021/22 in der Prellball-Bundesliga der Männer und ab 2023/24 auch in der der Frauen.
Die Herrenmannschaft des USC spielt gegenwärtig (2022/23) in der Regionalliga Baden-Württemberg. Ihre letzte erstklassige Saison spielte das Freiburger Herrenteam 1998/1999, in der ProA (2. Bundesliga) war man zuletzt 2010/11 vertreten.
Die Stadt ist Heimat des Freiburger Rugby-Clubs von 1982. Die Herrenmannschaft spielt mit Stand von Juni 2022 in der Regionalliga Baden-Württemberg, die Damenmannschaft in der deutschen 7er-Rugby-Liga. Die Heimspielstätte des Clubs liegt in March-Hugstetten, wo sich der einzige Rugby-Sportplatz in der weiteren Umgebung befindet.
Jenische aus Freiburg gewannen in einer gemischten Mannschaft das weltweit erste Bootsch-Turnier 2005 in Singen.
Auch amerikanische Sportarten erfreuen sich in Freiburg nicht zuletzt wegen der ausländischen Gaststudenten großer Beliebtheit. Die Stadt wird im American Football durch die Freiburg Sacristans vertreten, die in der Saison 2008 zum ersten Mal in der Regionalliga Mitte des American Football Verband Baden-Württemberg e. V. antraten und die Saison mit einem dritten Platz beendeten.
Die Freiburg Knights spielen sowohl mit der Baseball- als auch der Softball-Mannschaft in der Verbandsliga Baden-Württemberg des BWBSV auf ihrem angestammten Platz im Dietenbachgelände.
Zudem gibt es in Freiburg die Lacrosse-Mannschaft PTSV Jahn Freiburg Pumas, die in der 1. Bundesliga Süd ein Herrenteam sowie in der 1. Landesliga Baden-Württemberg ein Damenteam und in Spielgemeinschaft mit Konstanz ein Herrenteam stellt. Außerdem sind sie als Spielgemeinschaft Freiburg-Stuttgart in der 1. Bundesliga Süd im Box-Lacrosse vertreten. Ebenfalls im PTSV Jahn Freiburg angesiedelt ist die Freiburger Ultimate Frisbee Mannschaft DISConnection, deren Mixed-Team in der 1. Liga und damit höchsten deutschen Spielklasse antritt.
Die Schützengesellschaft Freiburg schießt seit vielen Jahren in der Bundesliga im Bogenschießen. Der Schützenverein Freiburg-St. Georgen schießt in der Südbadenliga Luftpistole und war auch schon mit dem Luftgewehr in der Südbadenliga aktiv.

#### Weitere Sportarten

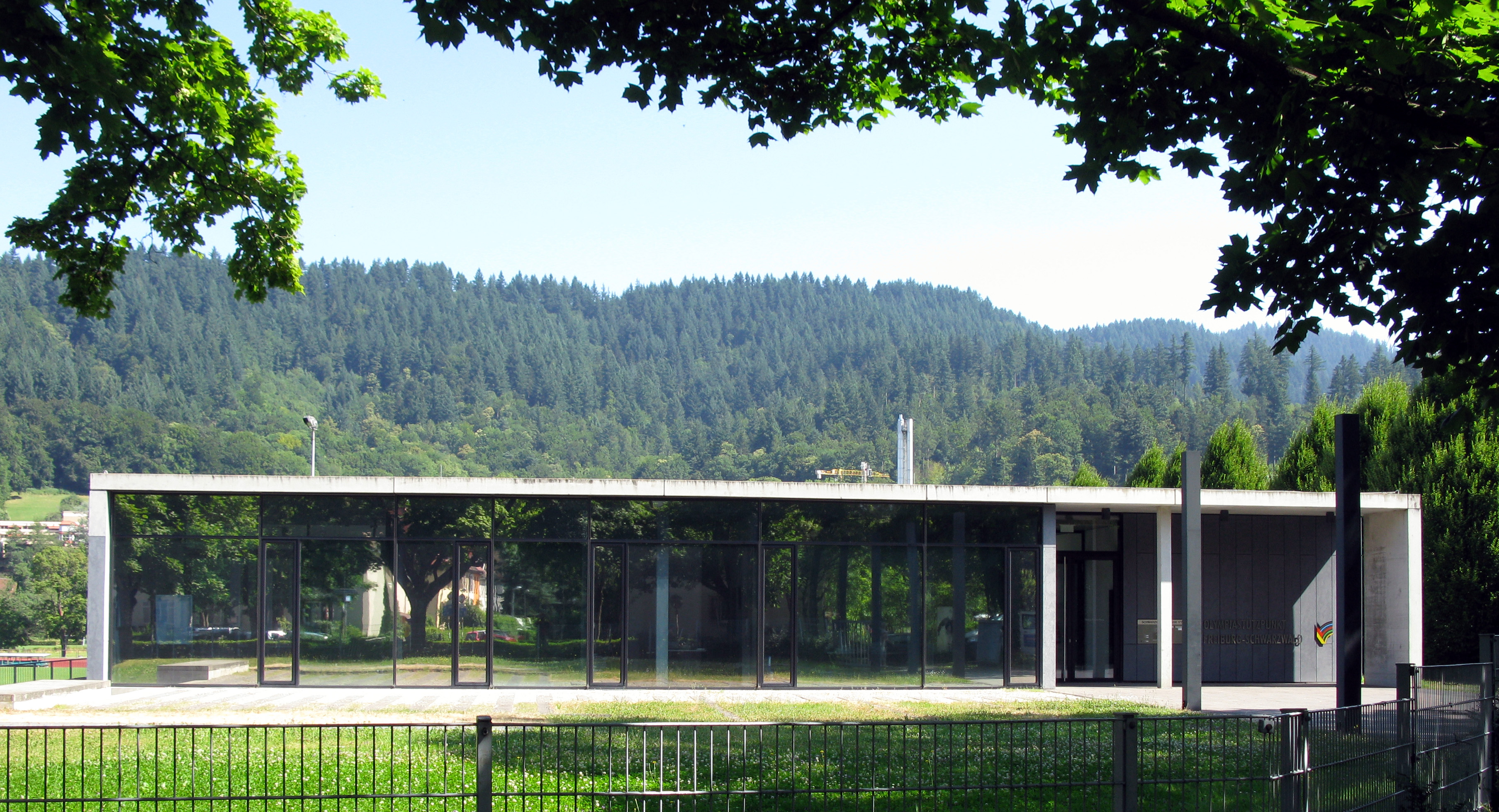
Georg-Thoma-Haus, Olympiastützpunkt Freiburg-Schwarzwald

Eine weitere bedeutende Sportart ist der Radsport. Am 27. Juni 1971 war Freiburg im Breisgau bei der Tour de France 1971 gleichzeitig Etappenziel und Startort. An diesem Tag wurden drei Etappen ausgetragen. Die erste führte flach von Mülhausen nach Basel, die zweite von Basel über den Schwarzwald nach Freiburg und die dritte von Freiburg wieder ins elsässische Mülhausen. Im Jahr 2000 war Freiburg zum vierten Mal Etappenort der Tour de France. Im Juni 2004 wurde hier die Deutsche Radsportmeisterschaft ausgetragen, im November 2005 wurde mit der Hallenradsport-Weltmeisterschaft ein internationaler Wettbewerb ausgerichtet.
Freiburg ist Sitz des Olympiastützpunkts Freiburg-Schwarzwald, der verschiedene Leistungszentren in der Region unterhält: Ski Nordisch, Radsport, Leichtathletik und andere. In Freiburg ist das Leistungszentrum für Ringen und ein Sportinternat ansässig. Es besteht eine enge Kooperation zur Sportmedizin und zur Sportwissenschaft an der Universität.
Im März 2004 fand erstmals der Freiburg-Marathonlauf als Breitensportveranstaltung statt, der seitdem jedes Jahr im Frühjahr ausgetragen wird.
Mit der Freiburger Turnerschaft von 1844 hat der größte Sportverein Südbadens seine Heimat in Freiburg. Er hatte 2004 den Zuschlag erhalten, im Jahre 2009 die 54. Rollkunstlauf-Weltmeisterschaft in Freiburg auszurichten. Etwa 1000 Rollsportler aus über 25 Nationen kämpften vom 10. bis 21. November 2009 um die in zehn Disziplinen zu vergebenden Titel.
Der Schachklub Freiburg-Zähringen 1887 e. V. ist der größte und älteste Schachverein Südbadens. Seine Frauen spielen in der zweiten Schachbundesliga der Frauen. In den 1950er Jahren nahm Freiburg mehrmals an Deutschen Mannschaftsmeisterschaften teil, zusammen mit Hamburg, Berlin, Düsseldorf und München. Der frühere Weltmeister Efim Bogoljubow war Mitglied im Verein. Die Vorsitzende Barbara Hund nahm an 15 Schacholympiaden teil und gewann 1978 in Buenos Aires eine Silbermedaille.
Der Billardverein BSC Freiburg-Kaiserstuhl spielte von 2004 bis 2006 in der 2. Poolbillard-Bundesliga und gewann 2011 den Deutschen Mannschafts-Pokal. 2015 zog er nach Denzlingen und wurde in PS Denzlingen umbenannt.
Der Anfang 2015 eingeweihte Skatepark im Dietenbachpark wurde 2020 auf 2400 Quadratmeter vergrößert. Dabei erhielt er eine Nachbildung der „Arto Saari Bowl“, einem kalifornischen Swimmingpool. In der Nähe gibt es seit Juli 2020 neben einem Generationenspielplatz auch Freiburgs ersten Parkour-Platz.
Im Juni 2020 wurde in der Grünanlage Denzlinger Straße im Stadtteil Zähringen der erste Freiburger Pumptrack eröffnet.
Bouldern kann man in drei Hallen im Südwesten Freiburgs oder im Freien beim Wiehrebahnhof, unter der Kronenbrücke und am Augustinerweg.
Slacklining ist eine Trendsportart, die in Freiburg eine große Community hat. In verschiedenen Parks hat die Stadt dafür Holzstämme zur Befestigung der Lines installiert. In der March gibt es zwei Highlines über die Dreisam.
Daneben gibt es in Freiburg über 200 Sportvereine, die etwa 100 Breitensportarten anbieten und dafür gute Trainingsmöglichkeiten bieten.

#### Bäder

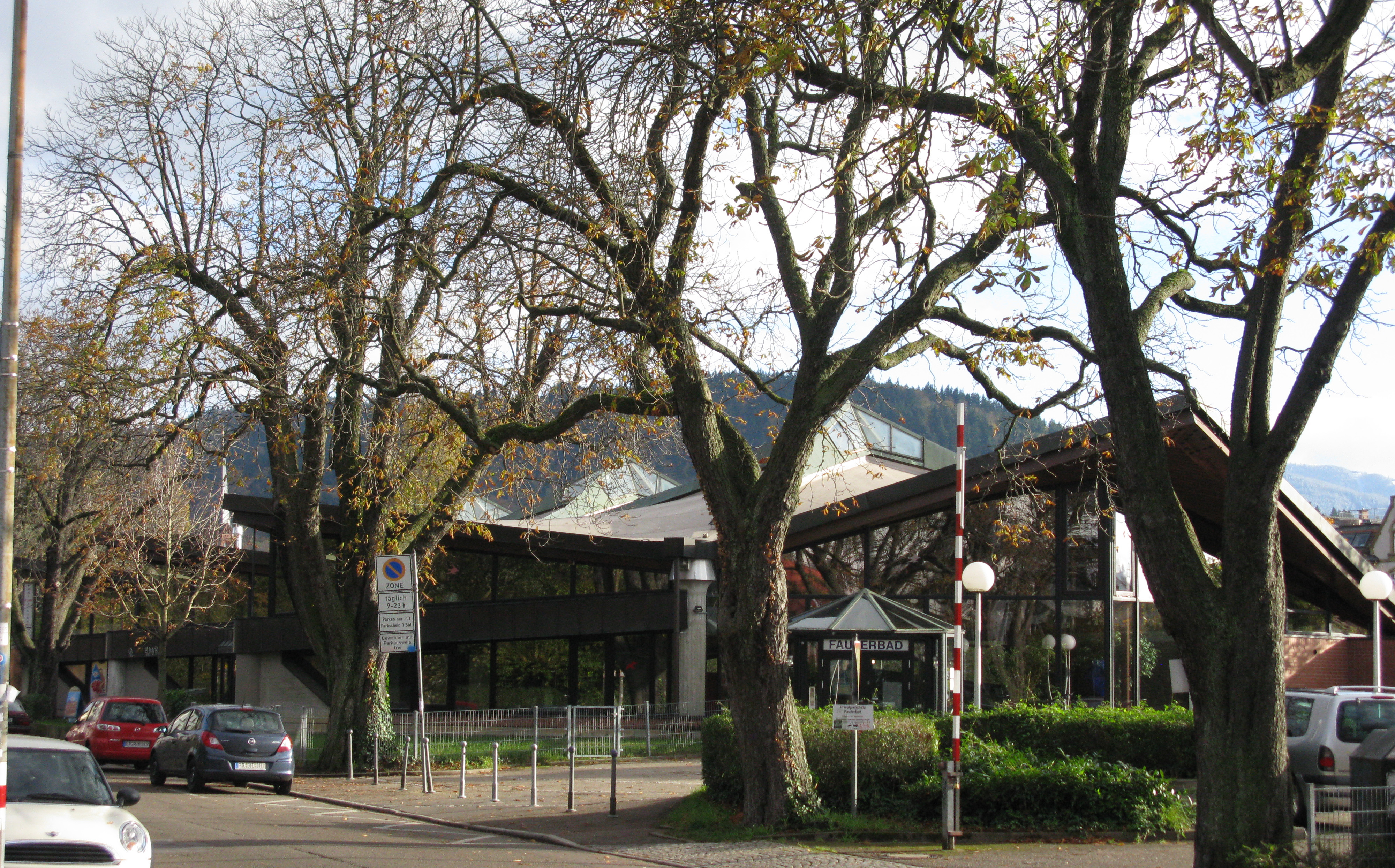
Faulerbad

In Freiburg gibt es insgesamt neun Schwimmbäder, davon drei Freibäder. Sie werden vom städtischen Unternehmen Freiburger Stadtbau GmbH beziehungsweise deren Tochtergesellschaft Regio Bäder GmbH betrieben.
Das größte Freiburger Bad ist das Eugen-Keidel-Bad, ein Mineral-Thermalbad mit einer großen Bade- und Saunalandschaft. Über eine Buslinie ist es an den ÖPNV angeschlossen, dennoch ist die Lage weit vor den Toren der Stadt im Wald gelegen eher autogerecht. Es wird von der Freiburger Stadtbau GmbH betrieben.
Im Westen Freiburgs in unmittelbarer Nachbarschaft des Seeparks befindet sich das Westbad, das vor allem als Sportbad ausgelegt ist. Es besitzt ein durch eine bewegliche Trennwand teilbares 50-m-Becken, ein Nichtschwimmer- und ein Babybecken sowie ein fünf Meter tiefes Sprungbecken mit 10-Meter-Sprunganlage. Im Außenbereich befinden sich Liegewiesen, Spielbereiche, Kinderbecken und ein aufgrund der Finanznot der Stadt seit längerem und auf längere Zeit nicht in Betrieb befindliches Außenschwimmbecken. Neben den Deutschen Schwimmmeisterschaften 1979 fanden dort im Jahr 2000 die Deutschen Kurzbahnmeisterschaften statt.
In Innenstadtnähe befindet sich das Faulerbad, das als Freizeitbad mit 25-m-Schwimmerbecken, Nichtschwimmerbecken, Liegewiese und einer Sauna konzipiert ist.
Im Stadtteil Haslach befindet sich das Gartenhallenbad Haslach mit mehreren Becken, darunter einem Nichtschwimmer- und einem Sprungbecken bis fünf Meter und einer Liegewiese. Weitere Sportbäder befinden sich in Lehen mit einem 17-m-Becken und Hochdorf.
Unter den Freibädern das größte ist das Strandbad in direkter Nachbarschaft des Dreisamstadions auf der Grenze der östlichen Stadtteile Waldsee und Ebnet. Es hat ein Nichtschwimmerbecken mit einer 91-m-Rutsche, ein Planschbecken und ein 50-m-Becken sowie großzügige Liegeflächen, Umkleiden und Verpflegungseinrichtungen. Hüpfburg und Beachvolleyballfelder runden das breite Angebot ab. Die Becken werden durch Solarenergie beheizt.
Im Stadtteil Wiehre befindet sich das Lorettobad mit separatem „Damenbad“, das nur Frauen und Kindern zugänglich ist.
Das dritte Freibad ist das Freibad St. Georgen mit einem 25-m-Becken in Verbindung mit einem Nichtschwimmerbereich mit Breitrutsche. Die Liegewiese ist teilweise in Hügeln geschwungen und bietet einen ausgedehnten Sportbereich unter anderem mit Trampolin und Spielfeldern.
Die Freibäder sind nur während der Sommersaison geöffnet. Die übrigen sechs Schwimmbäder stehen mit unterschiedlichen Pausen ganzjährig zur Verfügung.
Der Opfinger See ist für den Schwimmsport freigegeben. Rettungsschwimmer gewährleisten bei aufgezogener Flagge die Sicherheit.

#### Special Olympics
2021 hatte sich Freiburg als Host Town für die Gestaltung eines viertägigen Programms für eine internationale Delegation der Special Olympics World Summer Games 2023 in Berlin beworben. 2022 war die Stadt als Gastgeberin für Special Olympics Algerien ausgewählt worden. Damit ist die Stadt Teil des größten kommunalen Inklusionsprojekts in der Geschichte der Bundesrepublik mit über 200 Host Towns.

### Regelmäßige Veranstaltungen

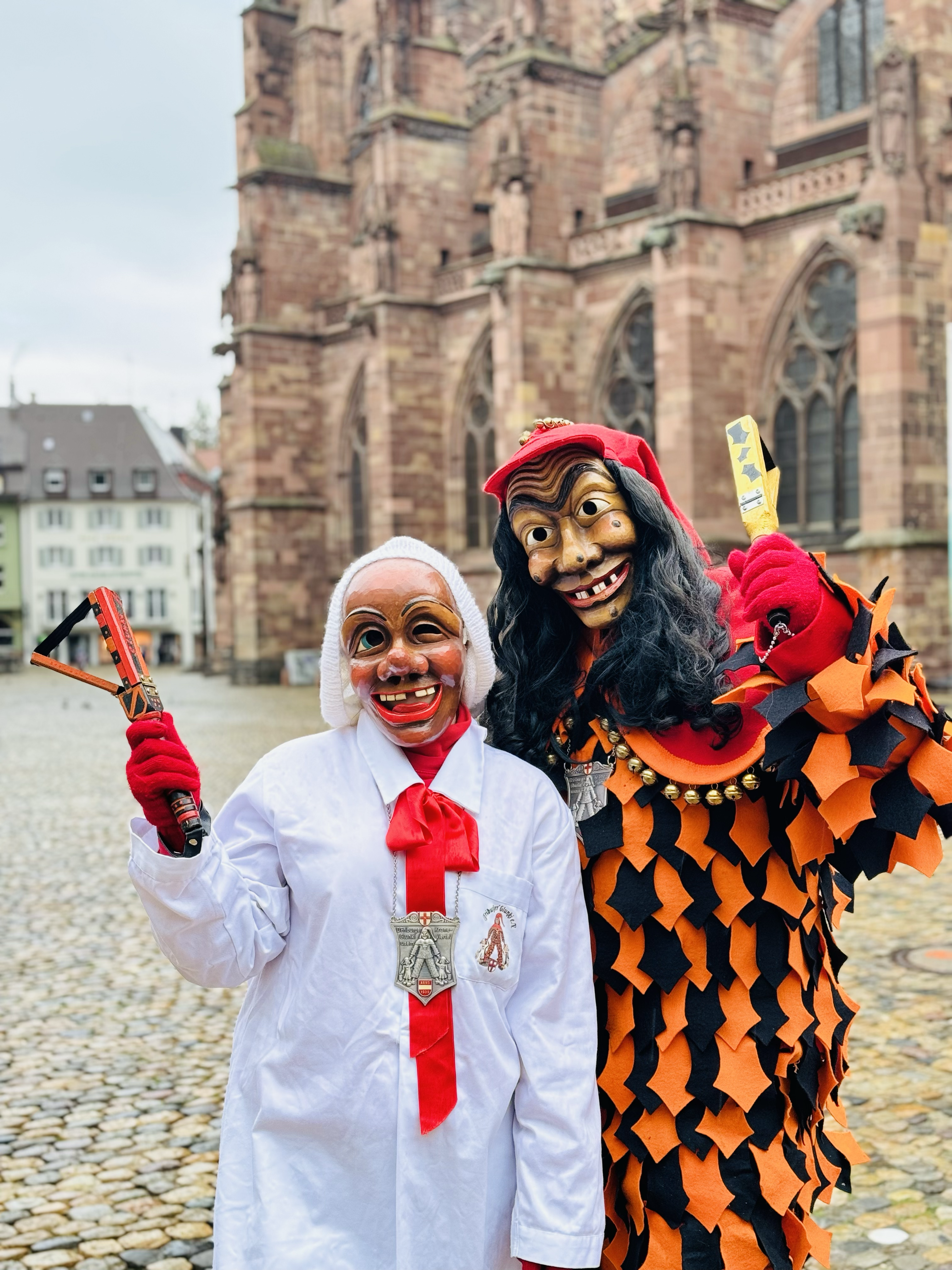
Die Narrenzunft der Friburger Glunki e.V. von 1939 (Breisgauer Narrenzunft Freiburg e.V.)

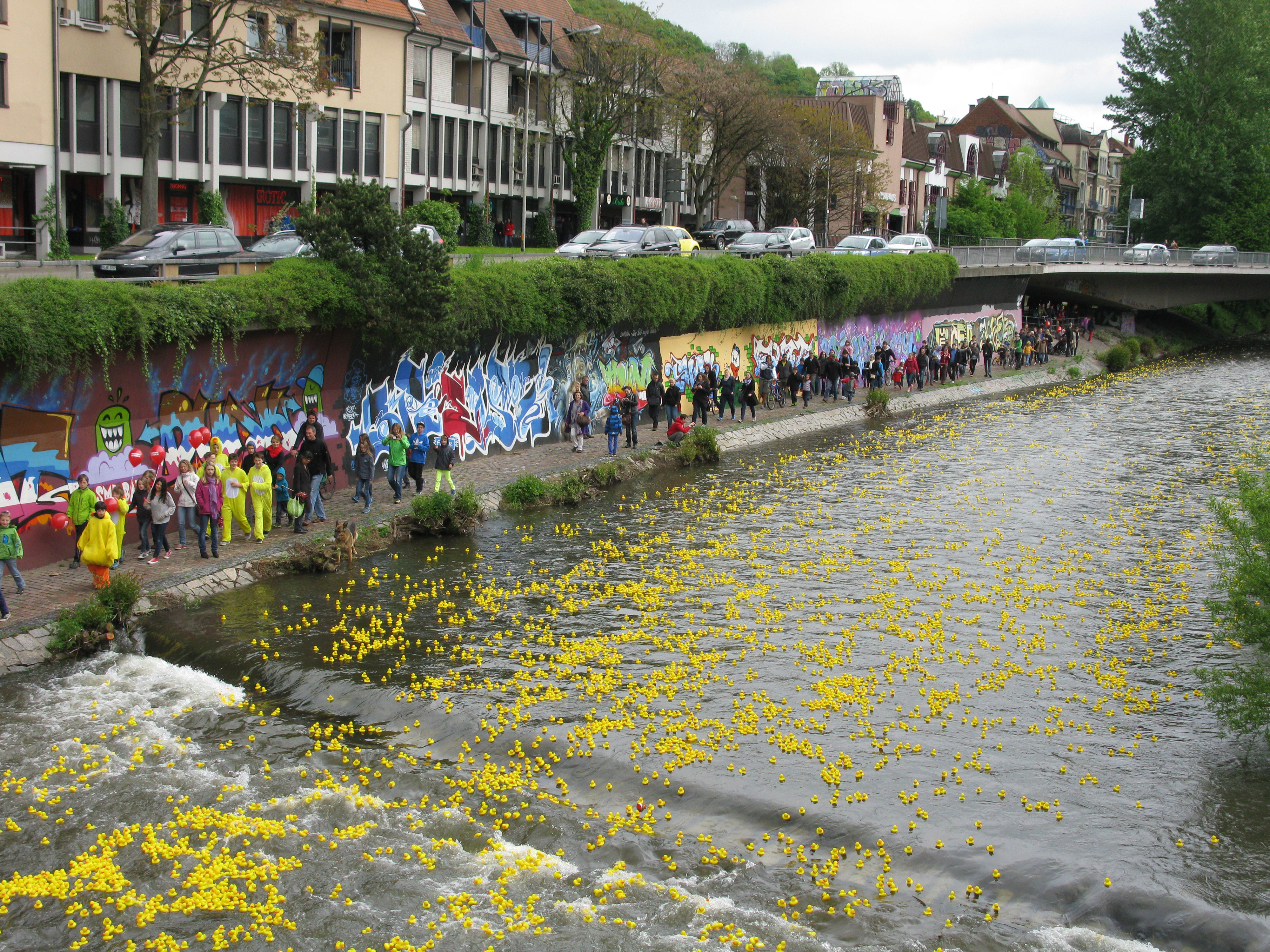
Entenrennen auf der Dreisam

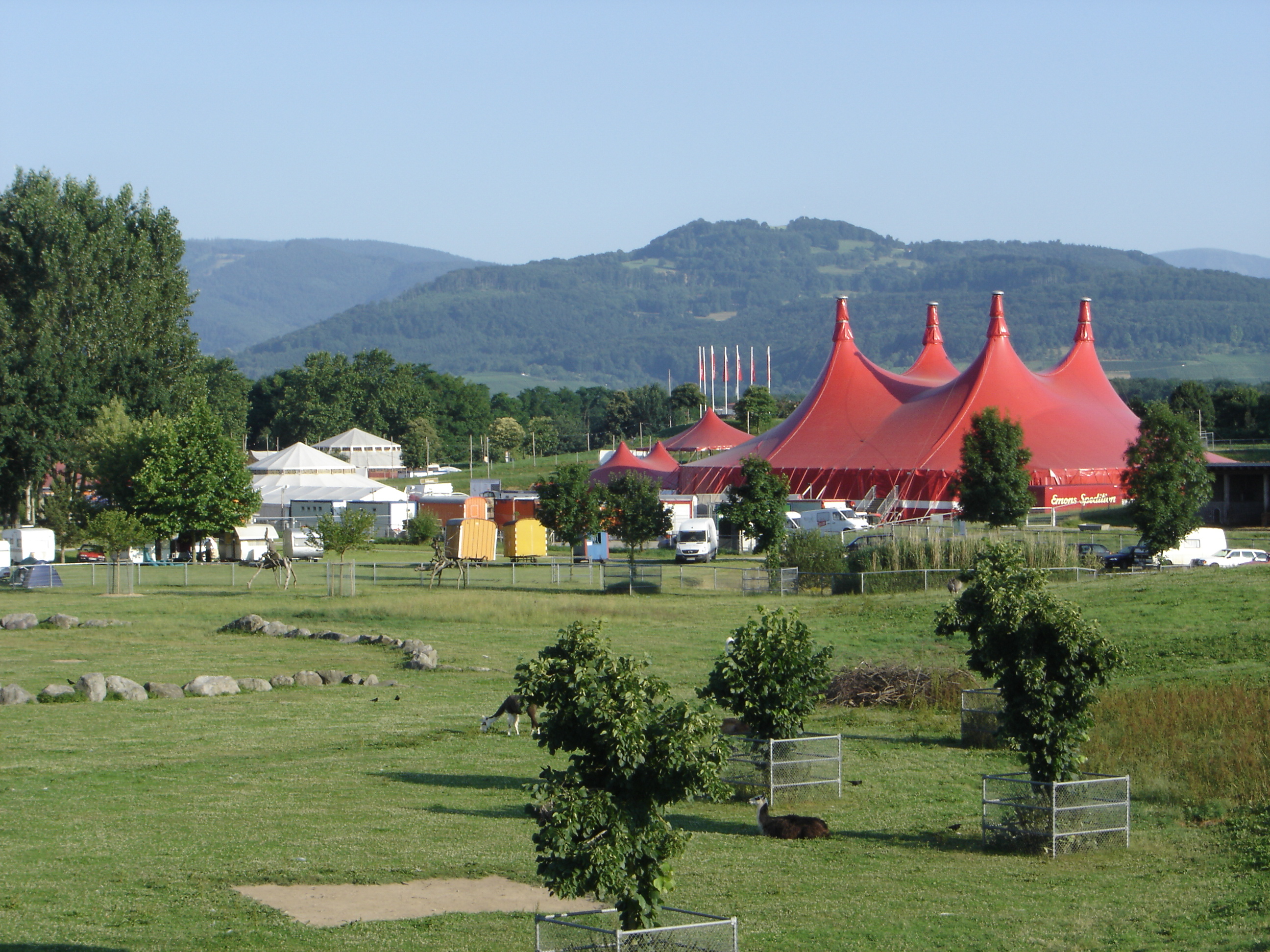
Zelt-Musik-Festival

- Januar: Internationale Kulturbörse Freiburg (seit 1989)
  - freiburger-grenzenlos-festival (seit 2002)
  - MUNDOlogia-Festival (Foto-Festival, seit 2004)
- Februar: Automobil (Neuwagen-Messe, seit 1986)
- Februar/März: Die Freiburger Fasnet beschreiben Volkskundler als Mischung der schwäbisch-alemannischen Fastnacht und des rheinischen Vereinskarnevals. Treibende Kraft ist die Breisgauer Narrenzunft Freiburg mit ihren 35 Mitgliedszünften.
- März: Camping Freizeit Touristik mit bike aktiv und Ferienmesse (Verbraucherausstellung mit Schwerpunktthema Freizeit, seit 1972)
- März bzw. April: Freiburg-Marathon (seit 2004)
  - Umweltkonvent Freiburg
- April/Mai: Schwule Filmwoche Freiburg (seit 1985) im Kino Kandelhof
  - Freiburger Frühjahrsmess’ (Kirmes, Jahrmarkt, Beginn: Freitag vor dem dritten Sonntag im Mai)
  - Freiburger film forum ethnologie (Filmfestival zu Ethnologie, Afrika, Amerika, Asien, Ozeanien, zweijährlich seit 1985)
- Frühjahr/Sommer: Entenrennen auf der Dreisam (seit 2011, 2014 Pause)[138]
- Juni: Oberlindenhock in der Freiburger Altstadt – jährlich am letzten Juni-Wochenende (seit 1969)
- Juni: Töpfermarkt am Alten Wiehrebahnhof – jährlich am letzten Juni-Wochenende (seit 1990)[139]
- Juni/Juli: Freiburg stimmt ein, Musikfestival zum Mitmachen (seit 2011)[140]
  - Klong, Kindermusikfestival (seit 2010)[141]
  - Christopher Street Day (seit 2014)[142]
- Juni bis August: Ebneter Kultursommer (seit 2005)
- Juni bis September: Münstersommer (seit 2000, mit wöchentlichem Orgelkonzert, Museumsnacht, Rahmentrommelfestival u. v. m.)
- Sommer: Open-Air-Kino im Innenhof des Schwarzen Klosters (mindestens seit 2003)[143]
  - Schauinsland-Klassik (seit 2001)
  - Nostalgische Messe auf dem Stühlinger Kirchplatz (seit 1995)[144]
  - Sommerfest mit Flohmarkt Habsburgerstraße (seit 2011)[145][146]
- Juli: Sea of Love Musikfestival am Tunisee (seit 2001)
  - Freiburger Weinfest (seit 1970)[147]
  - Herdermer Hock (seit 1979)[148]
  - Zelt-Musik-Festival (seit 1983)
- Juli/August: Rathaushofspiele des Wallgraben-Theaters
  - Seefest (Volksfest im Seepark-Gelände) (fand 2007 und 2008 aufgrund der gestiegenen Kosten nicht statt)
  - Rahmentrommelfestival Tamburi Mundi[149]
  - Schlossbergfest (mit Unterbrechungen)[150]
- August: Freiburger Weinkost (kleines Weinfest im Innenhof des Historischen Kaufhauses und davor)
- August/September: Kunst in der oberen Altstadt (seit 1979)[151]
- September: Baden-Messe (Freiburgs größte Verbraucherausstellung)
  - Heroes-Festival: Deutschrap Festival auf dem Messe-Gelände[152]
  - letzter Sonntag im September: Seifenkistenrennen auf der Eichhalde[153]
- Oktober: Freiburger Herbstmess’ (Kirmes, Jahrmarkt, Beginn: Freitag vor dem dritten Sonntag im Oktober)
  - Internationale Mineralien- und Fossilientage Freiburg im Breisgau (seit 1978, Neue Messe)
- November: Plaza Culinaria (kulinarische Messe)
  - Brettlemarkt (Messe für Wintersport)
  - Freiburger Spielzeug- und Modellbahnbörse
  - Freiburger Literaturgespräch (seit 1986)
- November/Dezember: Freiburger Weihnachtsmarkt (seit 1973)[154]
- Heiligabend: Bläserkonzert auf dem Hauptfriedhof (seit 1927)[155]
- Dezember/Januar: Weihnachtszirkusfestival

### Sehenswürdigkeiten

#### Bauwerke

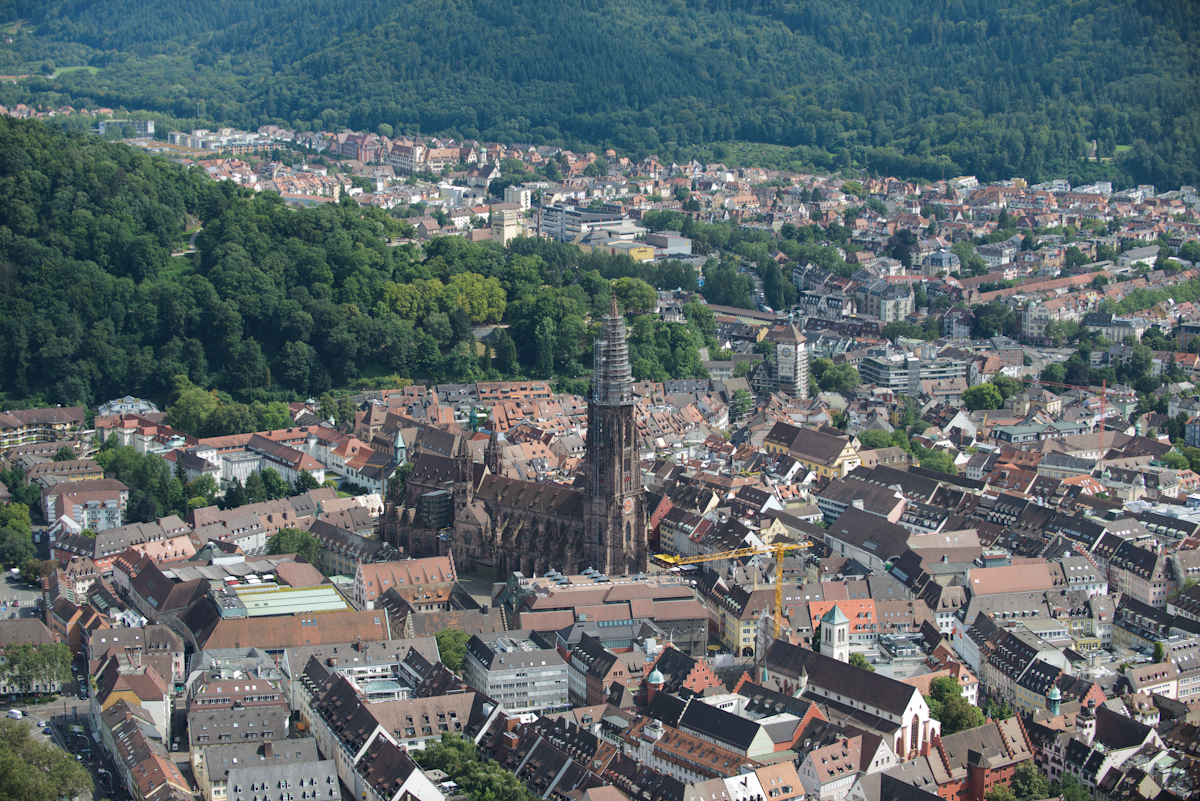
Luftaufnahme der Innenstadt von Nordwesten aus

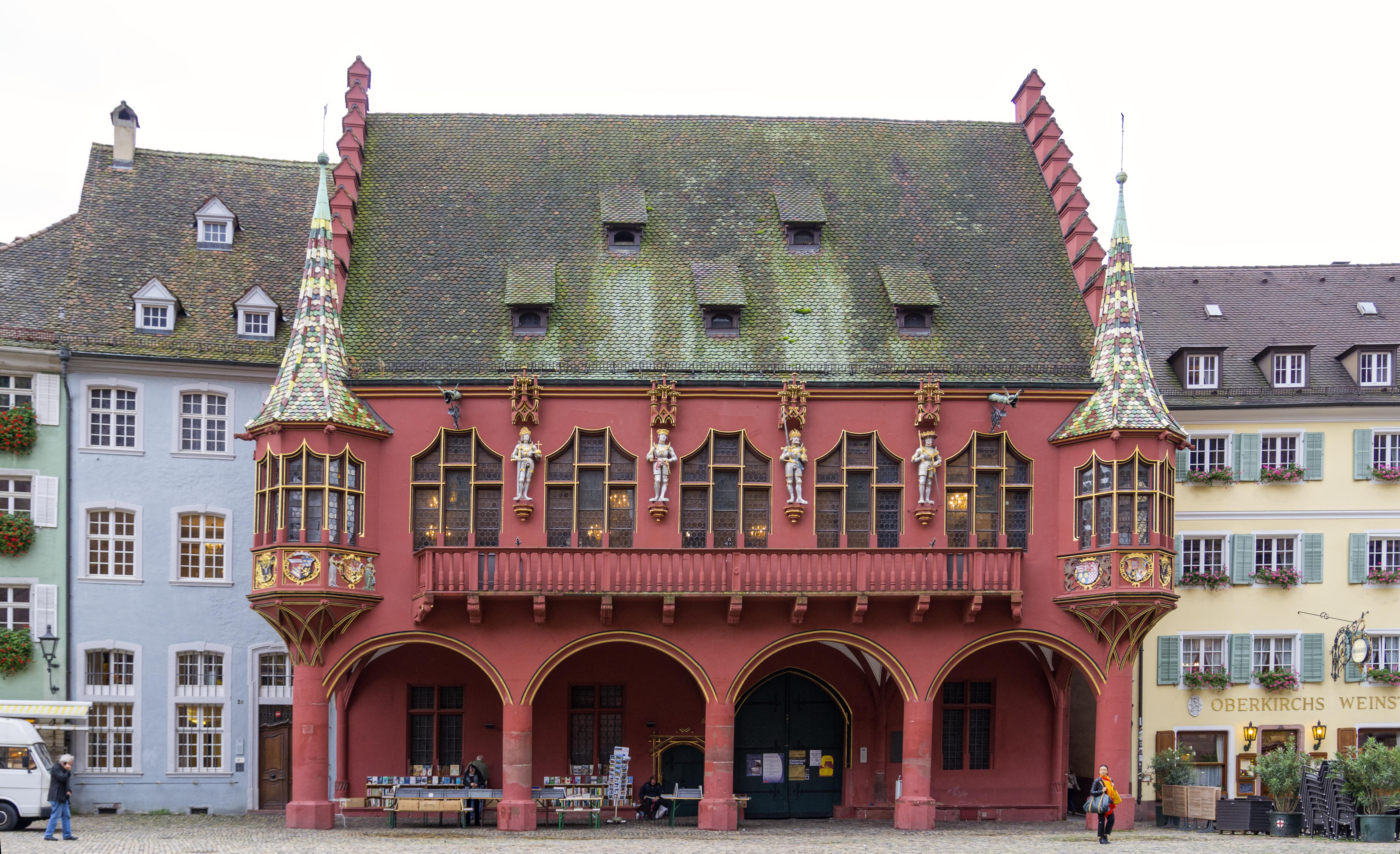
Das historische Kaufhaus

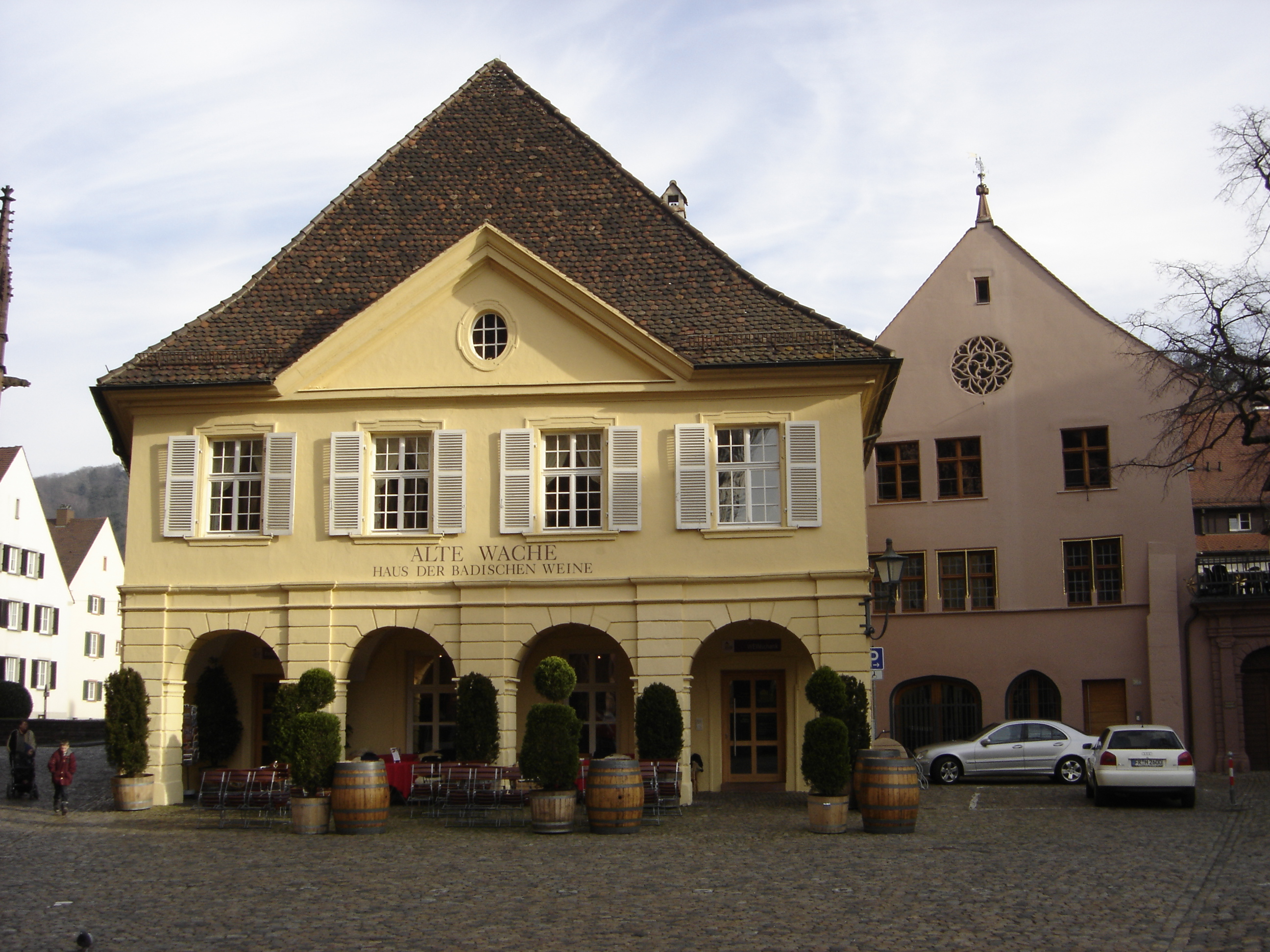
Alte Wache Freiburg

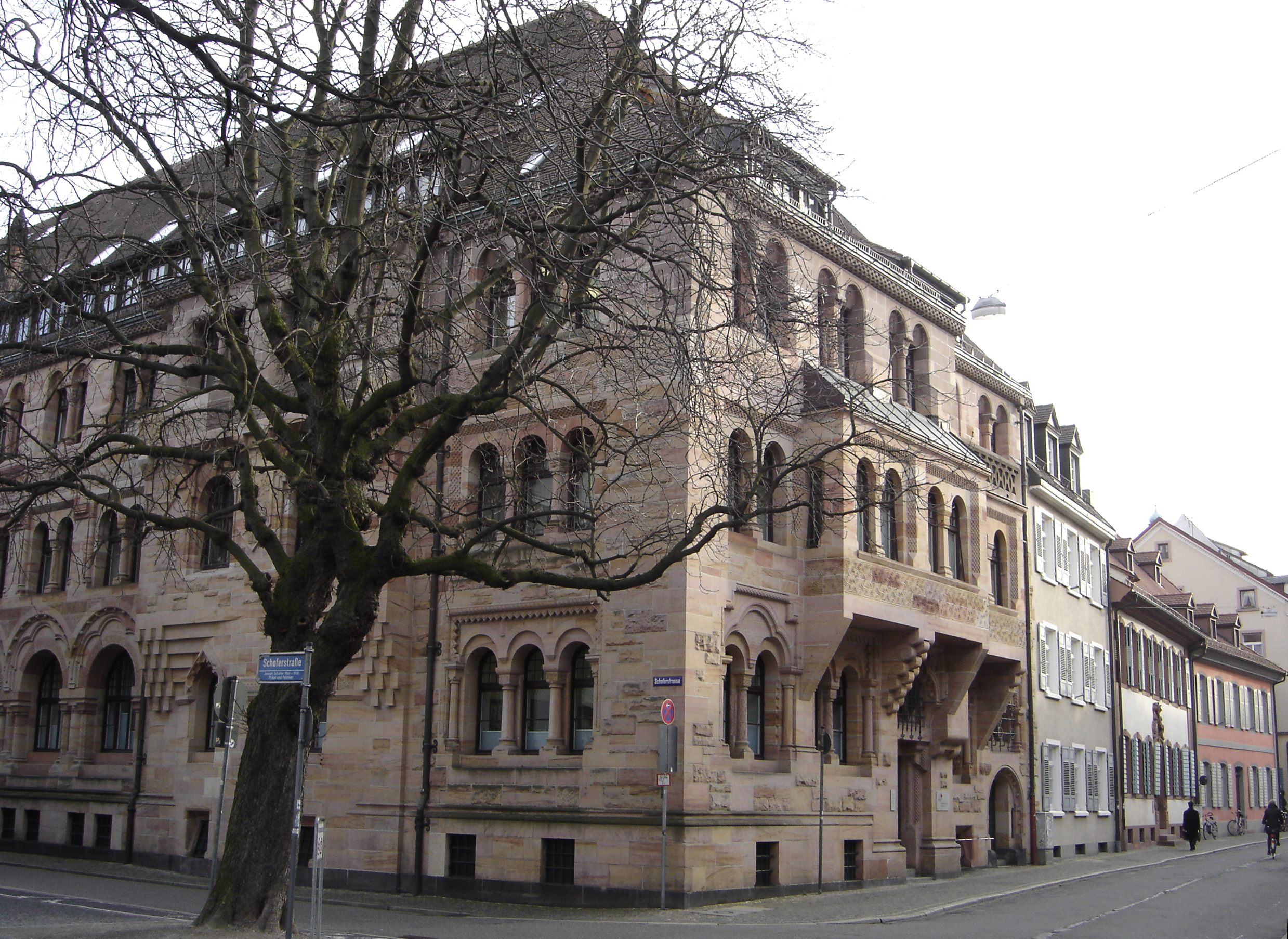
Erzbischöfliches Ordinariat

In Freiburg gibt es bemerkenswerte Gebäude aus allen Epochen der Stadtgeschichte. Ein großer Teil der historischen Altstadt wurde beim Bombenangriff am 27. November 1944 zerstört. Erstaunlicherweise blieben das Münster, die Südostecke des Münsterplatzes mit Historischem Kaufhaus, Wentzingerhaus und Alter Wache sowie die beiden noch erhaltenen mittelalterlichen Stadttore nahezu unversehrt. Nach dem Krieg wurde die Altstadt weitgehend in den historischen Proportionen mit damaliger Grundstücksgröße und Traufhöhe wieder aufgebaut.
Seit 2014 hat Freiburg einen Gestaltungsbeirat. In diesen wurden für drei Jahre fünf Fachleute aus den Gebieten Architektur, Stadtplanung und Landschaftsarchitektur gewählt. Sie sollen die Stadt bei wichtigen, das Stadtbild prägenden Bauprojekten beraten, und fachliche Argumente beisteuern. Während ihrer Amtszeit dürfen die Mitglieder in Freiburg nicht planen oder bauen.
Zu den beachtenswerten Gebäuden gehören:
Das Freiburger Münster ist das Wahrzeichen der Stadt und ihr bedeutendstes Gebäude. Es wurde als Pfarrkirche errichtet und hat deshalb nur einen Hauptturm. Unter den zahlreichen Kunstwerken sind unter anderem der Hochaltar und der Schnewlin-Altar von Hans Baldung Grien, der sogenannte Oberriedaltar von Hans Holbein d. J. sowie einige sehr schöne mittelalterliche Glasfenster besonders hervorzuheben, die zum Teil Stiftungen der Handwerkerzünfte waren. Der 116 Meter hohe gotische Turm des Münsters überragt alle Gebäude der Stadt. Er wurde von dem Kunsthistoriker Jacob Burckhardt 1869 in einer Vortragsreihe im Vergleich mit Basel und Straßburg mit folgenden Worten ausgezeichnet: „Und Freiburg wird wohl der schönste Turm auf Erden bleiben“. Daraus entwickelte sich das wohl häufig gehörte, aber nicht schriftlich überlieferte Zitat vom „schönsten Turm der Christenheit“. Rund um das Freiburger Münster wird täglich (außer sonntags) der Markt gehalten.
Am Münsterplatz: Das Historische Kaufhaus von 1532 mit prächtigen Skulpturen habsburgischer Herrscher fällt auf durch seine ochsenblutrote Farbe, die mit farbigen Ziegel gedeckten Ecktürmchen und seine Treppengiebel. Das Haus „Zum Schönen Eck“ von 1761 (Wentzingerhaus) errichtete Johann Christian Wentzinger als sein eigenes Wohn- und Atelierhaus im spätbarocken Stil. Seit 1994 beherbergt es das Museum für Stadtgeschichte. Die Alte Wache, als Hauptwache der Österreichischen Wachgarnison im Jahre 1733 errichtet, dient nach unterschiedlichsten Nutzungen heute als „Haus der Badischen Weine“.
Die Alte Münsterbauhütte ist das älteste erhaltene Gebäude der Altstadt mit Sichtfachwerk. Es wurde als Gebäude der „Münsterfabrik“ errichtet, die seit dem 13. Jahrhundert für den Bau der Freiburger Pfarrkirche zuständig war. Später wurde das Gebäude um das Fachwerkgeschoss aufgestockt, das dann eine Wohnung für den Turmwächter bot. Heute unterhält der Münsterbauverein hier einen kleinen Laden sowie die Münsterpfarrei eine Begegnungs- und Beratungsstätte. In Sichtweite liegt das Erzbischöfliche Ordinariat, der Verwaltungsbau des katholischen Erzbistums Freiburg. Der 1903–1906 in historisierender Form errichtete Bau hat eine im spätromanischen Stil reich ornamentierte Natursteinfassade. Das Innere weist neben byzantinisch anmutenden Stilelementen auch auf den Jugendstil. Gegenüber steht das von Christoph Arnold, einem Schüler von Friedrich Weinbrenner, geplante „Collegium Borromaeum“ mit der Konviktskirche aus den Jahren 1823 bis 1826, das heute Priesterseminar für die Erzdiözese Freiburg ist. Nicht weit davon entfernt steht das 2002 erbaute Erzbischöfliche Archiv, ein kubischer, mit Sandstein verkleideter Bau.
Zwei Kirchen der historischen Altstadt verdienen Beachtung. Die gotische Kirche St. Martin (Franziskanerkirche) am Rathausplatz ist im Innern betont schlicht und hatte ursprünglich als Bettelordenskirche keinen Turm. Ein Glockenturm mit spitzem Helm wurde erst zwischen 1890 und 1893 errichtet. Nach der Zerstörung im Zweiten Weltkrieg erhielt der Turm ein Pyramidendach. Die barocke Universitätskirche (Jesuitenkirche) neben der Alten Universität wurde im Zweiten Weltkrieg fast völlig zerstört und nach dem Wiederaufbau nicht wieder farbig gefasst. Herausragendes und auffallendes Kunstwerk im Chorraum ist seit 1988 eine 16 Meter hohe Skulptur des leidenden Christus, geschaffen und als Leihgabe zur Verfügung gestellt vom Münstertäler Künstler Franz Gutmann.
Anstelle der 1944 zerstörten Alten Ludwigskirche am nördlichen Rand der Innenstadt wurde zwischen 1952 und 1954 nach den Plänen von Horst Linde ein modernes Kirchengebäude mit wegweisender Architektur im Stadtteil Herdern gebaut. Ein weiterer bemerkenswerter zeitgenössischer Kirchenbau ist die Maria-Magdalena-Kirche der Kölner Architektin Susanne Gross im Stadtteil Rieselfeld. Diese Kirche steht der evangelischen und katholischen Gemeinde mit je einem Kirchenraum zur Verfügung und wurde 2004 eingeweiht.
Im ehemaligen Kloster der Augustinereremiten, dessen älteste Teile aus dem 14. Jahrhundert stammen, ist das Augustinermuseum untergebracht.

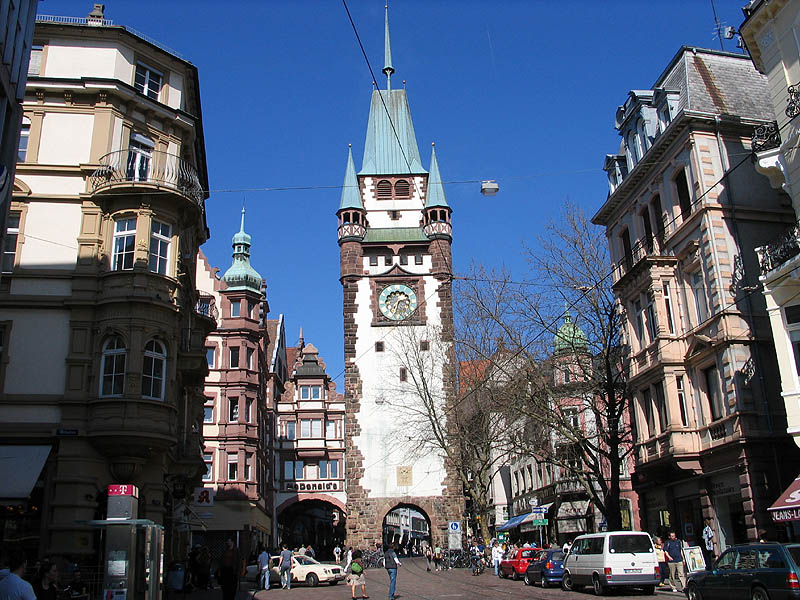
Martinstor

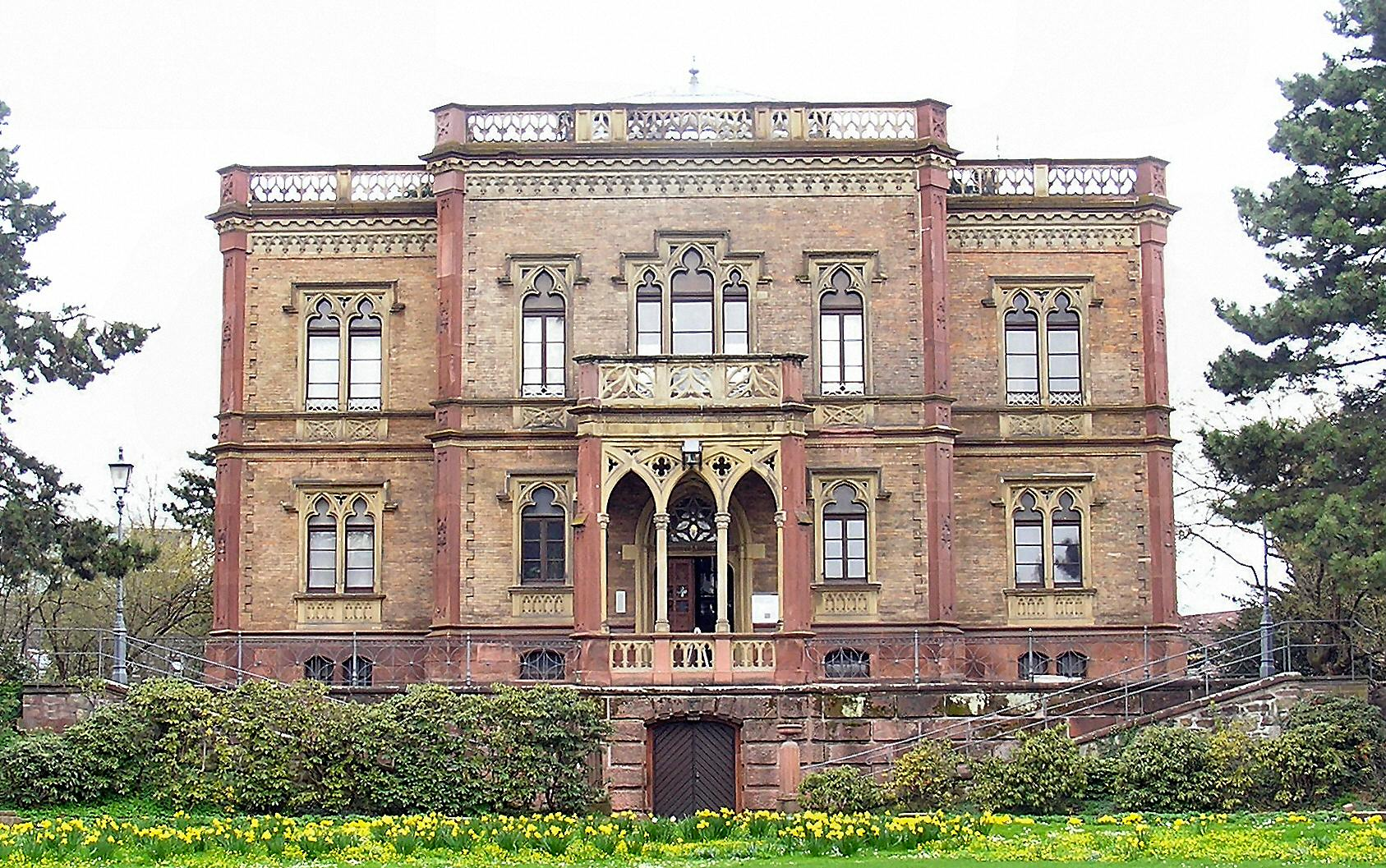
Colombischlössle

Die beiden noch von der mittelalterlichen Stadtbefestigung erhaltenen Tortürme prägen das Bild der Innenstadt. Das ältere Martinstor wurde 1901 um fast das Dreifache auf 60 Meter erhöht und erhielt einen Dachaufbau im Stil des 15. Jahrhunderts. Das Schwabentor wurde ebenfalls 1901 auf fast doppelte Höhe aufgestockt und mit durchbrochenen Treppengiebeln im Stil norddeutscher Stadttürme versehen. Diese wurden 1954 wieder abgebaut und der Torturm erhielt ein Pyramidendach nebst Glockentürmchen mit Zwiebelhaube.
In der oberen Altstadt, nicht weit vom Schwabentor, steht das Hotel/Restaurant Zum roten Bären; es gilt als ältester Gasthof Deutschlands. Die sehr tief liegenden Fundamente stammen aus der Zeit vor 1120, dem Zeitpunkt der Stadtgründung.
Jakob Villinger von Schönenberg, Großschatzmeister Maximilians I. – der König war von 1490 bis 1519 Landesherr Freiburgs –, erbaute das 1515 fertiggestellte „Haus zum Walfisch“. Dort wohnte der Humanist und Philosoph Erasmus von Rotterdam nach seiner Flucht aus dem protestantischen Basel in den Jahren 1529 bis 1531. Nach zahlreichen Umbauten im 18. und 19. Jahrhundert erwarb 1905 die Stadt das Haus und stellte es 1909 der Sparkasse Freiburg zur Verfügung. Das Haus Zum Walfisch brannte 1944 infolge des britischen Bombenangriffs aus, doch es blieb nach seinem Wiederaufbau der Hauptsitz der heutigen Sparkasse Freiburg-Nördlicher Breisgau.
Nicht weit davon, in der Kaiser-Joseph-Straße, steht einer der bedeutendsten Profanbauten Freiburgs, der „Basler Hof“. Er entstand Ende des 15. Jahrhunderts durch den Umbau mehrerer älterer Häuser durch Konrad Stürtzel, Hofkanzler Kaiser Maximilians I. Von 1587 bis 1677 diente das Gebäude als Exilresidenz für das Basler Domkapitel, das sich wegen der Reformation in Basel nicht mehr halten konnte. 1698–1802 war es Amtssitz der Vorderösterreichischen Regierung. Eine ähnliche Funktion übt es heute aus: hier ist der repräsentative Dienstsitz des Regierungspräsidenten. Der größte Teil der Ämter des Regierungspräsidiums Freiburg ist in einem Neubau im Westen der Stadt untergebracht.
Zwischen dem westlichen Rand der Altstadt und dem Hauptbahnhof befinden sich ebenfalls interessante Gebäude aus verschiedenen Epochen: Das so genannte Colombischlössle am Rotteckring, 1869–71 auf der Bastion „St. Louis“ der einstigen vaubanschen Befestigung als herrschaftliche Villa in neugotischen Stil erbaut, liegt in einem kleinen Park, in dem zu Schauzwecken Weinstöcke mitten in der Stadt zu finden sind. 1947–1951 war hier der Sitz der (süd-)badischen Landesregierung. Seit 1983 ist das Archäologische Museum der Stadt hier untergebracht. Das Stadttheater wurde 1905–1910 auf der Bastion „Dauphin“ der schon erwähnten Befestigung mit Jugendstilelementen errichtet. Es wurde 1944 fast völlig zerstört und nach dem Zweiten Weltkrieg wieder aufgebaut. Am Platz der Alten Synagoge bildet es mit den Kollegiengebäuden I und II der Universität ein eindrucksvolles Ensemble. – Daneben liegt die Universitätsbibliothek Freiburg, die 1978 an der Stelle eines Gymnasiumsgebäudes aus der Zeit des Historismus als Betongebäude errichtet wurde. Nach 30 Jahren wurde sie nach Plänen des Basler Büros Degelo Architekten neu errichtet. Das Konzerthaus Freiburg liegt nahe dem Hauptbahnhof. Seine Realisierung war in der Bürgerschaft heftig umstritten.
Der Bahnhofsturm Freiburg in der Bismarckallee ist mit 19 Stockwerken und einer Höhe von 60 Metern nach dem Münster und den Wohngebäuden in der Krozinger Straße Nr. 52 und Nr. 78 das vierthöchste Gebäude der Stadt. Er gehört zu dem 1997 neu errichteten Gebäudekomplex „Forum Hauptbahnhof Freiburg“. Der Bahnhofsturm wird auch „Solar Tower“ genannt, da ein großer Teil der Südfassade aus Solarzellen besteht. In dem Bürohochhaus befinden sich Büros sowie in den oberen beiden Stockwerken eine Club-Lounge. Zu dem Gebäudekomplex gehört auch ein „Office Tower“ genanntes zweites Hochhaus und das Planetarium Freiburg. Außerdem befindet sich am Hauptbahnhof das Hochhaus „Inter City Hotel“. Die drei Hochhäuser (Solar Tower, Office Tower und Inter City Hotel) ergeben eine kleine Skyline.

#### Bedeutende Plätze der Altstadt

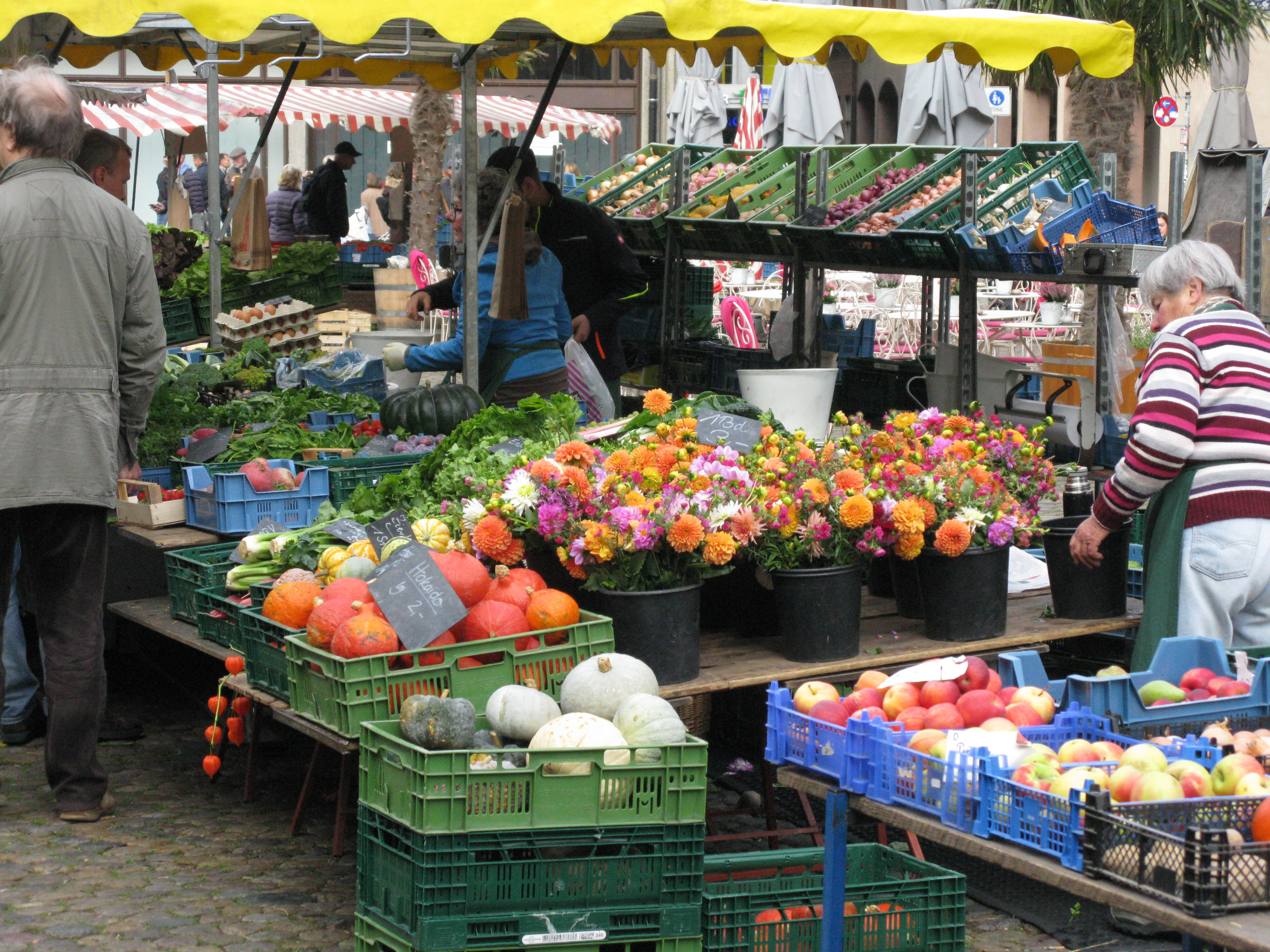
Münsterplatz mit Marktstand

Der Münsterplatz ist der größte gepflasterte Platz in Freiburg. Hier findet jeden Werktag-Vormittag der Wochenmarkt statt, auf der Nordseite der Bauernmarkt und auf der Südseite der Händlermarkt. Im Mittelalter lag um das Münster herum der Friedhof. Auf der Nordseite sind die Umrisse der ehemaligen Beinhauskapelle im Pflaster kenntlich gemacht. An der Westseite des Platzes stehen zwei Brunnen, nördlich eine Kopie des Fischbrunnens, dessen Vorlage 1483 vom Meister Hans von Basel geschaffen wurde und ehemals auf der Marktgass (der heutigen Kaiser-Joseph-Straße) stand, und im Süden der Georgsbrunnen aus dem Beginn des 16. Jahrhunderts mit einer vergoldeten St.-Georgs-Statue. Die drei Sandsteinsäulen vor dem Hauptportal des Münsters gehen zurück auf eine Stiftung von 1719 durch die drei vereinigten Stände Vorderösterreichs; sie tragen Skulpturen der beiden „jüngeren“ Stadtpatrone Lambert von Maastricht und Alexander, die Gottesmutter Maria als Patronin des Münsters flankierend.

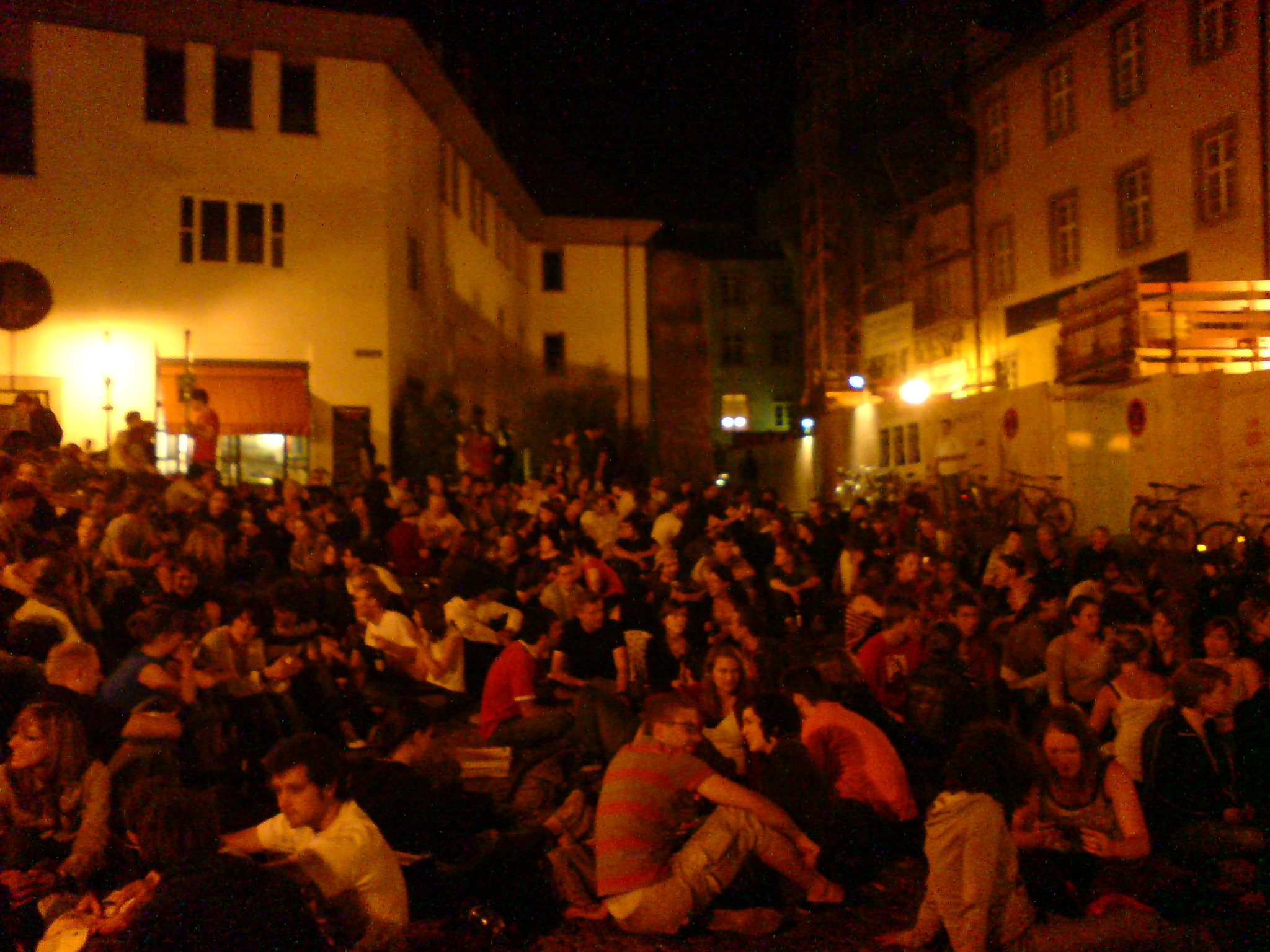
Nachts am Augustinerplatz

Der Augustinerplatz ist einer der zentralen Plätze der Freiburger Altstadt. Umgeben vom ehemaligen Augustinerkloster – dem heutigen Augustinermuseum – und den Resten der ehemaligen Stadtmauer, ist der Platz ein beliebter Treffpunkt der Freiburger Bevölkerung. An der unterschiedlichen Bodenpflasterung ist der Verlauf der alten Stadtmauer erkennbar. Nach dem Abbruch der ehemals benachbarten Feierling-Brauerei und der Neugestaltung des Platzes hat sich ein Phänomen entwickelt, das scherzhaft mit den Verhältnissen an der Spanischen Treppe in Rom verglichen wird. Auf der Treppenanlage des Augustinerplatzes und in deren Umgebung genießen in den Sommernächten viele Menschen das städtische Leben mit mediterranem Flair. Da jedoch bisweilen der hohe Lärmpegel die Nachtruhe der Anwohner beeinträchtigt, wurde 2009 mit dem Aufstellen der Säule der Toleranz, die um 23 Uhr von Regenbogenfarben auf Rotlicht schaltet, ein Versuch gemacht, den Lärmpegel zu senken. Der Erfolg blieb jedoch aus, und die 18.000 Euro teure Säule sorgte eher für Spott. Seit 2017 verlagerte sich der Betrieb etwas zum neu gestalteten Platz der Alten Synagoge.
Den Platz der Alten Synagoge (frühere Bezeichnungen: Theaterplatz, Europaplatz) entlang der westlichen Seite der ehemaligen Stadtbefestigung begrenzen jetzt die Kollegiengebäude I und II der Universität, die Universitätsbibliothek und das Freiburger Stadttheater. Am südlichen Ende vor den Kollegiengebäuden I und II stand bis zur Pogromnacht im November 1938 die Synagoge. Der Name des Platzes und ein Gedenkbrunnen erinnern daran, ebenso ein Wegschild nach Gurs, den Ort, an den 1940 die meisten Juden aus Freiburg verschleppt wurden. Der Platz wurde im Zusammenhang mit einem neuen Verkehrskonzept 2016/17 umgebaut. Eine Lücke zwischen den Kollegiengebäuden I und II führt auf den von Universitätsgebäuden umgebenen „Platz der Weißen Rose“ zur Erinnerung an den studentischen Widerstand während des Nationalsozialismus.
Auch der Europaplatz wurde von 2015 bis 2018 grundlegend umgestaltet und erhielt erst dann seinen heutigen Namen. Er liegt am Nordende der Kaiser-Joseph-Straße und somit am Ende der Fußgängerzone und verbindet auf einer T-Kreuzung den Altstadtring mit der Bundesstraße 3. Er ist geprägt von der früheren Karlskaserne und dem Siegesdenkmal, das lange Jahre dem Platz seinen inoffiziellen Namen gab. Der alte offizielle Name Kaiser-Wilhelm-Platz konnte sich in der Bevölkerung nicht durchsetzen.

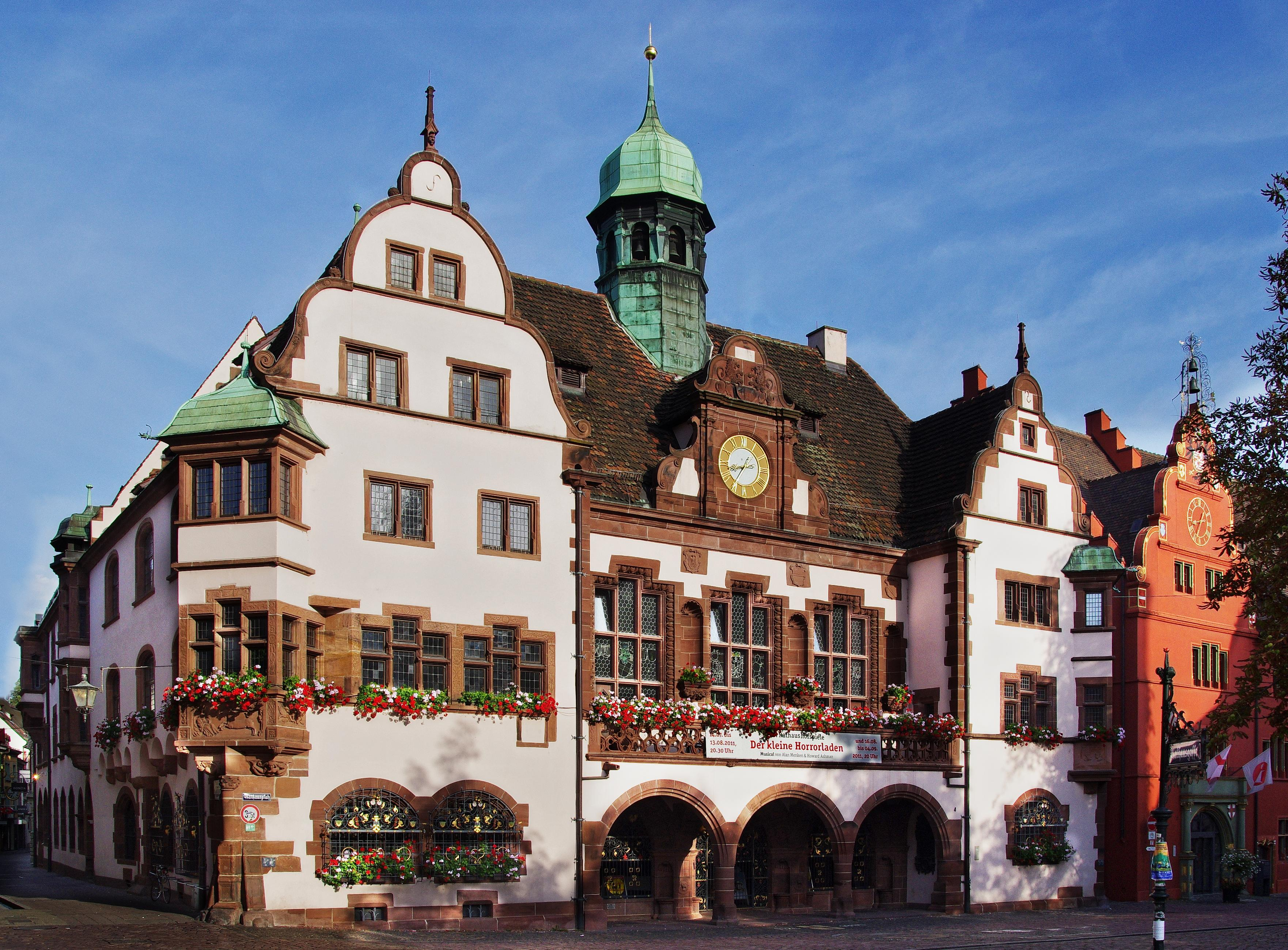
Neues und Altes Rathaus (am rechten Bildrand) am Rathausplatz

Der Rathausplatz hieß früher nach dem ehemaligen Kloster Franziskanerplatz, von dem nur die gotische Martinskirche und ein Teil des Kreuzgangs erhalten ist. Das Alte Rathaus und das Neue Rathaus begrenzen den Platz auf der anderen Seite. Auf dem Platz steht ein Brunnen mit dem Denkmal für den Mönch Berthold Schwarz aus dem ehemals benachbarten Kloster, der angeblich das Schießpulver (Schwarzpulver) erfunden hat.
Oberlinden und Unterlinden sind beschauliche Plätze in unterschiedlichen Vierteln der Altstadt mit je einer namengebenden alten Linde. Die „Obere Linde“ steht seit 1729, den Brunnen von 1861 krönt eine Barockmadonna von Franz Hauser (1651–1717).

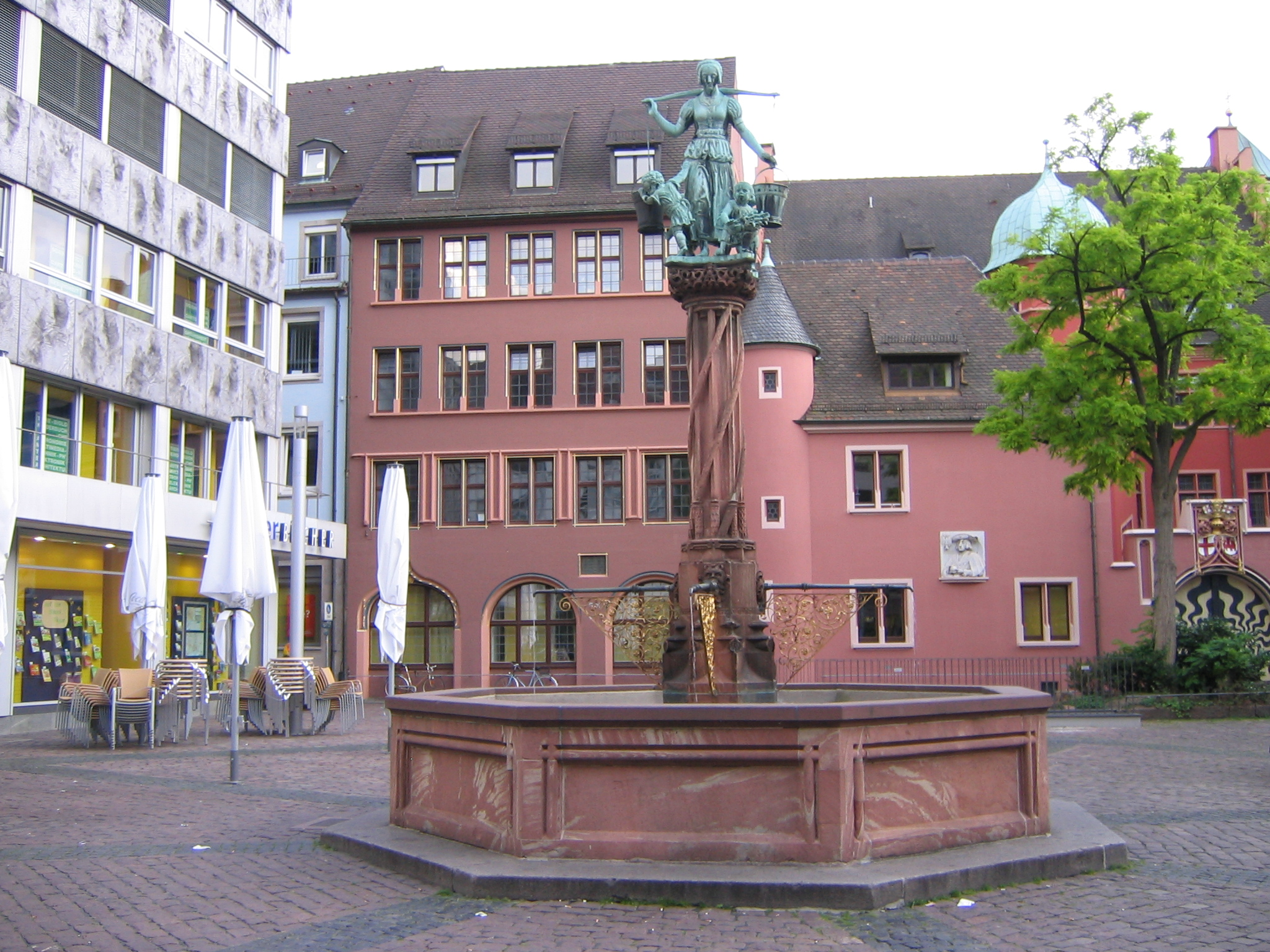
Kartoffelmarkt mit Raubrunnen, im Hintergrund das Haus zum Walfisch

Der Kartoffelmarkt ist ein beliebter Altstadt-Platz. In seiner Mitte steht ein 1911 vom Kaufmann Ludwig Rau gestifteter Brunnen, der von Carl Anton Meckel und Ludwig Kubanek gestaltet wurde. Vielen Freiburgern gilt der Adelhauser-Platz als der schönste Platz Freiburgs, klein und abseits der großen Fußgängerströme. Er trägt seinen Namen nach dem dort ansässig gewesenen Kloster Adelhausen, von dem die Kirche noch erhalten ist. In den Klostergebäuden sind, nach mehreren Umbauten zwei Museen und die Stiftungsverwaltung untergebracht.
Auf der zentralen Kreuzung von Kaiser-Joseph-Straße und Bertold-/Salzstraße befindet sich der Bertoldsbrunnen. Dort treffen vier der fünf Straßenbahnlinien der Stadt zusammen, in verkehrsarmen Zeiten sogar zu gleichen Zeiten, um ein Umsteigen zu ermöglichen.

#### Brücken (Auswahl)
- Die Wiwilíbrücke verbindet den Freiburger Stadtteil Stühlinger mit der Altstadt. Die Brücke steht unter Denkmalschutz und wird von bis zu 10.000 Radfahrern pro Tag genutzt.
- Der Karlssteg ist eine 136,5 Meter lange Fußgängerbrücke in Spannbandkonstruktion. Ein nur 25 cm dickes Betonband mit 60 durchhängenden Spanngliedern im Inneren führt vom Karlsplatz zum Stadtgarten, wobei die Spannglieder bei hohen Temperaturen bis zu 40 cm durchhängen.
- Die Kronenbrücke ist eine der beiden ältesten Brücken in Freiburg, wurde aber 2018 neu gebaut, da die alte Konstruktion für die geplante Stadtbahntrasse nicht geeignet war.

#### Sonstige Sehenswürdigkeiten

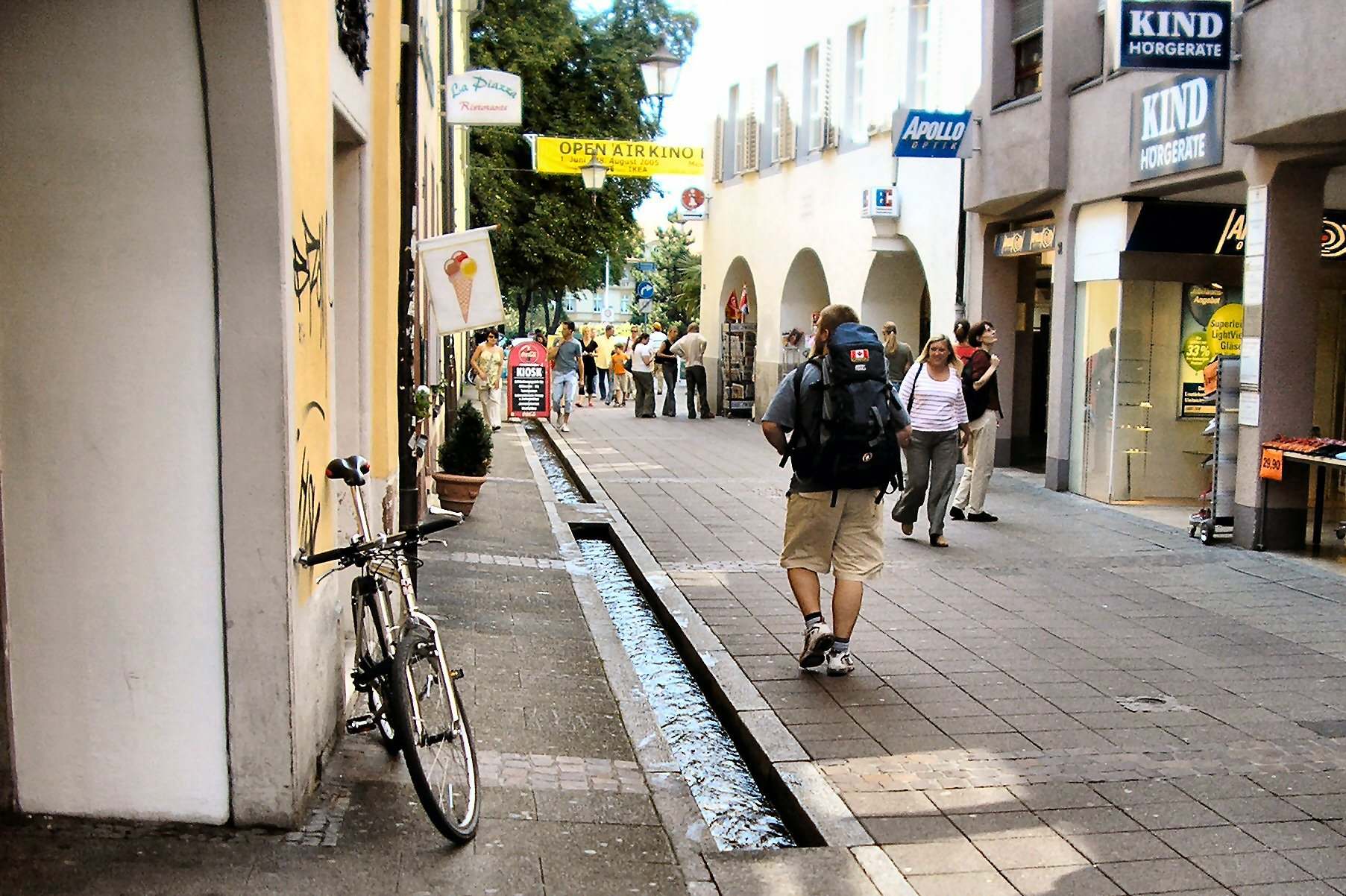
Freiburger Bächle, Wasserrinnen in der Altstadt

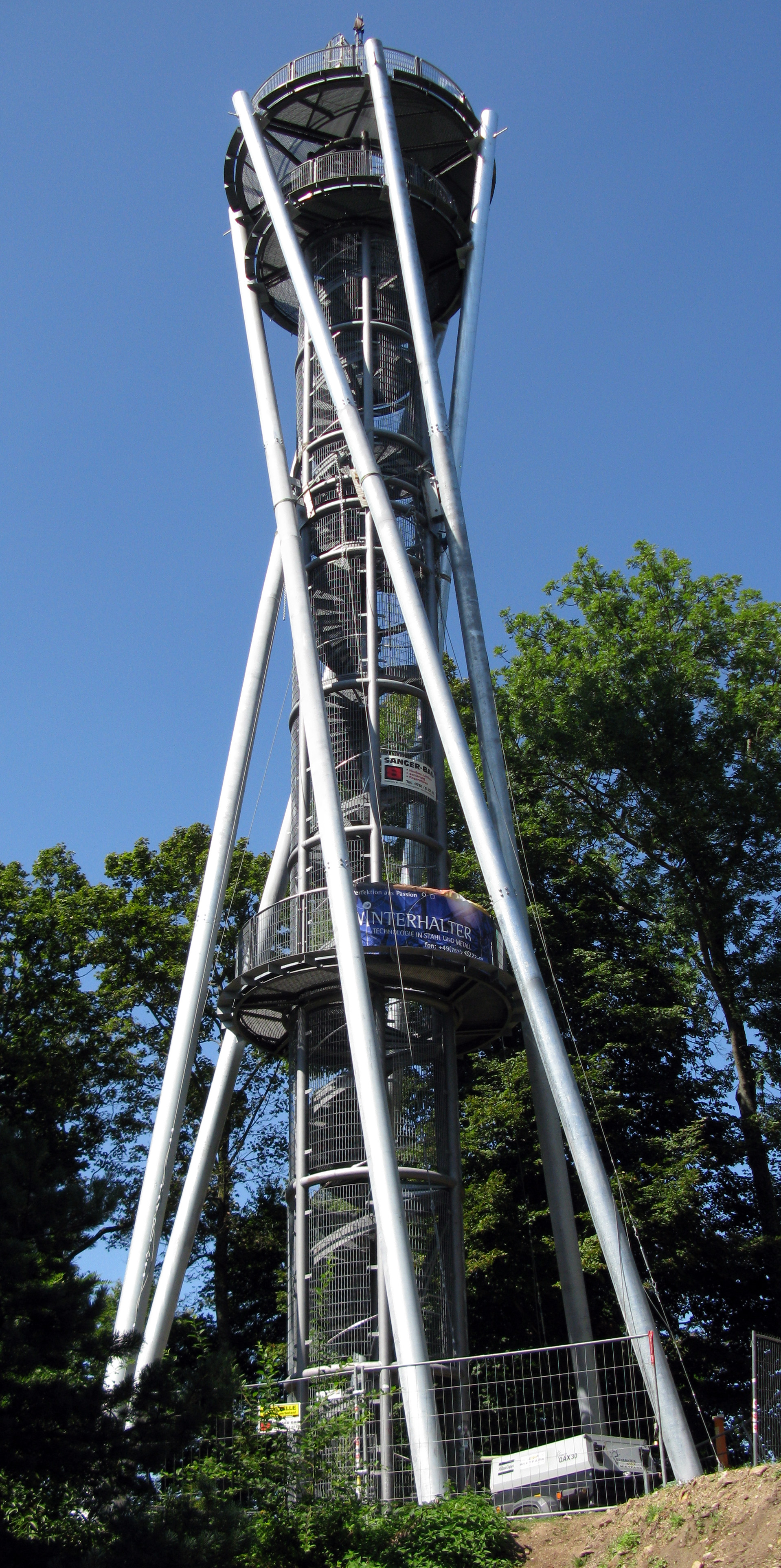
Schlossbergturm

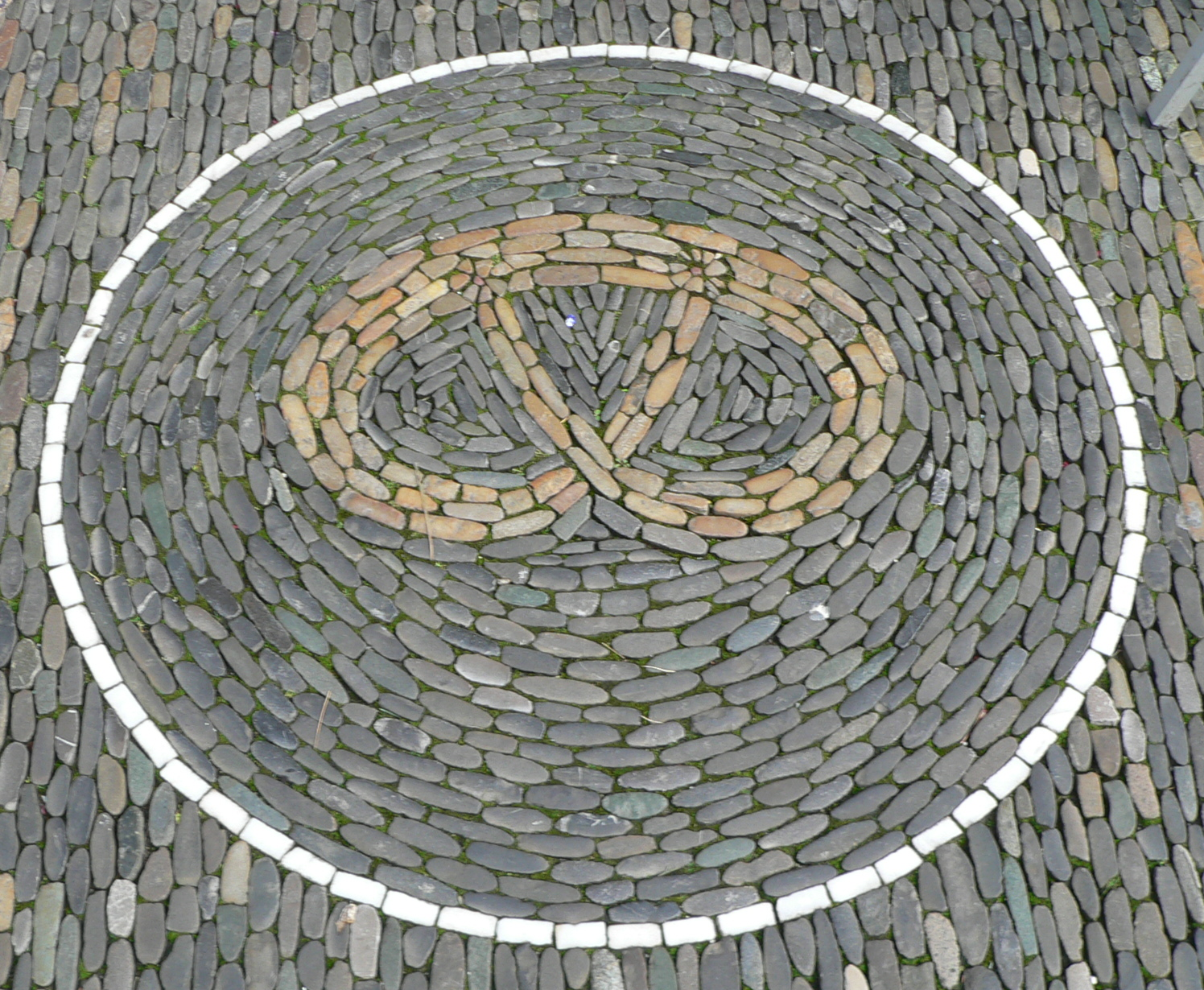
Rheinkieselmosaik vor einer früheren Bäckerei

- Der Schlossberg am Rande der Altstadt ist mit zahlreichen Spazierwegen, Nordic-Walking-Strecken und zwei Restaurants über den Dächern der Stadt ein Naturschutzgebiet und mit 80 Hektar die größte Parkanlage der Stadt.[161] Auf der Höhe steht der Schlossbergturm, der seit 2002 eine beeindruckende Rundumsicht über die Gesamtstadt und ihre Umgebung, in den östlich gelegenen Schwarzwald und bis zu den Vogesen im Westen bietet.
- Der Arlesheimer See, ehemaliger Baggersee, ist heute ein Naturschutzgebiet im Mooswald am westlichen Stadtrand.
- Der Schauinsland ist der „Hausberg“ der Stadt. Sein Gipfel (1284 m ü. M.) liegt noch auf städtischer Gemarkung. Die Schauinslandbahn wurde 1930 eröffnet und war die erste Seilbahn nach dem Umlaufprinzip; der Aussichtsturm trägt den Namen des ehemaligen Oberbürgermeisters Eugen Keidel. Das Schaubergwerk gibt einen Einblick in den Erzbergbau, der hier seit dem Mittelalter bis in die Mitte des 20. Jahrhunderts betrieben wurde.
- Die Freiburger Bächle, kleine Wasserrinnen am Straßenrand in den meisten Gassen und Straßen der Altstadt, wurden 1220 erstmals urkundlich erwähnt.
- Viele Gehwege (Bürgersteige) der Innenstadt sind mit Rheinkieselmosaiken gepflastert. An vielen Stellen sind Ornamente oder, z. B. vor Geschäften, symbolische Darstellungen eingearbeitet. Vor dem Alten und Neuen Rathaus sind die Wappen aller Partnerstädte auf diese Weise eingelassen.

- Im Dreisamstadion ist der Sportclub Freiburg, der seit der Saison 2016/17 wieder in der 1. Fußball-Bundesliga spielt, zu Hause.
- Das Planetarium in der Nähe des Hauptbahnhofs zeigt in wechselnden Programmen kosmische Zusammenhänge.
- Das Tiergehege Mundenhof ist als Kleinzoo ein beliebtes Ziel von Familien mit Kindern. Auf dem benachbarten Gelände des Stadtgutes findet jährlich im Frühsommer das Zelt-Musik-Festival (ZMF) mit Solisten aus unterschiedlichen Musiksparten (von Klassik bis Pop) statt.
- Der Botanische Garten ist Teil der Biologischen Fakultät an der Universität, ein Forschungs- und Lehrgarten sowie ein Schau-Platz der Botanik; er ist der Öffentlichkeit zugänglich.
- Auf dem Alten Friedhof im Stadtteil Neuburg steht die St.-Michaels-Kapelle mit Totentanz aus dem achtzehnten Jahrhundert.
- Auf dem Hauptfriedhof erinnern ein Sammelgrab und eine Gedenktafel an 50 Opfer der „Euthanasie“-Morde.[162]
- Der Seepark mit Seeparkturm ist das ehemalige Gelände der Landesgartenschau von 1986 im Westen der Stadt.
- Auch der jüdische Friedhof liegt in einem der westlichen Stadtteile (Mooswald). Dort steht ein Mahnmal für die Opfer der Shoa.
- Das Holbeinpferdle, „Stehendes Fohlen“, ist eine Skulptur in Betonguss des Bildhauers Werner Gürtner, das auf einem kleinen Rasenstück an der Straßenbahnhaltestelle „Holbeinstraße“ steht. Es wird seit 1980 in unregelmäßigen Abständen heimlich von Unbekannten mit immer neuen Farbanstrichen, oft recht phantasievoll, dekoriert.
- Das Jesuitenschloss im nahen Merzhausen liegt am Hang des Schönbergs und bietet eine gute Aussicht über Freiburg, die Vogesen, den Kaiserstuhl, die Rheinebene und den südlichen Schwarzwald.
- Das Siegesdenkmal ist ein 1876 eingeweihtes dem XIV. Armee-Korps gewidmetes Denkmal, das an den deutschen Sieg im Deutsch-Französischen Krieg 1870/71 erinnern soll.
- Das Wasserschlössle im Stadtteil Wiehre ist ein Wasserhochbehälter (Wasserschloss), dessen Fassade als stilisierte Burg dem Freiburger Stadtsiegel nachempfunden ist.
- Der Lorettoberg ist mit der denkmalgeschützten Lorettokapelle und dem Hildaturm ein beliebtes Ausflugs- und Spaziergangsziel.
- Die Kartause Freiburg ist eine ehemalige barocke Kartäuserklosteranlage, welche heute ein Internationales College beherbergt. Sie liegt ca. 3 km östlich des Stadtzentrums im Dreisamtal.

## Wirtschaft und Infrastruktur
Im Jahre 2021 erbrachte Freiburg im Breisgau, innerhalb der Stadtgrenzen, ein Bruttoinlandsprodukt (BIP) von 13,712 Milliarden € und belegte damit Platz 31 in der Rangliste der deutschen Städte nach Wirtschaftsleistung. Das BIP pro Kopf lag im selben Jahr bei 49.621 € (Baden-Württemberg: 43.632 €, Deutschland 38.180 €) und liegt damit deutlich über dem regionalen und nationalen Durchschnitt. 2016 verzeichnete die Wirtschaftsleistung der Stadt ein nominelles Wachstum von 3,8 %. In der Stadt gibt es 2017 ca. 172.600 erwerbstätige Personen. Ende 2021 betrug die Gesamtverschuldung der Stadt rund 1,35 Mrd. Euro (5.880 €/Kopf). Die Arbeitslosenquote lag im Dezember 2018 bei 4,7 % und damit über dem Durchschnitt von Baden-Württemberg mit 3,0 %.
Im Zukunftsatlas 2016 belegte die kreisfreie Stadt Freiburg im Breisgau Platz 50 von 402 Landkreisen und kreisfreien Städten in Deutschland und zählt damit zu den Orten mit „hohen Zukunftschancen“. In der Ausgabe von 2019 lag sie auf Platz 57 von 401.

### Regionalplanung

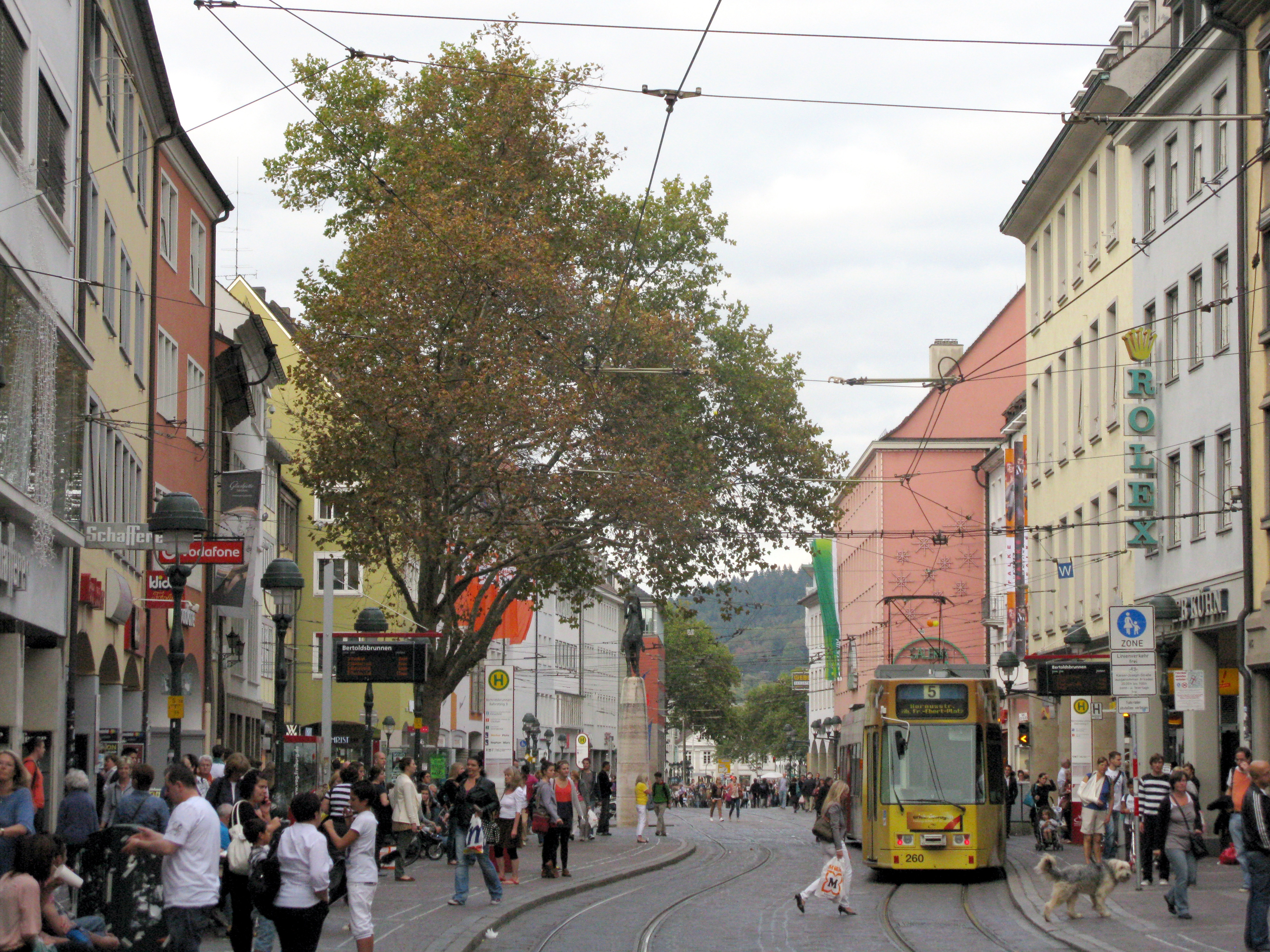
Einkaufsstraße in Freiburg: Kaiser-Joseph-Straße vom Martinstor Richtung Bertoldsbrunnen

Die Stadt liegt im „Verdichtungsraum Freiburg“, der neben der Stadt Freiburg die Gemeinden Au (Breisgau), Bötzingen, Gundelfingen, Kirchzarten, March, Merzhausen und Umkirch des Landkreises Breisgau-Hochschwarzwald sowie die Städte und Gemeinden Emmendingen, Denzlingen und Waldkirch des Landkreises Emmendingen umfasst.
Für die Region Südlicher Oberrhein bildet Freiburg neben Offenburg ein Oberzentrum, von denen für ganz Baden-Württemberg nach dem Landesentwicklungsplan 2002 insgesamt 14 ausgewiesen sind. Das Oberzentrum Freiburg übernimmt für die Gemeinden Au, Bötzingen, Buchenbach, Ebringen, Eichstetten am Kaiserstuhl, Glottertal, Gottenheim, Gundelfingen, Heuweiler, Horben, Kirchzarten, March, Merzhausen, Oberried, St. Märgen, St. Peter (Hochschwarzwald), Schallstadt, Sölden, Stegen, Umkirch und Wittnau die Funktion eines Mittelbereichs.

### Branchen
Freiburg ist ein regionales Wirtschaftszentrum. Es dominiert der Dienstleistungssektor sowie der öffentliche Dienst. Größter Arbeitgeber der Stadt ist die Universität mit dem Universitätsklinikum, gefolgt von zahlreichen Landes- und untergeordneten Behörden. Durch die Nähe zur Universität haben sich kleinere Unternehmen aus den Bereichen Solartechnik, Informations- und Medientechnologie sowie Medizintechnik und Biotechnologie angesiedelt.

### Messe
Zahlreiche Fach- und Publikumsmessen, insbesondere zu Solarenergietechnik, machen Freiburg zu einem wichtigen regionalen Messestandort. Dem wurde im Jahr 2000 Rechnung getragen, indem die Messe Freiburg auf ein neues Gelände mit moderner Hallen-Infrastruktur umzog. Eine weitere internationale Fachmesse ist die INTERbrossa-BRUSHexpo, die alle vier Jahre für ihre Branchen Weltleitmesse ist.

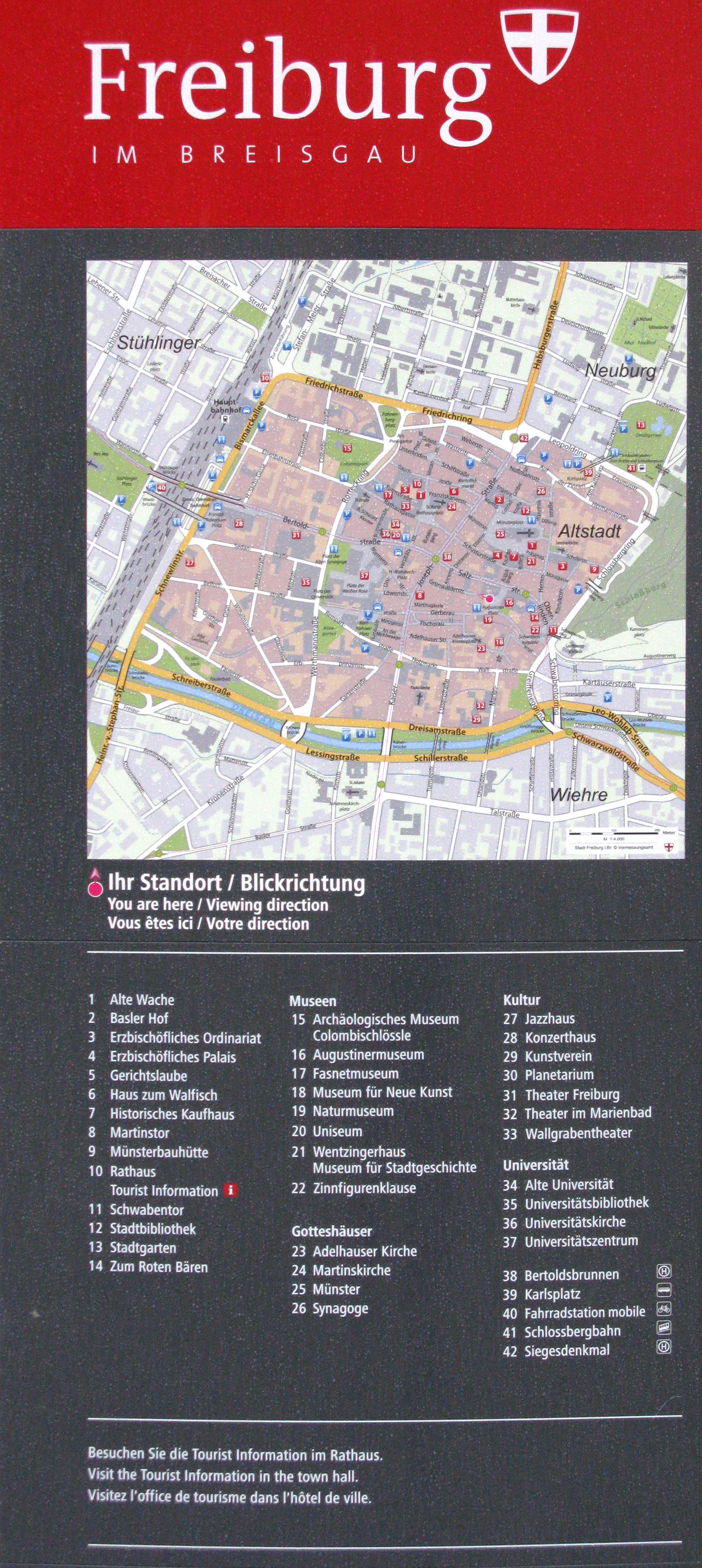
Fußgängerleitsystem

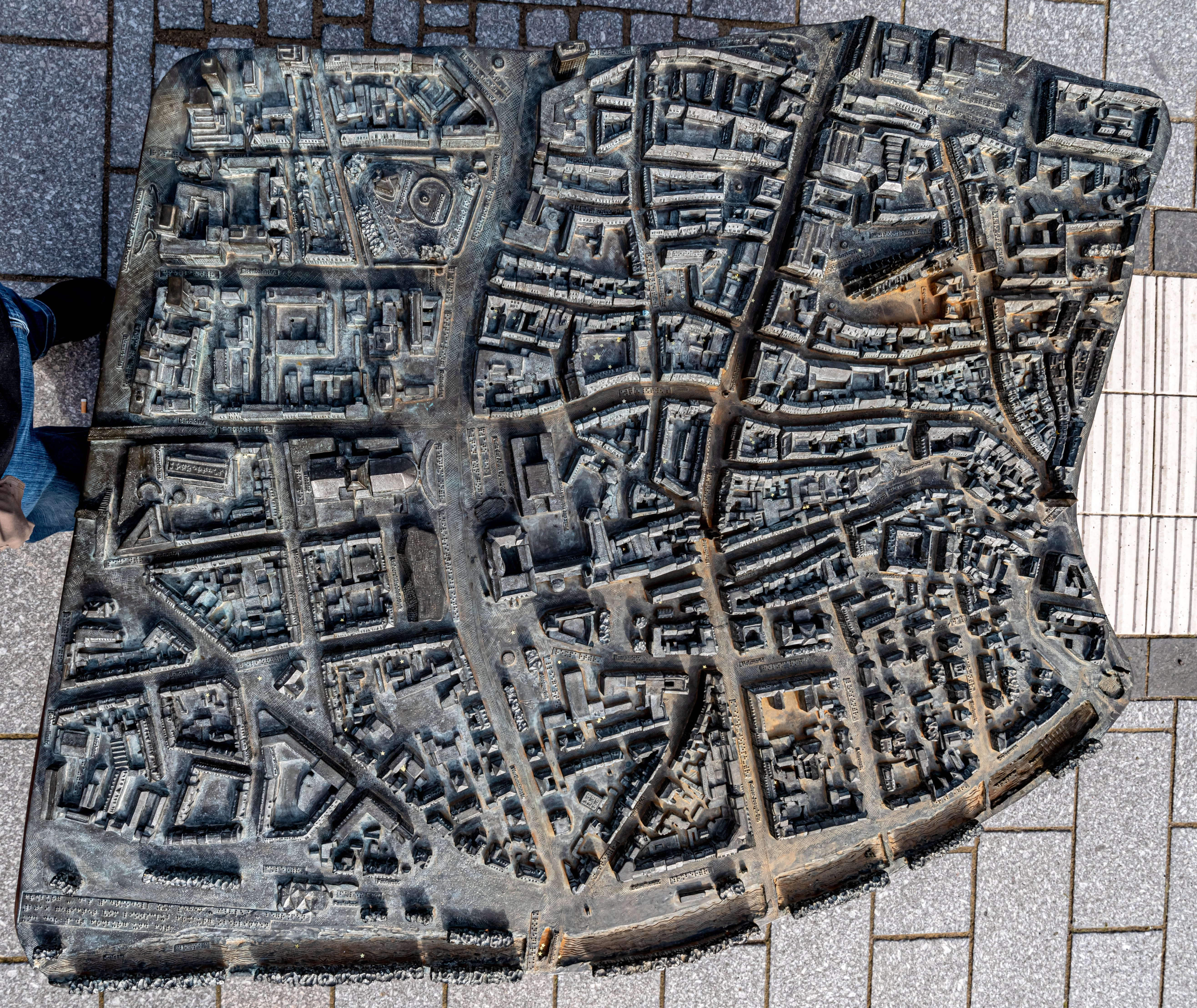
Das Relief der Innenstadt von Egbert Broerken soll Blinden bei der Orientierung helfen und ist in das Blindenleitsystem eingebunden.

### Tourismus
Darüber hinaus spielt der Tourismus eine herausragende Rolle. Die Stadt liegt am Schwarzwald und gehört zu den beliebtesten Reisezielen in Südwestdeutschland. Die Stadt liegt an der Badischen Weinstraße und an der „Grünen Straße – Route verte“, einer touristischen Straßenverbindung von den Vogesen im Elsass in den Schwarzwald. Im Jahr 2007 wurden erstmals mehr als eine Million Übernachtungen in der Stadt gezählt, zuletzt waren es im Jahr 2013 wieder knapp über eine Million Übernachtungen. Mit einem Verhältnis von 5000 Übernachtungen auf 1000 Einwohner gehörte Freiburg damit zur Spitzengruppe der touristischen Ziele. Bis 2024 verdoppelte sich die Zahl der Übernachtungen in der Stadt auf 2,17 Millionen Übernachtungen. Seit 2012 weisen 18 Stelen mit Stadtplan und Hinweisen zu den wichtigsten Sehenswürdigkeiten in der Altstadt Fußgängern den Weg. In der 16. Ausgabe des Reiseführers Lonely Planets Best in Travel 2022 landete Freiburg auf Platz drei unter den Top Ten der globalen Städte-Reiseziele hinter Auckland und Taipeh.

### Forstwirtschaft
Freiburg verfügt mit rund 5.360 Hektar Wald über den neuntgrößten Stadtwald Deutschlands und belegt in Baden-Württemberg Platz vier. Insgesamt sind etwa 43 % der Freiburger Gemarkung bewaldet, was rund 6.600 Hektar entspricht. Damit zählt Freiburg zu den größten kommunalen Waldbesitzern Deutschlands. Es unterhält als eine von vier Kommunen in Baden-Württemberg ein eigenes Forstamt.
Der Stadtwald erstreckt sich vom Rheintal über die Vorbergzone bis in die Höhenlagen des Schwarzwalds auf 200 bis 1.284 Metern über dem Meeresspiegel und umfasst eine große Bandbreite unterschiedlicher Waldgesellschaften. Etwa 60 % des Stadtwalds gehören zum Naturraum Schwarzwald. Der Wald ist zweigeteilt, während im Westen der sogenannte „Mooswald“, liegt, ein ehemaliger Auwald mit heute stark veränderten Grundwasserverhältnissen, ist im Osten im Schwarzwald der Bergwald.
Die wichtigsten Baumarten im Stadtwald sind Buche (17 %), Eiche (11 %), Fichte (10 %) und Douglasie, wobei der Douglasienanteil mit 12 % besonders hoch ist, da diese bereits früh in großer Zahl angepflanzt und gefördert wurden. Daher steht mit „Waldtraut vom Mühlwald“ auf Freiburger Stadtgebiet, auch der höchste Baum Deutschlands als ein markantes Naturdenkmal.
Dank der geografischen Vielfalt können im Freiburger Wald über 50 Baumarten wachsen. Dies macht das Ökosystem widerstandsfähiger gegen Klimaextreme. Der Laubholzanteil ist mit rund 68 % hoch. Der Wald in Freiburg ist ein großer Kohlenstoffspeicher: Er enthält derzeit etwa 2,11 Millionen t CO₂-Äquivalente (ca. 433 t/ha). Dieses Volumen steigt kontinuierlich – die Freiburger Wälder liegen mit einem Holzvorrat von etwa 380 m³/ha über dem deutschen Durchschnitt und wachsen entgegen dem gesamtdeutschen Trend.
Auch die Holznutzung orientiert sich am nachhaltigen Wirtschaften: Für die Jahrzehnte 2021–2030 ist ein jährlicher Hiebsatz von rund 385.000 Erntefestmetern (7,9 Efm/ha) geplant, was leicht unter dem jährlichen Zuwachs (8,4 Efm/ha) liegt. Das heißt, es wird nur so viel Holz entnommen, wie auch wieder nachwächst – weitere Maßnahmen wie Jungbestandspflege und Naturverjüngung sind Teil der Planung. Die Stadt Freiburg fördert zudem die lokale Holznutzung, etwa durch Anreize für Holzbauprojekte, um das nachwachsende Material sinnvoll einzusetzen.
Freiburgs Stadtwald wird nach den Grundsätzen der Freiburger Waldkonvention bewirtschaftet, die die vier zentralen Waldfunktionen – Nutz-, Schutz-, Erholungs- und Klimaschutzfunktion – gleichrangig berücksichtigt. Diese praxisorientierte Bewirtschaftung führt nach Aussage der Stadt dazu das Energie gespart wird und führe nachweislich zu stabileren Beständen. Außerdem trage dies zum Schutz des Ökosystems bei, das vielen Arten Lebensraum bietet und wichtige Leistungen wie Erosionsschutz und Hochwasserrückhalt erbringt. Fast die gesamte Stadtwaldfläche steht unter Landschaftsschutz. Circa 50 % sind entweder Fauna-Flora-Habitatrichtlinie-Gebiete (2272 Hektar), Naturschutzflächen (400 Hektar) oder als Bann- und Schonwald (350 Hektar) ausgewiesen. Das Forstamt Freiburg war 1999 der erste Betrieb in Baden-Württemberg, der nach den strengen Kriterien des Forest Stewardship Council (FSC) zertifiziert wurde. Das Arboretum Freiburg-Günterstal ist ein bedeutendes forstwissenschaftliches Freiluftlabor und Bildungszentrum. Es beherbergt die größte Lebendsammlung von Tannenarten Deutschlands, darunter viele vom Aussterben bedrohte Arten.
Stand 2025 sind zudem folgende Waldschutzgebiete ausgewiesen:
- Schonwald  Eichelgarten (ca. 20 ha)
- Schonwald Benzhauser Wald (ca. 21 ha)
- Schonwald Schauinsland (ca. 285 ha)
- Schonwald Frohnholz (ca. 58 ha)
- Bannwald  Bahnholz (ca. 36 ha)

Zusammen sind damit etwa 420 Hektar (rund 7,8 % der Stadtwaldfläche) unter Schutz gestellt.
Über die wirtschaftliche Nutzung hinaus hat der Wald aber auch ökologische Bedeutung und ist ein wichtiger Bestandteil des Erholungs- und Freizeitangebots. Das Engagement der Bürger für einen naturnahen Wald ist wie das allgemeine Naturschutz-Interesse in der Stadt schon lange überdurchschnittlich hoch. Von der Bedeutung des Waldes für die Stadt zeugen zudem eine der beiden Forstdirektionen des Landes Baden-Württemberg, die hier ansässige Forstliche Versuchsanstalt des Landes zeugen sowie der deutschlandweit erste und bisher einzige Studiengang „Waldwissenschaften“.

### Weinbau
Auch der Weinbau spielt in Freiburg eine nicht unbedeutende wirtschaftliche Rolle. Die Stadt im Weinbaubereich Breisgau grenzt an drei weitere badische Bereiche: Markgräflerland, Tuniberg und Kaiserstuhl mit unterschiedlichen typischen Rebsorten. Mit rund 650 Hektar Rebfläche ist Freiburg die größte Weinbaustadt und eine der größten Weinbaugemeinden in Deutschland – dies vor allem durch die Eingemeindung mehrerer Weinbaugemeinden im Westen der Stadt in den 1970er Jahren. Aber auch auf kleinen Flächen der Innenstadt wird noch heute Wein angebaut wie z. B. am Freiburger Schlossberg. Eines der Weingüter, die dort anbauen, ist das Stiftungsweingut Freiburg in Merzhausen. Die Bedeutung des Weinbaus für die Stadt wird unterstrichen durch das hier ansässige Staatliche Weinbauinstitut und den Sitz des Badischen Weinbauverbandes. Auch die Universität baut seit 1985 wieder eigenen Wein an, nachdem diese Tradition seit 1806 unterbrochen war. Davor hing das Gehalt der Professoren direkt vom Ertrag des Weinbaus ab.

### Steuerkraft/Beschäftigung
Nach der Kommunalabfrage 2007 des Bundes der Steuerzahler Baden-Württemberg stehen städtische Steuereinnahmen von 224 Millionen Euro 2006 und geschätzte Steuereinnahmen für 2007 von 234 Millionen Euro Schulden in Höhe von 475 Millionen Euro gegenüber. Die Schulden setzen sich aus 335 Millionen Euro Schulden des Kämmereihaushaltes und 140 Millionen Euro Schulden der städtischen Eigenbetriebe und Sondervermögen zusammen.
In der Region Freiburg mit dem Stadtkreis Freiburg und den Landkreisen Breisgau-Hochschwarzwald und Emmendingen waren 1987 circa 230.000 Erwerbstätige, 2007 bereits circa 302.000 Erwerbstätige. Etwa 170.000 Beschäftigte gab es 1987 in Freiburg, 2007 circa 201.000.

### Energie
2003 wurden vier Windkraftanlagen auf dem Roßkopf und zwei auf der Holzschlägermatte am Schauinsland errichtet. Freiburg ist für sein sonniges, warmes Klima, für die Forschung und Produktion im Bereich Solarenergie bekannt. Im Stadtteil Vauban liegt die Solarsiedlung am Schlierberg mit 59 Plusenergiehäusern. Die Bedeutung der Solarenergie für Stadt und Region spiegelt sich ferner in der Fachmesse Intersolar wider, die für die recht kleine Messe Freiburg eine hohe internationale Bedeutung hat. Diese Messe wird seit 2007 in München abgehalten, aber weiter von Freiburg aus mitveranstaltet. Freiburg hat sich für seine Vorreiterrolle in der Solarenergie den Ruf als „Sonnenstadt“ erworben. Für die Unterstützung des Bürgerengagements erhielt die Stadt Freiburg im Jahr 2004 den Deutschen Solarpreis der Europäischen Vereinigung für Erneuerbare Energien e. V. (Eurosolar) in der Kategorie Städte und Gemeinden oder Stadtwerke. Im März 2014 wurde Freiburg als „Energie-Kommune“ ausgezeichnet.

### Verkehr

#### Übersicht
Im Vergleich mit anderen Städten ähnlicher Größe ist der Anteil des PKW-Verkehrs am gesamten innerstädtischen Verkehrsaufkommen in Freiburg gering. Sehr hoch ist hingegen der Anteil des Radverkehrs, was die Verkehrswende begünstigt. Die Länge des Freiburger Straßen-, Rad- und Fußwegenetzes beträgt rund 1290 Kilometer. Davon sind 191 Kilometer Hauptverkehrsstraßen (Kreis-, Landes- und Bundesstraßen und Hauptverkehrsstraßen), 439 Kilometer Nebenstraßen, 200 Kilometer selbstständig geführte Rad- und Fußwege, 460 Kilometer Wirtschaftswege.
| Verkehrsmittel       | 1982 | 1999 | 2016 | 2023 |
| -------------------- | ---- | ---- | ---- | ---- |
| Öffentlicher Verkehr | 11 % | 18 % | 16 % | 14 % |
| Pkw als Fahrer       | 29 % | 26 % | 16 % | 16 % |
| PKW als Mitfahrer    | 9 %  | 6 %  | 5 %  | 8 %  |
| Fahrrad              | 15 % | 27 % | 34 % | 33 % |
| Zu Fuß               | 35 % | 23 % | 29 % | 29 % |

Zahlen von 2023 sind aus dem Modal Split 2023.

#### Straßenverkehr

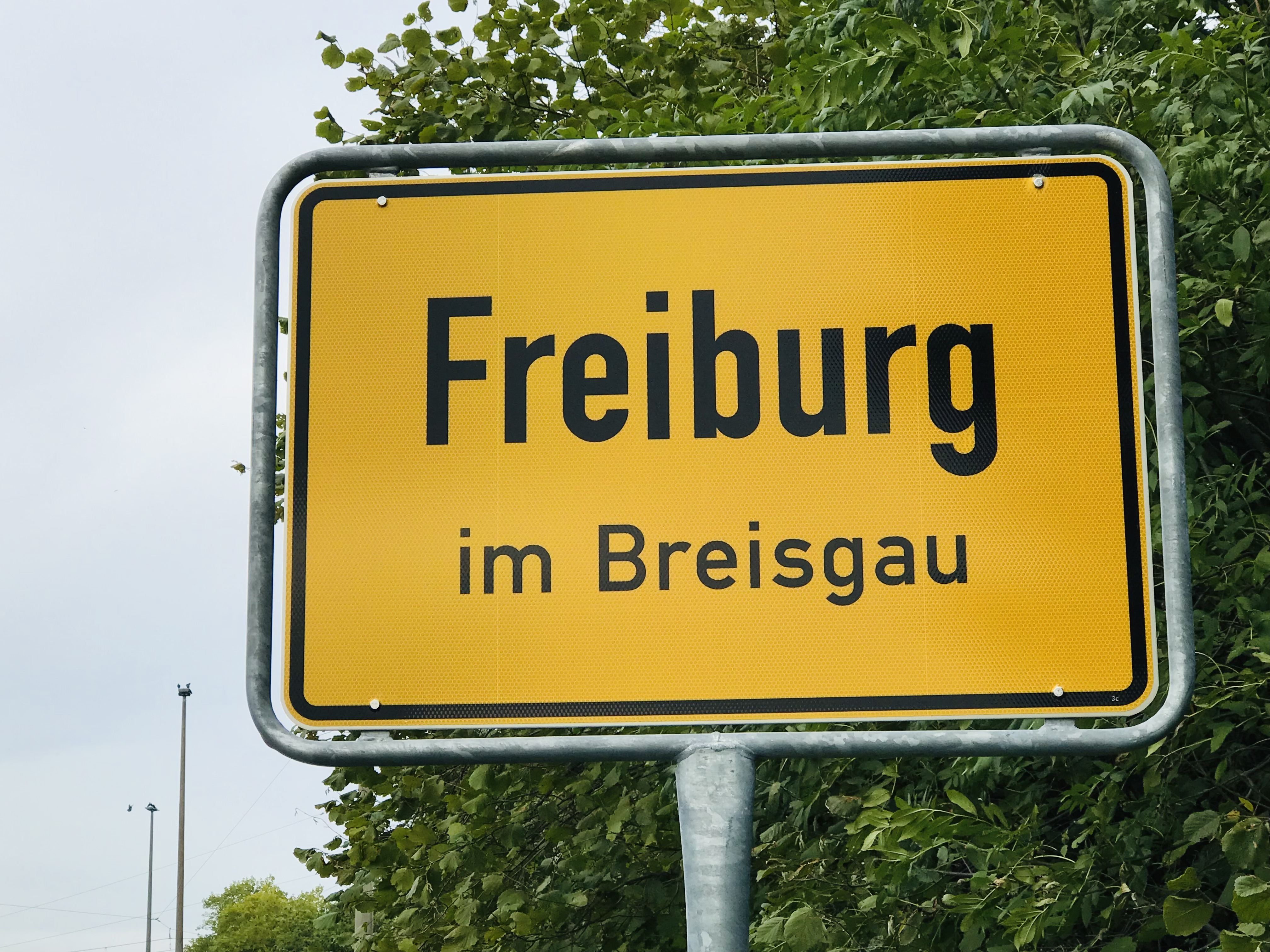
Freiburger Ortseingangsschild

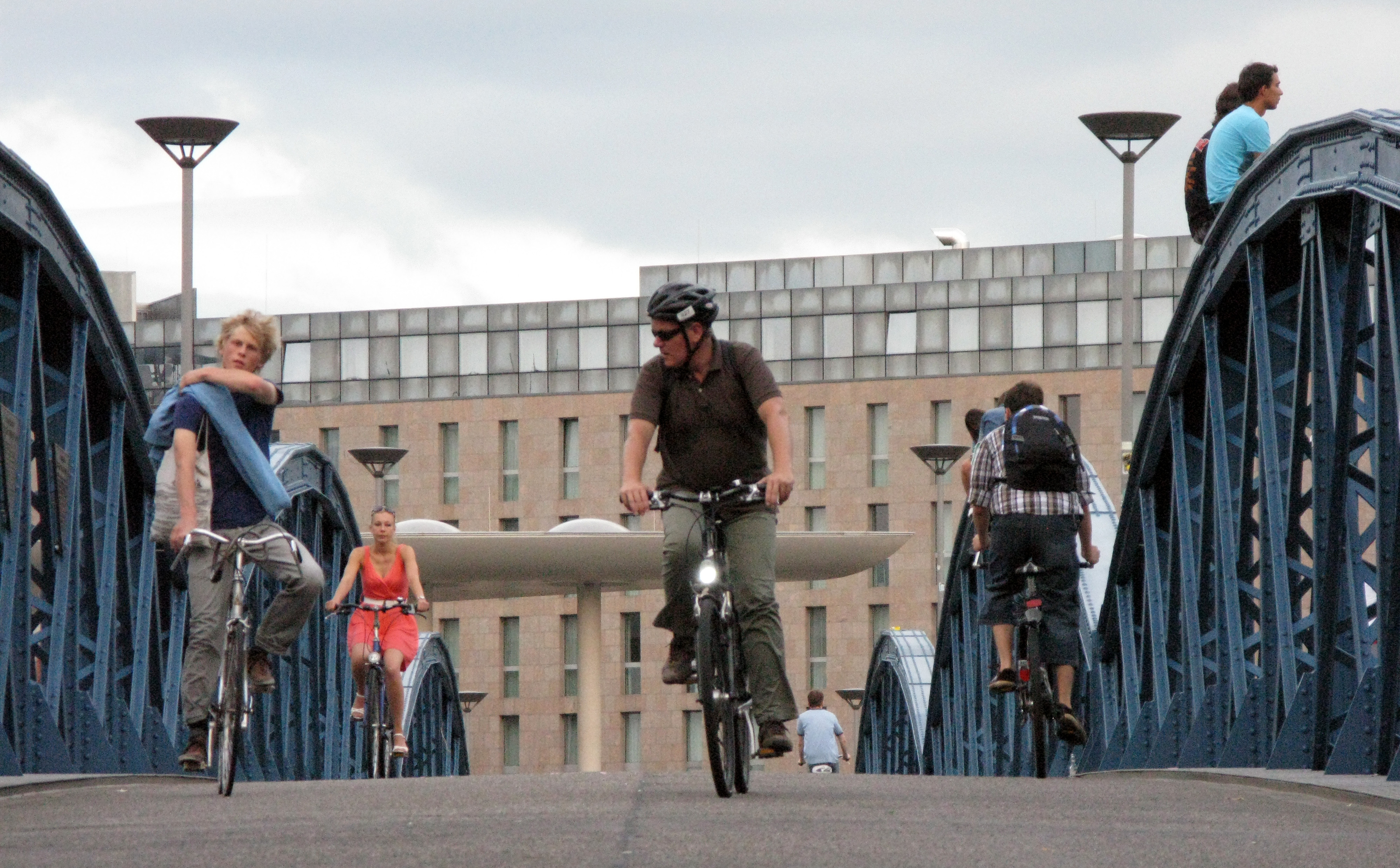
Radfahrer auf der für den Autoverkehr gesperrten Wiwilibrücke

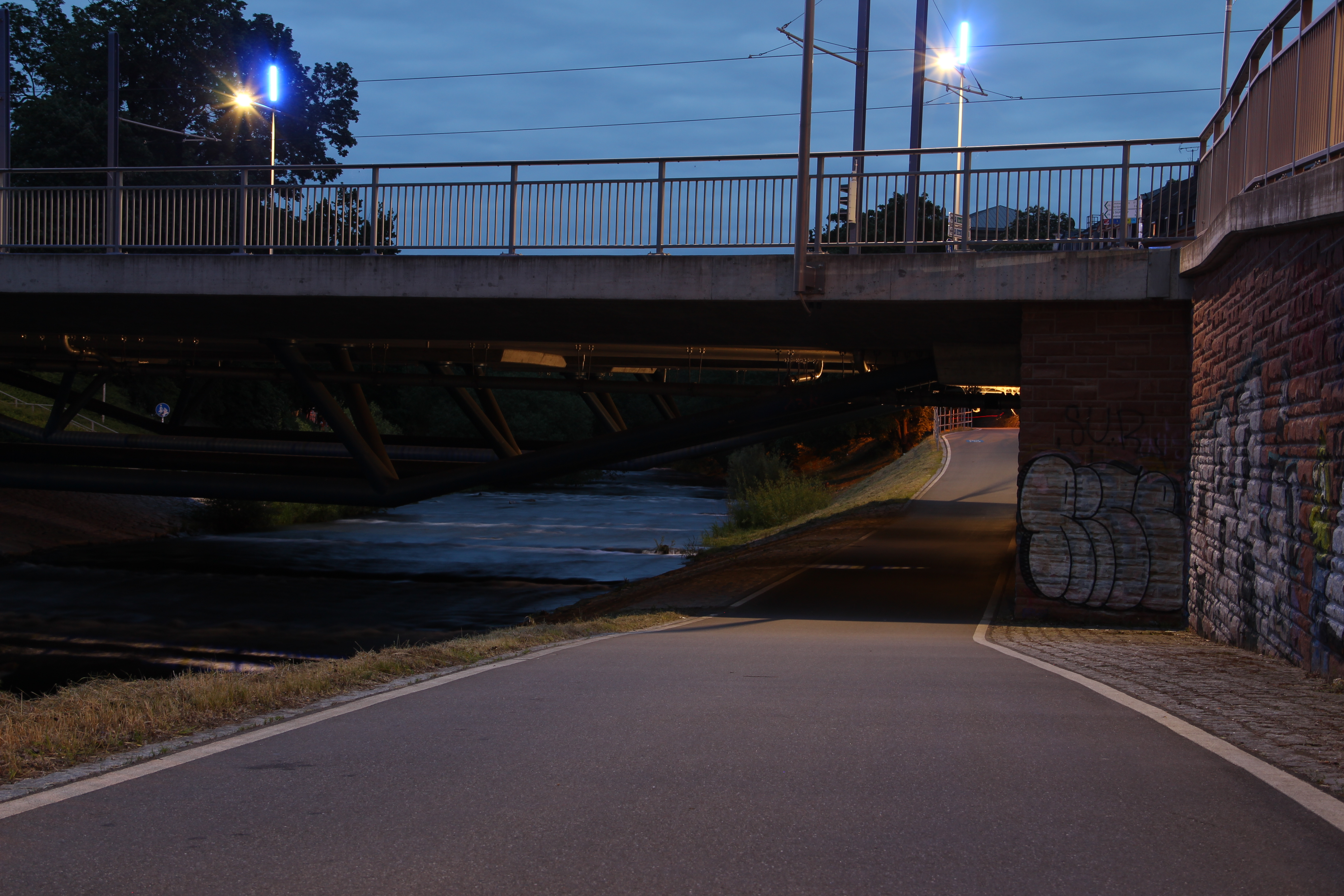
Der FR 1 unterquert die Kronenbrücke kreuzungsfrei

Freiburg liegt verkehrsgeografisch günstig an den großen europäischen Verkehrsmagistralen Rhein–Saône–Rhône–Mittelmeer und Rhein–Gotthard–Italien. Die Autobahn A 5 verbindet Freiburg in Richtung Norden mit Straßburg, Karlsruhe, Mannheim und Frankfurt am Main und in Richtung Süden mit Mülhausen (Mulhouse) und Basel. Freiburg verfügt über drei Autobahnausfahrten: Nord, Mitte und Süd. Außerdem liegt Freiburg an den Bundesstraßen B 3 (Buxtehude–Weil am Rhein) und wird von der B 31 (Breisach–Lindau) durchquert. Die B 294 beginnt in Freiburg und führt über Freudenstadt und Pforzheim nach Bretten.
Freiburg liegt an einer Ferienstraße. Dies ist die grenzüberschreitende Grüne Straße/Route Verte, die westlich der Vogesen in Contrexéville beginnt, bei Breisach am Rhein den Rhein überschreitet und in der Nordroute in Lindau und in der Südroute in Konstanz endet.

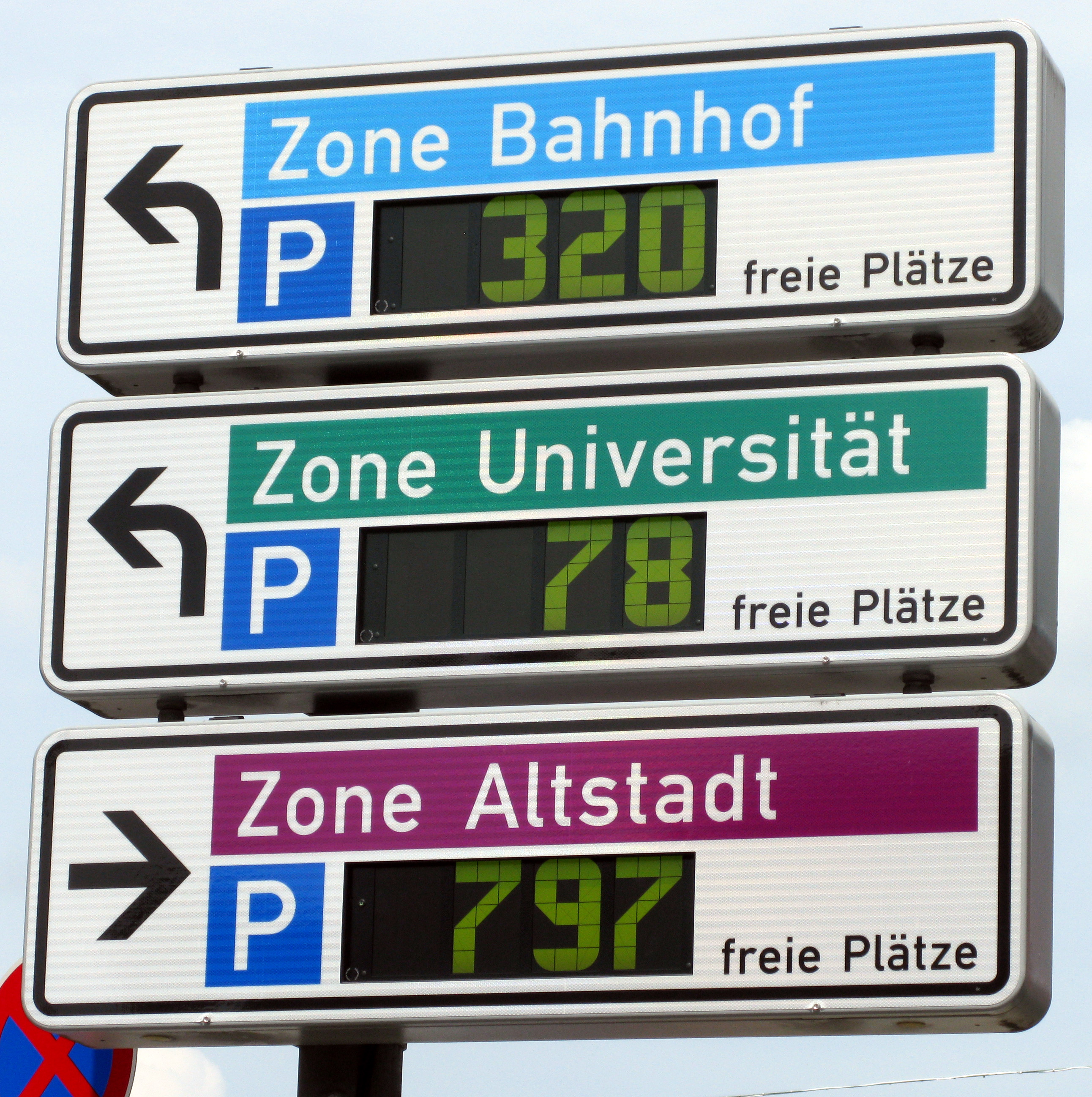
Tafel des Parkleitsystems

In den 1960er Jahren war die Bundesautobahn 86 über Freiburg und Donaueschingen geplant. Die „Schwarzwaldautobahn“ A 86 sollte von der jetzigen A 5 Ausfahrt Freiburg-Nord am nördlichen Stadtrand vorbei durch mehrere Tunnel in den Schwarzwald geführt werden. Das Projekt wurde jedoch 1975 wieder eingestellt. Dadurch ist die B 31 eine der wichtigsten Ost-West-Verbindungen in Baden-Württemberg, wobei der komplette Durchgangsverkehr die Stadt durchqueren muss. Ein Tunnel zur Unterfahrung der Stadt befindet sich in Planung. Die B 31 soll in diesem Zug zu einer Autobahn mit der Bezeichnung A 860 hochgestuft werden. Ein Baubeginn ist derzeit noch nicht absehbar.
Freiburg war in den 1970er Jahren eine der ersten Städte, die durch die Sperrung der Innenstadt für den Kfz-Verkehr eine Fußgängerzone schufen. Heute verfügt die Stadt über ein dynamisches Parkleitsystem, das auf die Anzahl der verfügbaren freien Parkplätze in den zahlreichen Parkhäusern am Rande der autofreien Innenstadt hinweist. Seit 10. Juni 2021 kann auf den 9.000 von der Stadt bewirtschafteten Parkplätzen die Gebühr auch mit Handy bezahlt werden. Das Quartier Vauban ist als weitgehend autofreie Neubausiedlung konzipiert.
Mit Freiburg – Friedrichshafen – München wurde im April 2012 von MeinFernbus die erste innerdeutsche Fernbuslinie eröffnet. Seit 2013 gibt es zahlreiche Verbindungen, z. B. nach Stuttgart, Düsseldorf, Frankfurt am Main, Berlin sowie Prag und auf den Balkan, u. a. von Flixbus und Eurolines.

#### Fahrradverkehr
siehe auch Radverkehr in Freiburg im Breisgau
Der Anteil des Radverkehrs am gesamten Verkehrsaufkommen lag 2016 in Freiburg bei rund 34 Prozent und damit im Vergleich mit anderen Städten ähnlicher Größenordnung sehr hoch. Für die Freiburger Verkehrspolitik hat die Förderung des Radfahrens hohe Priorität, und seit das Fahrrad als Verkehrsmittel im Alltag eine Renaissance erlebt, gilt die Freiburger Verkehrspolitik vielerorts als vorbildlich. Freiburg ist Gründungsmitglied der AGFK (Arbeitsgemeinschaft Fahrrad- und Fußverkehrsfreundlicher Kommunen) in Baden-Württemberg, erhielt zweimal die Auszeichnung Fahrradfreundliche Kommune und hat die „Qualitätsstufe“ der AGFK BW erreicht. 2020 ermittelte der ADFC in einer nicht-repräsentativen Umfrage die Zufriedenheit der Radfahrer, wobei Freiburg nach Karlsruhe und Münster auf Rang drei landete und somit seit zehn Jahren immer unter den ersten drei ist. Ein immer wiederkehrendes Problem ist der Mangel an Abstellplätzen in der Stadtmitte. Im Herbst 2023 gab es 27 Fahrradstraßen in Freiburg. Es gibt in Freiburg acht Radvorrangrouten. Schon länger bestehen davon der Dreisamradweg FR 1, der zehn Kilometer in Ost-West-Richtung an der Dreisam entlangführt und der Güterbahnradweg FR 2, der Freiburg in Nord-Süd-Richtung entlang der Güterbahn durchquert.
Es sind vier Radschnellwege geplant. Nach Emmendingen und Waldkirch soll der sogenannte RS 6 führen, der sich hinter Gundelfingen in einen nördlichen Ast nach Emmendingen und einen nordöstlichen Ast nach Waldkirch verzweigt und aufgrund der Form auch als Breisgau-Y bezeichnet wird. Nach Osten soll ein Radschnellweg nach Kirchzarten führen, nach Süden über Schallstadt und Ehrenkirchen nach Bad Krozingen und nach Westen über Gottenheim und Ihringen nach Breisach. Die Streckenverläufe ähneln grob den bestehenden Alltagsrouten aus dem Radnetz Baden-Württemberg. Auch diese verbinden Freiburg mit Emmendingen, Waldkirch, Kirchzarten, Bad Krozingen und Breisach.

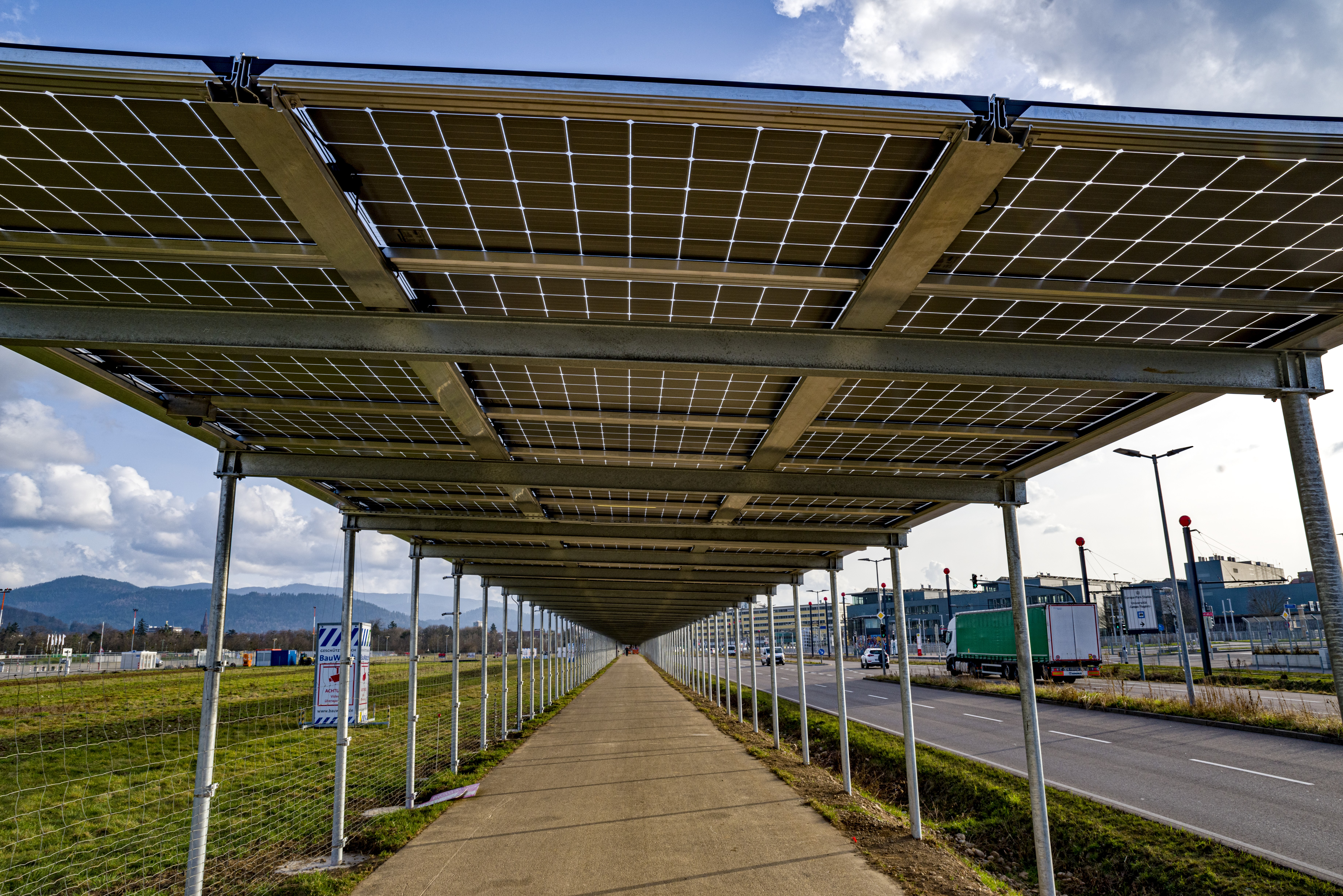
SolarRadWeg

Im Mai 2019 startete die Freiburger Verkehrs AG das Fahrradverleihsystem Frelo. An 95 über das Stadtgebiet und die Nachbargemeinden Umkirch, Gundelfingen, Merzhausen und March verteilten Stationen stehen ca. 800 Fahrräder (Stand April 2023) zum Ausleihen zur Verfügung. Das System wird von Nextbike geliefert. Seit März 2018 standen bereits 50 Mieträder eines privaten Anbieters im Stadtgebiet.
Im April 2023 wurde ein 300 Meter langer überdachter Radweg mit integrierten Solarzellen in Betrieb genommen. Das Modell-Projekt von Badenova, Fraunhofer-Institut für Solare Energiesysteme (ISE) und der Stadt Freiburg in der Nähe des Europa-Park-Stadion und der Freiburger Messe war das erste derartige Projekt in Deutschland und Europa. Der überdachte Radweg schützt Radfahrer vor Niederschlägen und gewinnt gleichzeitig erneuerbaren Strom.

#### Elektro-Zweiräder
Bis September 2020 spielte der Verkehr mit E-Scootern in Freiburg keine große Rolle. Obwohl Städte ab 100.000 Einwohner grundsätzlich für Verleiher interessant sind, hatte sich bisher kein Anbieter hier etabliert. Nachdem die Stadt Leitlinien für Scooter-Anbieter beschlossen hat, will sie nun Vorgaben zu einer freiwilligen Vereinbarung ausarbeiten, die die Rollerbetreiber dann mit der Stadt abschließen sollen. Im Dezember stellte der Göttinger Anbieter Yoio 150 Fahrzeuge zur Verfügung, die per Smartphone buchbar sind. Feste Standorte gibt es nicht. Seit Juli 2021 bietet Süwag im Stadtgebiet 50 E-Roller, die per App gemietet werden können. 

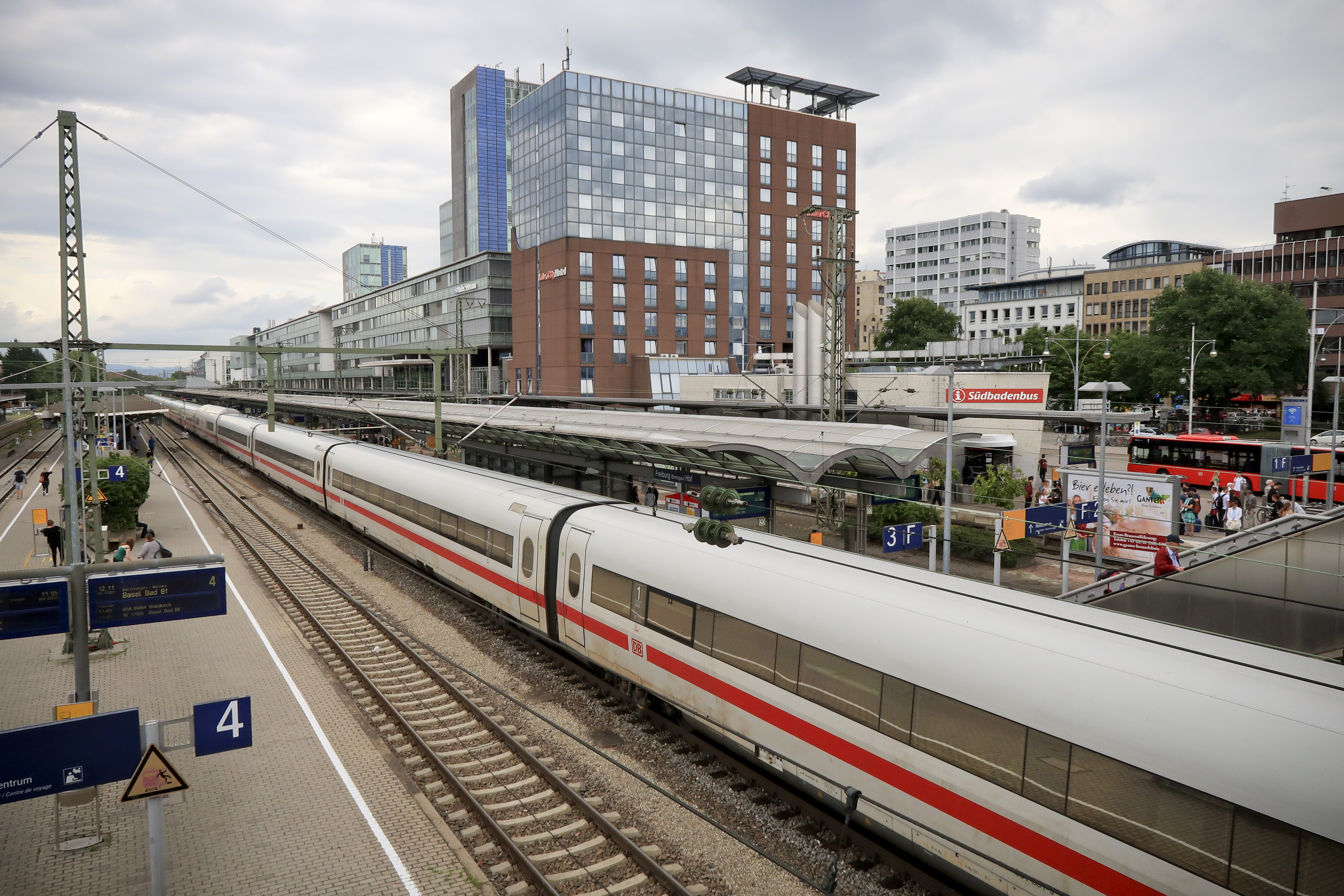
Hauptbahnhof Freiburg

#### Eisenbahnverkehr
Der Freiburger Hauptbahnhof liegt an vier Bahnstrecken und wird täglich von circa 65.000 Menschen benutzt. Die Oberrheinbahn (Mannheim–Basel), mit Anschlüssen u. a. nach Zürich, Bern und Mailand befindet sich zurzeit im viergleisigen Ausbau, da sie zukünftig als Zubringer zur Neuen Eisenbahn-Alpentransversale (NEAT) in Richtung Gotthard-Basistunnel dienen soll. Über Offenburg–Kehl besteht in Straßburg eine Hochgeschwindigkeitsverbindung (TGV Est) nach Paris. Gute Intercity-Verbindungen bestehen auch über Karlsruhe nach Stuttgart und München. Über Müllheim–Neuenburg hat Freiburg seit August 2013 eine direkte Hochgeschwindigkeitsverbindung über den TGV-Bahnhof Mülhausen in Richtung Paris, Lyon und Marseille, später auch nach Barcelona erhalten. Die Höllentalbahn führt von Freiburg über den Schwarzwald nach Donaueschingen mit Anschlüssen nach München und Konstanz.
Neben den Regionalzügen der DB Regio AG verbindet die SWEG die umliegenden Städte und Gemeinden mit dem Oberzentrum Freiburg: Die Elztalbahn führt über Waldkirch durch das Elztal nach Elzach, und die Breisacher Bahn führt nach Breisach über Gottenheim und Ihringen; in Gottenheim und Breisach besteht Anschluss an die den Kaiserstuhl umrundende Kaiserstuhlbahn der SWEG. Diese Gesellschaft betreibt im Umland auch die Münstertalbahn zwischen Bad Krozingen und Münstertal, wobei einzelne Kurse von und bis Freiburg geführt werden.
Außer dem Hauptbahnhof gibt es an den einzelnen Eisenbahnstrecken weitere Bahnhöfe oder Haltepunkte:
- an der Oberrheinbahn: St. Georgen, Herdern und Zähringen
- an der Höllentalbahn: Wiehre und Littenweiler
- an der Breisacher Bahn: Klinikum, Neue Messe/Universität und Freiburg-West (im Stadtteil Landwasser)

Im Eisenbahngüterverkehr ist Freiburg kein Eisenbahnknoten mehr; der Freiburger Güterbahnhof dient jedoch als Terminal für die Rollende Landstraße von Freiburg nach Novara in Norditalien.

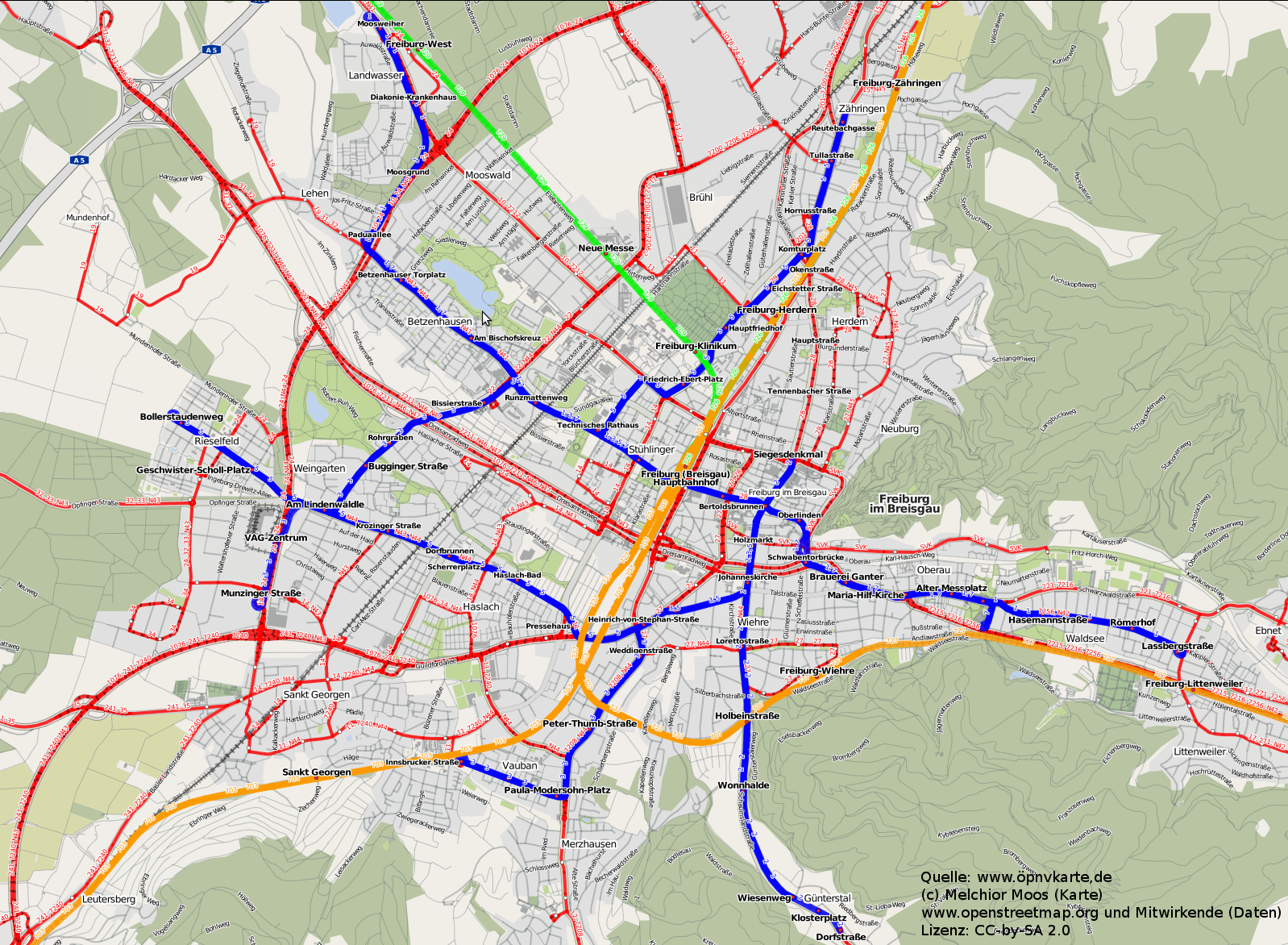
Freiburger ÖPNV-Netz im Mai 2010. Regionalbahn: orange, Breisgau-S-Bahn: grün, Straßenbahnlinien: blau, Buslinien: rot

#### Städtischer Nahverkehr

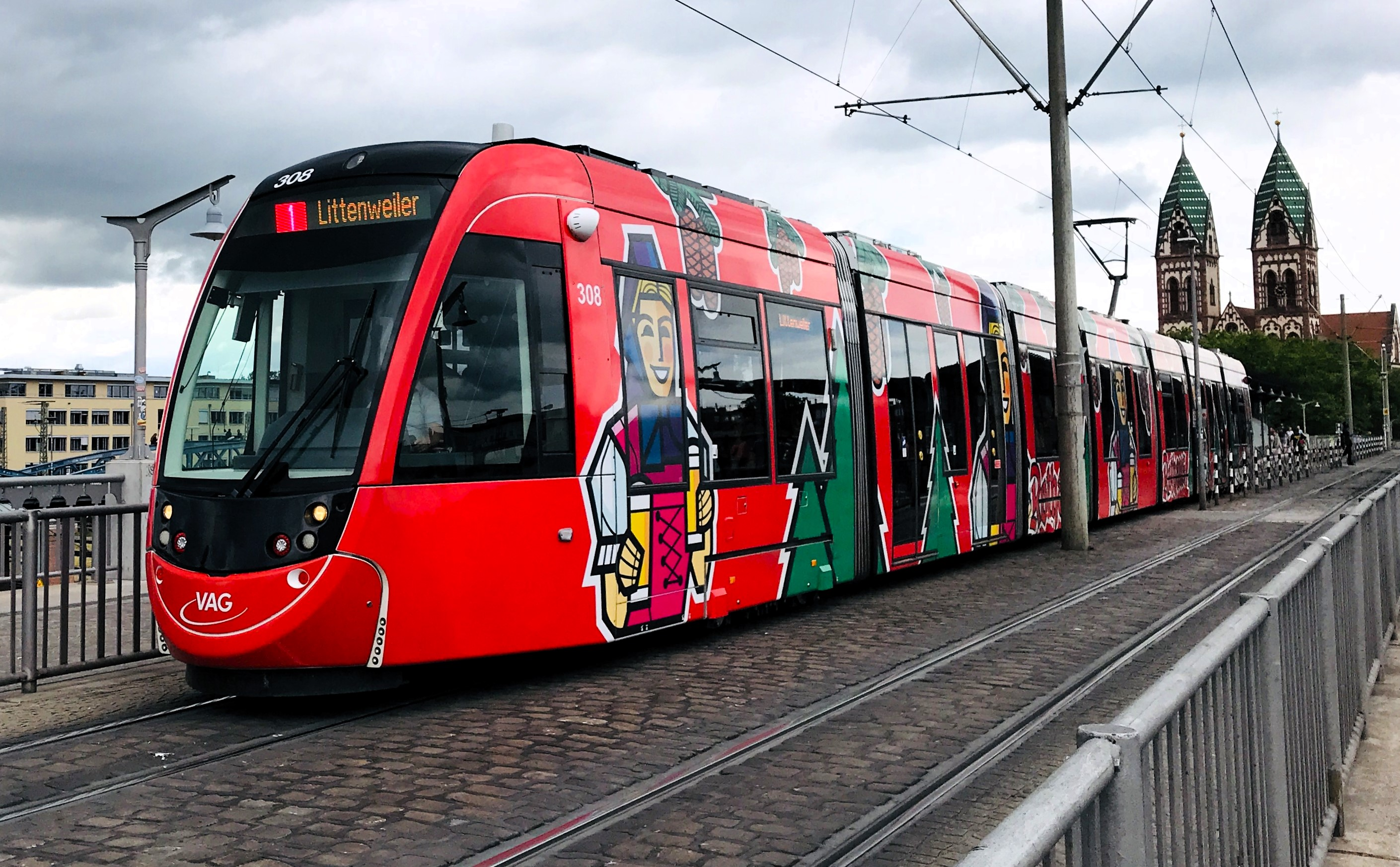
Straßenbahn vom Typ Urbos der Freiburger Verkehrs AG

Den städtischen Nahverkehr bedienen fünf Straßenbahn- und 20 Buslinien der Freiburger Verkehrs AG (VAG), die auch Verbindungen mit dem nahen Umland herstellen. Freiburg gehört zum Tarifgebiet des Verkehrsverbundes RVF.
Eigens für die VAG konstruierte die Waggonfabrik DUEWAG drei GT8-Serien, wovon die letztgebauten GT8N über ein Niederflur-Mittelabteil verfügen und bis heute im Einsatz sind. Weiterhin gehören zur Fahrzeugflotte 26 GT8Z des gleichen Herstellers mit 48 Prozent Niederfluranteil. Schließlich verkehren auf den am stärksten frequentierten Strecken Triebwagen des Typs „Siemens Combino“, davon acht „Combino Basic“ und zehn „Combino Advanced“, sowie seit 2015 auch die neuen Urbos des spanischen Unternehmens CAF, Typ Urbos 100 mit je vier Drehgestellen.
Die VAG betreibt ebenfalls die Schauinslandbahn, Deutschlands längste (3,6 Kilometer) Kabinen-Umlauf-Seilbahn, mit der die Höhen des Schauinslands, Freiburgs Hausberg (1284 m), gut zu erreichen sind.
Im Dezember 2017 wurde das Frauennachttaxi wieder eingeführt, das es zuvor schon von 1991 bis 2002 gegeben hatte.

#### Luftverkehr
Der seit 1908 bestehende Flugplatz in Freiburg ist als Verkehrslandeplatz für Flugzeuge bis zehn Tonnen zugelassen. Er befindet sich im Westen der Stadt, nahe dem neuen Messegelände.
Der meiste Flugverkehr wird jedoch über den EuroAirport Basel-Mulhouse-Freiburg im benachbarten Oberelsass abgewickelt. Zum EuroAirport besteht vom Freiburger Hauptbahnhof eine Busverbindung mit einer Fahrzeit von 55 Minuten. Zusätzlich gibt es Buszubringer zu den ebenfalls nahe gelegenen Flughäfen Karlsruhe/Baden-Baden (circa 1:05 h) und Straßburg (circa 1:05 h). Bahnverbindungen bestehen umstiegsfrei zum Flughafen Frankfurt (circa 2:10 h) sowie mit Umstieg in Basel oder Zürich zum Flughafen Zürich. (circa 2:15 h)

### Wasserver- und Abwasserentsorgung

#### Geschichte

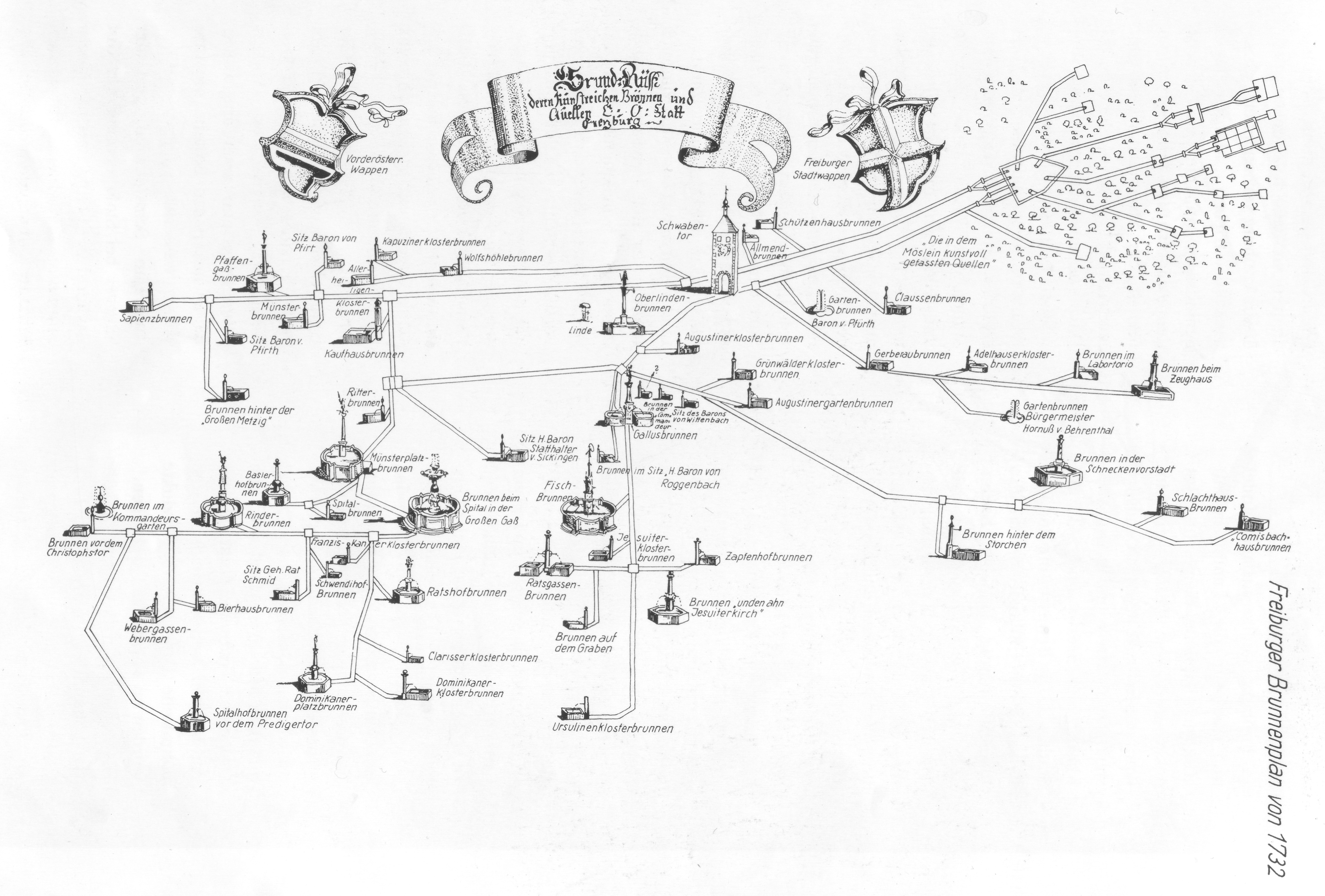
Freiburger Brunnenplan von 1732

Um 1120 wurde Wasser über hölzerne Leitungen vom Mösle der Stadt zugeführt. 1462 werden die Regeln für die städtischen Rinnen und Kanäle in einer Runzordnung festgelegt. 1732 bestehen schon 79 Leitungen und 57 Brunnen. Seit 1842 werden erste eiserne Leitungen verwendet. Freiburg wird durch das Wasserwerk Ebnet (seit 1876) und das Wasserwerk Hausen an der Möhlin (seit 1970) versorgt. Von Ebnet wird das Wasser in die Hochbehälter auf dem Schlossberg und den Hochbehälter im Freiburger Wasserschlössle am Sternwald (seit 1896) gepumpt und von Hausen in den Hochbehälter am Schönberg. Auf anderen Anhöhen der Stadt gibt es weitere kleine Hochbehälter. Seit 1975 werden Polyethylenrohre zum Wassertransport genutzt. Die Wasserversorgung erfolgt durch die badenova AG & Co.KG.

#### Wassergewinnung und Qualität
Die Wassergewinnung erfolgt in den zwei Einzugsgebieten Ebnet und Hausen. In Ebnet erfolgt die Grundwassergewinnung aus zwei Grundwassersammlern und insgesamt neun Tiefbrunnen. In Hausen bestehen sechs Tiefbrunnen. Die maximale Tiefe der Brunnen liegt bei 117 m. Elf Hochbehälter mit 120 bis 20.000 Kubikmeter stehen zur Verfügung.
Das Wasser aus Hausen wird ohne weitere Behandlung dem Verbrauch zugeführt. Das Wasser hat den Härtebereich Mittel, mit 2,28 mmol/L, enthält 9,9 mg Natrium, 25 mg Chlorid, 24,7 mg Sulfit und 25,7 mg Nitrat pro Liter. Das Einzugsgebiet umfasst 130 Quadratkilometer und liefert circa fünf Millionen Kubikmeter.
Das Wasser aus Ebnet wird noch zur Neutralisierung und Entkeimung behandelt. Das Wasser hat den Härtebereich weich, mit 0,99 mmol/L, enthält 8,5 mg Natrium, 13,1 mg Chlorid, 10,7 mg Sulfit und 13,6 mg Nitrat pro Liter. Das Einzugsgebiet umfasst etwa 258 Quadratkilometer und liefert ungefähr 11 Millionen Kubikmeter.

#### Wasserverbrauch und Abwasserentsorgung

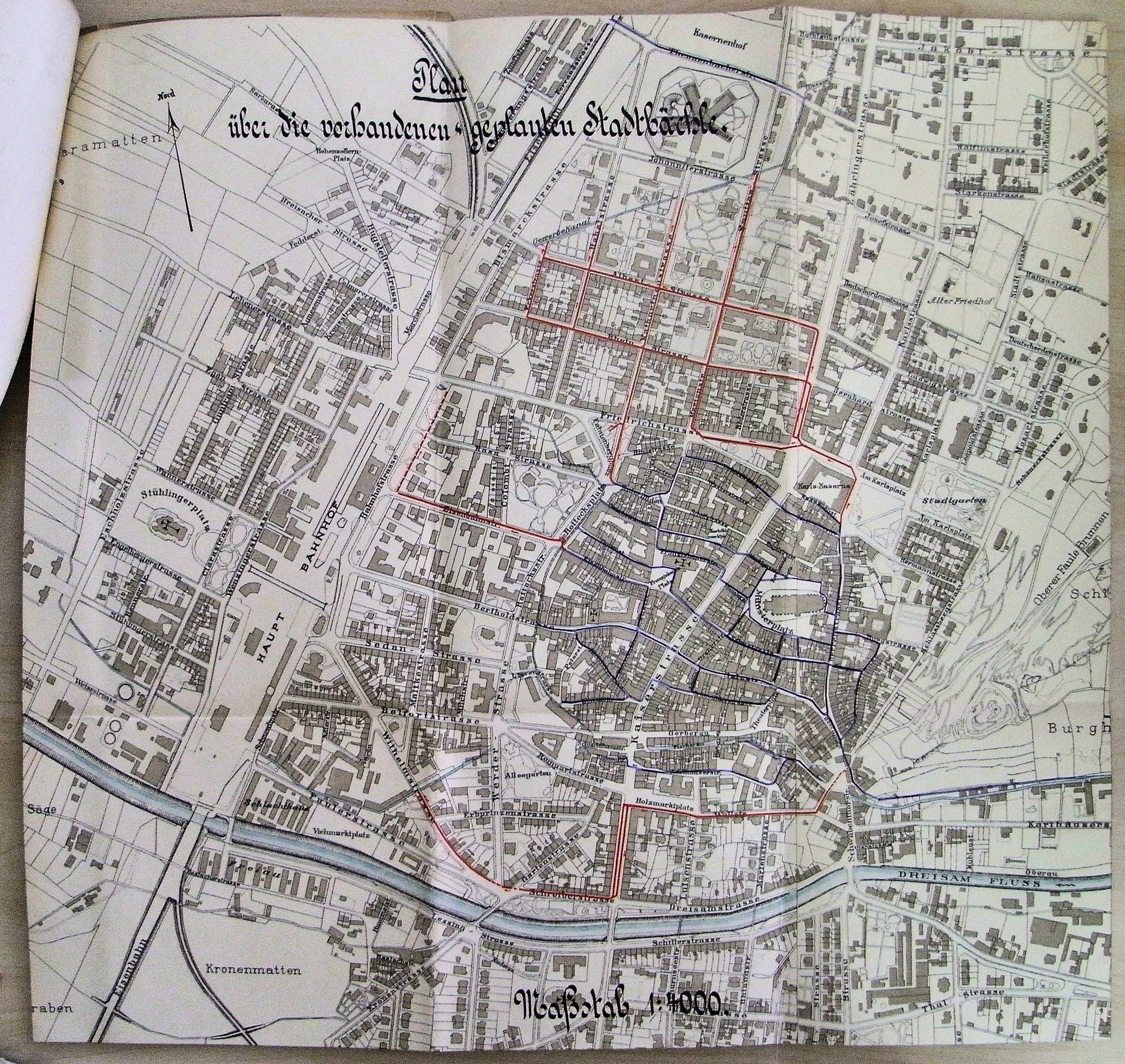
Karte der Freiburger Bächle, 1905

Im Jahr 2008 wurden insgesamt 17,7 Millionen Kubikmeter Wasser verbraucht. Die Maximalförderung lag bei 65.800 Kubikmeter am Tag. Das Versorgungsnetz hat einschließlich Hausanschlüssen eine Länge von 1325 Kilometer und umfasst 35.236 Hausanschlüsse. Von 348 Liter/Tag und Einwohner im Jahr 1899 sank der Verbrauch mit Einführung von Wasseruhren im Jahr 1913 auf 186 Liter. Heute liegt er bei circa 100 Liter/Tag und Einwohner.
Zur Entsorgung von Brauch- und Regenwasser wurden ab dem 13. Jahrhundert die Freiburger Bächle sowie der Gewerbekanal genutzt. Daneben wurden hauseigene Gruben zur Sammlung der Exkremente genutzt. Ab 1868 übernahm für kurze Zeit ein Unternehmen an Stelle von Landwirten, die Entleerung der Gruben. Ab 1887 übernahm die Stadt diese Aufgabe. Bis Ende der 1980er Jahre wurde Abwasser in der Rieselfeldanlage ausgebracht. Der Abwasserzweckverband Breisgauer Bucht sammelt und reinigt seit 1966 das Abwasser. Seit 1980 erfolgt dies im gemeinsamen Klärwerk in Forchheim.

### Fernwärmeversorgung
Das Fernwärmenetz in Freiburg ähnelt einer aus mehreren Inseln bestehenden Struktur. Ab dem Jahr 2019 stellte Freiburg ein Konzept auf, das die Fernwärmeplanung langfristig darstellen soll und 2021 vom Gemeinderat beschlossen wurde. Die einzelnen Inseln sollen zu einem einheitlichen Netz verbunden werden. Insbesondere soll Planungssicherheit für die Grundstückseigentümer geschaffen werden, indem aufgezeigt wird, welche Stadtgebiete langfristig mit Fernwärmeanschlüssen versorgt werden sollen. Grundstruktur ist zunächst eine Verbindung der Fernwärmenetze der Stadtteile Haslach, Vauban und Stühlinger. Zentraler Baustein ist dabei die Molkerei Schwarzwaldmilch als innenstadtnaher Abwärmeproduzent. Für die westlichen Stadtteile soll eine Verlängerung des bisher bestehenden Fernwärmenetzes vom Industriegebiet Nord nach Landwasser zum neuen Stadtteil Dietenbach die dazwischenliegenden Stadtteile anschließen. Die Ausbauleistung soll von ca. einem Kilometer pro Jahr auf 8–12 Kilometer ansteigen. Die Baustellen werden wohl über Jahre hinaus zu Beeinträchtigungen im Straßenverkehr führen. Weiter sollen Neubaugebiete wie etwa Kleineschholz oder die Erweiterung des Gebiets Metzgergrün im Stühlinger von Beginn an mit Fernwärmeanschlüssen ausgestattet werden.
Der Weg Freiburgs wird dabei bundesweit durchaus als beispielhaft für eine kommunale Wärmeplanung angesehen.

### Ansässige Unternehmen
Zu den größeren privaten Arbeitgebern zählen der Halbleiterhersteller TDK-Micronas, die zum amerikanischen Northrop Grumman-Konzern gehörende LITEF GmbH sowie Cerdia, ein Unternehmen des US-Finanzinvestor Blackstone, das Materialien für Zigarettenfilter herstellt. Das Unternehmen EFD Induction, von 1950 bis 1996 Fritz Düsseldorf GmbH (FDF), ist Europas größter Hersteller von Induktions-Härteanlagen und gehört zusammen mit der EFD Härterei F. Düsseldorf GmbH (Hochdorf) zum EFD-Induction-Konzern mit Sitz in Skien/Norwegen. Der Baustoffhändler Götz + Moriz ist in Freiburg angesiedelt. Größte ansässige Brauerei ist die Brauerei Ganter. Bedeutend ist das Milchverarbeitungsunternehmen Schwarzwaldmilch, das mehrheitlich in der Hand der Schwarzwälder und Breisgauer Milchbauern ist. Seit Januar 1996 ist Freiburg Sitz des Briefzentrums 79 der Deutschen Post AG.

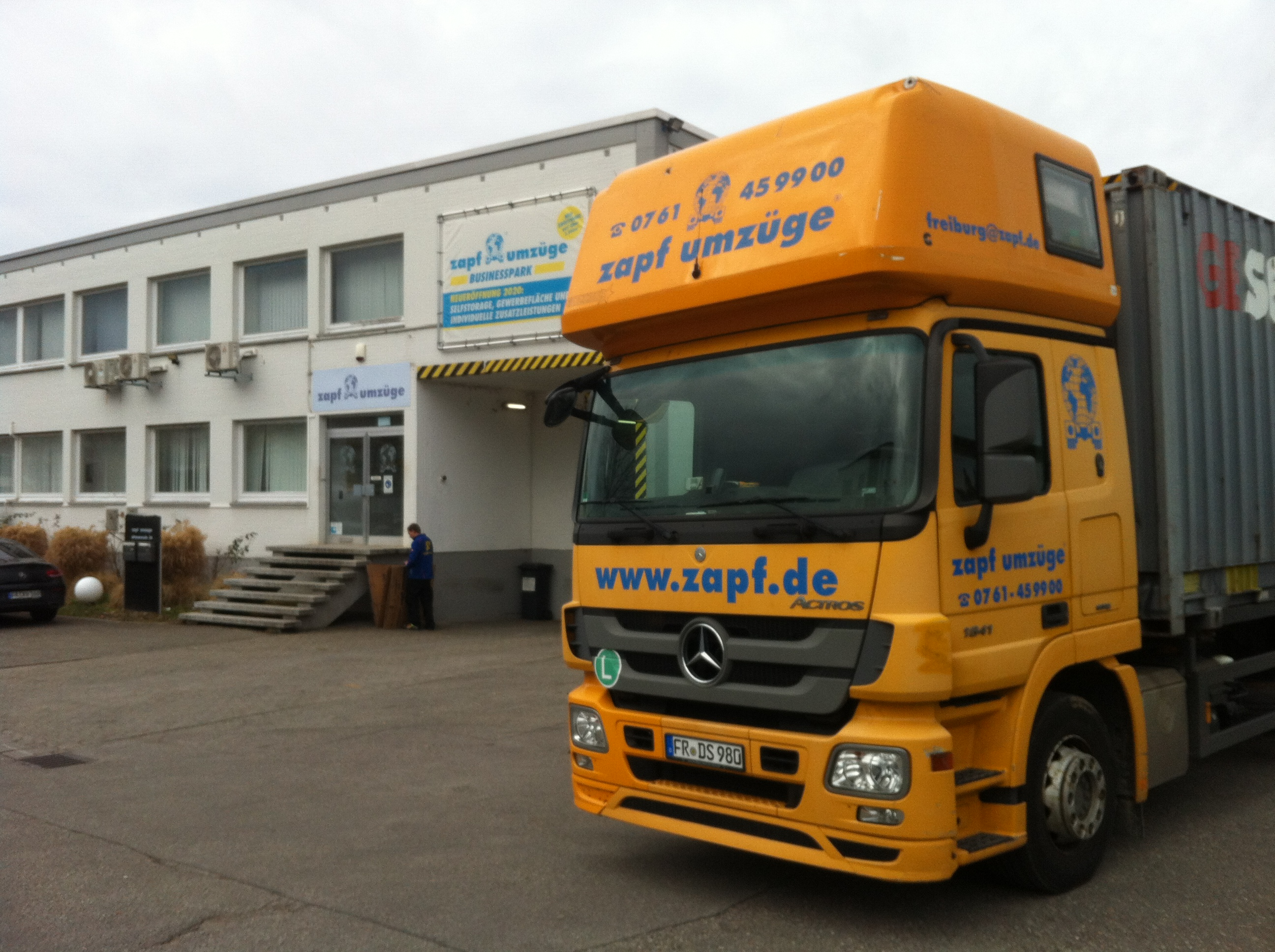
Freiburger Standort des ehemaligen Berliner alternativen Gründerbetriebs

Seit 1962 ist Freiburg Standort des inzwischen zum Pfizer-Konzern gehörenden Arzneimittelherstellers Gödecke. Im Jahr 1863 wurde das Unternehmen Raimann zur Herstellung von Maschinen für die Holzbearbeitung gegründet. Es gehört mittlerweile zur Michael Weinig AG und ist das älteste industrielle Unternehmen in Freiburg. Die beiden Unternehmen Mez und Madeira Garnfabrik sind bzw. waren bereits seit Anfang des 20. Jahrhunderts in der Textilindustrie tätig.
Seit 1984 besteht der Standort Freiburg der Firma Zapf Umzüge GmbH, eine der führenden europäischen Umzugsspeditionen, gegründet 1975 in West-Berlin als Alternativbetrieb.
Seit 1895 gibt es in Freiburg mit Hellige einen Hersteller von wissenschaftlichen und medizinelektronischen Apparaten, insbesondere von Elektrokardiographen. Heute gehört Hellige zu General Electric, wobei Freiburg zu den bedeutendsten Standorten von GE Healthcare in Deutschland zählt.
Mit den zwei Großverlagen Herder und Haufe, einer Vielzahl von kleineren Verlagen sowie dem Sitz der Badischen Zeitung ist Freiburg ein bedeutender Verlags- und Medienstandort.
Die Solar-Fabrik AG Freiburg gehörte bis zur Insolvenz zu den führenden Solarunternehmen in Europa. Ursprünglich nur Hersteller von Solarmodulen, war es mit ihren zahlreichen internationalen Tochterunternehmen in aller Welt in allen Bereichen der Photovoltaik tätig: Handel und Aufbereitung von Wafern, Produktion von Solarzellen und -modulen sowie die Produktion von Solarkraftwerken.
Auch die IT-Branche ist in Freiburg prominent vertreten. Dazu gehören der deutsche Marktführer im Bereich „Kaufmännische Software“ Lexware, United Planet als führendes Unternehmen bei Portalsoftware und die Managed-Services-Tochter der IDS Scheer Consulting. Außerdem sind in Freiburg die Paragon Software Group, die Jedox AG, der eCommerce-Spezialist Oxid, der E-Mail-Marketing-Experte Inxmail sowie die börsennotierte Kofax Deutschland AG, ein Tochterunternehmen der kalifornischen Kofax, Inc., ansässig. Der internationale CMS-Anbieter Jahia Solutions Group SA hat Freiburg 2016 als Standort für seine deutsche Niederlassung gewählt.
Im Bereich des Bankensektors haben neben der Sparkasse Freiburg-Nördlicher Breisgau und der Volksbank Freiburg eG die Bankhaus E. Mayer AG ihren Hauptsitz in Freiburg. Letztgenannte ist die einzige Privatbank in Freiburg und der weiteren Umgebung. Darüber hinaus bestehen Filialen weiterer überregionaler Banken.
2008 wurde der Mobilitätsdienstleister Jobrad in Freiburg gegründet, der inzwischen Marktführer im Dienstradleasing ist.
Deutschlands größtes Forstberatungsunternehmen, die UNIQUE forestry and land use GmbH, hat ihren Hauptsitz in Freiburg.

### Öffentliche Einrichtungen

#### Kommunalverwaltung

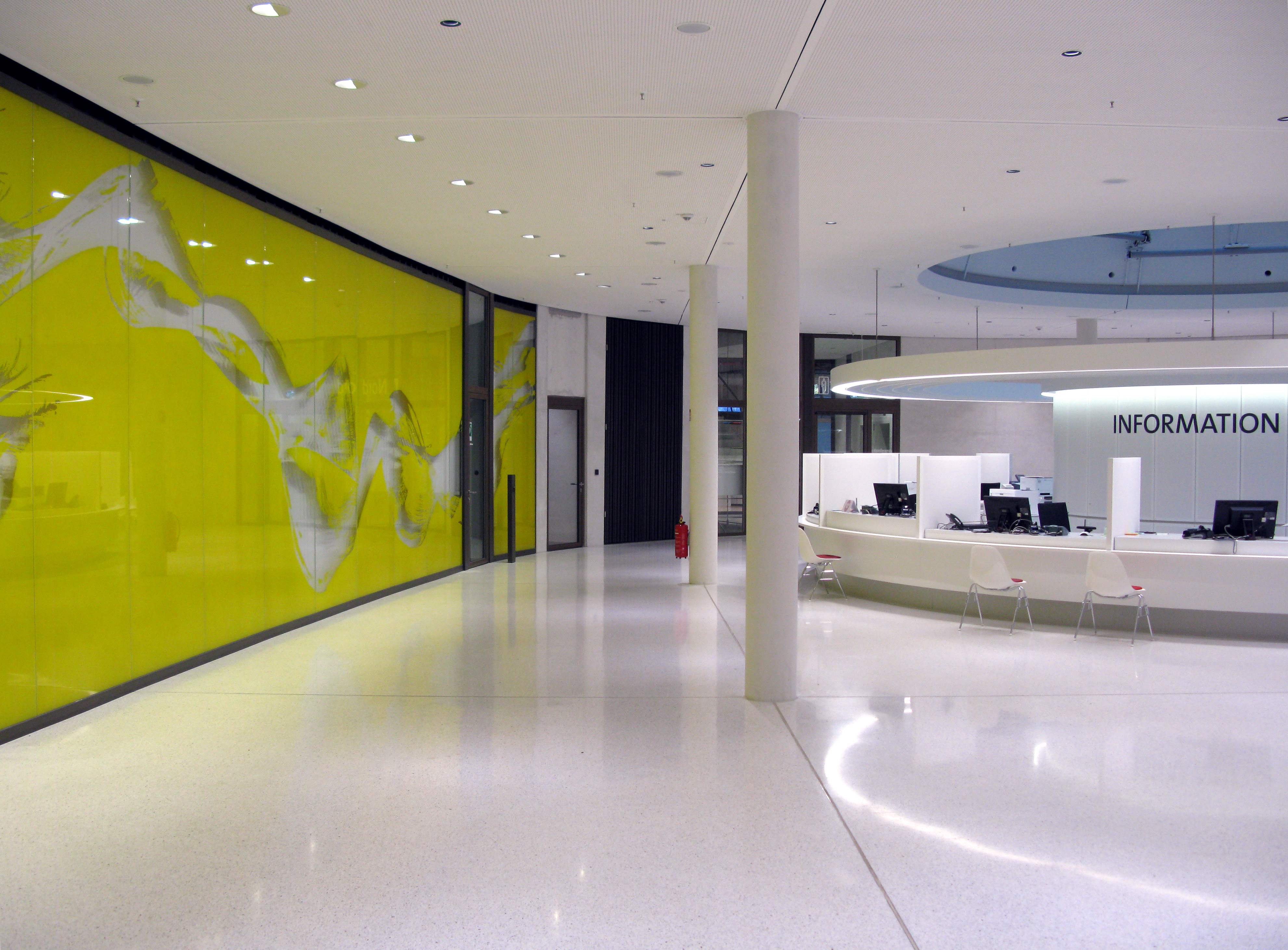
Rathaus im Stühlinger, im Bürgerservicezentrum, links „Limon“ von Schirin Kretschmann

Die Stadtverwaltung Freiburg ist seit Januar 2011 in fünf Dezernate eingeteilt, denen jeweils eine Reihe von städtischen Ämtern untersteht. Dezernat I wird von Oberbürgermeister Martin Horn (parteilos) geleitet und ist zuständig für die Haupt- und Personalverwaltung und für Organisation, Recht, Regionales und Öffentlichkeitsarbeit. Dezernat II wird geleitet von Bürgermeisterin Christine Buchheit (Grüne) und ist das Dezernat für Umwelt, Schule und Bildung. Dezernat III, geleitet von Bürgermeister Ulrich von Kirchbach (SPD), ist zuständig für Kultur, Jugend und Soziales und Integration. Er ist gleichzeitig erster Bürgermeister und Stellvertreter des Oberbürgermeisters. Stefan Breiter (CDU) trat zum 1. April 2018 die Nachfolge von Otto Neideck an, der das Dezernat IV für Finanz-, Wirtschafts- und Wohnungswesen, zentrale IT, öffentliche Ordnung, Bürgerservice, Feuerwehr und Sport leitete. Das neu gebildete Dezernat V wird vom parteilosen Martin Haag geleitet und umfasst die Bereiche Stadtentwicklung und Bauen, Tiefbau mit Verkehrsplanung, Stadtgrün und Gebäudemanagement.
Das Landratsamt Breisgau-Hochschwarzwald hat zwar seinen Sitz in der kreisfreien Stadt Freiburg, verwaltet aber im Wesentlichen nur den die Stadt umgebenden Landkreis. Allerdings erstreckt sich die Zuständigkeit einiger Ämter des Landkreises (insbesondere Gesundheitsamt, Versorgungsamt) auch auf den Stadtkreis Freiburg.

#### Landesbehörden
In Freiburg befinden sich mehrere Landesbehörden, so das Regierungspräsidium Freiburg mit Sitz des Präsidenten im Basler Hof, zu dem als neue Abteilungen auch Polizeipräsidium, Oberschulamt, Forstdirektion und das Landesamt für Geologie, Rohstoffe und Bergbau gehören. Das Regierungspräsidium betreibt in Freiburg eine Landeserstaufnahmeeinrichtung (LEA) auf einem zuvor von der Akademie der Polizei Baden-Württemberg genutzten Gelände.
Des Weiteren sind in Freiburg die „Forstliche Versuchs- und Forschungsanstalt Baden-Württemberg“, das „Staatliche Weinbauinstitut“, das „Chemische und Veterinäruntersuchungsamt Freiburg“ sowie die beiden Finanzämter Freiburg-Stadt und Freiburg-Land ansässig.
Die Justizvollzugsanstalt Freiburg dient dem Vollzug von Freiheitsstrafen ab 15 Monaten bis lebenslänglich sowie der Sicherungsverwahrung für ganz Baden-Württemberg.
Das Staatsarchiv Freiburg bewahrt seit 1806 die schriftliche Überlieferung der staatlichen Behörden im Gebiet des Regierungsbezirks Freiburg auf. Seit 2005 ist es eine Abteilung des Landesarchivs Baden-Württemberg.

#### Bundesbehörden

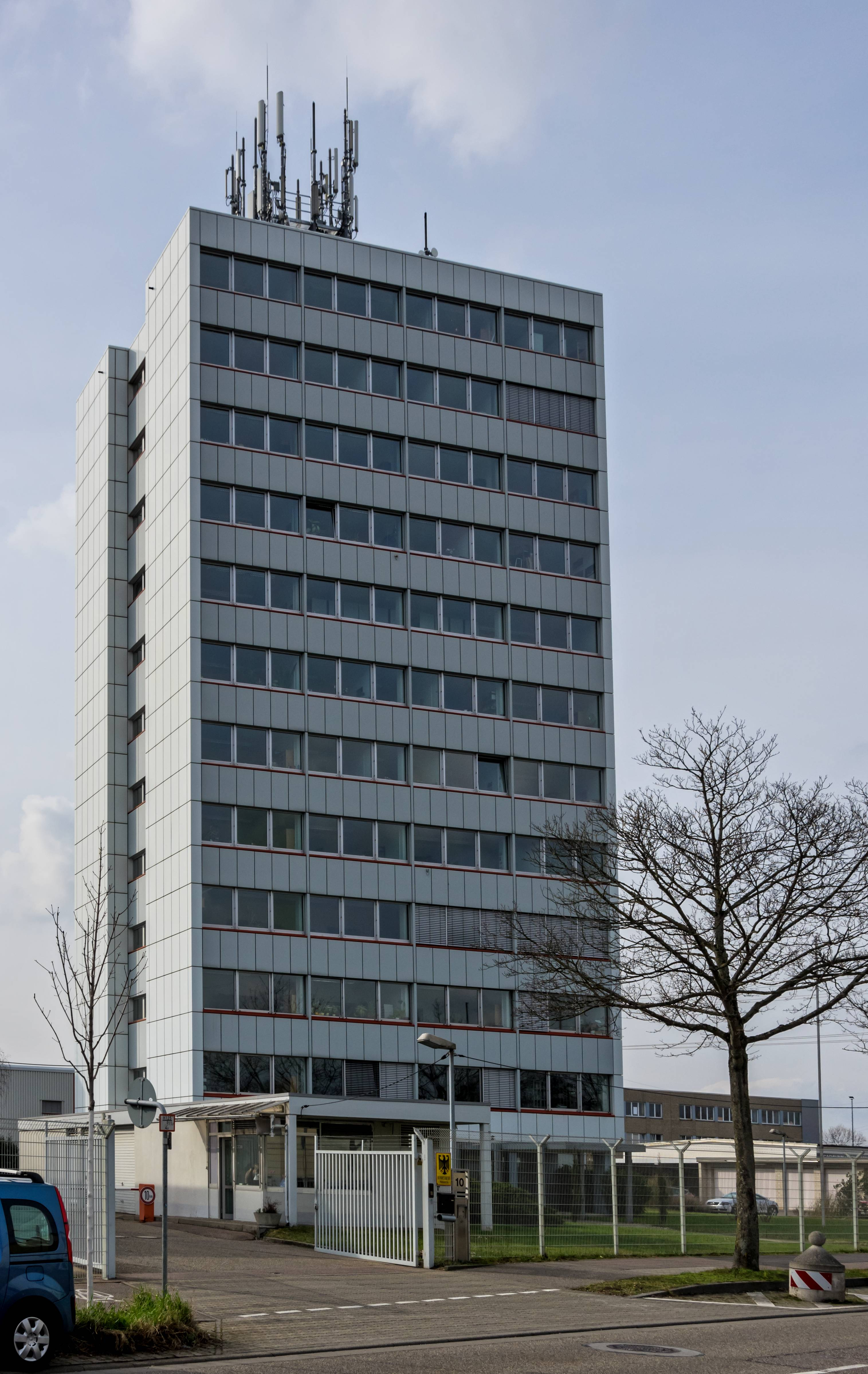
Bundesarchiv-Militärarchiv

Neben den Landesbehörden gibt es in Freiburg auch Behörden des Bundes. Dazu zählen Dienststellen der Bundesagentur für Arbeit des Bundesamtes für Strahlenschutz (mit Messstelle auf dem Schauinsland), des Technischen Hilfswerks, der Bundesanstalt für Immobilienaufgaben, des Beschaffungsamtes der Bundeszollverwaltung und der Bundesnetzagentur sowie das Bundesarchiv-Militärarchiv, das Wasserstraßen- und Schifffahrtsamt Oberrhein und das Zentrum für Medizin-Meteorologische Forschung Freiburg (ZMMF) des Deutschen Wetterdienstes. Ferner gibt es eine Mobile Kontroll- und Überwachungseinheit des Bundespolizeiamtes Weil am Rhein, das dem Bundespolizeipräsidium Süd (München) untersteht, eine Außenstelle des Bundesamts für Migration und Flüchtlinge sowie Dienststellen der Bundeswehr. Am Rande der Altstadt in der Neuburg befindet sich die Filiale der Deutschen Bundesbank.

#### Körperschaften des öffentlichen Rechts
Weitere Organisationen in der Rechtsform einer Körperschaft des öffentlichen Rechts haben ihren Sitz in Freiburg:
- Regionalverband Südlicher Oberrhein K. d. ö. R.
- Handwerkskammer Freiburg K. d. ö. R.
- IHK Südlicher Oberrhein K. d. ö. R.
- Rechtsanwaltskammer Freiburg K. d. ö. R.
- Steuerberaterkammer Südbaden K. d. ö. R.
- Ärztekammer Freiburg, eine Außenstelle der Ärztekammer Baden-Württemberg mit Sitz in Stuttgart
- Zahnärztekammer Freiburg, eine Außenstelle der Zahnärztekammer Baden-Württemberg mit Sitz in Stuttgart

#### Gerichte
Freiburg verfügt über ein Amtsgericht und ein Landgericht, die zum Oberlandesgerichtsbezirk des Oberlandesgerichtes Karlsruhe gehören. Einige Zivilsenate des Oberlandesgerichtes Karlsruhe haben ebenfalls ihren Sitz in Freiburg.
Außer den Gerichten der ordentlichen Gerichtsbarkeit gibt es in Freiburg ein Arbeitsgericht (sowie eine Kammer des Landesarbeitsgerichtes), Außensenate des Finanzgerichts Baden-Württemberg, ein Sozialgericht (zuständig für den Stadtkreis Freiburg, die Landkreise Breisgau-Hochschwarzwald, Ortenaukreis, Emmendingen, Lörrach und Waldshut sowie in Knappschaftssachen für das gesamte Landesgebiet von Baden-Württemberg) und ein Verwaltungsgericht (zuständig für den Regierungsbezirk Freiburg).

#### Rettungsdienst
Die Notfallrettung der Stadt wird vom Deutschen Roten Kreuz und dem Malteser Hilfsdienst erbracht. Die Integrierte Leitstelle betreibt das DRK gemeinsam mit der Stadt Freiburg und dem Landkreis Breisgau-Hochschwarzwald im Amt für Brand- und Katastrophenschutz. Die Leitstelle ist für ein 1531 Quadratkilometer großes Gebiet zuständig, in dem fast 500.000 Menschen leben. In der integrierten Leitstelle gehen laut DRK-Zählung im Januar 2019 jährlich rund 109.000 Notrufe, 121.000 Krankentransport-Anforderungen sowie rund 41.000 Anrufe für den kassenärztlichen Notdienst ein. Pro Jahr steuert die Leitstelle 7.000 Einsätze der Feuerwehren und Rettungsdienste sowie 44.000 reine Rettungsdiensteinsätze. Freiburg verfügt über die Lehrrettungswache 1 (Freiburg-Betzenhausen) sowie die Rettungswache 2 unweit des Hauptbahnhofes. Das DRK betreibt die drei Notarzteinsatzfahrzeuge des Rettungsdienstes, zwei sind am St. Josefskrankenhaus stationiert, ein weiteres am Notfallzentrum der Universitätsklinik Freiburg. Am Flugplatz Freiburg ist ein Hubschrauber der DRF stationiert; neben Intensivtransporten kommt er auch in der Notfallrettung auf Anforderung der Leitstelle Freiburg zum Einsatz.

### Medien

#### Printmedien

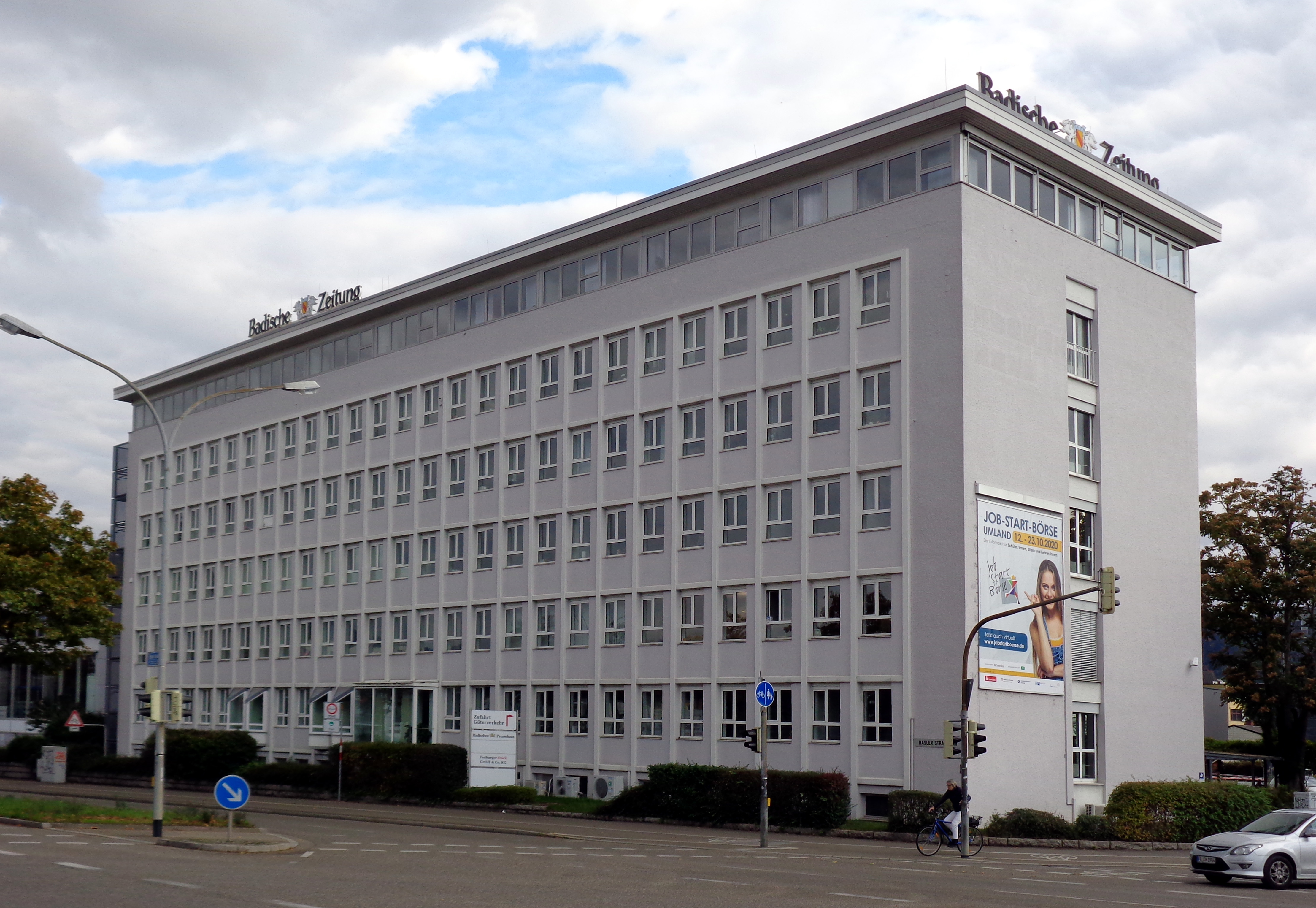
Badisches Pressehaus

In Freiburg gibt es nur eine einzige regionale Tageszeitung, die Badische Zeitung, deren Verbreitungsgebiet sich von Offenburg im Norden bis zum Hochrhein im Süden und in den Hochschwarzwald hinein erstreckt. Sie erscheint Montag bis Samstag außer an Feiertagen. Am Sonntag kommt aus dem gleichen Verlagshaus kostenlos Der Sonntag, der an Haushalte verteilt wird, sodass der Badische Verlag als Herausgeber ein Monopol an den Tageszeitungen hält.
Daneben gibt es seit November 1988 das offizielle Amtsblatt der Stadt Freiburg (Titel bis 2002: StadtNachrichten), in dem redaktionelle Beiträge, städtische Termine und Öffnungszeiten, Bekanntmachungen und Stellenanzeigen der Stadt Freiburg sowie Beiträge der im Gemeinderat vertretenen Fraktionen und Gruppierungen abgedruckt sind. Redaktionell ist das Amtsblatt auf Themen beschränkt, die unmittelbaren Bezug zur Stadtverwaltung haben. Seit Jahresbeginn 2023 erscheint das Amtsblatt samstags und wird alle 14 Tage als Beilage der Wochenzeitung „Der Sonntag“ in einer Auflage von 111.000 Exemplaren kostenlos an alle Freiburger Haushalte verteilt.
Jeweils mittwochs erscheint mit einer Auflage von 107.500 Exemplaren (Stand Mai 2016) der „Freiburger Wochenbericht“, das älteste noch bestehende deutsche Anzeigenblatt. Es wird kostenlos an alle Haushalte verteilt und enthält auch redaktionelle Artikel. In ähnlicher Aufmachung erschien seit 1983 der kostenlose „Freiburger Stadtkurier“ aus dem gleichnamigen Freiburger Verlag. Er wurde zum Jahresende 2022 eingestellt.
Außer diesen vier größeren Zeitungen gibt es noch einige weitere kleinere Zeitungen und Zeitschriften aus und für Freiburg, wie Stadtteilzeitungen oder die Bürgerblätter lokaler Ortsvereine.
Die ehemals kostenlos erschienene „Zypresse“ war ein Offertenblatt für private und geschäftliche Kleinanzeigen, welches mittwochs und samstags erschien und im Sommer 2024 eingestellt wurde. Sie wurde 1984 gegründet und hatte eine Auflage von 50.000 (mittwochs) bzw. 60.000 (samstags, nur Freiburg) Exemplaren (Stand Mai 2016). Samstags erschienen im Umkreis Lörrach/Basel sowie im Großraum Offenburg/Lahr zusätzlich Regionalausgaben. Die Zypresse stand in Konkurrenz zum Offertenblatt „schnapp.de“ der Badischen Zeitung, das jeweils donnerstags erscheint und crossmedial – also unter enger Verzahnung mit dem Online-Auftritt – ausgerichtet ist.
Außer diesen Anzeigenblättern gibt es noch weitere Kultur- und Veranstaltungsmagazine, die monatlich erscheinen. Dazu gehören die beiden Stadtmagazine „Fipps-Freiburg“ und „Kultur Joker“ sowie die zwei Kulturmagazine „Freiburg aktuell“ (bis Ende 2018) und „Chilli – das freiburger stadtmagazin“. Ergänzt wird das Angebot an Kultur- und Veranstaltungsmagazinen durch die jeweils freitags erscheinende Beilage „bz-ticket.de“ in der Badischen Zeitung. Alternativ gibt es seit 1998 auch eine Straßenzeitung, der „FREIeBÜRGER“. Diese Zeitung wird monatlich von meist sozial benachteiligten Menschen in den Straßen von Freiburg verkauft.

#### Audiovisuelle Medien

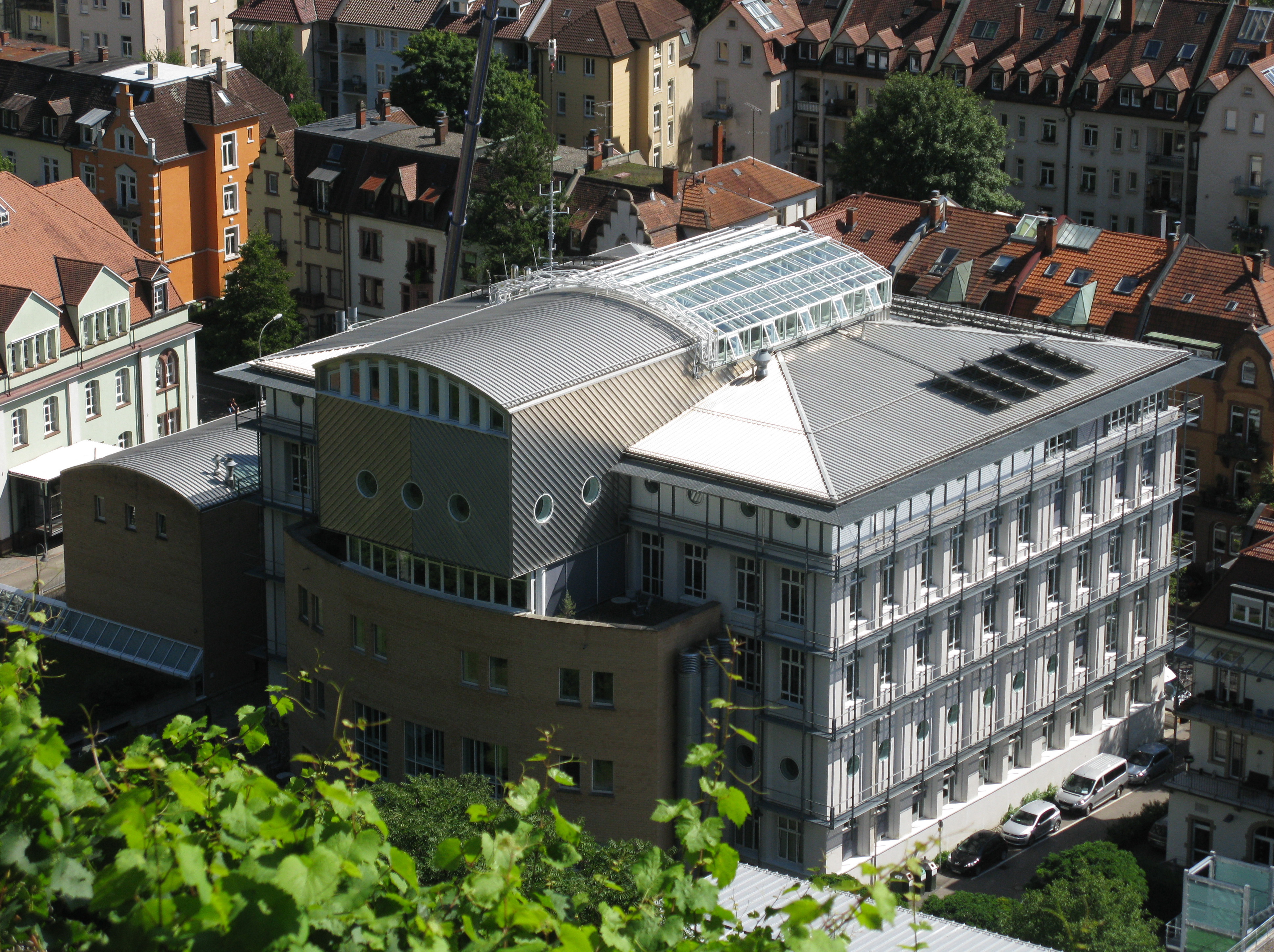
SWR-Studio Freiburg

In Freiburg gibt es ein Funkhaus des öffentlich-rechtlichen Südwestrundfunks, das SWR-Studio Freiburg, in dem unter anderem Sendungen für SWR4 Baden-Württemberg und das SWR Fernsehen produziert werden. Des Weiteren war das SWR Sinfonieorchester Baden-Baden und Freiburg bis 2016 im Konzerthaus Freiburg ansässig, jetzt gibt das SWR Symphonieorchester dort Konzerte.
Als Privatsender werbefinanziert ist das Regionalradio baden.fm. Das dritte Freiburger Radio, Radio Dreyeckland, das in der Nähe der Innenstadt produziert wird und aus der Anti-Atom-Bewegung entstanden ist, ist das älteste Freie Radio in Deutschland. Dazu gibt es seit 2006 den ebenfalls terrestrisch empfangbaren Sender uniFM. Dieser Sender ist das Lern- und Ausbildungsradio der Pädagogischen Hochschule und der Universität.
Außer diesen speziell auf Freiburg konzentrierten Medien gibt es noch unter anderem Radio Regenbogen für die gesamte Region Baden.
Im Ortsteil Lehen betreibt der SWR eine Sendeanlage für Mittelwelle (Frequenz 828 kHz, Sendeleistung 10 kW, Geografische Koordinaten des Senderstandorts: 48° 0′ 48″ N, 7° 47′ 38″ O) und UKW-Hörfunk, welche als Antennenträger einen 92 Meter hohen, gegen Erde isolierten Stahlfachwerkmast mit viereckigem Querschnitt verwendet. Der Senderstandort Freiburg-Lehen ist einer der ältesten in Deutschland.

### Bildung und Forschung

#### Schulen
Ein breites Angebot an Schulen in Freiburg kann sehr vielfältigen Ausbildungsansprüchen gerecht werden.
Das Grundangebot bilden 40 Grund- und Hauptschulen, davon einige in privater Hand, die flächendeckend über die Stadt verteilt sind. An weiterführenden Schulen gibt es acht Realschulen, davon zwei private, elf allgemeinbildende Gymnasien unterschiedlicher Ausprägung, darunter einige in freier Trägerschaft (z. B. die Freie Christliche Schule Freiburg und die demokratische Schule Kapriole), sowie seit 1972 das Deutsch-Französische Gymnasium, eine von zwei solcher Schulen in Deutschland mit zweinationalem Abschluss. Seit 2010 bietet das Goethe-Gymnasium Freiburg eine Schüler-Ingenieur-Akademie an. Es gibt insgesamt fünf Gesamtschulen, von denen eine die öffentliche Staudinger-Gesamtschule ist und die vier anderen der Waldorfpädagogik zuzurechnen sind. Mit dem UWC Robert Bosch College gibt es in Freiburg das einzige United World College in Deutschland. Es handelt sich dabei um ein Internat für 16- bis 19-Jährige aus über 70 Nationen.
Daneben sind in der Stadt vier berufliche Gymnasien und zehn berufliche Schulen für den kaufmännischen und gewerblichen Bereich ansässig.
Schließlich befinden sich in der Stadt noch zehn Sonderpädagogische Bildungs- und Beratungszentren, vier mit dem Förderschwerpunkt Lernen, vier mit dem Förderschwerpunkt geistige Entwicklung, jeweils ein privates mit dem Förderschwerpunkt sozial-emotionale Entwicklung und mit dem Förderschwerpunkt Sprache.
Die privaten Jazz & Rock Schulen Freiburg, gegründet 1984, bieten im International Music College Freiburg eine Ausbildung zum Profimusiker in den Musikrichtungen Jazz, Rock und Pop an. In der Allgemeinen Musikschule Freiburg gibt es Musikunterricht für Kinder und Erwachsene und im Zentrum für Musikpädagogik Fortbildungen in Zusammenarbeit mit der Popakademie Baden-Württemberg.
Darüber hinaus ergänzen das breite Bildungsangebot eine Reihe weiterer Schulen in privater Trägerschaft, etwa in den Bereichen Elementarbildung, Familienpflege, Grafik/Design. Ferner gibt es die Freiburger Schauspielschule im E-Werk.
Im Bereich der Erwachsenen- und Weiterbildung bieten unter anderem die Volkshochschule Freiburg und das Katholische Bildungswerk ein breites Spektrum von Fortbildungsmöglichkeiten. Mehrere Sprachschulen ergänzen dieses Angebot, zu denen das Goethe-Institut zu rechnen ist.

#### Hochschulen

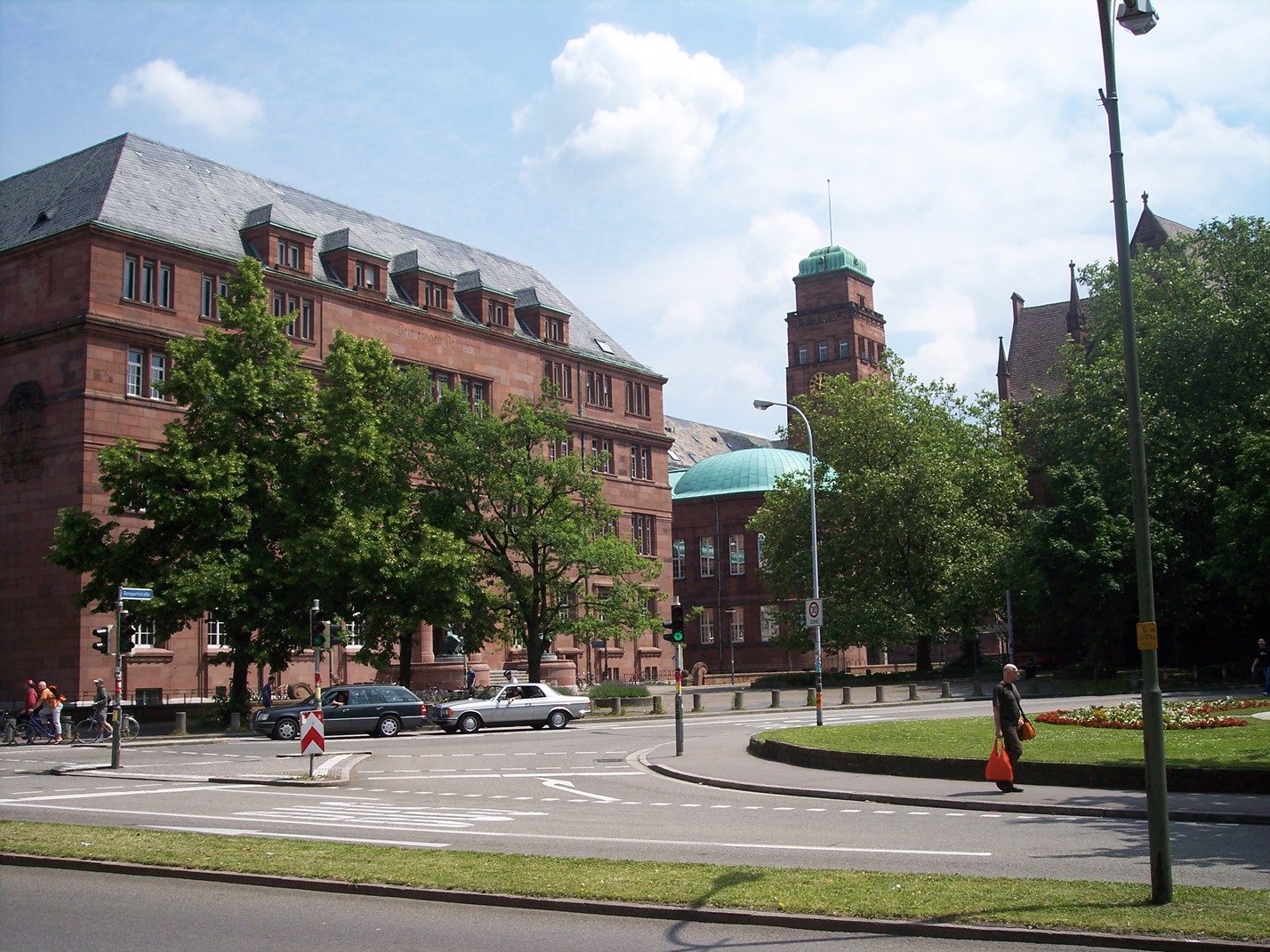
Kollegiengebäude I und historisches Hauptgebäude der Albert-Ludwigs-Universität (fotografiert 2006)

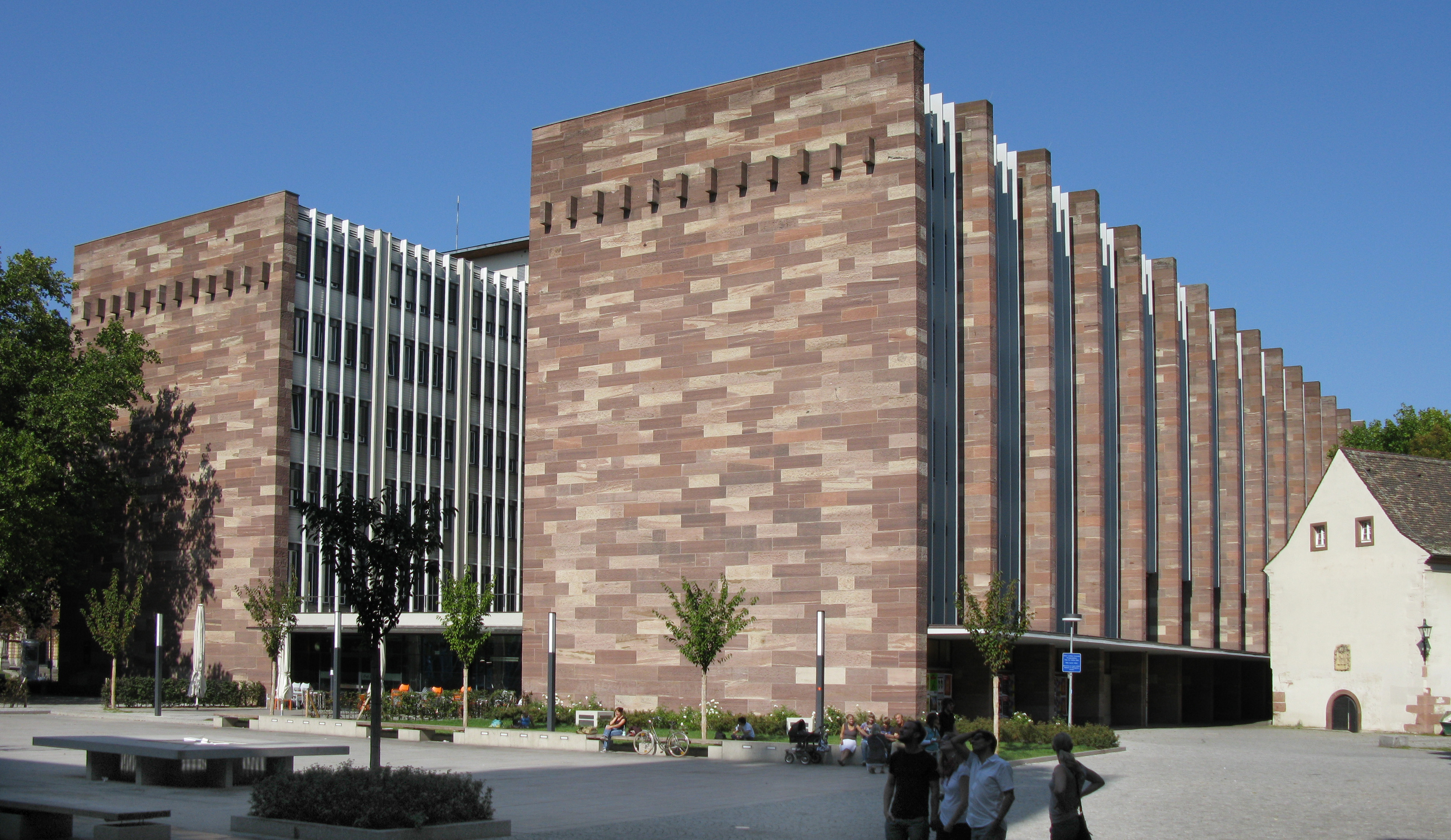
Kollegiengebäude II (wird seit 2020 saniert) mit juristischer (l.) und wirtschaftswissenschaftlicher (r.) Fakultät der Universität, Peterhof (rechter Bildrand) und Platz der Weißen Rose (kann Stand 2023 wegen der Baustelle nicht betreten werden) (fotografiert 2011)

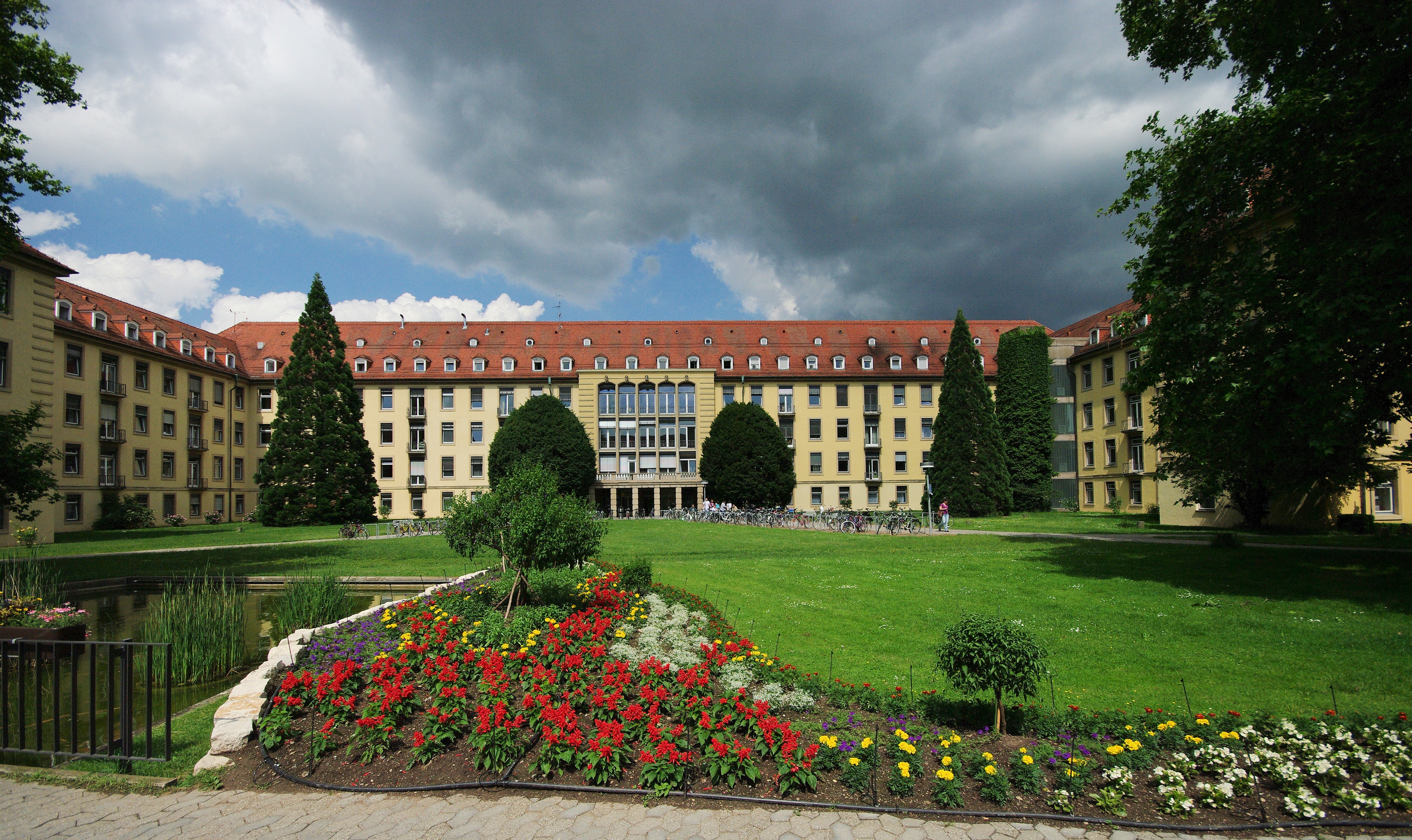
Chirurgische Klinik des Universitätsklinikums Freiburg

In Freiburg befinden sich mehrere Hochschulen mit insgesamt über 30.000 Studierenden.
Die im Jahr 1457 gegründete Albert-Ludwigs-Universität ist eine der ältesten und renommiertesten Hochschulen Deutschlands mit über 24.000 Studierenden. Sie prägt nachhaltig das Leben der Stadt: So finden sich rund um die Universität viele gut besuchte Cafés und Kneipen. Die Universität ist mit ihren knapp 20.000 Arbeitsplätzen (einschließlich Klinikum) einer der wichtigsten Arbeitgeber in Südbaden.
Die Pädagogische Hochschule Freiburg (PH) im Stadtteil Littenweiler wurde 1962 aus den früheren Akademien für Lehrerbildung I und II gebildet und hat seit 1971 den Status einer wissenschaftlichen Hochschule.
Im Stadtteil Oberau befindet sich die Hochschule für Musik Freiburg, welche 1946 von der Stadt Freiburg gegründet und später vom Land Baden-Württemberg als staatliche Hochschule weitergeführt wurde.
Neben den genannten staatlichen Hochschulen gibt es weitere Hochschuleinrichtungen:
- Die „Evangelische Hochschule Freiburg – Hochschule für Soziale Arbeit, Diakonie und Religionspädagogik“ und die „Katholische Hochschule Freiburg – Hochschule für Sozialwesen, Heilpädagogik, Religionspädagogik und Pflege“ sind Fachhochschulen in kirchlicher Trägerschaft.
- Die „Freie Hochschule für Grafik-Design & Bildende Kunst“, welche 2007 mit der Freiburger Grafikschule fusionierte, bildet Studenten in den drei Studiengängen Grafik-Design, Screen-/Webdesign und Bildende Kunst aus. Im Herbst 2011 beginnt der Studienbetrieb in der Hochschule für Kunst, Design und Populäre Musik, zu der die Freie Hochschule für Grafik-Design & Bildende Kunst mit dem International Music College Freiburg, einem Bereich der Jazz & Rock Schulen Freiburg, fusionierte.
- Die private International University of Cooperative Education bietet im dualen System (Studium und Praxis im Wechsel) Studiengänge in Hotelmanagement, Immobilienwirtschaft und Sportmanagement an.
- Die FOM Hochschule bietet Bachelor- und Masterstudiengänge neben der Ausbildung und neben dem Beruf an. Freiburg ist einer der Studienorte der seit 1993 in Essen ansässigen Hochschule.
- Das Lehramtsstudium an den staatlichen Hochschulen wird ergänzt durch die Ausbildung an den Seminaren für Didaktik und Lehrerbildung, je eines für Berufliche Schulen, für Gymnasien und für Realschulen.
- Hochschule Macromedia, University of Applied Sciences, Standort Freiburg.

#### Forschungseinrichtungen
In Freiburg befinden sich mehrere Forschungsinstitute:
- Institute der Max-Planck-Gesellschaft (MPI):
  - MPI für Immunbiologie und Epigenetik
  - MPI zur Erforschung von Kriminalität, Sicherheit und Recht
  - Arbeitsgruppe Feuerökologie Freiburg des Max-Planck-Instituts für Chemie Mainz, die das Global Fire Monitoring Center (GFMC) betreibt, ein im Auftrag der Vereinten Nationen tätiges Zentrum zur Beobachtung und Auswertung von großen Wald- und Steppenbränden
- Die Stadt Freiburg ist weiterhin „Korporativ Förderndes Mitglied“ der Max-Planck-Gesellschaft.[241]
- Institute der Fraunhofer-Gesellschaft:
  - Fraunhofer-Institut für Angewandte Festkörperphysik (IAF)
  - Fraunhofer-Institut für Kurzzeitdynamik – Ernst-Mach-Institut (EMI)
  - Fraunhofer-Institut für Physikalische Messtechnik (IPM)
  - Fraunhofer-Institut für Solare Energiesysteme (ISE)
  - Fraunhofer-Institut für Werkstoffmechanik (IWM)
- Weitere Forschungseinrichtungen:
  - Institut für Mikrosystemtechnik – Universitäres Forschungsinstitut auf dem Gebiet der Mikro- und Nanotechnologie
  - Kiepenheuer-Institut für Sonnenphysik – betreibt Sonnenobservatorien auf dem Schauinsland und Observatorio del Teide
  - Öko-Institut, ein gemeinnütziges privates Umweltforschungsinstitut
  - Walter Eucken Institut, eine 1954 gegründete sozial- und wirtschaftswissenschaftliche Forschungseinrichtung im Umfeld der Albert-Ludwigs-Universität
  - Institut für Grenzgebiete der Psychologie und Psychohygiene – widmet sich der Erforschung parapsychologischer Phänomene
  - Freiburger Wissenschaftsforum – fördert Innovation und hochschulbasierte Unternehmensgründungen.
  - Arnold-Bergstraesser-Institut – befasst sich mit kulturwissenschaftlichen und entwicklungspolitischen Fragen
  - Alemannisches Institut Freiburg – fördert die fächer- und grenzüberschreitende landeskundliche Erforschung des alemannisch-schwäbischen Sprach- und Siedlungsraumes
  - Das 1914 gegründete Deutsche Volksliedarchiv ging 2014 im Zentrum für Populäre Kultur und Musik der Universität auf. Es beschäftigt sich mit der Sammlung, Erforschung und Edition populärer und traditioneller Lieder aus dem deutschsprachigen Raum.
  - Johannes-Künzig-Institut für ostdeutsche Volkskunde (JKI) – erforscht die Volkskunde der Heimatvertriebenen. Seit 1964 untersteht es dem Innenministerium von Baden-Württemberg.
  - Corpus Vitrearum Medii Aevi (CVMA), ein kunstgeschichtliches Forschungsinstitut für mittelalterliche Glasmalerei

## Kriminalität
Laut Kriminalstatistik ist Freiburg die Großstadt Baden-Württembergs mit der höchsten Kriminalitätsrate. 2017 wurden dort 11.712 Straftaten pro 100.000 Einwohner gezählt. Dieser Wert wurde lange Zeit wenig beachtet. Eine Auswirkung auf das Sicherheitsgefühl der Bevölkerung trat erst ein, nachdem ab Herbst 2016 innerhalb weniger Monate vier gewaltsame Todesfälle öffentliche bis europaweite Beachtung fanden, so der Mordfall Maria Ladenburger. Zwei Jahre später fand eine Gruppenvergewaltigung in der Stadt in vergleichbarer Weise nationale Beachtung. Als Folge wurde eine Sicherheitspartnerschaft zwischen der Stadt und der Polizei begründet. Seit Dezember 2016 unterstützen 25 Kräfte der Bereitschaftspolizei die Freiburger Kollegen. Auch hat die Stadt eine zehnköpfige Stadtpolizei eingerichtet, die sich um Ordnungswidrigkeiten kümmert. 2019 lag Freiburg nach zuvor 16 Jahren an der Spitze der Landeskriminalstatistik hinter Baden-Baden und Mannheim auf dem dritten Platz, 2022 dann wieder, diesmal mit 9.997 Straftaten pro 100.000 Einwohner, erneut an der Spitze der Kriminalstatistik in Baden-Württemberg.
Seit Anfang der 2000er Jahre hat sich in einem Teil des innerstädtischen Colombiparks eine offene Drogenszene etabliert. Auf dem in Bahnhofsnähe gelegenen Stühlinger Kirchplatz finden Drogenhandel und damit einhergehende Straftaten wie Raub und Diebstahl in erheblichem Ausmaß statt.

## Persönlichkeiten

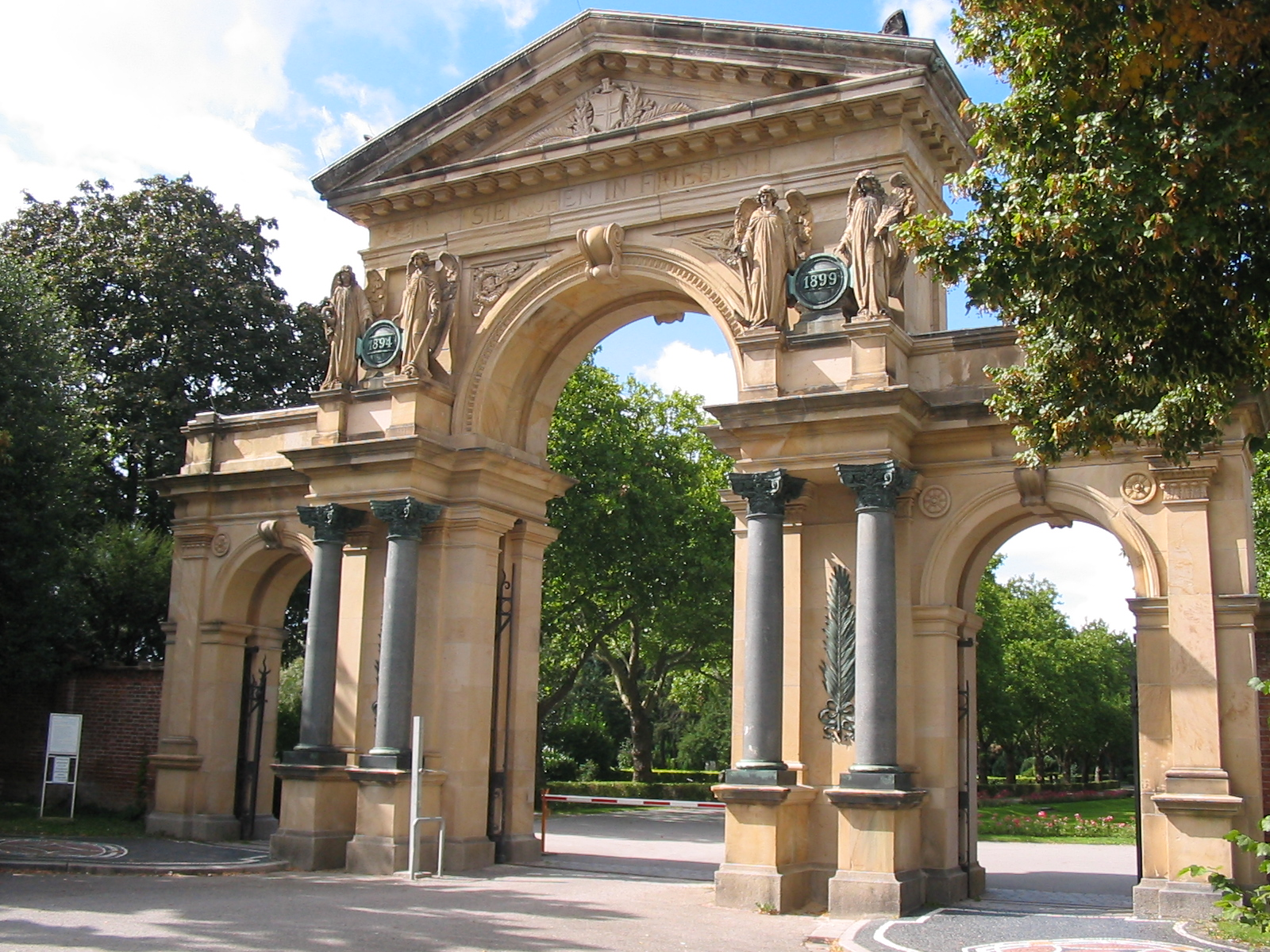
Eingangstor zum Freiburger Hauptfriedhof

### Ehrenbürger
Mit der Ehrenbürgerwürde zeichnet die Stadt Freiburg Personen aus, die sich um das Ansehen der Stadt oder das Wohlergehen ihrer Bürger besonders verdient gemacht haben. Die Freiburger Ehrenbürger reichen vom Rokoko-Bildhauer Johann Christian Wentzinger bis zum ehemaligen Oberbürgermeister Rolf Böhme und dem Mäzen Eugen Martin in der Gegenwart.

### Söhne und Töchter der Stadt
In Freiburg sind bedeutende Persönlichkeiten geboren worden. Manche sind weggezogen und haben später ihren Wirkungskreis andernorts gefunden und sind erst dort bekannt geworden. Es sind Künstler wie Johann Christian Wentzinger, Julius Bissier, Rosemarie Bühler-Fey, Manolo Lohnes oder Edith Picht-Axenfeld, Politiker wie Karl von Rotteck, Joseph Wirth, Leo Wohleb, Hans Maier oder Wolfgang Schäuble, Wissenschaftler wie Carl Christian Mez oder Karl Rahner, Erfinder wie Edwin Welte oder Engelbert Zaschka und Schauspieler wie Til Schweiger.

### Mit Freiburg verbundene Persönlichkeiten
Mit Freiburg sind viele Persönlichkeiten verbunden, die entweder hier zeitweise gelebt haben oder ihren Wirkungskreis hier gefunden haben und bekannt geworden sind. Dazu gehören Philosophen wie Edmund Husserl und Martin Heidegger, Wissenschaftler wie Walter Eucken und Arnold Bergstraesser, Schriftsteller wie Alfred Döblin und Christoph Meckel, Künstler wie Hans Baldung Grien, Schauspielerinnen wie Alexandra Maria Lara, Nobelpreisträger wie Georges Köhler und Hermann Staudinger, Heilige wie Edith Stein, Fußballtrainer wie Joachim Löw.

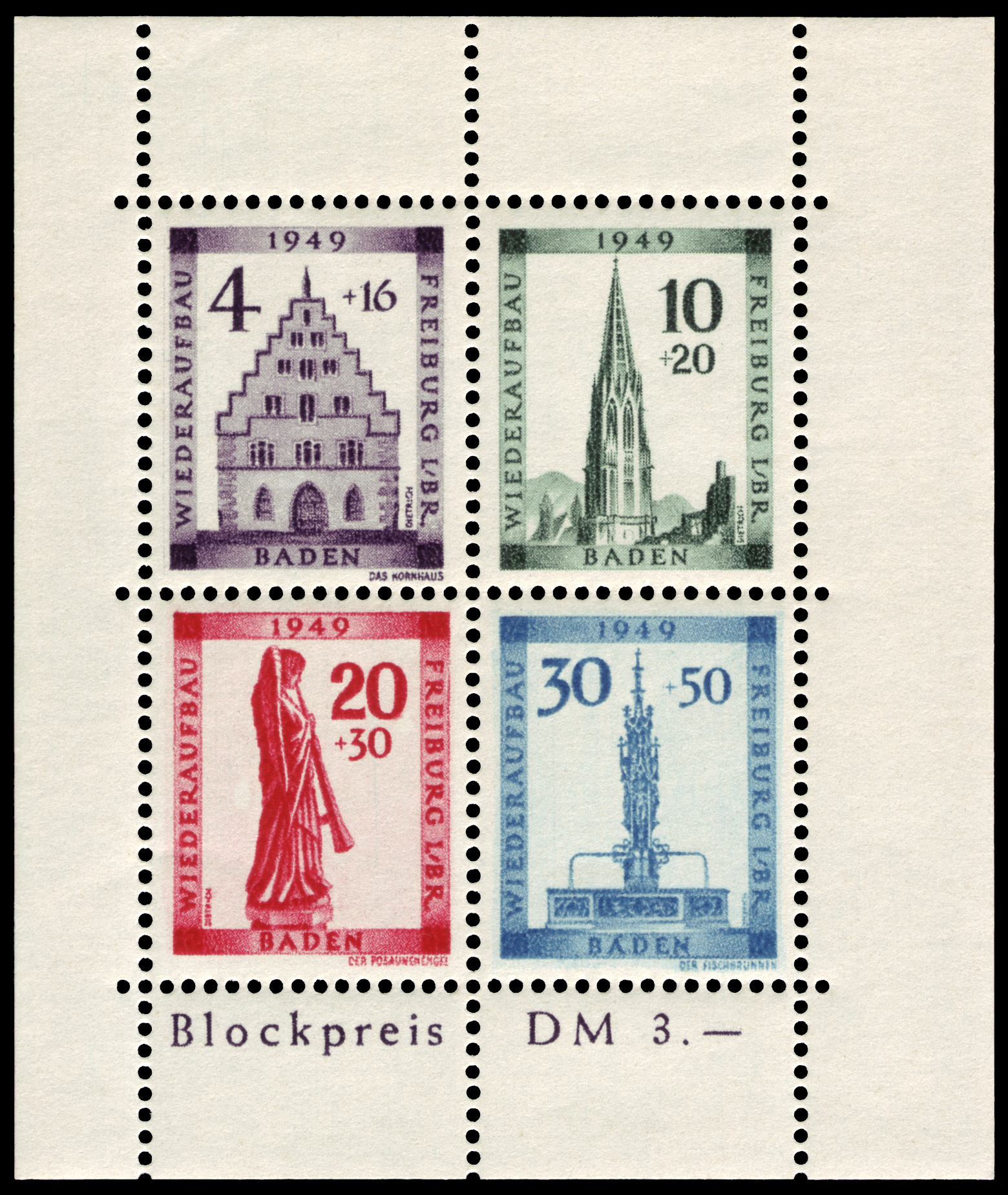
Freiburger Motive auf Briefmarken

## Philatelistisches
Mit dem Erstausgabetag 2. Juli 2020 gab die Deutsche Post AG aus Anlass des 900-jährigen Bestehens der Stadt ein Sonderpostwertzeichen im Nennwert von 80 Eurocent heraus. Der Entwurf stammt von den Grafikern Daniela Haufe und Detlef Fiedler aus Berlin.
Zudem war das Münster auf einem Wert der Dauermarken-Serie Sehenswürdigkeiten. 1970 wurde Freiburg in der Serie Fremdenverkehr dargestellt.
Bereits bei den Briefmarken-Ausgaben der französischen Zone Baden war Freiburg vertreten: In der Dauermarkenserie war das Münster das Motiv auf der Marke zu 1 RM (1947, braun) bzw. 1 DM (1948, blau). Entworfen hatte die Marke wie die ganze Serie der litauische Künstler Vytautas Kazimieras Jonynas. Darüber hinaus gab es 1949 einen Block Zuschlagsmarken „Wiederaufbau Freiburg i. Br.“ mit ungewöhnlich hohen Zuschlägen. Die Motive waren „Kornhaus“ (4+16 Pf.), „Münster“ (10+20 Pf.), „Posaunenengel“ (20+30 Pf.) und „Fischbrunnen“ (30+50 Pf.).

## Numismatisches
Anlässlich der 900-Jahr-Feier gab die Münze Deutschland des Bundesverwaltungsamts am 9. Juli 2020 eine 20-Euro-Sammlermünze in Sterlingsilber heraus. Der Entwurf stammt von Bastian Prillwitz.

## Film
- Freiburg im Breisgau. Der Film. Die Geschichte. Dokumentarfilm, Deutschland, 2011, 43:30 Min., Buch und Regie: Anita Bindner, Produktion: Haus des Dokumentarfilms, Kinostart: 30. November 2011, Erstsendung: 31. August 2014 bei SWR, Reihe: Geschichte im Südwesten
- SWR: 900 Jahre Freiburg – Vom Fürstensitz zur Green City auf YouTube, 27. April 2020 (Dokumentarfilm; Buch und Regie: Tamara Spitzing; Laufzeit: 1:29:32 h).